# ببر
البَبْر (الجمع: بُبُور) (الاسم العلمي: Panthera tigris) حيوان لبون لاحم ضخم من فصيلة السنوريّات وهو أكبر الأعضاء الحية لفصيلة السنوريات والأفراد المنتمية لجنس النمر. يمكن التعرف على الببر إلى حدٍّ كبير لخطوطه العمودية الداكنة على فراؤه البرتقالي وجانبه السفلي الأبيض. تُعتبر شبه القارة الهندية موطن أكثر من 80% من الببور البريّة في العالم، وتقطن الببور الغابات أو الأراضي العشبيّة حيث يساعدها فراؤها المخطط على التموّه بدرجة كبيرة وبذلك تصطاد فرائس تكون في العادة أكثر رشاقة وسرعةً منها. تحب الببور أن تنزل في الماء نزولاً مستمراً في الأيام الحارّة، لكنها على عكس اليغاور (نوع من السنوريّات شبيه بالنمر) لا تُعتبر سَبّاحة قويّة بل مجرّد محبة للاستحمام حيث تُشاهد في البرك والأنهار والمستنقعات.
تصطاد الببور بالدرجة الأولى بأسلوب منفرد حافريات وحيوانات عاشبة متوسطة أو كبيرة الحجم من شاكلة: الأيائل، الخنازير البريّة، الغور (نوع من الثيران البريّة)، وجواميس الماء، كما أنها قد تصطاد طرائد أصغر حجمًا أحيانًا. يعدّ الإنسان الخطر الأساسيّ على الببر، فغالبًا ما تحصل عمليّات قنص غير شرعيّة للببور من أجل الحصول على فرائها وعظامها وكل عضوٍ من جسمها تقريبًا للاستخدام في الطب الصيني التقليديّ لإنتاج عقاقير يُزعم أنها مسكنة للآلام ومنشطة، والأسباب الرئيسية الأخرى لانخفاض الجمهرة هي تدمير البيئة وتجزؤ الموطن والصيد غير القانوني. الببور هي أيضاً ضحايا الصراع بين الإنسان والحياة البرية، بسبب التعدي على موطنها في بلدان ذات الكثافة السكانية البشرية العالية. فقد تراجعت أعداد الببور تراجعاً كبيراً في البريّة، فاعتباراً من عام 2015، قُدِّرَتْ جُمهرة الببور البرية العالمية بما يتراوح بين 3062 و 3948 فرداً ناضجاً، وتَعِيشُ معظم الجُمهرة في جيوب معزولة صغيرة. تحتظن الهند حالياً أكبر جمهرة من الببور. وجميع نويعات الببر وُضِعَتْ على لائحة الحيوانات المهددة بالانقراض.
يستوطن الببر معظم آسيا الشرقية والجنوبية، وهو يعدّ مفترساً رئيسيّاً وضارياً كبيراً. يصل طول الببر إلى 4 أمتار (13 قدماً) بما فيه الرأس والجسد والذيل، ويزن حتى 300 كيلوغراماً (660 رطلاً). تُماثل أضخم نويعات الببر في الحجم بعض السنوريات المنقرضة، والببور حيوانات متأقلمة كثيرًا فهي تنتشر من التايغا السيبيريّة إلى الأراضي العشبية المفتوحة ومستنقعات القرم (المنغروف) الاستوائية. الببور حيوانات مناطقية وانفرادية في العادة لكنها اجتماعية أيضاً، وهي تحتاج إلى مساحات شاسعة من الأراضي لتأمين حاجتها من الطرائد وتربية ذريتها؛ وقد أدى هذا بالإضافة إلى تواجدها في بعض الأماكن الأكثر كثافة سكانية على سطح الأرض، تسبب في صراعات خطيرة مع البشر. تبقى صغار الببور مع أمهاتها مدة عامين تقريباً، ثم تُصبح مستقلة وتغادر حدود مسكن أمهاتها لتُؤَسِّسَ المسكن الخاص بها.

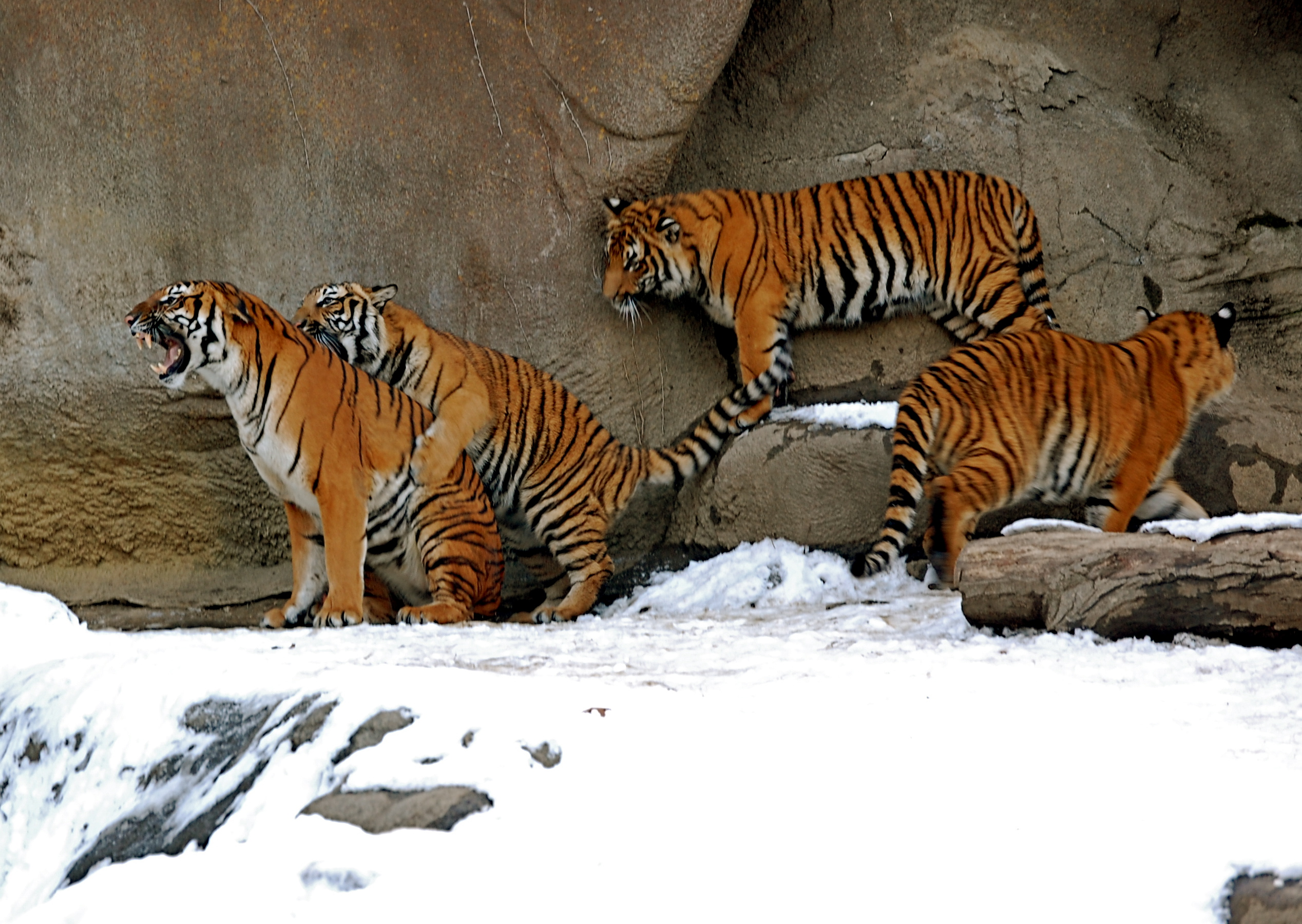
تكيف الببور مع الثلج

للببر نويعتين تضم تسعة جُمهرات معروفة، ثلاثة منها تصنّف على أنها منقرضة والستة الباقية تعتبر مهددة بالانقراض والبعض منها مهدد بصورة حرجة، ويعود السبب وراء تناقص أعداد هذا النوع إلى تدمير المسكن، تجزئة الجمهرات، والصيد.
وُصِفَ الببر علمياً أول مرة في سنة 1758. وكان الموطن الأصلي للببر يمتد من بلاد ما بين النهرين والقوقاز عبر معظم آسيا الجنوبية والشرقية. وقد تراوح موطنها سابقاً على نطاق واسع من منطقة الأناضول الشرقية في الغرب إلى حوض نهر آمور في الشرق، وفي الجنوب من سفوح جبال الهِمَلايا إلى جزيرة بالي في جزر السُوندا. إلا إنه تقلّص الآن تقلصاً كبيراً جداً، فمنذ أوائل القرن العشرين، فقدت جمهرة الببور ما لا يقل عن 93% من امتدادها التاريخي وأُبيدت من غرب ووسط آسيا، وجزر جاوة وبالي، وفي مناطق واسعة من جنوب شرق وجنوب آسيا والصين. ما تبقى من النطاق الذي لا تزال الببور تتجول فيه بحرية مجزء، ويمتد في مواقع من الغابات المعتدلة في سيبيريا إلى الغابات شبه الاستوائية والاستوائية في شبه القارة الهندية والهند الصينية، وجزيرة إندونيسية واحدة هي سومطرة.
أُدْرِجَ الببر على أنه مهدد بالانقراض في القائمة الحمراء للأنواع المهددة بالانقراض. وعلى الرغم من أن جميع النويعات الباقية على قيد الحياة اليوم تحظى بالحماية إلا أن القنص اللاشرعي، بالإضافة لتدمير المسكن والتناسل الداخلي لا يزال يهدد الجمهرات الباقية.
يعد الببر من بين أكثر الحيوانات الضخمة الجذابة شهرة وشعبية في العالم، إذ ظهرت في العديد من الميثولوجيات والفلكلورات القديمة للثقافات في جميع أنحاء نطاقها التاريخي ولا تزال تُصَوِّرْ حتى اليوم في العديد من الأفلام والروايات الأدبيّة. تظهر الببور على أعلام وشعارات النبالة لكثير من الدول الآسيوية حالياً، وتعتبر رمزاً وطنياً بالنسبة للبعض منها، والحيوان الوطني بالنسبة للبعض الآخر. يُعتبر الببر جالب حظاً للعديد من الفرق الرياضية. وهو الحيوان الوطني للهند وبنغلاديش وماليزيا وكوريا الجنوبية.

## التسمية
كلمة ببر فارسية الأصل، والببر يختلف عن النمر، فالأخير مبقع الجلد (ومن هنا اشتق اسمه أي من صفة «أنمر» أي مرقط) بينما الببر مخطط، وورد بهذا الاسم في أمهات الكتب العربية مثل الحيوان للجاحظ و«حياة الحيوان» للدميري، وبه أخذ أمين المعلوف في معجمه معجم الحيوان. وقد جاء في إحدى الكتب أن هوية «ببر» تفرض على الهر أن يتمتع بقبضة «ببرية»، وأن يكون أضخم من «هر متنمّر».
يُطلق أكثر العامّة على هذه الحيوانات اسم «نمر» في اللغة العربية، وذلك عائد إلى الاختلاط الذي حصل بين اللغتين العربية والفارسية خلال العصور الوسطى عندما اقتبس كل من العرب والفرس ألفاظا من الحضارة الأخرى. فكلمة «ببر» تعني في الواقع «نمر» باللغة الفارسية، أما «نمر» في العربية فهي صفة تطلق على الحيوان «الأنمر» أي ذي النُمر أو العلامات، والعرب لم يعرفوا حيوانا «أنمر» سوى النمر الأرقط الذي كان يعيش في جميع أنحاء شبه الجزيرة العربية وبلاد الشام، أما الببر فلم يعرفه العرب إلا عند فتح العراق وإيران، وعندها اقتبسوا اسمه الفارسي من سكان تلك البلاد. وخلال العصر الذهبي للإسلام دوّن العلماء الفرس اسم هذه الحيوانات باللغة المحلية، وكذلك فعل العلماء العرب، فعلى الرغم من أن الببر حيوان «أنمر» أي ذو علامات على جسده، إلا أنهم استعملوا اسمه الفارسي كي لا يحصل لغط بين الحيوانين، أما العامّة من الناس فاستمرت بإطلاق لفظ «نمر» على هذه الحيوانات للإشارة إلى هيئتها، وبهذا استمر اللغط بين الحيوانين حتى اليوم. هناك البعض من الناس أيضا يطلقون على هذه الحيوانات اسم النمر المخطط على الرغم من عدم دقة التسمية باللغة العربية.
يُشتق اسم ببر في معظم اللغات الأوروبية من اسمه اليوناني "tigris"، المأخوذ من كلمة فارسيّة على الأرجح بمعنى «سهم»، للدلالة على سرعة الحيوان، وتُشكّل أيضا أصل اسم نهر دجلة "Tigris" في اللغات اللاتينية. كان الببر أحد أول الحيوانات التي وصفها عالم الحيوان السويدي كارولوس لينيوس في مؤلفه من القرن الثامن عشر «النظام الطبيعي» (باللاتينية: Systema Naturae)، وأعطاها اسم الجنس Felis قبل أن تُصنّف بدقة أكثر وتُعطى اسم جنس النمر. يُفترض غالبا اسم الجنس الحالي للببر يُشتق من اليونانية «بان، pan» (بمعنى جميع) و«ثير، ther» (بمعنى وحش)، إلا أن هذا قد لا يكون سوى اعتقاد سائد لدى العامّة وليس له أي برهان قاطع. والاحتمال الأقوى لأصل كلمة Panthera هو أنها ذات جذور شرق آسيوية، بمعنى «الحيوان المصفر» أو «الضارب إلى الصفار». وفي اللغة الإنكليزية يُطلق على مجموعة من الببور، بحال تمت رؤيتها معاً، تسمية «سلسلة» أو «كمين» (بالإنجليزية: streak أو ambush).

### تأثيل
تُشتق كلمتي tigre في اللغة الإنجليزية الوسطى وtigras في اللغة الإنجليزية القديمة من كلمة tigre (تلفظ تيگغر) من اللغة الفرنسية القديمة، ومن كلمة tigris اللاتينية. كان هذا اقتباس من كلمة τίγρις «لفظها الإنجليزي tígris واللفظ العربي تيغريس» اليونانية الكلاسيكية، واقتباس أجنبي من أصل غير معروف بمعنى «الببر» ونهر دجلة.
قد يكون الأصل هو الكلمة الفارسية tigra ('منقط أو عنيف') والكلمة الأفستية tigrhi ('السهم')، ربما تشير إلى سرعة قفزة الببر، على الرغم من إن هذه الكلمات ليست معروفة بأي المعاني مرتبطة بالببور.
الاسم العام Panthera مشتق من الكلمة اللاتينية panthera والكلمة اليونانية القديمة "πάνθηρ (تلفظ 'panther').

## الوصف

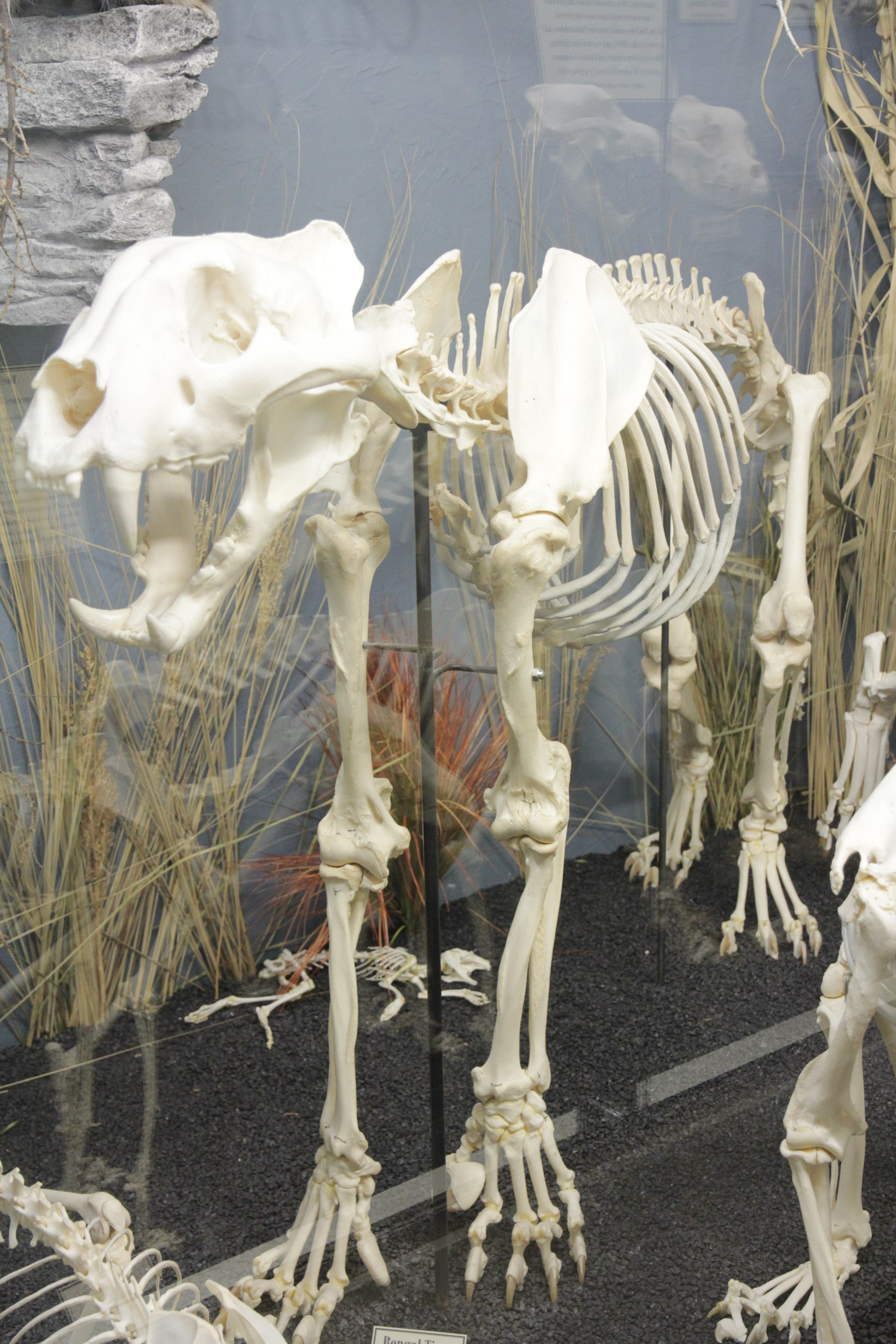
هيكل عظمي لببر بنغالي على معرض في متحف علم العظام

الببر له جسم عضلي بأطراف أمامية قوية، ورأس كبير وذيل يبلغ نصف طول جسمه تقريباً. ويتنوع لون فرائها ما بين درجات اللون البرتقالي مع جانب سفلي أبيض وخطوط سوداء عمودية مميزة؛ الأنماط لا نظير لها في بَقِيّة الأفراد. من المحتمل أن تكون الخطوط مفيدة للتمويه في الغطاء النباتي مثل العشب الطويل ذي الأنماط الرأسية القوية للضوء والظل. الببر هو أحد الأنواع القليلة من القطط المخططة، ومن غير المعروف لما النمط المنقط والنمط الوردي أكثر أنماط التمويه شيوعاً بين السنوريات. قد يساعد اللون البرتقالي أيضاً في التمويه لأن فرائس الببور هي ثنائية اللون، وهكذا قد تعتبر القط كأخضر وممزوج بالغطاء النباتي.

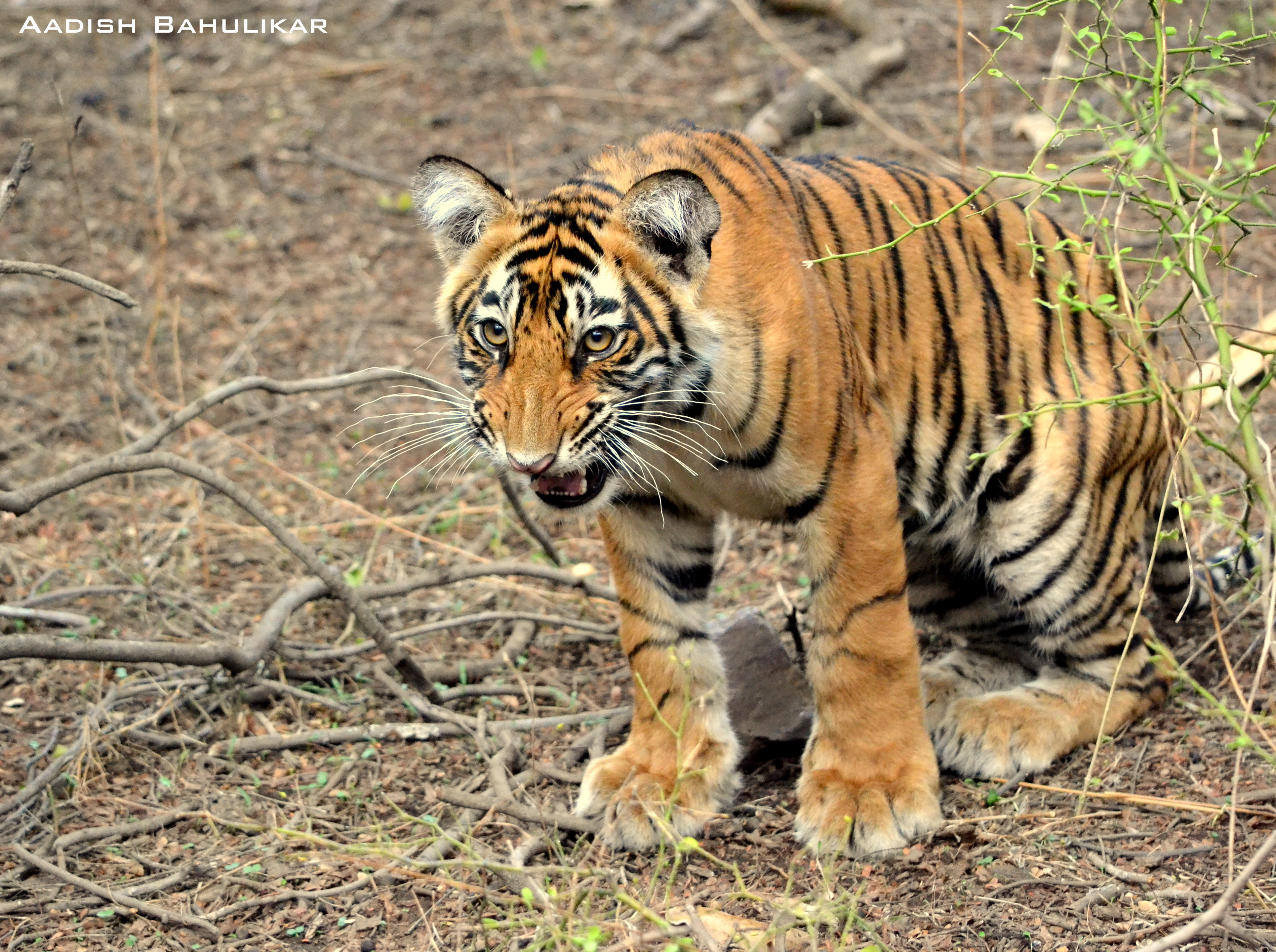
فِزْر (صغير الببر)

يبقى نمط فراء الببر مرئياً عند حلاقته، وهذا ليس بسبب تلون الجلد بل بسبب جذامات وبصيلات الشعر المنغرسة في الجلد. فهي تملك نمو فرو كثيف يشبه اللبدة حول العنق والفكين وكُلْبٍ طويلةٍ، خاصة لدى الذكور. الحدقة دائرية مع قُـزَحِيَّة صفراء. الآذان صغيرة مستديرة لها بقعة بيضاء بارزة في الخلف، محاطة باللون الأسود. يعتقد إن هذه البقع تلعب دوراً مهماً في التواصل بين الأنواع.

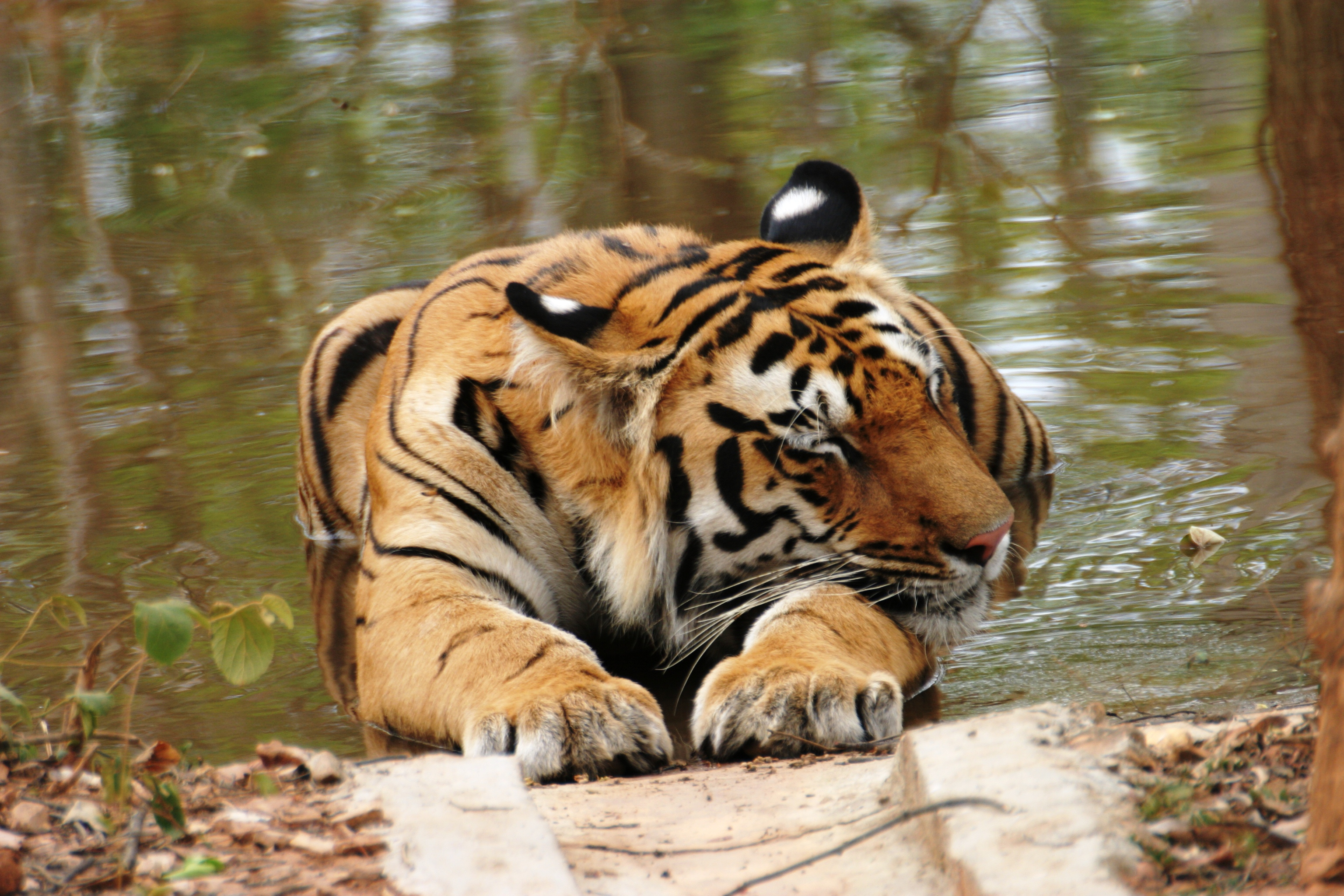
لاحظ البقعة البيضاء المحطة بالسواد في أذن الببر

يعتمد النمط الطبيعي لتَلَوُّن ذيل الببر إلى حدّ بعيد على النويعات. كان للببر القزويني المنقرض أنماط زاوية أقل تطوراً في أسفَل ذيله بالمقارنة مع النويعات في الشرق الأقصى. يتفاوت طول الذيل أيضاً بين النويعات. ذيول الببور البنغالية أقصر من الببور السيبيرية، والتي يبلغ طولها حوالي متر واحد (39 بوصة) عند الذكور الناضِجين.

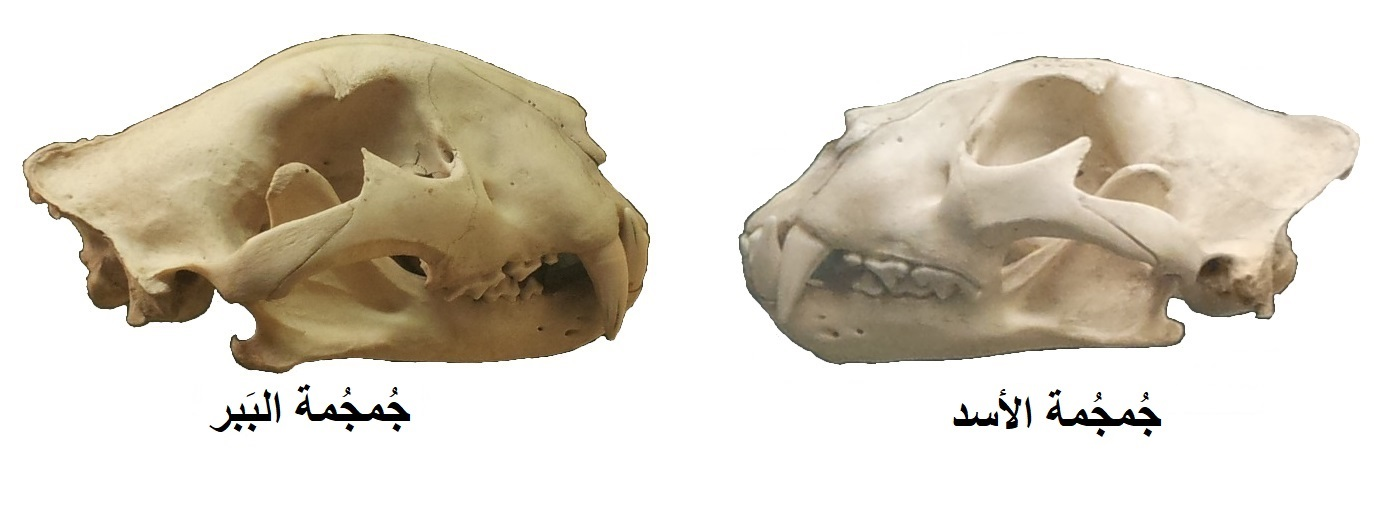
جمجتي الأسد (على اليمين) والببر (على اليسار)

تشبه جمجمة الببر جمجمة الأسد، حيث عادة ما تكون المنطقة الأمامية أقل إنخفاظاً أو مسطحة، والمنطقة خلف محجر العين أطول بعض الشيء. تظهر جمجمة الأسد فتحات أنفية أوسع. نظراً للإختلاف في أحجام الجمجمة للنوعين، فإن بنية الفك السفلي هي مؤشر موثوق به لكشف هويتهما. الببر لديه أسنان قوية بوضوح. أنيابها المقوسة قليلاً هي الأطول بين السنوريات الحية التي يصل ارتفاع تاجها إلى 90 مليمتر (3.5 بوصة).

### الصفات الجسديّة الخارجيّة

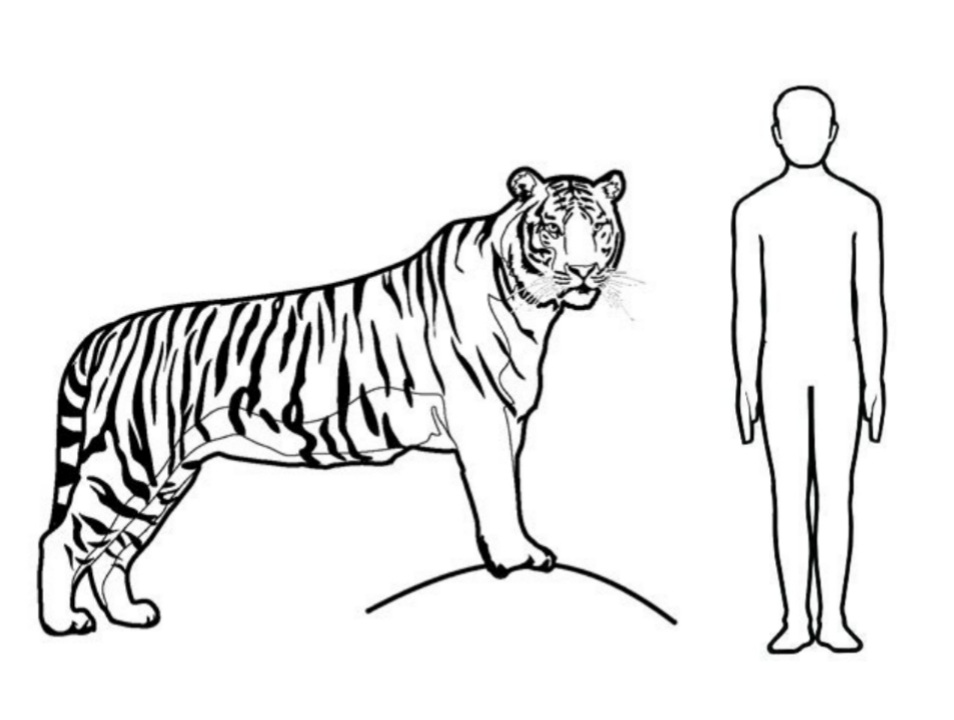
جسد هَدَبَّس (ذكر ببر) عادي بالمقارنة مع ذكر الإنسان العادي.

الببور هي أضخم السنّوريات حجمًا وأثقلها وزنًا، توجد مثنوية شكل جنسي بارزة بين الببور الذكور والإناث، مع كون الأخيرة أصغر بإستمرار. يكون الفرق في الحجم بينهما أكبر بشكل متناسب في نويعات الببور الكبيرة، حيث تزن الذكور نحو 1.7 مرة أكثر من الإناث. وقد تم الإفتراض إن حجم جسم جمهرات الببور المختلفة قد يكون مرتبطاً بالمناخ ويمكن تفسيره عن طريق التنظيم الحراري وقاعدة بيرجمان، أو عن طريق توزيع وحجم أنواع الفرائس المتيسرة. وبالرغم من أن نويعات الببور المختلفة تمتلك خصائص تميزها عن بعضها البعض، إلا أن ذكر الببر يبقى يزن بين 180 و320 كيلوغرام بينما تزن الأنثى بين 120 و180 كيلوغرام، ويبلغ متوسط طول الذكور بين 2.6 و3.3 أمتار بينما تصل الإناث في طولها إلى ما بين 2.3 و2.75 متراً، ومن بين النويعات الحيّة اليوم تعد النويعة السومطريّة (الببر السومطري - Panthera tigris sumatrae) أصغرها حجمًا حيث يصل وزن الذكور إلى ما بين 100 و140 كيلوغرام فقط، بينما يصل وزن الإناث إلى ما بين 75 و110 كيلوغرامات؛ وتعد النويعة السيبيريّة (الببر السيبيري - Panthera tigris altaica) أكبرها حجمًا حيث يمكن أن يصل طول الذكور الضخمة منها إلى 3.5 أمتار وتزن قرابة 306 كيلوغراماً، أما الذكور العاديّة من هذه النويعة فإن طول جسدها بما فيه الرأس يصل إلى ما بين 190 و220 سنتيمتراً وتزن حوالي 227 كيلوغراماً، بينما يصل طول الذيل لما بين 60 و110 سنتيمترات. أما أضخم ببر سيبيري بريّ تمّ توثيق وجوده يوماً فقد بلغ وزنه حوالي 384 كيلوغراماً، ولكن يرى أحد العلماء أن هذه الأفراد الضخمة لم يوثّق وجودها من قبل مراجع يمكن الوثوق بها والاعتماد عليها. تكون إناث الببر أصغر حجما من الذكور دائماً، وحتى إناث النويعات الكبيرة كالإناث البنغالية والسيبيريّة لا يزيد وزنها على ما بين 100 و181 كيلوغرام.
وبشكل عام، تتباين الذكور في الطول الإجمالي من 250 إلى 390 سنتيمتر (98 إلى 154 بوصة) وتزن ما بين 90 و300 كيلوغرام (200 و660 رطل) مع طول جمجمة يتراوح من 316 إلى 383 مليمتر (12.4 إلى 15.1 بوصة). تتباين الإناث في الطول الإجمالي من 200 إلى 275 سنتيمتر (79 إلى 108 بوصة)، وتزن 65 إلى 167 كيلوغرام (143 إلى 368 رطل) مع طول جمجمة يتراوح من 268 إلى 318 مليمتر (10.6 إلى 12.5 بوصة). في كلا الجنسين، يمثل الذيل حوالي 0.6 إلى 1.1 متر (2 قدم إلى 3 أقدام و7 بوصات) من الطول الإجمالي. الببور البنغالية والسيبيرية من بين القطط الأطول في ارتفاع الكتف. كما إنها مصنفة من بين أكبر القطط الموجودة على الإطلاق والتي تصل إلى أوزان تزيد عن 300 كيلوغرام (660 رطل). إن الببور من جزر السوندا أصغر وأقل ثقلاً من الببور في البر الرئيسي الآسيوي، ونادراً ما يفوق وزنها 142 كيلوغرام (313 رطل).

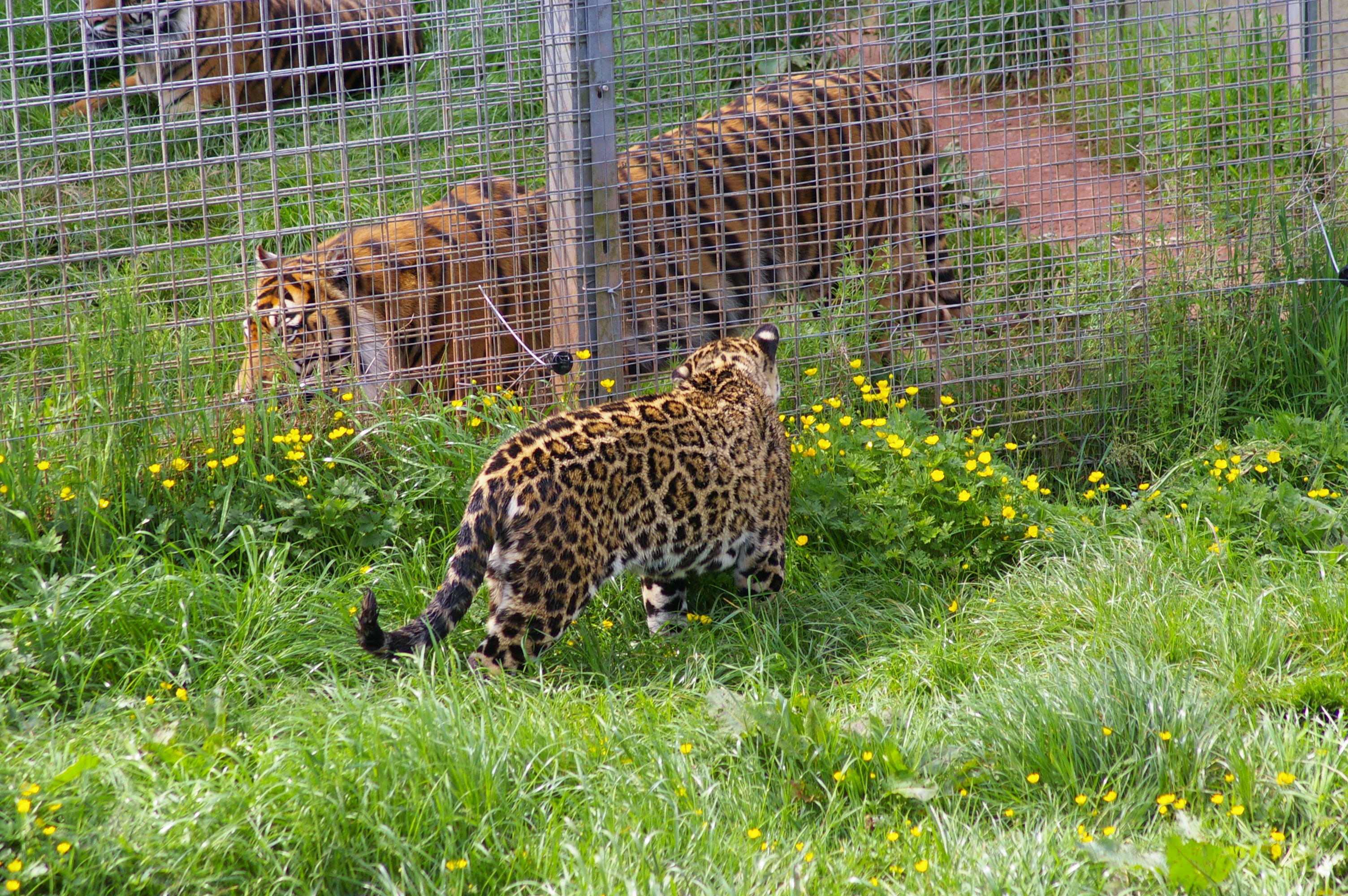
لاحظ فرق الحجم الكبير بين الببر وبين اليغور الذي هو ثالث أكبر السنوريات بعده وبعد الأسد

تمتلك الببور عدسة عاكسة في أعينها يعتقد أنها تساعدها على تحسين رؤيتها في النهار بدلًا من تحسين قدرتها على رؤية الألوان كما كان يعتقد في السابق. لذكور الببر بطانات على قوائمها الأمامية أوسع من تلك التي للإناث، ويساعد هذا الاختلاف علماء الأحياء على تحديد جنس الببر عند تتبع أثاره في البريّة.

### الفراء والأنماط اللونية

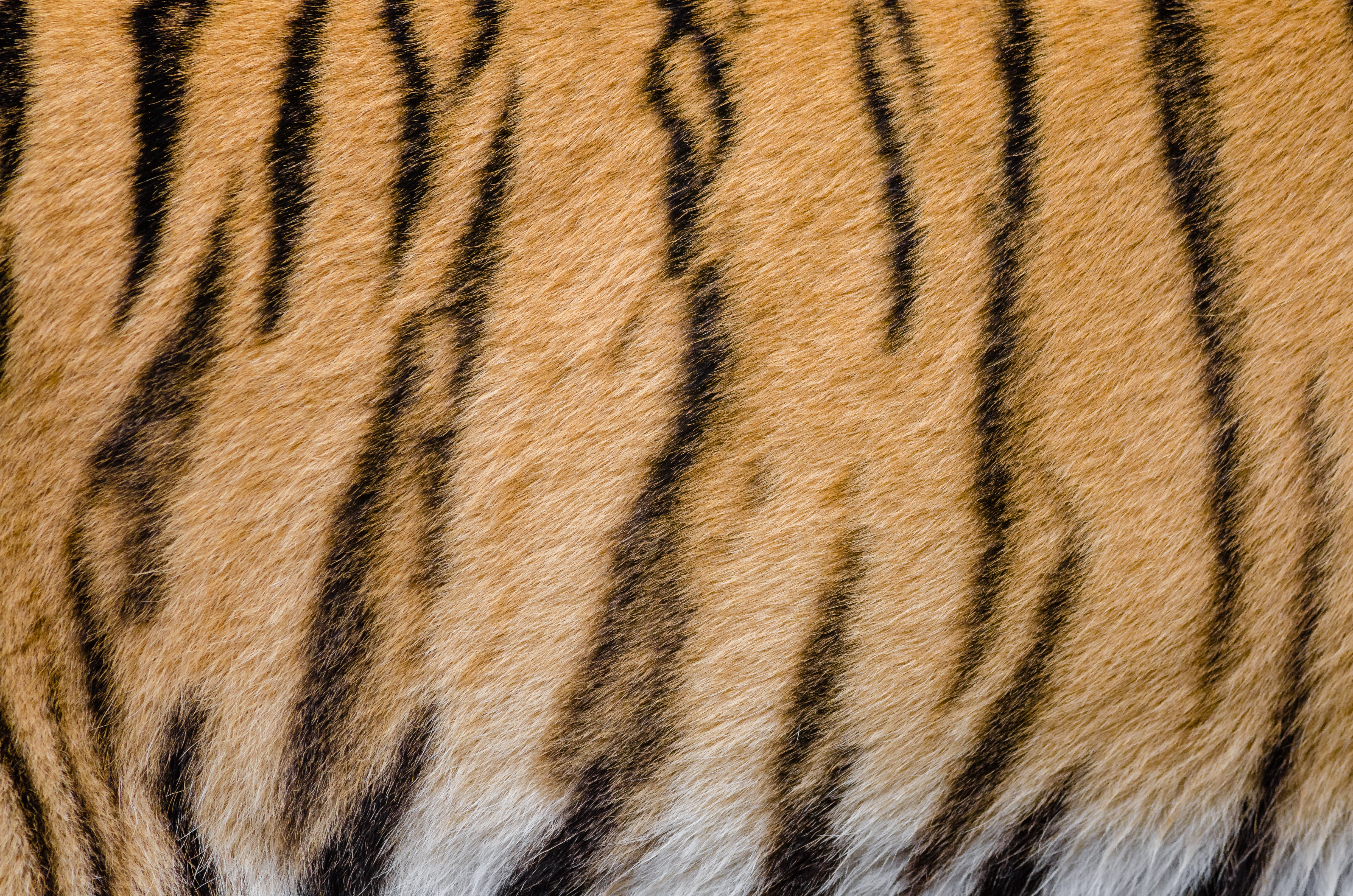
خطوط الببر

يتراوح لون فراء الببور من المحمرّ الصدئ إلى البني الصدئ، كما وتمتلك مساحات بيضاء على وجنتها بالإضافة لقسم سفلي أبيض بالكامل، وتختلف ألوان خطوطها من البنّي الفاتح إلى الداكن أو الأسود الصافي، كما أنها قد تختفي أحيانًا عند الببور البيضاء، التي لا تعتبر نويعة منفصلة بل مجرّد ببور بنغاليّة بلونٍ مختلف. تختلف كثافة وشكل الخطوط بين النوعيات المختلفة، ولكن يظهر أن معظم الببور تمتلك أكثر من 100 خطّ ولعلّ أن النويعة الجاويّة (نويعة جزيرة جاوة، الببر الجاوي) كانت تمتلك خطوطًا أكثر من هذا. تختلف أنماط الخطوط بين كل فردٍ من هذا النوع، بالتالي يمكن تعريف الأفراد حسب نمط خطوطها كما تستعمل البصمات لدى الإنسان، إلا أن هذه الطريقة لا تعتبر المفضّلة لدى العلماء بسبب صعوبة تسجيل النمط الخطّي لببر برّي. يبدو بأن وظيفة الخطوط هي للتمويه فقط حيث تعمل على تخبئة الببر عن أعين الطرائد، وتظهر الخطوط ليس فقط على الفراء بل على الجلد ايضًا.
هناك ثلاثة أنماط أخرى مختلفة من الألوان -الأبيض والذهبي والثلجي الأبيض غير المخطط تقريباً- وهي الآن تكاد تكون منعدمة في البرية بسبب انخفاض جُمهرة الببور البرية، ولكنها باقية في الجُمهرات الأسيرة.

#### الببور البيضاء

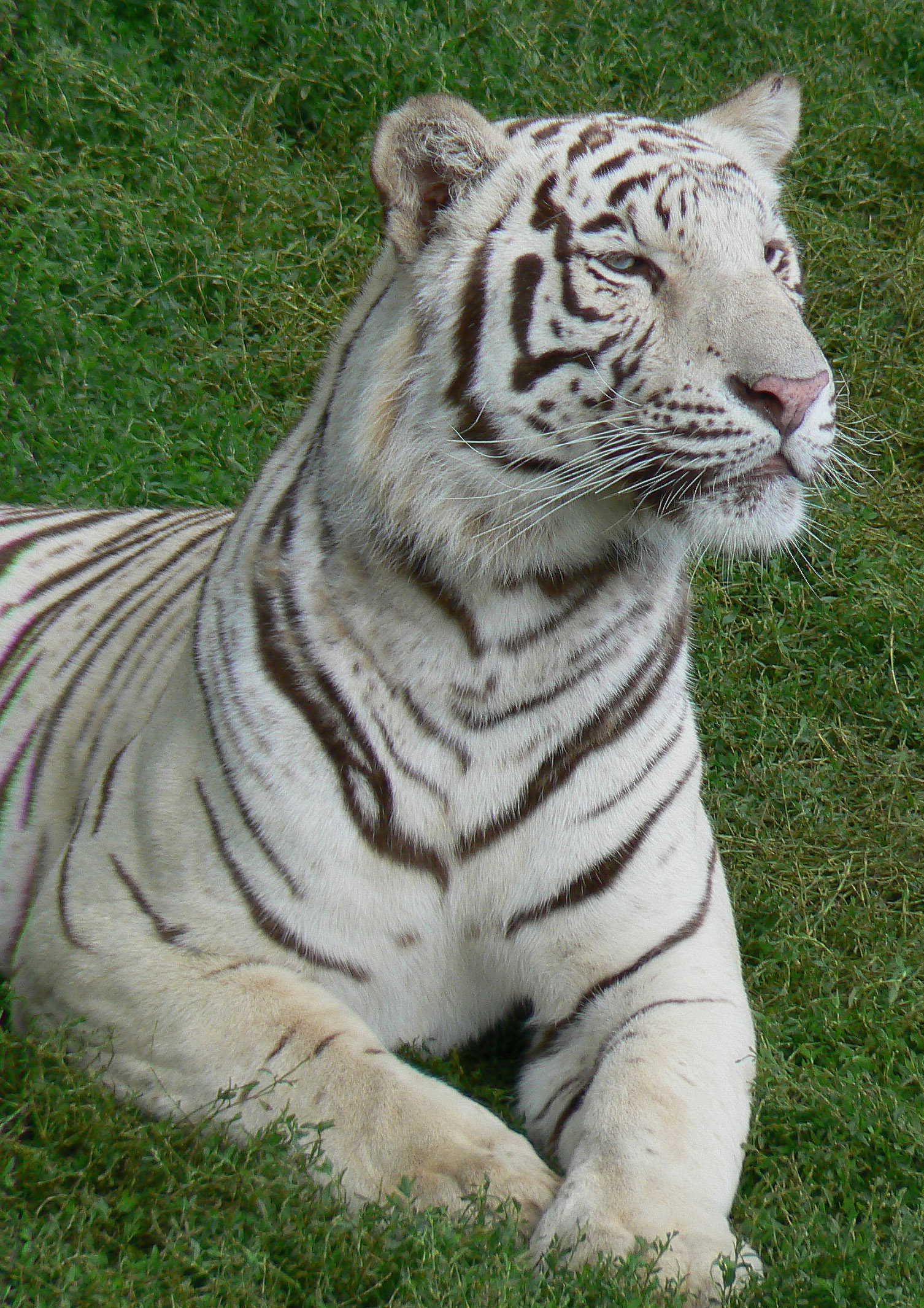
ببر أبيض جالس، لاحظ عينيه الزرقاوتان وأنفه الوردي

تظهر لدى بعض الببور طفرة معروفة جداً تؤدي إلى ولادتها بلون أبيض، وتعرف هذه الطفرة باسم «الفراء الأبيض» (باللاتينية: chinchilla albinistic)، الببر الأبيض لديه فراء أبيض وخطوط بنية داكنة. والببر الأبيض حيوان نادر في البرية لكنه يُستولد بشكل واسع في حدائق الحيوان بسبب شعبيته الكبيرة. وقد أدى تزويج الببور البيضاء في الأسر إلى عدة مشاكل بسبب التناسل الداخلي، منها ولادة العديد من الجراء بحنك مشقوق أو بجنف في العمود الفقري أو مصابة بالحول. ولحلّ هذه المشكلة قام العديد من الأشخاص بتزويج الببور البيضاء مع تلك البرتقالية وغالبا ما قاموا بدمج النويعات المختلفة مع بعضها. تمّ توثيق وجود الببور البيضاء لأول مرة في أوائل القرن التاسع عشر، وقد أظهرت الفحوص العلميّة أن الببر يولد بهذا اللون عندما يحمل كلا الوالدين جينة نادرة، وتبيّن أن هذه الجينة لا تظهر إلا في فرد واحد من ولادة واحدة من أصل 10,000 ولادة. ولا يعدّ الببر الأبيض نويع مستقل كباقي النويعات كما يسود الاعتقاد، بل مجرّد نمط لونيّ مختلف؛ كما لا يعدّ مهدداً بشكل أكبر من النويعات المختلفة عامة، ومن المعتقدات الخاطئة الأخرى أن الببر الأبيض أمهق على الرغم من أن صباغ اللون الأسود يظهر جليّاً في خطوط هذه الحيوانات. تتميز الببور البيضاء بالإضافة لفرائها الأبيض أعينها الزرقاء وأنوفها الوردية.

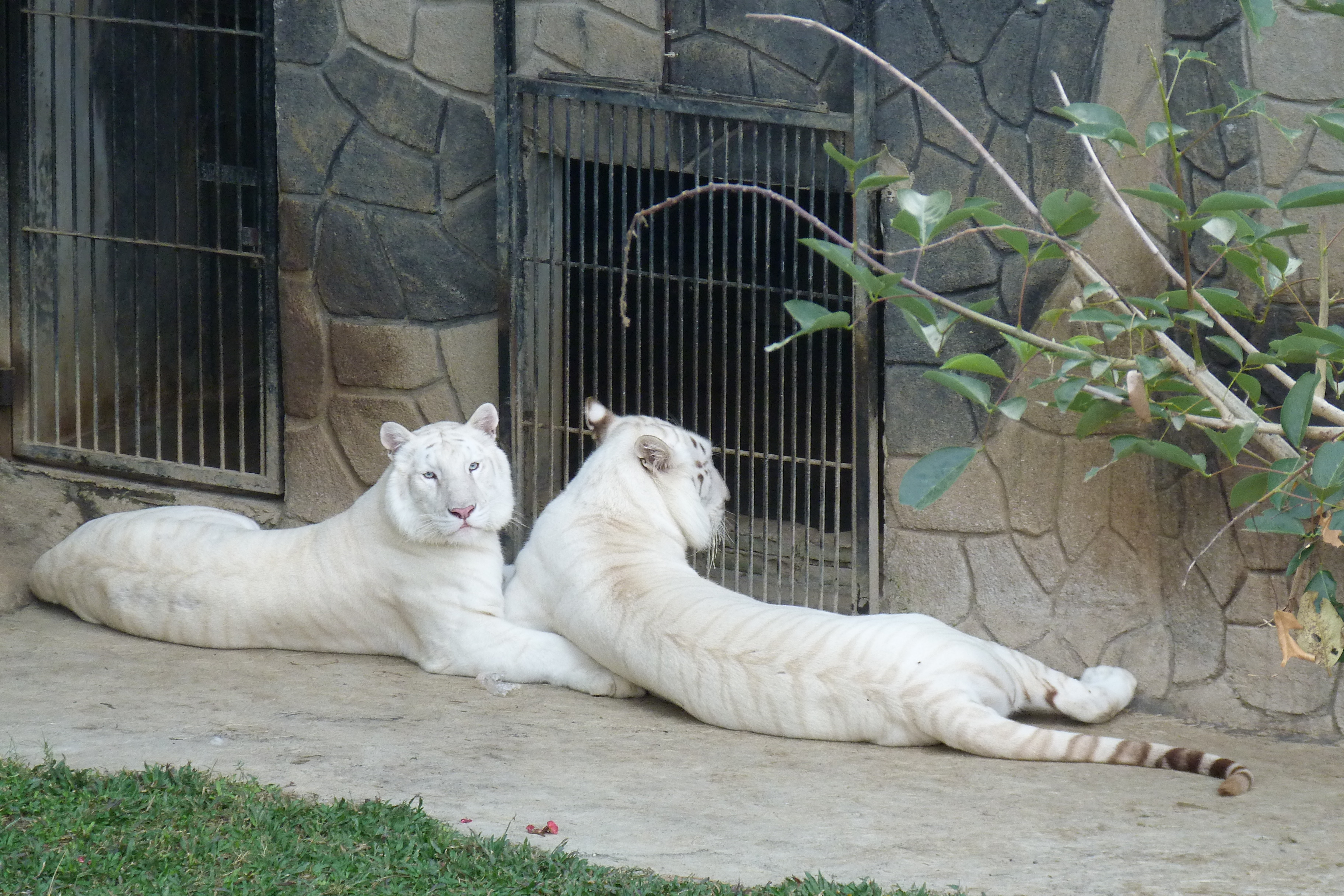
ببران أبيضان أمهقان بشكل كامل حيث تنعدم فيهما الخطوط

الببر الأبيض يفتقر إلى الفيوميلانين (الذي ينتج اللون البرتقالي)، وله خطوط بنية داكنة قاتمة وعيون زرقاء. يحدث هذا التصبغ المتغير بسبب جين طافر موروث كصفة صبغية ذاتية متنحيّة تحدد بواسطة موقع كروموسومي أبيض. وهو ليس بالمهق حيث إن الصبغات الداكنة لا تتأثر بالكاد. تغيير طفرة حمض أميني واحد في البروتين الناقل SLC45A2. يحتاج كلا الوالدين إلى أن يكون له أليل للبياض للحصول على فِزَرَة (صغار الببر) بيضاء.
بين أوائل ومنتصف القرن العشرين، تم توثيق ببور بيضاء وإطلاق النار عليها في الولايات الهندية أوديشا، بِهَار، آسام وفي منطقة ريوا في ماديا براديش. بدأ المهراجا المحلي بإكثار الببور في أوائل الخمسينات من القرن الماضي، واحتفظ بِبَبْر أبيض ذكر مع ابنته ذات اللون الطبيعي. كان لديهم فِزَرَة بيضاء.
للحفاظ على هذه الصفة المتنحية، تم استخدام عدد قليل من الأفراد البيض في التكاثر بالأسر، مما أدى إلى درجة عالية من التوالد الداخلي. انحدار زواج الأقارب هو السبب الرئيسي للعديد من المشاكل الصحية للببور البيضاء الأسيرة، بما في ذلك الحول، والموت الجنيني، والتشوهات والموت المبكر.
تشمل العيوب الجسدية الأخرى الحنك المشقوق وانحراف العمود الفقري جانبياً.

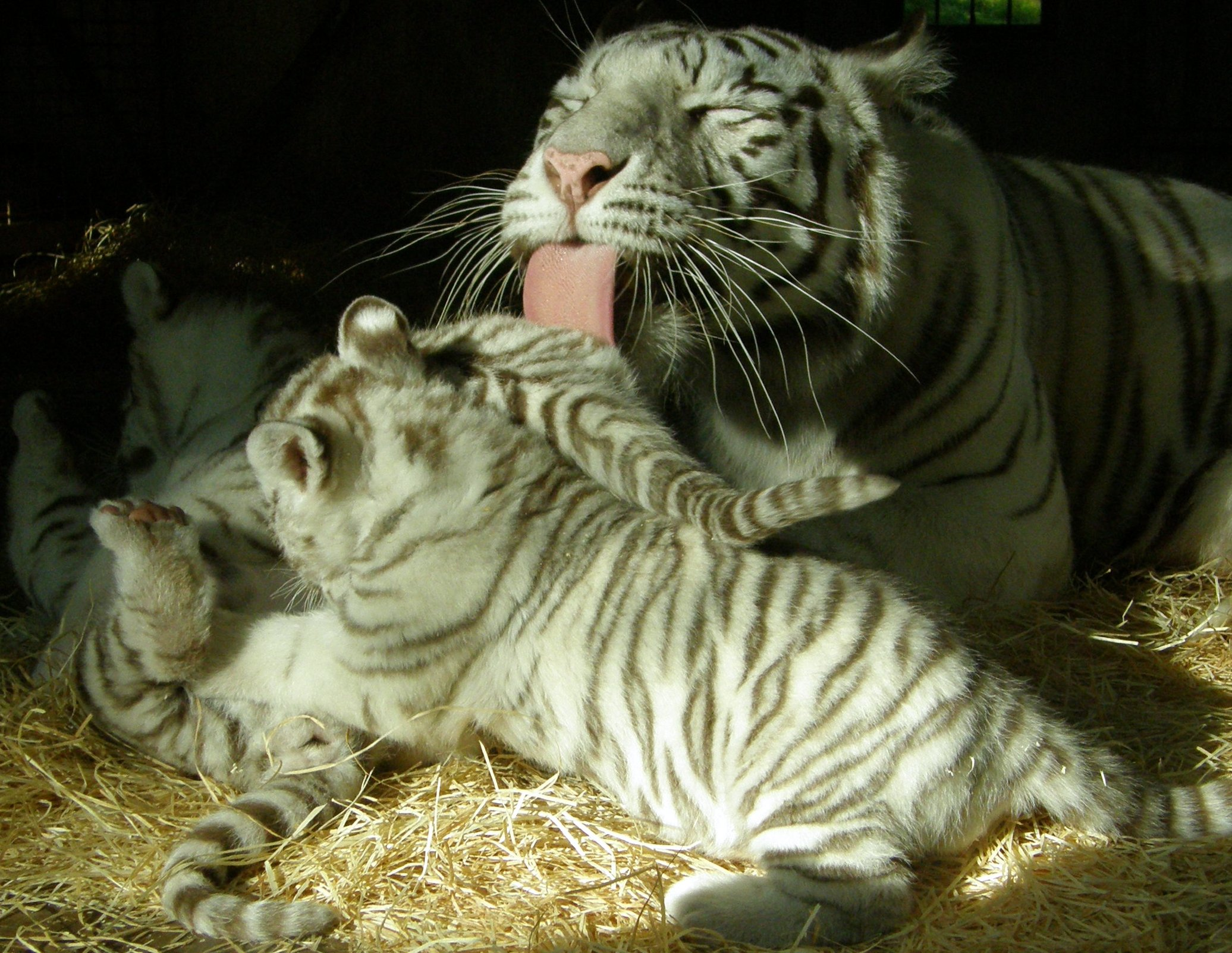
ببرة بيضاء مع صغارها

أدانت خطة بقاء أنواع الببر تكاثر الببور البيضاء، مدعية إنها من أصل مختلط ومن نسب غير معروف. الجينات المسؤولة عن التلون بالأبيض تمثل بنسبة 0.001% من الجمهرة. يشير النمو غير المتجانس في أعداد الببور البيضاء إلى التوالد الداخلي بين الأفراد المتنحيين متماثلة الزيجوت. سيؤدي ذلك إلى إنحدار زواج الأقارب في التكاثر وفقدان التباين الوراثي.

#### الببور العتابيّة الذهبيّة
بالإضافة للجينة التي تجعل لون الببور يكون أبيض، فهناك جينة أخرى تظهر في بعض الأحيان وتسبب طفرة للون الحيوان مما يجعله يظهر بلون «عتابي ذهبي» أو «فراولي» كما يسميه العامّة، وتمتلك هذه الببور فراء ذهبي باهت بالإضافة لقوائم وخطوطه بنية محمرة. كما ويميل فرائها أن يكون أسمك من العادة. الببر الذهبي له لون جلد أشقر. هناك القليل جداً من الببور العتابية الذهبية في الأسر، حيث يبلغ عددها كلها قرابة 30 فقط، وكما الببور البيضاء فإن هذه الببور تكون دائماً نصف بنغالية على الأقل، ودائماً ما تكون هي وتلك البيضاء أكبر حجماً بقليل من الببر البنغالي الصافي.

#### أنماط لونية أخرى
الببر الأبيض الثلجي هو نمط ظاهري بخطوط باهتة جداً وحلقات الذيل بنية محمرة شاحبة.
الببور البيضاء الثلجية والببور الذهبية على حد سواء متماثلة الزيجوت في طفرات جينات كورين.
هناك أيضاً تقارير عن ببور ميلانية زائفة أو سوداء لها خطوط غليظة مندمجة. في متنزه سيملبال الوطني، يعاني 37% من جُمهرة الببور من هذه الحالة، التي رُبطت بانعزال الجمهرة وتوالدها الداخلي.

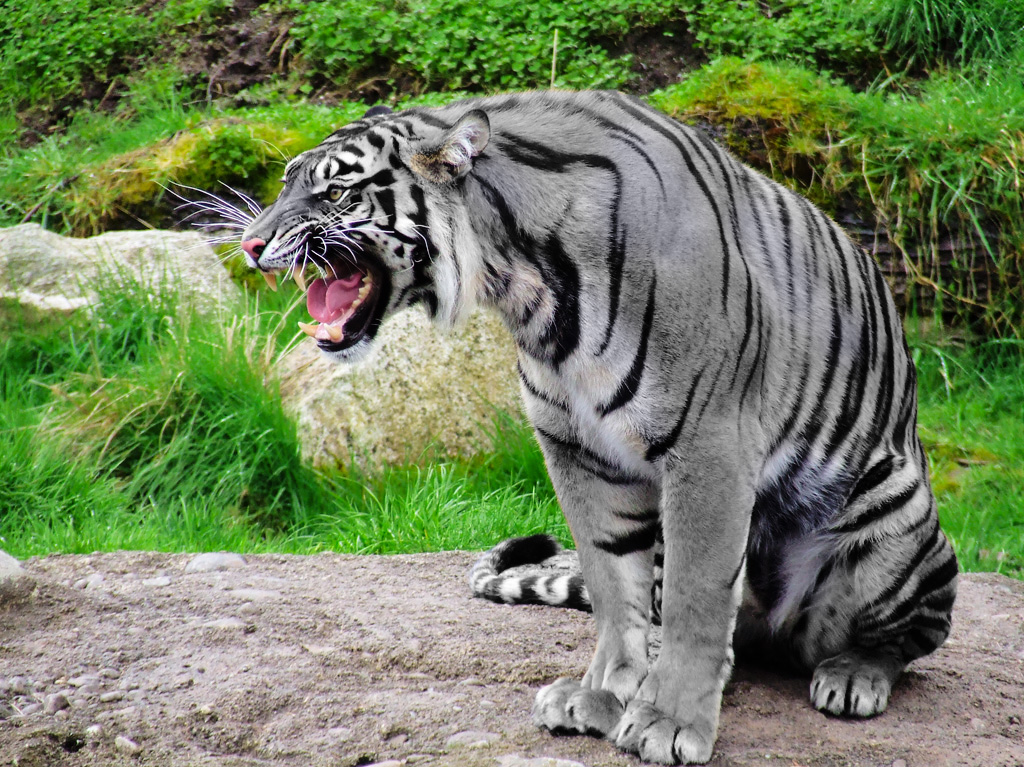
الببر المالطي أو الببر الأزرق

تفيد بعض التقارير الغير مؤكدة أيضاً عن وجود ببور أردوازيّة اللون أو «زرقاء» كما يسميها العامّة، بالإضافة لببور سوداء كثيرًا أو كامل، ويفترض العلماء أنه بحال كانت هذه الحيوانات حقيقية فإنها لا تعتبر نويعات مستقلة أيضاً بل مجرّد طفرات كالببر الأبيض.

## السلوك والبيئة

### الصيد والحمية
تصطاد الببور أثناء الليل غالباً عبر إنشاء كمين في الغالب لطريدتها كما تفعل بقيّة السنوريّات حيث تقوم باستخدام حجمها الكبير وقوتها لإسقاط فريسها على الأرض ومن ثمّ قتلها عبر عضّ مؤخرة العنق مما يتسبب بتحطيم العمود الفقري للطريدة أو ثقب قصبتها الهوائيّة أو قطع الشراين الحيويّة، أما بالنسبة للطرائد الكبيرة فهي تفضّل بالغالب قتلها بعضّةٍ في الرقبة. يقوم الببر بعد إسقاط الطريدة بتثبيتها على الأرض والتمسّك بعنقها بشكلٍ ثابت حتى موتها، كما يعرف عن الببور أنها تصطاد في الماء فقد سُجلت بعض الحالات التي قامت فيها بعض الببور بمهاجمة صيادي السمك على متن قواربهم أو انتزعت منهم صيدهم.
إن معظم الببور لا تصطاد الإنسان سوى بحال يأسها الشديد للقبض على طريدة، ولعلّ أن مجرّد 3 أو 4 ببور من أصل 1000 تقتل إنسانًا خلال حياتها بأكملها، فالببور أكلة الإنسان تكون في الغالب جريحة أو مريضة أو طاعنة في السن ولا تقوى على صيد طريدة طبيعّة لها لذلك تلجأ إلى طرائد أصغر حجمًا وأبطأ حركةً. كما باقي السنوريّات، فإن الببور في الغالب لا تنظر إلى الإنسان كطريدة طبيعيّة لها بسبب خوفها الغريزيّ منه واعتباره خطرًا عليها، إلا أن هذا الأمر لا يصح في منطقة مستنقعات «سونداربانس» في خليج البنغال التي أظهرت ارتفاعًا في عدد الببور أكلة الإنسان والتي كانت بمعظمها سليمة وتعتبر الإنسان فريسة لها.

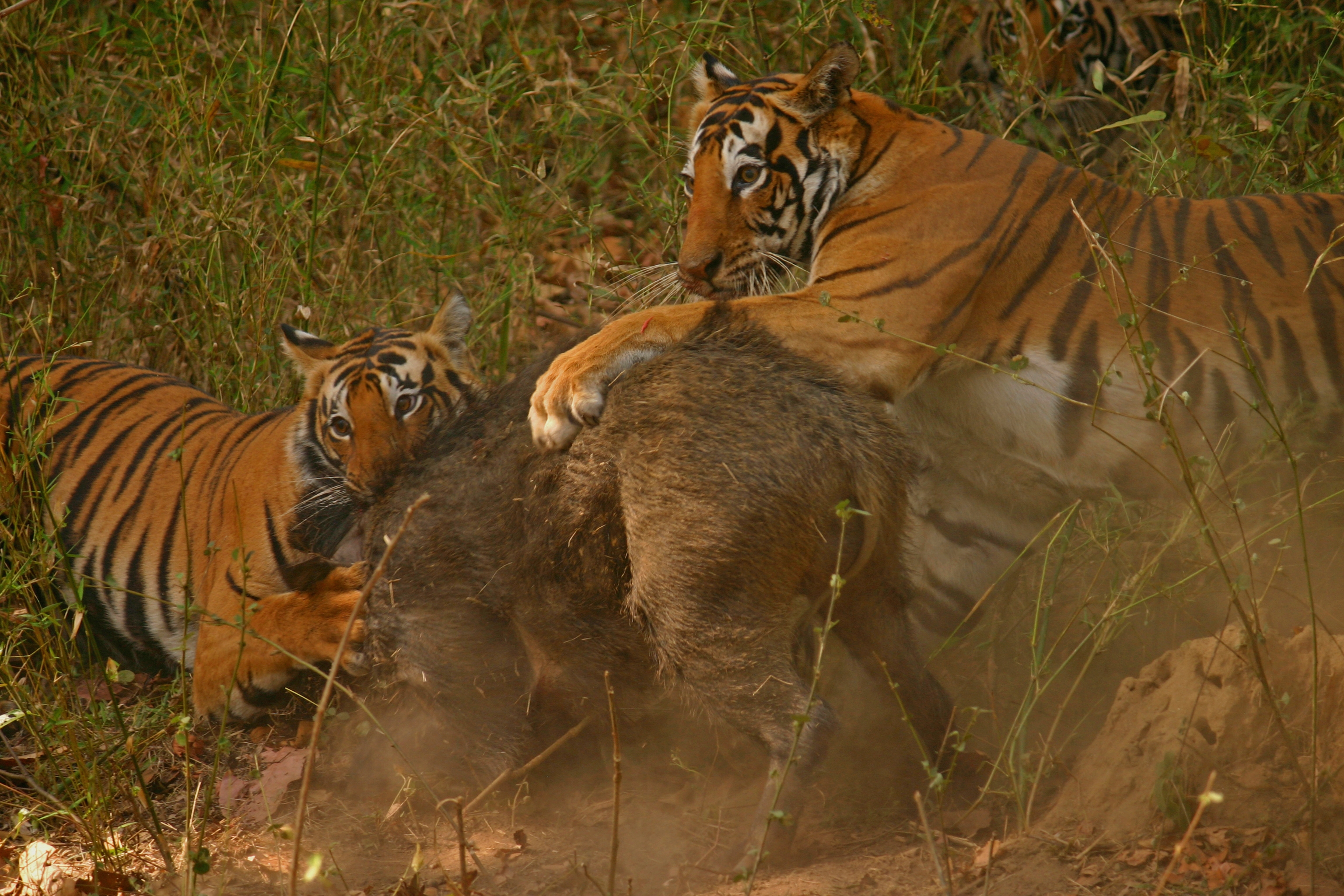
ببران يقتلان خنزير

تستطيع الببور في البريّة أن تقفز إلى ارتفاع 5 أمتار وإلى بعد 9 أو 10 أمتار مما يجعلها أحد أكثر الحيوانات القادرة على القفز العالي، وقد تم توثيق حالات قامت فيها ببور بقتل مواشٍ تزن 50 كيلوغراماً والقفز بها من فوق سياجٍ علّوه مترين، ويساعدها على التشبث بالطريدة قوائمها القويّة المعدّة للتمسّك بالفريسة المقاومة من دون إفلاتها والتعرّض لإصابة خاصةً مع الطرائد الكبيرة من شاكلة الغور، وتكفي في العادة ضربة واحدة من هذه القوائم لقتل ذئبٍ بالغ أو تصيب أيل الصمبر البالغ وزنه 150 كيلوغراماً بجراح بالغة.

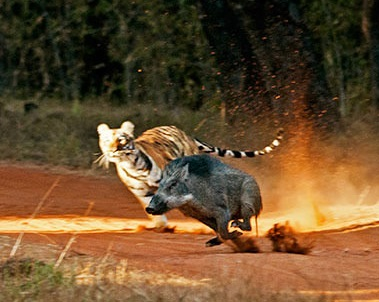
ببر يطارد خنزير بري

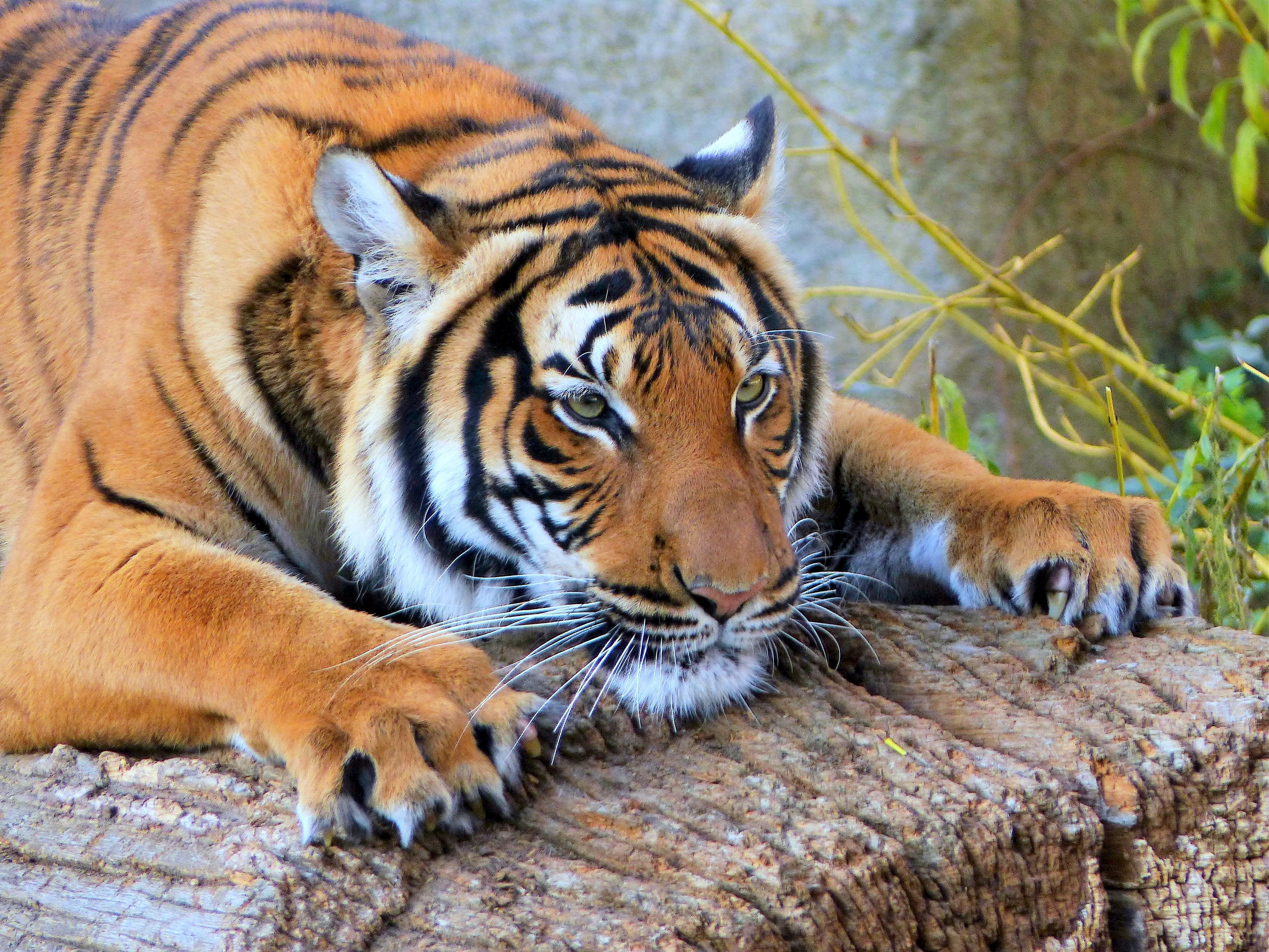
لاحظ مخالب الببر القابلة للانكماش

تقتات الببور غالبًا في البريّة على الأيائل، الخنازير البريّة، والماشية البريّة مثل الغور وجواميس الماء، بالإضافة إلى صغار وحيد القرن والفيلة، كما أنها قد تفترس النمور والدببة. تعتبر أيائل الصمّبر والخنازير البريّة والغور طرائد الببر المفضلة في الهند، أما صغار الفيلة ووحيد القرن فلا يقربها الببر إلا بحال شردت عن والدتها أو القطيع، وقد تمّ تسجيل حالة واحدة فقط قام فيها ببر بقتل أنثى وحيد قرن هندي بالغة.
تفضّل الببور في العادة الطرائد كبيرة الحجم مثل: أيائل الصمّبر والغور وجواميس الماء لأنها تؤمّن لها طعامًا لعدّة أيام مما يجنبها الحاجة إلى الصيد مجددًا، وتعتبر الببور المفترسات الرئيسيّة عبر موطنها بأكمله حيث لاينافسها على الطرائد أي مفترس آخر غير الكلاب البريّة الهنديّة، المعروفة «بالدّول»، والتي تعوّض عن حجمها بأعدادها الكبيرة. قد تهاجم الببور الحيوانات الكبيرة مثل الفيلة ووحيد القرن، لكنها تفضل دومًا الصغار منها بدلًا من البالغة متى سنحت لها الفرصة، غير أن الببر الجائع قد يهاجم أي شيء يعدّه فريسة محتملة له بما في ذلك الإنسان، ويعرف عن الببور بأنها تفترس التماسيح متى كانت الأخيرة على اليابسة.

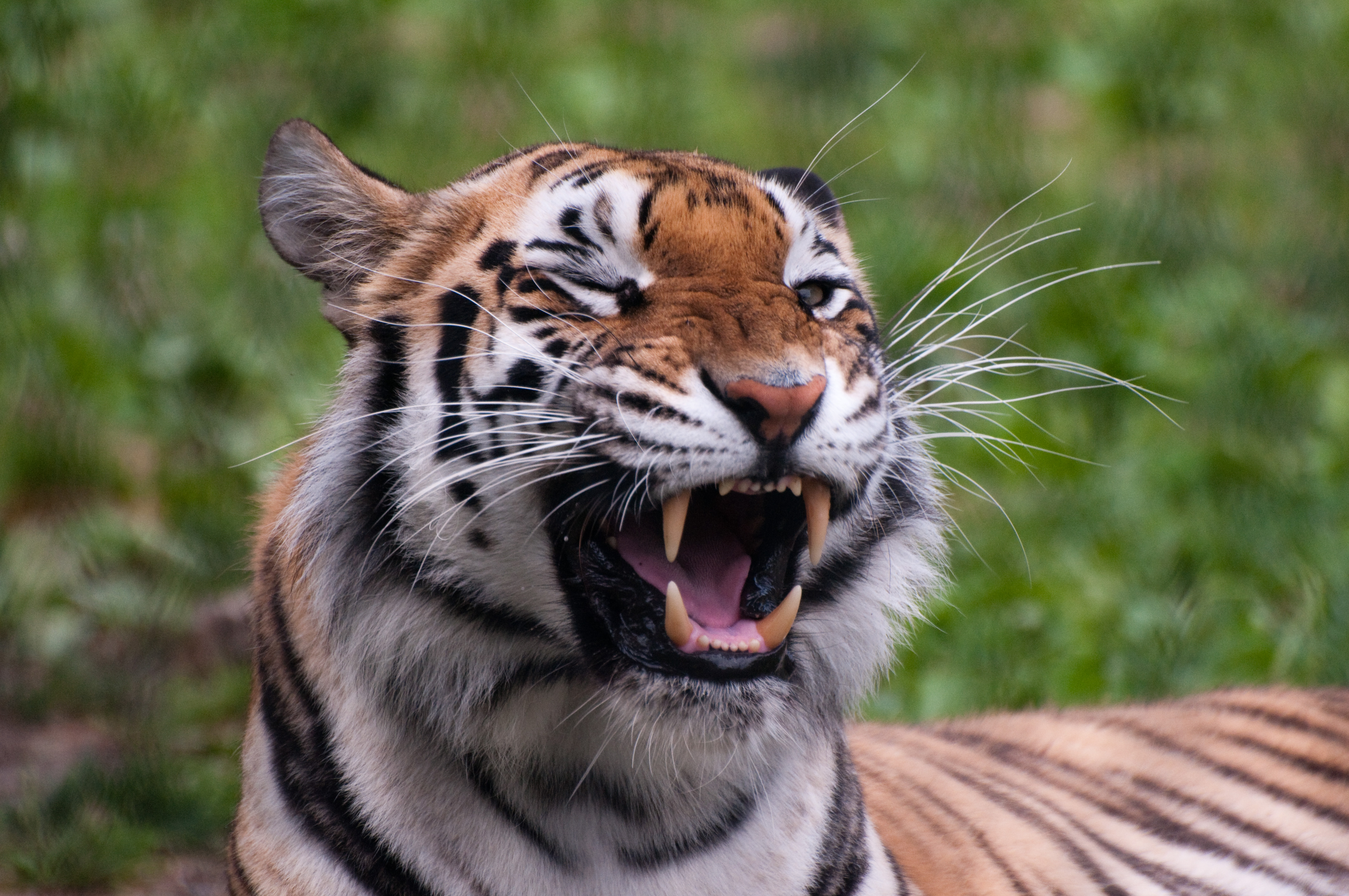
ببر بالغ يظهر القواطع والأنياب وجانب من الضواحك والأضراس

في البرية، تتغذى الببور غالباً على الثدييات الكبيرة ومتوسطة الحجم، وخاصةً الحافريات التي تزن 60-250 كيلوغرام (130-550 رطل). الفرائس الأكثر شيوعاً على نطاق واسع هي: أيل الصمبر، الإلكة المنشوري، أيل المستنقع، والخنزير البري. الببور قادرة على إنزال فرائس أكبر مثل: بالغات الالغور وجاموس الماء البري ولكنها ستأكل أيضاً بانتهازية فرائس أصغر بكثير، مثل: السعادين والطاووس والطيور الأرضية الأخرى والقُوَاع والنيص والسَّمَك. كما إنها تفترس الحيوانات المفترسة الأخرى، بما في ذلك: الكلاب والنمور والحفاثيات والدببة والتماسيح. الببور عموماً لا تفترس الفيلة الآسيوية ووحيدات القرن الهندية ولكن تم الإبلاغ عن حوادث. في كثير من الأحيان، تقوم بإمساك العجول الصغيرة الأكثر ضعفاً. عندما تكون على مقربة من البشر، فإن الببور ستفترس أحياناً الماشية المستأنسة مثل: الأبقار والخيول والحمير. على الرغم من أنه لاحم بشكل حصري تقريباً، إلا أن الببور سوف تأكل النباتات من حين لآخر للألياف الغذائية مثل: فاكهة نبتة كاري الشجرية.

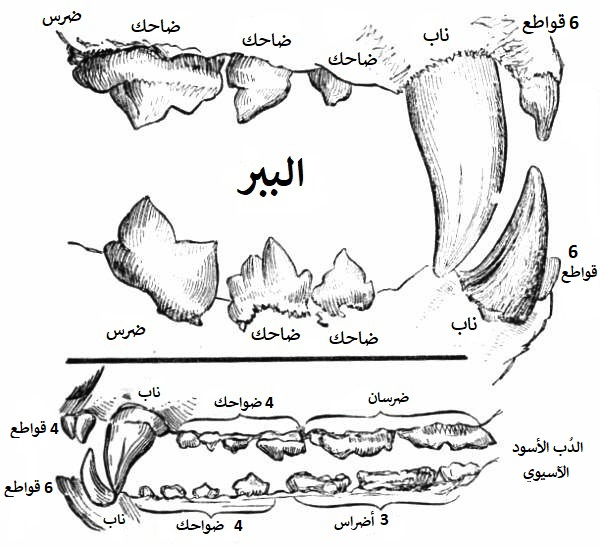
أسنان الببر أعلاه، والدب الأسود الآسيوي أدناه. تُستخدم الأنياب الكبيرة للقتل، بينما تُستخدم القواطع لتمزيق اللحم.

يُعتقد إن الببور من الحيوانات المفترسة الليلية بشكل رئيسي، ولكن في المناطق التي يكون فيها البشر غائبين، فإن الكاميرا الفخية المستترة التي يتم التحكم فيها عن بعد سجلتهم وهم يصطادون في وضح النهار. عادةً ما يصطادون بمفردهم ويتربصون لفرائسهم كما تفعل معظم القطط الأخرى، تخنقها من أي زاوية، باستخدام حجم جسمهم وقوتهم لإفقاد توازن الفريسة. عادةً ما تتطلب عمليات الصيد الناجحة من الببر أن يقفز في نفس الوقت تقريباً إلى صيده، ويضربه بعنف، ويقبض على الحلق أو القفا بأسنانه. على الرغم من حجمها الكبير، يمكن أن تصل سرعة الببور إلى حوالي 49-65 كيلومتر في الساعة (30-40 ميل في الساعة) ولكن في دفعات قصيرة فقط؛ وبناءً على ذلك، يجب أن تكون الببور قريبة من فريستها قبل أن تجفل. إذا شعرت الفريسة بوجود الببر قبل ذلك، فعادة ما يتخلى الببر عن الصيد بدلاً من مطاردة أو مقاتلة الفريسة التي تنبهت مسبقاً. تم الإبلاغ عن قفزات أفقية تصل إلى 10 أمتار (33 قدماً)، على الرغم من أن القفزات التي تبلغ حوالي نصف هذه المسافة هي أكثر نموذجية. واحد من 2 إلى 20 عملية صيد، بما في ذلك المطاردة بالقرب من الفريسة المحتملة، ينتهي بقتل ناجح.

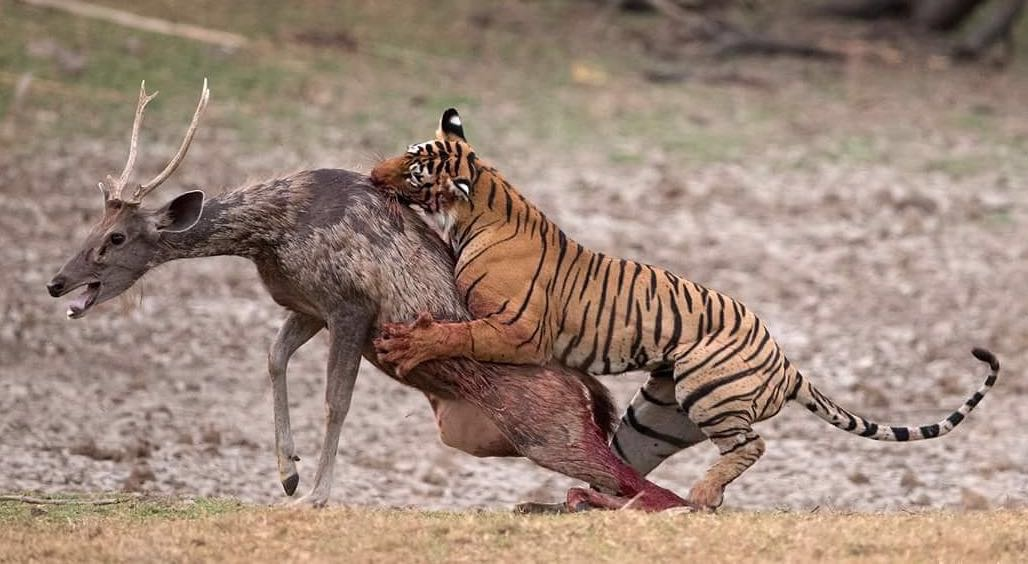
ببر بنغالي يهاجم أيل الصمبر في محمية رانتامبور للببور

عند صيد الحيوانات الكبيرة، تفضل الببور عض الحلق واستخدام مقدمتها القوية للإمساك بالفريسة بقوة، وكثيراً ما تصرعها بقائمتيها على الأرض. يظل الببر مثبتاً فوق العنق حتى يموت هدفه من الخنق. بهذه الطريقة، قُتِلَت ثيران الغور وجواميس الماء التي تزن أكثر من طن من قبل الببور التي تزن حوالي سدس وزنهم. على الرغم من إنها يمكن أن تقتل البالغين السليمة، إلا إن الببور غالباً ما تختار العجول أو العجزة من الأنواع الكبيرة جداً. يمكن أن تكون الفرائس البالغة السليمة من هذا الأنواع خطرة في التعامل معها، حيث إن القرون والساقين والأنياب الطويلة والقوية كلها يحتمل أن تكون قاتلة للببر. لا يوجد مفترس أرضي موجود يمسك بشكل روتيني فرائس بهذا الحجم من تلقاء نفسه.
مع الفرائس الصغيرة مثل: السعادين والقواع، يعض الببر القفا، وغالباً ما يخترق النخاع الشوكي، أو يثقب القصبة الهوائية، أو يقطع الوريد الوداجي أو الشريان السباتي الشائع. نادراً ما لوحظ أن الببور تقتل الفريسة عن طريق الضرب بمخالبها، التي هي قوية بما يكفي لتهشيم جماجم الماشية المنزلية، وكسر ظهر دببة الكسلان.
بعد قتل فرائسها، تسحبها الببور أحياناً لإخفائها في غطاء نباتي، وتمسكها بأفواهها في موضع العضة القاتلة. هذا، أيضاً، يمكن أن يتطلب قوة بدنية كبيرة. في حالة واحدة، بعد أن قتل غوراً بالغاً، لوحظ إن الببر سحب الذبيحة الضخمة خلال مسافة 12 متراً (39 قدماً). عندما حاول 13 رجلاً معاً سحب الذبيحة نفسها لاحقاً، لم يتمكنوا من تحريكها. يمكن للببر البالغ أن يستمر لمدة تصل إلى أُسبوعين دون تناول الطعام، ثم يلتهم 34 كيلوغرام (75 رطل) من اللحم مرة واحدة. في الأسر، يتم إطعام الببور البالغة من 3 إلى 6 كيلوغرام (6.6 إلى 13.2 رطل) من اللحوم يومياً.

### الأنشطة الاجتماعيّة واليومية

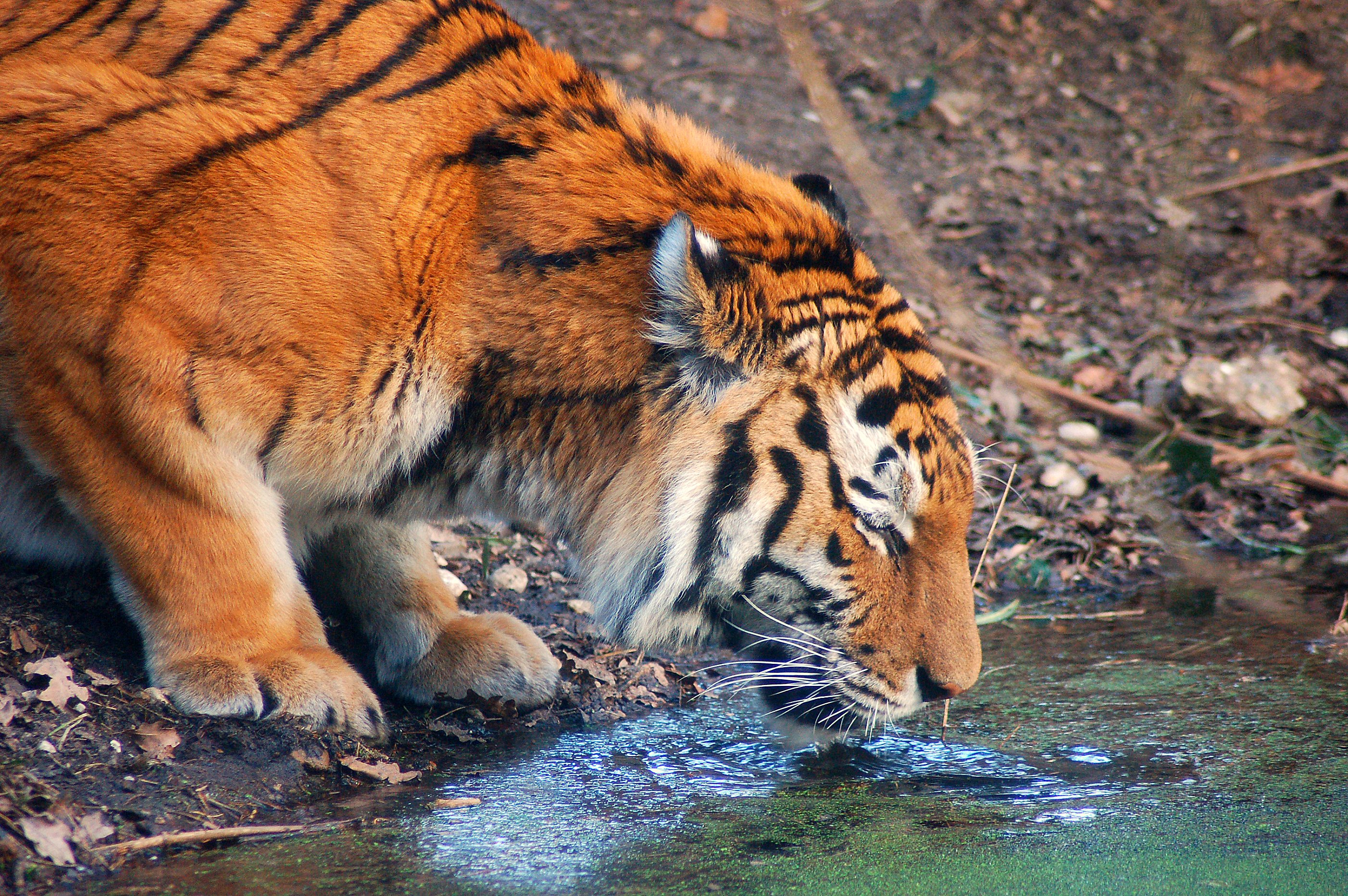
ببر يشرب من حوض

الببور حيوانات تعيش منفردة وهي أيضًا إقليميّة تدافع عن حوزها بشراسة، ويختلف حجم حوز الببر بحسب توافر الطرائد بشكل رئيسي، وبحسب وفرة الإناث بالنسبة للببور الذكور. تبلغ مساحة حوز الإناث في الغالب حوالي 20 كلم² بينما تكون مساحة حوز الذكور أكبر بكثير، إذ تغطّي ما بين 60 و 100 كلم²، وتتقاطع حوزة الذكور مع حوزة العديد من الإناث، ولا تتحمّل الذكور وجود ذكورٍ أخرى في منطقتها، وبسبب طبيعتها العنيفة فإن النزاعات الإقليميّة غالبًا ما تنتهي بمقتل أحد الذكرين. يقوم الذكر برشّ البول على الأشجار ليعلّم حدود منطقته كما يترك إفرازات من غدة شرجيّة بالإضافة إلى تعليم الطرقات بالبراز.

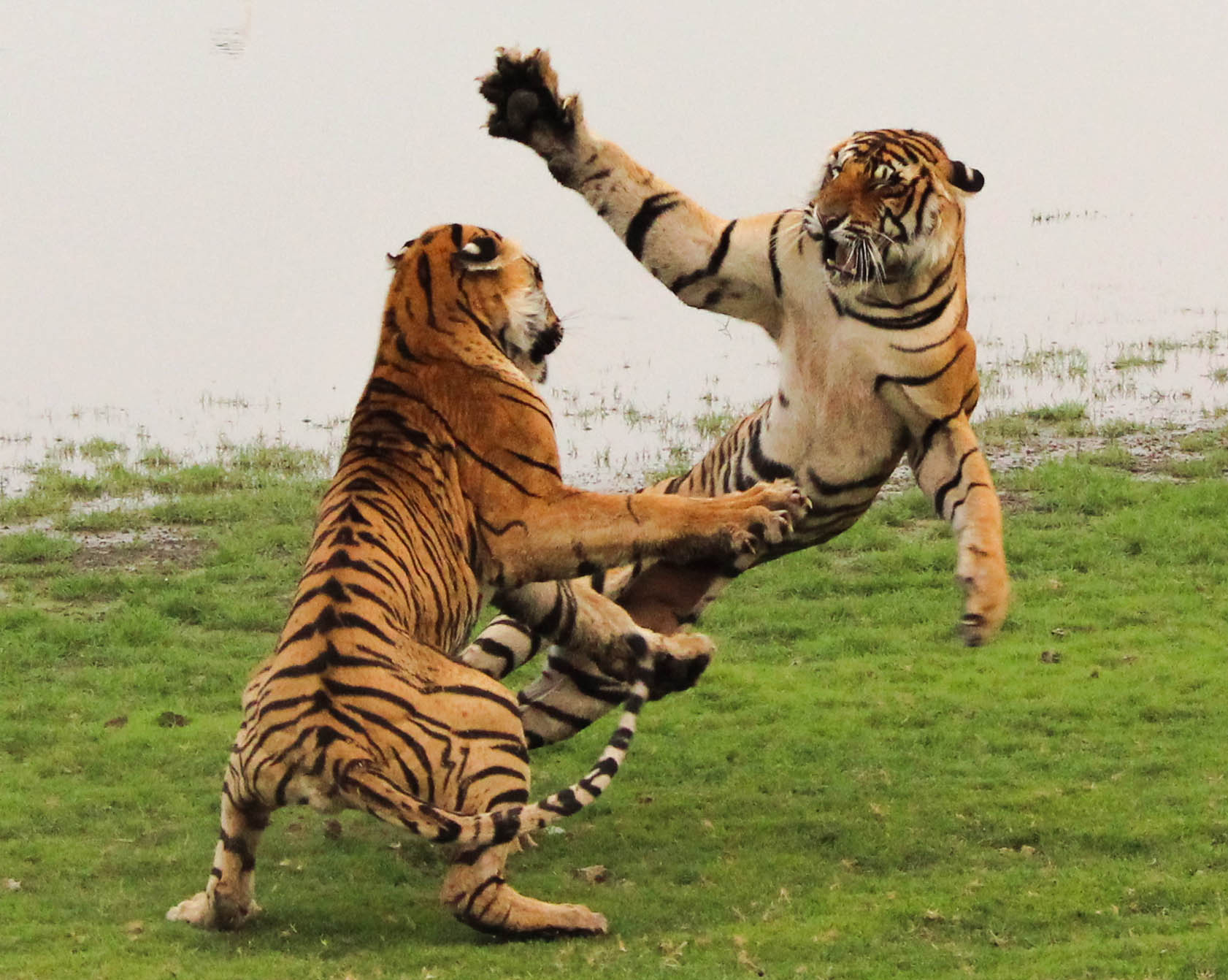
إناث تلعب في محمية رانتامبور للببور

عندما لا يتعرض لإزعاج البشر، يكون الببر نهاري بشكل أساسي. لا تتسلق الأشجار في كثير من الأحيان ولكن سُجلت حالات. إنه سباح قوي وغالباً ما يستحم في البرك والبحيرات والأنهار، وبالتالي يحافظ على برودته في حرارة النهار. يمكن للأفراد عبور الأنهار بعرض يصل إلى 7 كيلومتر (4.3 ميل) ويمكنهم السباحة حتى 29 كيلومتر (18 ميل) في اليوم. خلال الثمانينيات، لوحظ ببر يصطاد فريسة بشكل متكرر من خلال مياه البحيرة العميقة في متنزه رانثامبور الوطني.
الببر هو نوع يجوب طويلاً، ويتفرق الأفراد على مسافات تصل إلى 650 كيلومتر (400 ميل) للوصول إلى جمهرات الببور في المناطق الأخرى. بدأت الببور المطوقة بالراديو في منتزه شيتوان الملكي الوطني في الانتشار من مناطق ولادتها في سن 19 شهراً. انتشرت أربع إناث بين 0 و43.2 كيلومتر (0.0 و26.8 ميل)، و10 ذكور بين 9.5 و65.7 كيلومتر (5.9 و40.8 ميل). لم يعبر أي منها المناطق المزروعة المفتوحة التي يزيد عرضها عن 10 كيلومتر (6.2 ميل)، ولكن إنتقلت عبر موائل الغابات.
الببور البالغة تعيش حياة إنفرادية إلى حد كبير. إنهم يأسسون ويبقون على مناطق ولكن لديهم نطاقات مسكن أوسع بكثير يجوبون فيها. عمومًا، يقتصر البالغون المقيمون من كلا الجنسين تحركاتهم في نطاقات مسكنهم، حيث يلبون احتياجاتهم واحتياجات صغارهم المتزايدة. الأفراد الذين يشتركون في نفس المنطقة يَعرفون بحركات وأنشطة بعضهم البعض. يعتمد حجم نطاق المسكن في الأساس على وفرة الفرائس والمنطقة الجغرافية وجنس الفرد. يبدو إن  نطاقات المسكن في الهند تتراوح بين 50 و1000 كيلومتر مربع (19 إلى 386 ميل مربع) بينما في منشوريا، تتراوح بين 500 إلى 4000 كيلومتر مربع (190 إلى 1540 ميل مربع). في النيبال، سُجِلَتْ تُدافِعُ عن مناطق تتراوح بين 19 إلى 151 كيلومتر مربع (7.3 إلى 58.3 ميل مربع) للذكور و10 إلى 51 كيلومتر مربع (3.9 إلى 19.7 ميل مربع) للإناث.
الببرات الشابة تؤسس مناطقها الأولى بالقرب من والداتها. يتقلص التداخل بين منطقة الأنثى ووالدتها على مر الوقت. بينما، الذكور ترتحل أكثر من نظرائهم الإناث وينطلقون في سن أصغر ليُعَلِمُوا على منطقتهم. يكتسب الذكر الشاب منطقة إما من خلال البحث عن منطقة خالية من الببور الذكور الأخرى، أو عن طريق العيش كعابر في منطقة ذكر آخر حتى يصبح أكبر سناً وقوياً بما يكفي لتحدي الذكر المقيم. وبذلك فإن الذكور الشباب الذين يسعون إلى تأسيس أنفسهم يشكلون أعلى معدل للوفيات (30-35٪ سنوياً) بين الببور البالغة.
لتحديد منطقته، يقوم الذكر بتعليم الأشجار عن طريق رش البول، وإفرازات الغدة الشرجية، وتعليم الممرات بالبِرَاز وتعليم الأشجار أو الأرض بمخالبها. تستخدم الإناث أيضاً علامات «الخدوش» والبول والبراز. يسمح التعليم بالرائحة من هذا النوع للفرد بإلتقاط معلومات عن هوية الآخر وجنسه وحالته التناسلية. سوف تشير الإناث في الشبق لجاهزيتها عن طريق التعليم بالرائحة بشكل متكرر وزيادة أصواتها.

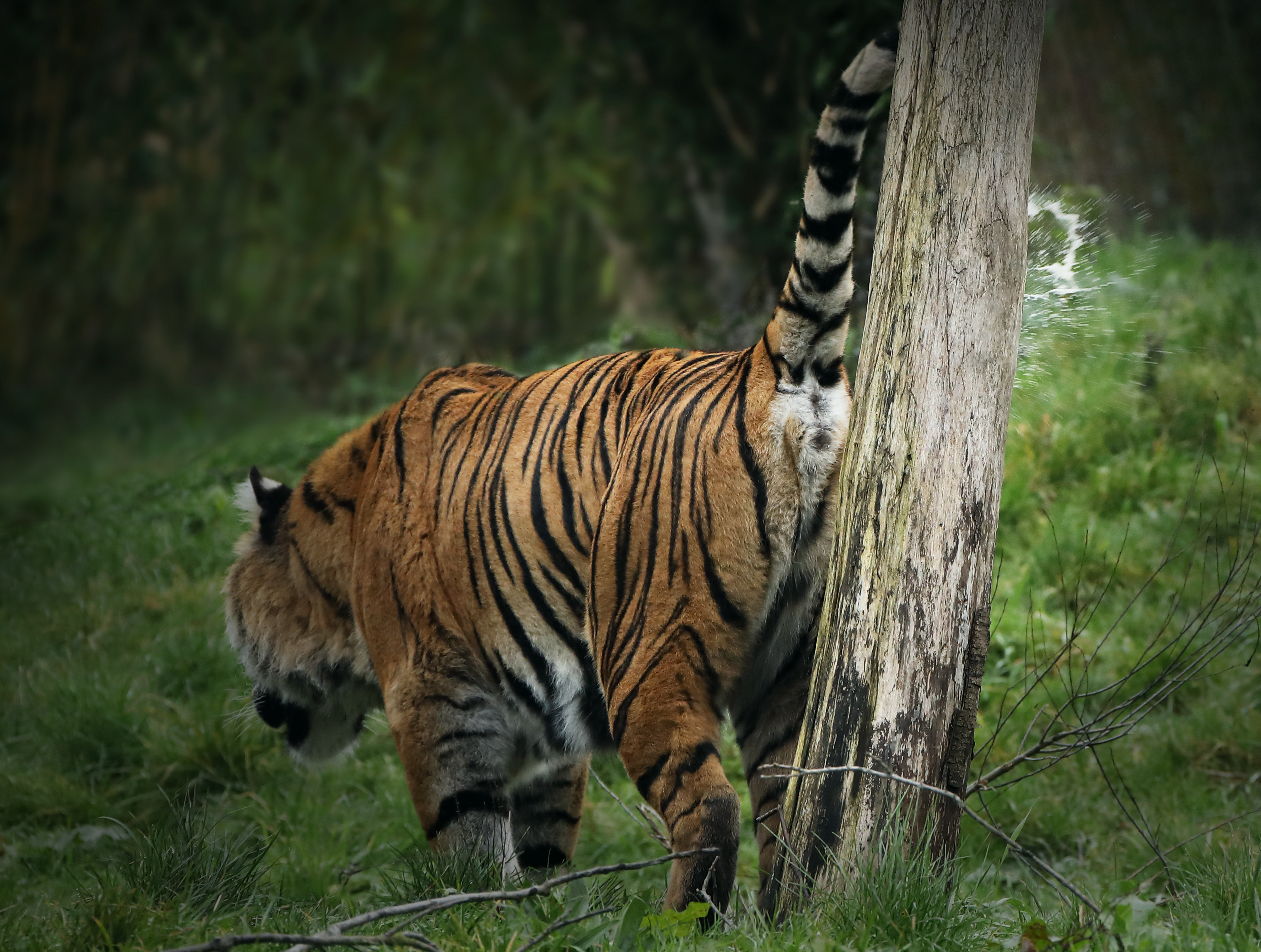
تعليم الأشجار بالبول

على الرغم من تجنب الببور لبعضها البعض في معظم الأحيان، إلا أن الببور ليست دائماً إقليمية ويمكن أن تَكون العلاقات بين الأفراد معقدة. يشارك الكبار من كلا الجنسين أحياناً ما يقتلونه مع الآخرين، حتى مع الببور التي لا تربطها صلة قرابة. لاحظ جورج شالر مشاركة ذكراً ذبيحة مع أنثيين وأربعة فِزرة. على عكس الأسود الذكور، تسمح الببور الذكور للإناث والصغار بالتغذي على الصيد قبل أن ينتهي الذكر منها؛ يبدو إن جميع المتشاركين يتصرفون بشكل سلمي، مناقض للسلوك التنافسي الذي يظهره قطيع الأسد. وصف ستيفن ميلز حدثاً للتغذية الإجتماعية في متنزه رانتامبور الوطني:
تكون ذكور الببور عموماً أقل تسامحاً مع الذكور الأخرى داخل منطقتها بالمقارنة مع الإناث مع الإناث الأخرى. عادة ما تُحل النزاعات حول المناطق عن طريق التخويف بدلاً من العنف المباشر. وقد لوحظت العديد من هذه الحوادث التي استسلم فيها الببر الخاضع بالتدحرج على ظهره وإظهار بطنه في وضع خاضع. بمجرد إثبات الهيمنة، يمكن للذكر أن يتسامح مع المنقاد في نطاقه، طالما إنه لا يعيش في مساكن قريبة جداً. تميل أخطر النزاعات إلى أن تحدث بين ذكرين يتنافسان على أنثى في الشبق، وأحياناً يتقاتلان حتى الموت.

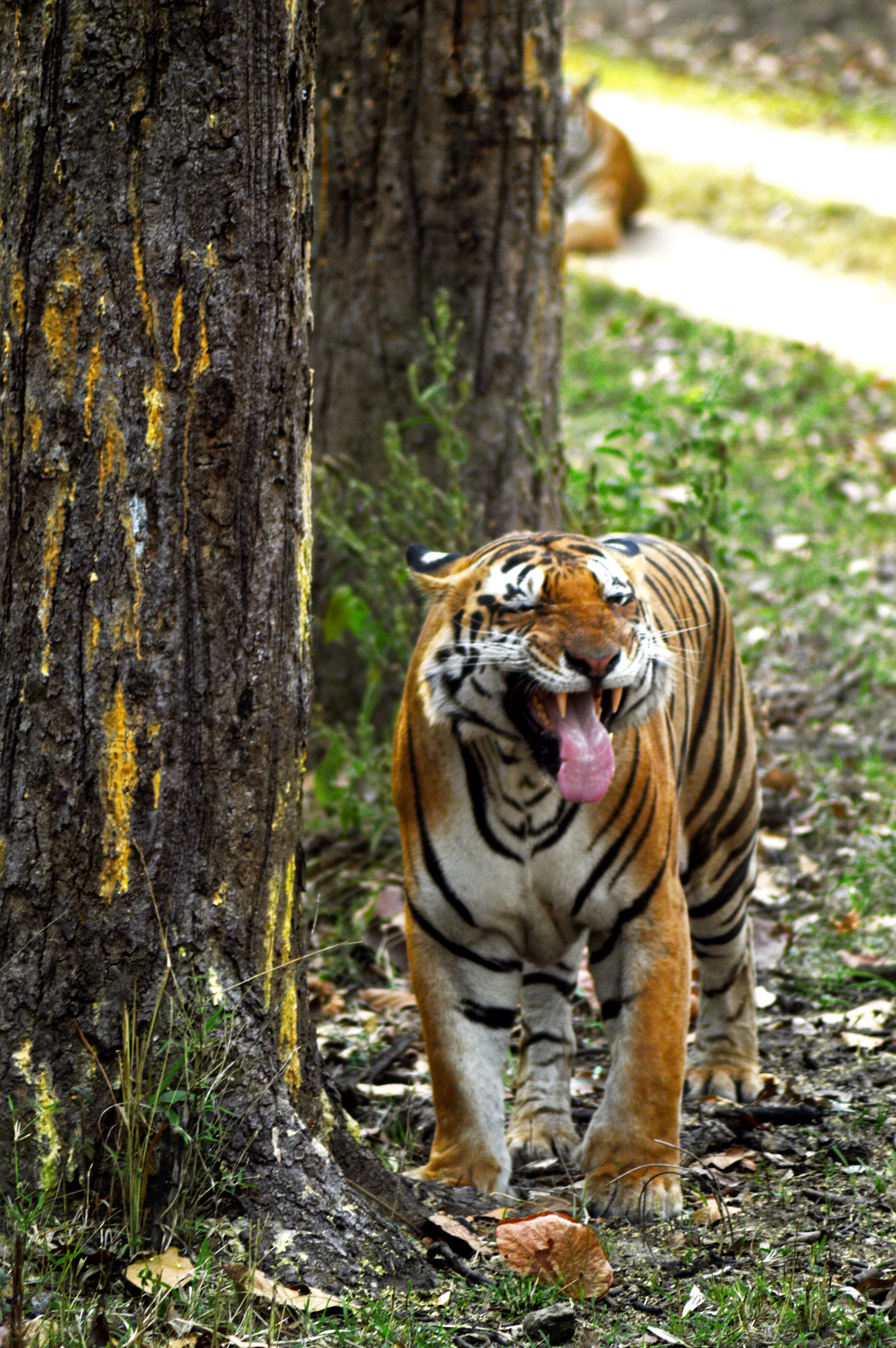
ببر في متنزه كانها الوطني يُظهر استجابة فليمن

تشمل تعابير الوجه «التهديد الدفاعي»، حيث يكشف الفرد عن أسنانه ويسطح أذنيه وتتسع بؤبؤ العين. يظهر كل من الذكور والإناث استجابة فليمن، تكشيرة مميزة، عند شم علامات البول، ولكن ردة فعل فليهمن غالباً ما يرتبط بالذكور الذين يشمون العلامات التي تصنعها الببرات في الدورة النزوية.
قد تختلط الذكور بسهولة مع الإناث الموجودة في منطقتها وقد تشاطرها الفرائس حتى، كما أفاد عالم البيئة جورج شالر الذي شاهد ببر ذكر يتشاطر الفريسة مع أنثى وأربعة جراء. وغالباً ما تكون الإناث مترددة بإظهار جرائها أمام الذكر، إلا أن شالر رأى بأن تلك الإناث لم تقم بأي محاولة لإبعاد الذكر عن صغارها أو حتى منعها من الاقتراب منه مما يعني بأن ذلك الذكر هو على الأرجح والد الصغار. وتسمح ذكور الببور للإناث والجراء بالأكل أولا من الطريدة على العكس من ذكور الأسود، كما أن الإناث بدورها تشاطر طرائدها مع ببور أخرى بنسبة أعلى من نسبة الذكور حتى، كما وتتحمل الأفراد المنتمية لذات الجنس والتي تشاطرها الغذاء أكثر من الذكور.

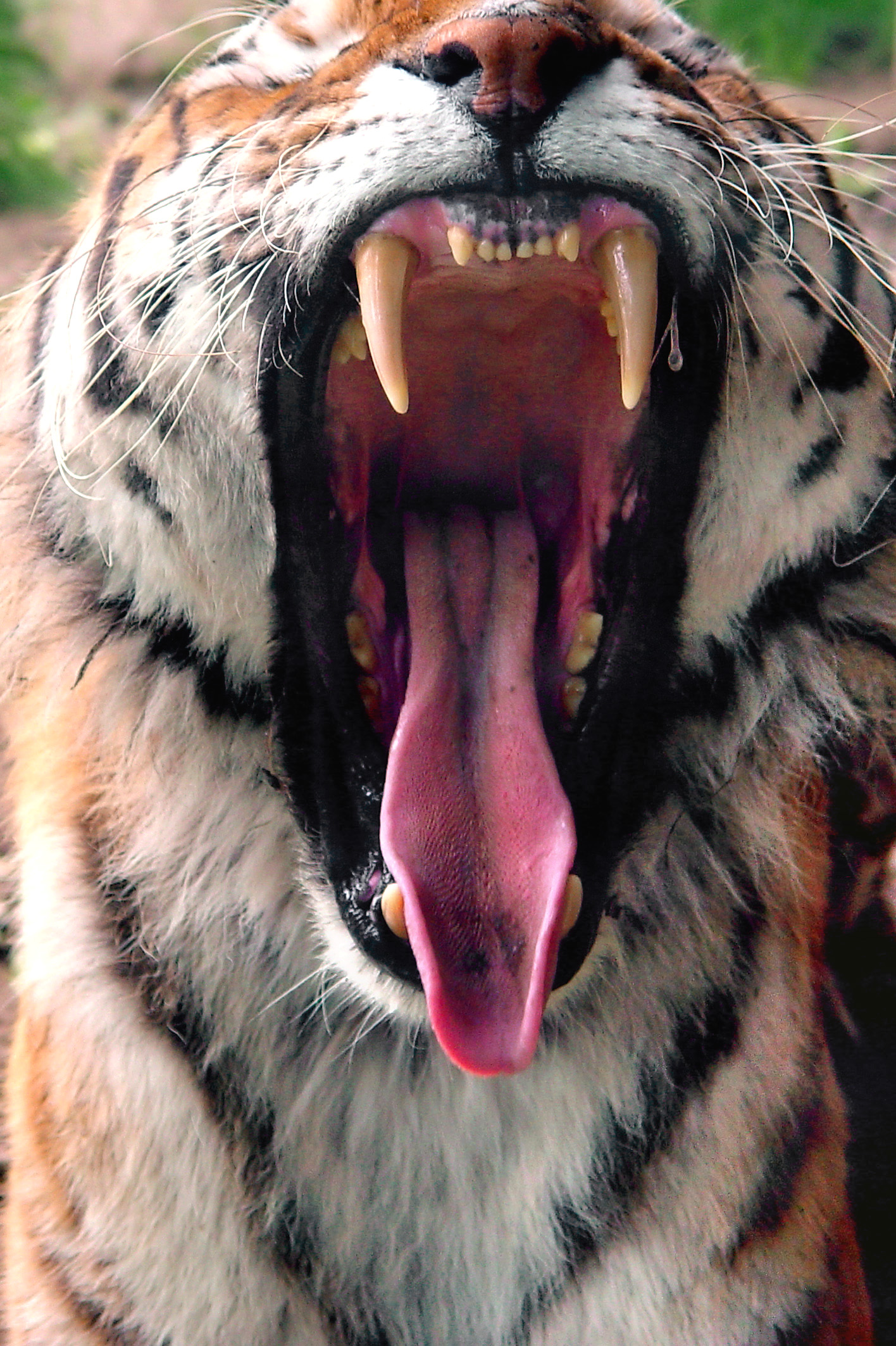
أنياب الببر الكبيرة بالإضافة إلى قوّة فكّيه تجعل منه مفترسًا فائقًا.

تسيطر الإناث في الغالب على حوز بجانب حوز والدتها بينما تبتعد الذكور إلى مناطق أبعد لتسيطر على مناطق خاصة بها عبر التقاتل والإطاحة بذكرٍ مسيطر.

### الأصوات
مثل غيرها من جنس النمور، تزأر الببور، خاصة في المواقف العدوانية خلال موسم التزاوج أو عندما تَقتل. هناك زئيران مختلفان: الزئير «الحقيقي» الذي يحُدَث باستخدام الجهاز اللامي ويُدفع بقوة من خلال فتح الفم كما يغلق تدريجياً، والزئير السُعالي الأقصر والأقسى يُحدَث عند فتح الفم وكشف الأسنان. يمكن سماع الزئير «الحقيقي» على مسافة تصل إلى 3 كيلومترات (1.9 ميل) ويبعثه أحياناً ثلاث أو أربع مرات متتالية. عندما تتوتر الببور، تئن بصوتاً يشبه الزئير ولكنه أكثر هدوءاً ويُحدَث عندما يكون الفم مغلقاً جزئياً أو كلياً. يمكن سماع الأنين من مسافة 400 متر (1300 قدم). النعير الخافت، شخير منخفض التردد يشبه الخرخرة في القطط الصغيرة يُسمع في مواقف أكثر ودية. تشمل الأصوات الأخرى: القُباع أو النخر، والنباح الأجش، والزمجرة، والمواء، والهسهسة، والهدير.

### الذيل
للببور مجموعة متنوعة من الاستخدامات لذيولها. عندما تقفز، تستخدم ذيولها كدفة. ذيولها تساعدها على التوازن عندما تتسلق. كما تستخدم الببور ذيولها للتواصل مع بعضها البعض. يشير الذيل المستقيم الذي يهتز ببطء إلى اللطافة، بينما يشير الذيل الممدود سريع الهز إلى الإثارة، ويشير الذيل الذي بالكاد يتحرك ويميل بزاوية نحو الأرض إلى التوتر.

### الأعداء والمنافسون
تفضل الببور عادة أكل الفرائس التي تقتلها بنفسها، ولكنها تأكل الجيف في أوقات الندرة وأيضاً تسرق الفرائس من آكلات اللحوم الكبيرة الأخرى. على الرغم من أن الحيوانات المفترسة تتجنب عادة بعضها البعض، إذا كانت الغنيمة محل نزاع أو واجهت منافساً خطيراً، فإن إظهار العدوانية أمراً شائع. إذا فشلت هذه، فقد تتحول النزاعات إلى العنف؛ قد تقتل الببور أو حتى تفترس المنافسين مثل: النمور، كلاب الدول، الضباع المخططة، الذئاب، الدببة، الحفاثيات، وتماسيح المَجّار في بعض الأحيان. قد تنتصر التماسيح والدببة ومجموعات كلاب الدول الكبيرة في القتال ضد الببور، ويمكن حتى أن تقتلها التماسيح والدببة.
يتفادى النمر الأصغر بكثير المنافسة من الببور عن طريق الصيد في أوقات مختلفة من اليوم وصيد فريسة مختلفة. في متنزه ناغارهول الوطني بالهند، كانت معظم الفرائس التي إنتقتها النمور تتراوح من 30 إلى 175 كيلوغرام (66 إلى 386 رطلاً) مقابل تفضيل الببور للفرائس الأثقل. كان متوسط وزن الفريسة لكلا القطتين الكبيرتين في الهند 37.6 كيلوغرام (83 رطلاً) مقابل 91.5 كيلوغرام (202 رطلاً). مع الفرائس الوفيرة نسبياً، شوهدت الببور والنمور تتعايش بنجاح دون الإستبعاد تنافسي أو التسلسل الهرمي بين الأنواع المهيمنة التي قد تكون أكثر شيوعاً في السافانا الأفريقية، حيث يعيش النمر بجانب الأسد. بنات آوى الذهبية قد تَتَقَمَّم على صيد الببر. يبدو إن الببور تقطن في الأجزاء العميقة من الغابة بينما دُفِعَت الحيوانات المفترسة الأصغر مثل النمور وكلاب الدول أقرب إلى الأطراف.
يعرف أن الببور السيبيريّة والدببة البنيّة تشكل خطرًا على بعضها البعض وتقوم في الغالب بتجنّب بعضها، إلا أن بعض الإحصائيات تظهر أن الببور السيبيريّة غالبًا ماتنجح في قتل دببة بنيّة أصغر حجمًا منها بحال التقيا، كما يظهر بأن هذه الببور تقوى على قتل الدببة البنيّة الكبيرة في بعض الأحيان.

### التناسل ودورة الحياة

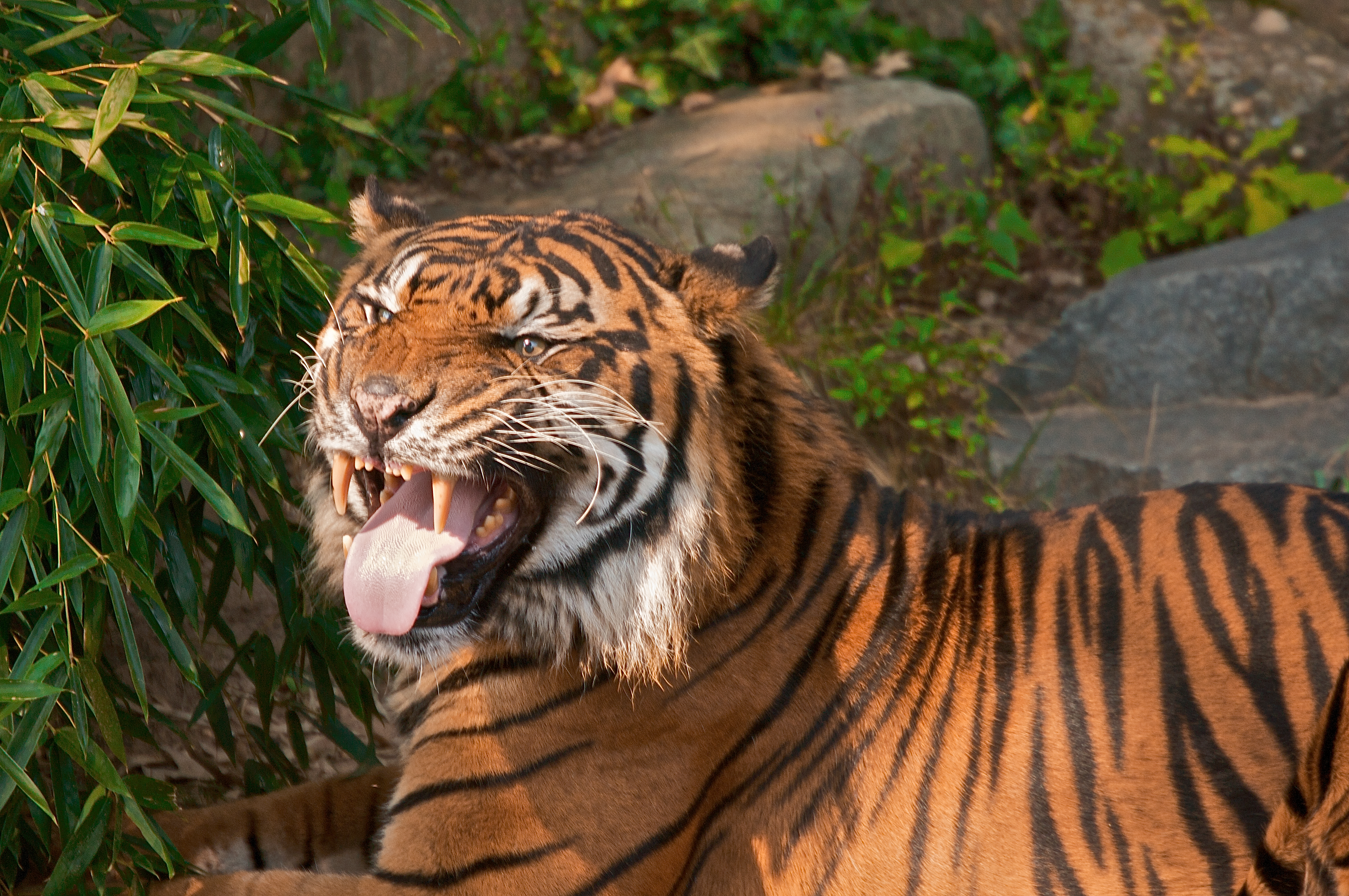
أثناء فترة استجابة فليهمن، يتلامس العضو الميكعي الأنفي مع جزيئات الرائحة المترسبة أثناء العلامات ويعلم الببر عمر وجنس والتقبل الجنسي للفرد.

تبدي الذكور تعبيرًا مميزًا لشكل وجهها عندما تشم رائحة بول الإناث لتحديد مدى جاهزيتها للتزاوج، ويعرف هذا التعبير باسم «ردة فعل فليهمن». تتناسل الببور طيلة أيام السنة، إلا أن الذروة تكون في الفترة الممتدة بين شهريّ نوفمبر وأبريل تكون الأنثى متقبّلة للتزاوج لبضعة أيامٍ فقط، وخلال هذه الفترة يحصل الجماع بشكلٍ متواتر ومستمر، وتمتد فترة الحمل 103 أيام يولد بعدها 3 أو 4 جراء يزن كل منها حوالي كيلوغرامًا واحدًا. تقوم الأنثى بتربية صغارها وحدها، فالذكور المتجوّلة قد تقتل الجراء لجعل الأنثى متقبّلة للتزاوج من جديد، وفي عمر الثمانية أسابيع تصبح الجراء مستعدّة لمغادرة العرين مع والدتها ثم تصبح مستقلّة بحلول شهرها الثامن عشر إلا أنها لا تترك والدتها حتى تبلغ عامها الثاني أو الثاني والنصف، وتبلغ النضوج الجنسي بحلول عامها الثالث أو الرابع. يتزاوج الببر على مدار السنة، ولكن معظم الفِزَرَة تولد بين مارس ويونيو، مع ذروة ثانية في سبتمبر. تتراوح فترة الحَبَل من 93 إلى 114 يوماً، بمتوسط 103 إلى 105 أيام. الأنثى تكون متقبلة فقط لمدة ثلاثة إلى ستة أيام. التزاوج متواتر ومفعم بالضجيج خلال تلك الفترة. تلد الأنثى في موقع مستور مثل العشب طويل القامة، في أجمة كثيفة أو كهف أو صدع صخري. لا يشارك الأب عمومًا في التربية. يتألف البطن من إثنين أو ثلاثة من الفِزَرَة، ونادراً ما يصل إلى ستة. تزن الفِزَرَة من 780 إلى 1600 غرام (28 إلى 56 أونصة) لكل واحداً منها عند الولادة، ويولدون بعينين مغلقتين. تتفتح أعينهم عندما يبلغون من العمر من ستة إلى 14 يوماً. تُستَبدل أسنانهم اللبنية مباشرةً في سن يناهز الأسبوعين. يبدأون بتناول اللحوم في عمر ثمانية أسابيع. في هذا الوقت تقريباً، تنقلها الإناث عادةً إلى عرين جديد. يقومون بمغامرة قصيرة مع والدتهم، على الرغم من إنهم لا يرتحلون معها لأنها لا تجوب أراضيها إلى أن تكبر. الإناث تُرضعن لمدة خمسة إلى ستة أشهر. في الوقت الذي يفطمون فيه، يبدأون بمرافقة والدتهم في نزهات إقليمية ويتعلمون كيفية الصيد.

مخطط نمو الببر

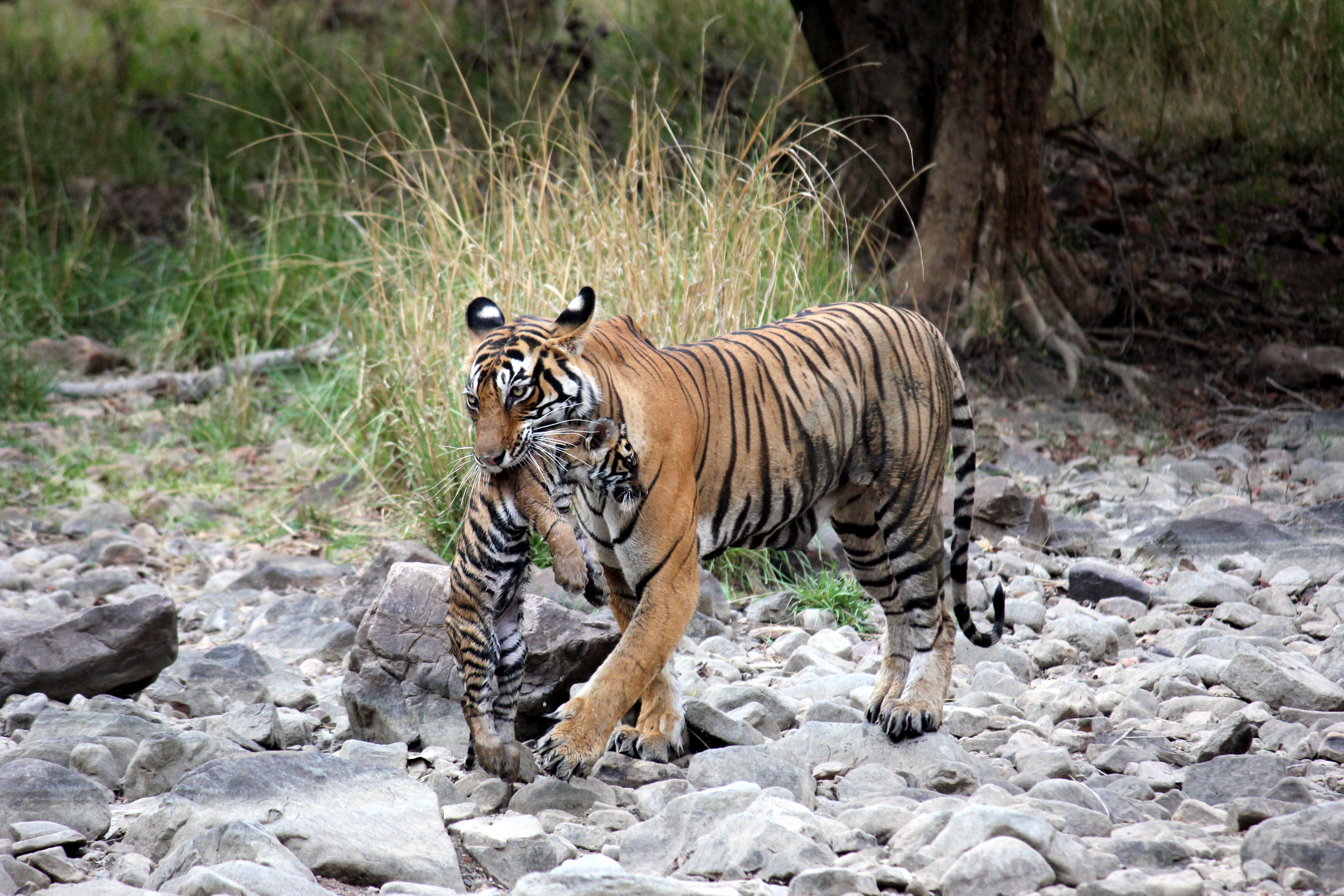
فزارة تحمل فِزر بفكها

يظهر فِزْر (صغير الببر) مهيمن في أغلب البطن، عادة من الذكور. الفِزر المهيمن أكثر نشاطاً من أشقائه ويأخذ زمام المبادرة في لعبهم، تاركاً والدته في النهاية وأصبح مستقلاً في وقت سابق. تبدأ الفِزَرَة بالصيد من تلقاء نفسها في سن 11 شهراً، وتصبح مستقلةً بعد سن 18 إلى 20 شهراً. ينفصلون عن والداتهم في عمر سنتين إلى سنتين ونصف، لكن يستمرون في النمو حتى سن الخامسة. تبلغ الجروات الإناث النضج الجنسي في عمر ثلاث إلى أربع سنوات، بينما الذكور في سن أربع إلى خمس سنوات. غالباً ما تقتل الببور الأجنبية المترحلة الفِزَرَة لتجعل الأنثى متقبلةً، لإن الببرة قد تلد بطن آخر في غضون خمسة أشهر إذا فقدت فِزَرَة البطن السابق. يبلغ معدل وفيات فِزَرَة الببور حوالي 50٪ في العامين الأولين. يهاجم عدد قليل من الحيوانات المفترسة الأخرى صغار الببور بسبب إحتراز وضراوة الأم. وبصرف النظر عن البشر والببور الأخرى، فإن الأسباب الشائعة لوفيات الفِزَرَة هي الموت جوعاً والتجمد والحوادث. طول جيل الببر حوالي ثماني سنوات.
عاش أكبر ببر أسير موثق لمدة 26 عاماً. وتنجب إناث الببور خلال حياتها في العادة عددًا مماثلاً من الذكور والإناث، كما تتناسل الببور بشكلٍ جيّد في الأسر حيث يظهر أن الجمهرة الأسيرة في حدائق الحيوان في الولايات المتحدة تضاهي الجمهرة البريّة العالميّة من حيث العدد.

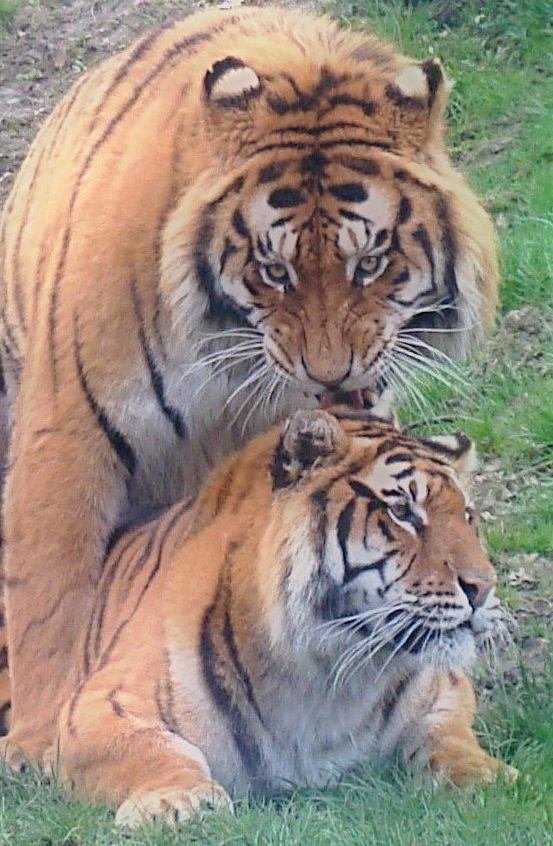
وضعية تزاوج الببر.

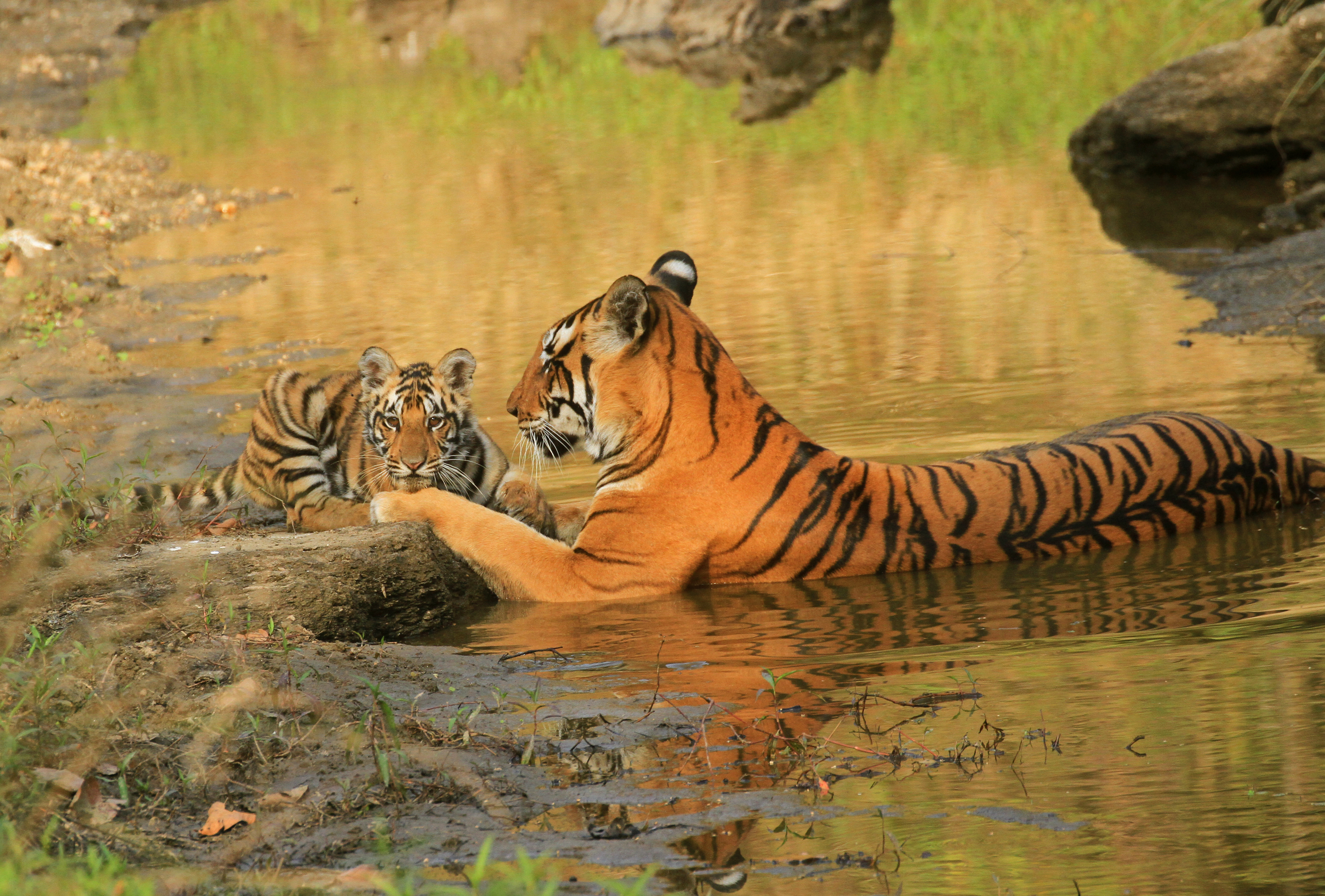
ببور في كانها

في بعض الأحيان، تساهم الببور الذكور في تربية الفِزَرَة، وعادة ما تكون الخاصة بها، ولكن هذا نادر للغاية ولا تعرف ذلك جيداً دائماً. في آيار عام 2015، صُورت ببور أمور بواسطة الكاميرات الفخية في محمية سيخوت ألين الطبيعية. تُظهر الصور مرور ببر أمور ذكر، تليه أنثى وثلاثة فِزَرَة خلال فترة دقيقتين تقريباً.
في رانتامبور، ربى ببر بنغالي ذكر وحمى اثنين من الفِزَرَة الإناث اليتامى بعد وفاة والدتها بسبب المرض. بقيت الفِزْرَتان تحت رعايته، وزودها بالطعام، وحماها من منافسه وأخته، كما دربها على ما يبدو.

## تطوّر النوع ونويعاته

### النُشوء والتطوُّر
|  | Neofelis nebulosa - النمر الملطخ   |
|  |                                    |
|  | Neofelis diardi - نمر سوندا الملطخ |
|  |                                    |

|  | Panthera tigris - الببر  |
|  |                          |
|  | Uncia uncia - نمر الثلوج |
|  |                          |

|  | Panthera leo - الأسد    |
|  |                         |
|  | Panthera onca - اليغور  |
|  |                         |
|  | Panthera pardus - النمر |
|  |                         |

|  | Panthera tigris - الببر  |
|  |                          |
|  | Uncia uncia - نمر الثلوج |
|  |                          |

|  | Panthera leo - الأسد    |
|  |                         |
|  | Panthera onca - اليغور  |
|  |                         |
|  | Panthera pardus - النمر |
|  |                         |

|  | Neofelis nebulosa - النمر الملطخ   |
|  |                                    |
|  | Neofelis diardi - نمر سوندا الملطخ |
|  |                                    |

|  | Panthera tigris - الببر  |
|  |                          |
|  | Uncia uncia - نمر الثلوج |
|  |                          |

|  | Panthera leo - الأسد    |
|  |                         |
|  | Panthera onca - اليغور  |
|  |                         |
|  | Panthera pardus - النمر |
|  |                         |

|  | Panthera tigris - الببر  |
|  |                          |
|  | Uncia uncia - نمر الثلوج |
|  |                          |

|  | Panthera leo - الأسد    |
|  |                         |
|  | Panthera onca - اليغور  |
|  |                         |
|  | Panthera pardus - النمر |
|  |                         |

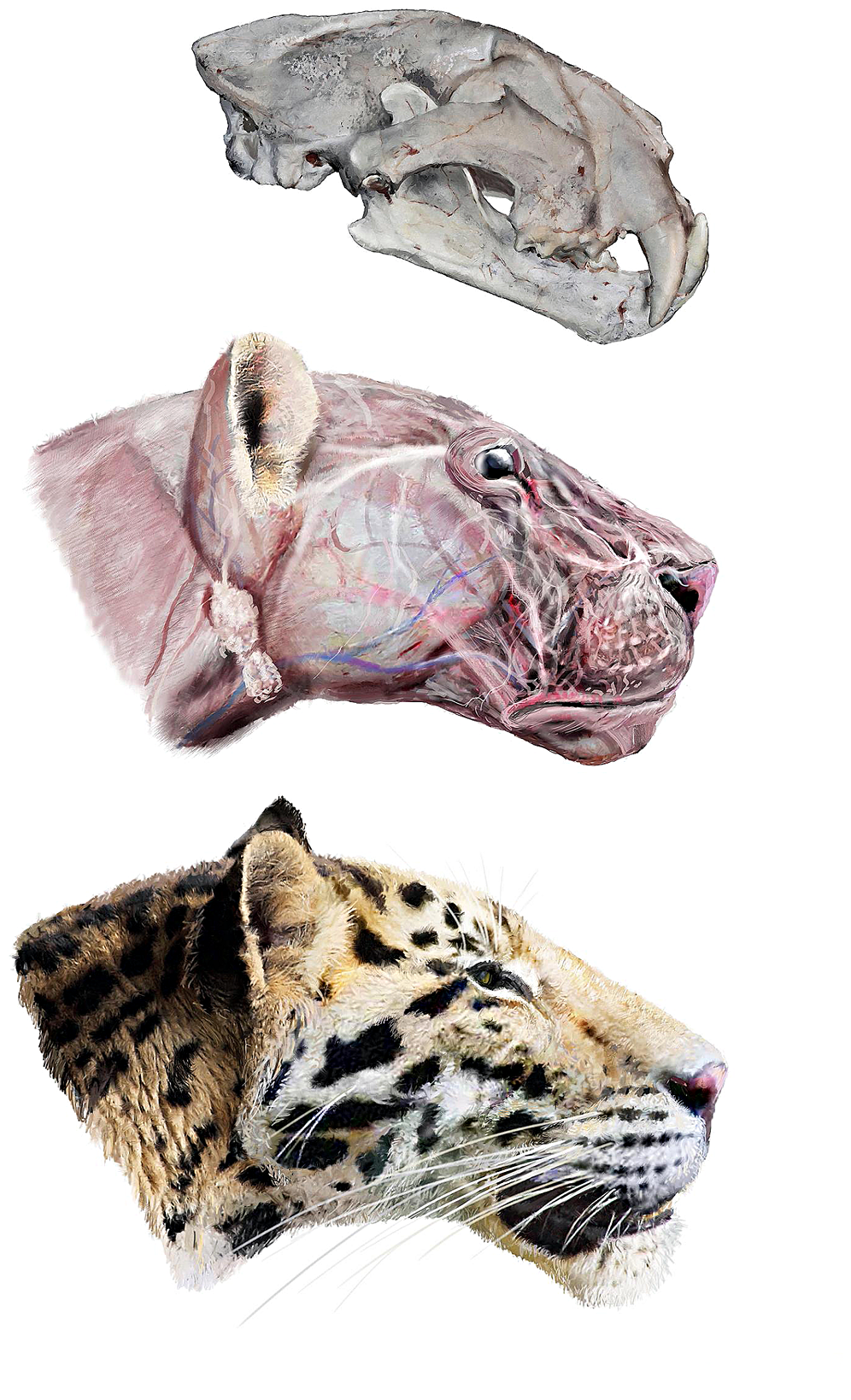
إحياء جمجمة ببر لونغدان، أحد أقارب الببر المنقرضة الذي عُثِرَ على بقاياه الأُحفورية في شمال غرب الصين

إن أقدم المستحثات لسنّور يشابه الببر عُثِر عليها في الصين وجزيرة جاوة، وقد عاش هذا النوع المسمّى بالنمر البائد أو النمر القديم (Panthera palaeosinensis) منذ حوالي مليوني سنة في بداية العصر الحديث الأقرب (البليستوسين) وكان أصغر حجماً من الببر المعاصر. أما أقدم الأحافير للببور الحقيقية فقد عثر عليها في جاوة، وقد تراوح عمرها بين 1.6 و1.8 مليون سنة، وبالإضافة لذلك فقد عُثِر على مستحثات أخرى من أوائل وأواسط العصر الحديث الأقرب في بعض المواقع في الصين وسومطرة، كما كان هناك نويعة تدعى ببر ترينل والتي عاشت منذ 1.2 مليون سنة عُثر على مستحثاتها في منطقة ترينيل في جاوة.
ظنَّ العلماء في السابق أن أقرب الحيوانات نَسَباً إلى البَبْر هي الأسد والنمر واليغور (وكلّها من جنس النمر)، لكن الدراسات الوراثية توحي بأنَّ نَسَبَهُ هو ونمرَ الثلوج انفصل عن سائر أنواع جنس النمر منذ نحو 2.88 مليون سنة، ولهذا فإن صلتهما ببعضهما أقربُ من صلتهما بالأسد والنمر واليغور.
نشأ جنس النمر -غالباً- في النواحي الشمالية من آسيا الوسطى. وأما أسلاف الببر ونمر الثلوج فانتقلا إلى جنوب شرقي آسيا أثناء العصر الميوسيني وتطوَّر عنهما هذان النوعان فيما بعد.
يعتبر ببر لونغدان من الأصنوفات الشقيقة للببر الحديث. عاش في بداية العصر الحديث الأقرب قبل حوالي مليوني عام، وأُستخرجت بقاياه الأحفورية في مقاطعة قانسو شمال غربي الصين. كان أصغر وأكثر «بدائية»، ولكنه يشابه الببر الحديث وظيفياً وبيئياً. وهناك محل خلاف حول ما إذا كان لديه نمط خطوط. يُعتقد إن شمال غربي الصين هو أصل نسب الببر. ربما الببور نمت في الحجم إستجابةً للتشعبات التكيفية لأنواع فرائسها مثل الأيل والبقريات، والتي ربما قطنت في جنوب شرق آسيا خلال العصر البليستوسيني المبكر.
عاش ببر ترينل منذ حوالي 1.2 مليون سنة وهو معروف من الحفريات المستخرجة بالقرب من ترينل في جاوة. إنقرضت ببور وانشين ونغاندونغ وترينل واليابانية في عصر ما قبل التاريخ. وصلت الببور إلى الهند وشمالي آسيا في أواخر العصر الحديث الأقرب، حيث بلغت شرقي بيرنجيا (لكنها لم تبلغ الأميركيتين) واليابان وجزيرة سخالين، وتدل الأحافير التي عثر عليها في اليابان إن الببور هناك كانت أصغر حجماً من الببور على البر الرئيسيّ كما هي الحالة في باقي النويعات القاطنة للجزر، ولعلّ هذا يُفَسّر بسبب ضيق مساحة البلد أو بسبب حجم الطرائد الصغير. بعض الجماجم الأحفورية متميزة شكلياً عن جماجم الأسد، والتي يمكن أن تشير إلى وجود الببور في ألاسكا خلال العصر الجليدي الأخير، منذ حوالي 100000 سنة.
في كهف إيل في جزيرة بالاوان، عُثِرَ على سلامية مفصلية وسط مجموعة من عظام الحيوانات والأدوات الحجرية الأخرى. كانت أصغر من أحافير ببور البر الرئيسي، ربما بسبب التقزم الجزري. خُمِّنَ بأن أعضاء الببر إما جُلِبَتْ من مكان آخر، أو أن الببر استعمر بالاوان من بورنيو قبل العصر الهولوسيني. كما تم استخراج بقايا الببور الأحفورية في سريلانكا والصين واليابان وسراوق حدد تاريخها إلى العصر البليوسيني المتأخر والعصر الحديث الأقرب وبدايات العصر الهولوسيني. يبدو إن الببر البورنيوي كان موجوداً في بورنيو بين العصر البليستوسيني المتأخر والعصر الهولوسيني، ولكن ما إذا كان قد إنقرض في عصور ما قبل التاريخ أو في الآونة الأخيرة لم يتم حله.
تشير نتائج دراسة جغرافية عرقية إلى إن جميع الببور الحية كان لديها سلف مشترك قبل 108000 إلى 72000 سنة. تُوُقِّعَ إمتداد الببر المحتمل خلال العصر البليستوسيني المتأخر والعصر الهولوسيني بتطبيق النمذجة البيئية الملائمة إستناداً إلى أكثر من 500 سجل منطقة ببر مقترنة ببيانات مناخية بيولوجية. يُظهر النموذج الناتج إمتداد متجاور للببور عند الذروة الجليدية الأخيرة، مما يشير إلى إنسياب المورثات بين جمهرات الببور في البر الرئيسي الآسيوي. من المحتمل أن تكون جمهرة الببر القزويني متصلة بجمهرة الببر البنغالي من خلال ممرات تحت إرتفاعات تبلغ 4000 متر (13000 قدم) في هندوكوش. ربما عزلت جمهرات الببور في جزر السوندا والبر الرئيسي الآسيوي خلال المدة بين الدورين الجليديين.
نُشِرَ تسلسل الجينوم الكامل للببر في عام 2013. وتبين إنه يحتوي على تركيبة متكررة مماثلة لجينوم القطط الأخرى وتصاحب جيني محفوظ بصورة ملحوظة.
هناك نويعتين من الببور تَتَضَمَّنْ 9 جُمهرات، اثنتين منها منقرضة وواحدة يكاد يؤكد انقراضها في المستقبل القريب، كان موطن الببور يشمل عبر التاريخ: روسيا بما فيها سيبيريا، إيران، أفغانستان، الهند، الصين، أجزاء من شماليّ العراق، تركيا، جنوب شرق آسيا بما فيها الجزر الإندونيسيّة.
يعتقد العلماء إن جُمهرة جنوب الصين (ببر جنوب الصين) كانت الجُمهرة الأولى التي تحدرت منها البقيّة، ويصنفون النويعات الحيّة اليوم حسب الترتيب التنازلي بالنسبة لأعدادها في البرية.

### التصنيف
|  | \| \| Panthera leo - الأسد \| \| \| \| \| \| Panthera pardus - النمر \| \| \| \| |
|  |                                                                                  |
|  | Panthera onca - اليغور                                                           |
|  |                                                                                  |
|  | Panthera leo - الأسد                                                             |
|  |                                                                                  |
|  | Panthera pardus - النمر                                                          |
|  |                                                                                  |

|  | Panthera leo - الأسد    |
|  |                         |
|  | Panthera pardus - النمر |
|  |                         |

|  | Panthera tigris - الببر     |
|  |                             |
|  | Panthera uncia - نمر الثلوج |
|  |                             |

|  | \| \| Panthera leo - الأسد \| \| \| \| \| \| Panthera pardus - النمر \| \| \| \| |
|  |                                                                                  |
|  | Panthera onca - اليغور                                                           |
|  |                                                                                  |
|  | Panthera leo - الأسد                                                             |
|  |                                                                                  |
|  | Panthera pardus - النمر                                                          |
|  |                                                                                  |

|  | Panthera leo - الأسد    |
|  |                         |
|  | Panthera pardus - النمر |
|  |                         |

|  | Panthera tigris - الببر     |
|  |                             |
|  | Panthera uncia - نمر الثلوج |
|  |                             |

في عام 1758، وصف كارولوس لينيوس الببر في كتابه نظام الطبيعة وأعطاه الاسم العلمي Felis tigris. في عام 1929، قام عالم التصنيف البريطاني ريجنالد إنس بوكوك بإخضاع النوع تحت جنس النمر باستخدام الاسم العلمي Panthera tigris.

#### النويعات والجُمهرات

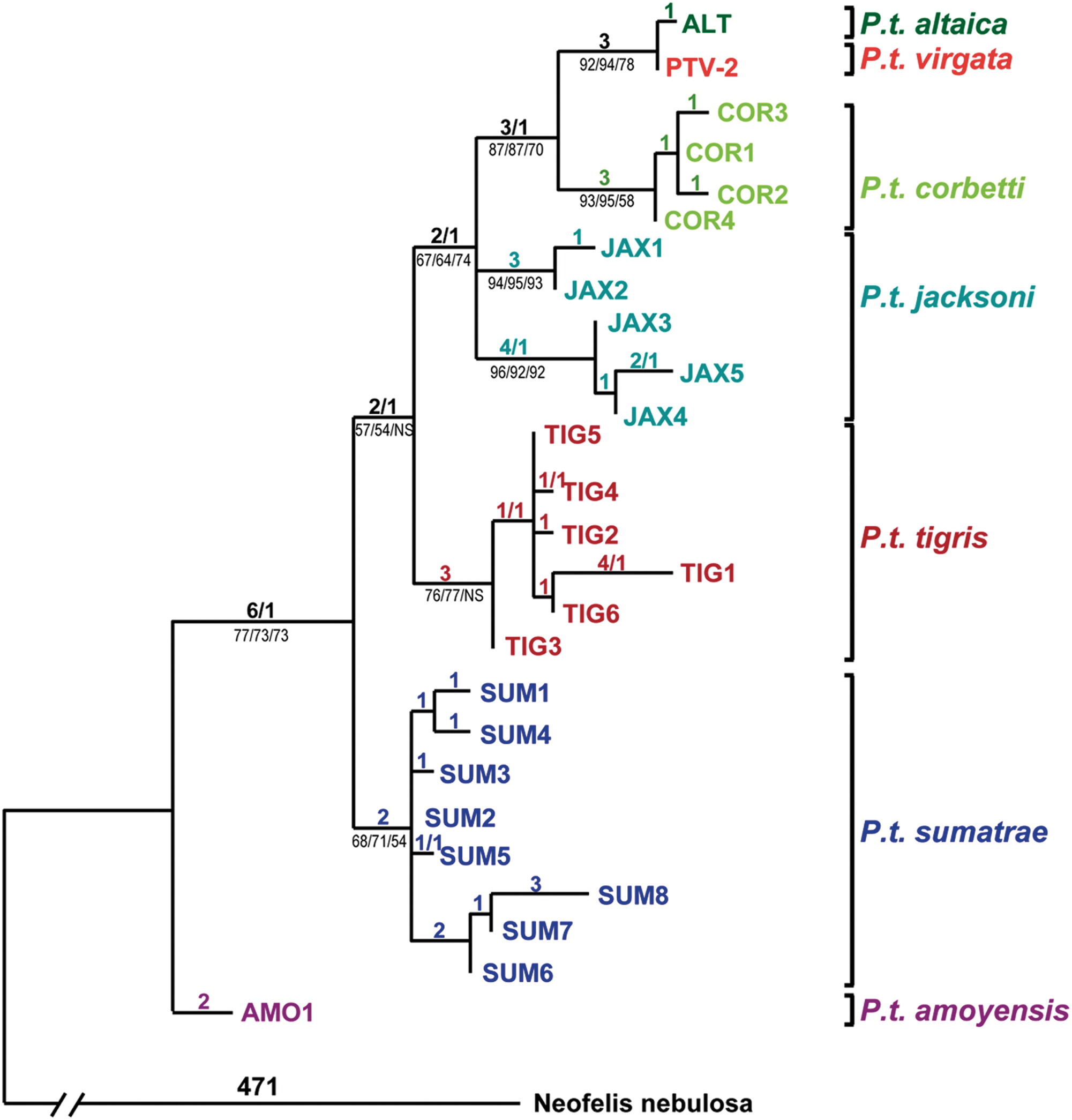
العلاقة التطورية لسلالات جُمهرات البُبُور اِستِنَاداً لدريسكول وآخرون. (في سنة 2009).

بعد وصف لينيوس الأولي للنوع، وُصِفَتْ العديد من عينات الببر وأُقتُرِحت على أنها نويعات. بدايةً من سنة 1999، أخذ بعض العلماء يُشكِّكون في صحَّة تصنيف جميع نُويعات البُبُور، التي وُصفت في القرنين التاسع عشر والعشرين، إذ أنَّ العُلماء الأولين اعتمدوا على بضعة مظاهر خارجيَّة للتفريق بينها، ومن تلك المظاهر: طول فرائها ولونه، وأنماط خُطُوطها، وأحجامها، على اعتبار أنها خصائص تختلف من جُمهرةٍ لِأُخرى. وفي الحقيقة فإنَّ البُبُور قاطنة الأقاليم المُختلفة تتباينُ قليلاً، ويُعتقد بأنَّ انسياب المورثات بين الجُمهرات في تلك المناطق كان خلال العصر الحديث الأقرب (البليستوسيني). لذلك، اقترح العُلماء وُجُود نويعتين صحيحتين فقط من البُبُور هما: نُويعة ببر البر الرئيسي الآسيوي قاطنة البر الرئيسي لآسيا، ونويعة ببر جزر السوندا قاطنة جزر السوندا الكبرى.
تشير نتائج تحليل علم الجماجم لجمجمة 111 ببراً من نطاق دول جنوب شرق آسيا إلى إن جماجم الببر السومطري تختلف عن جماجم ببور الهند الصينية والجاوية، بينما تتشابه جماجم ببر بالي في الحجم مع جماجم الببر الجاوي. اقترح المؤلفون تصنيف ببري السومطري والجاوي نوعان مختلفان، اسمهما العلمي على التوالي Panthera sumatrae وPanthera sondaica مع تصنيف ببر بالي نويعاً اسمه العلمي Panthera sondaica balica.
وفي سنة 2015، أُجريت دراسات تحليليَّة للسمات الشكليَّة والبيئيَّة والجُزيئيَّة لِجميع نُويعات البُبُور المُفترضة، وجاءت النتائج لِتدعم النظريَّة القائلة بِوُجُود نُويعيتين فقط، إذ لم يظهر تباينٍ واضح سوى بين البُبُور قاطنة البر الآسيوي الرئيسي وتلك قاطنة الجُزر، وبناءً عليه، اقترح العُلماء جمع كُل الجُمهرات التي اعتُبرت نُويعات مُنفصلة في نويعتين هما: نويعة ببر البر الرئيسي الآسيوي التي أصبحت تشمل البُبُور البنغاليَّة والملاويَّة والهند الصينيَّة والجنوب صينيَّة والسيبيريَّة والقزوينيَّة، ونُويعة ببر جُزر السوندا، التي أصبحت تشمل البُبُور الجاويَّة والباليَّة والسومطريَّة. لاحظ المؤلفون أيضاً إن إعادة التصنيف هذه ستؤثر على تدابير انحفاظ الببور. وقُسِّمت نويعة ببر البر الرئيسي الآسيوي إلى فرعين حيويين:
- الفرع الشمالي المُشتمل على البُبُور السيبيريَّة والقزوينيَّة
- الفرع الجنوبي المُشتمل على جميع الجُمهرات البريَّة الباقية.

ورحب أحد اختصاصيي الانحفاظ بهذا الاقتراح لإنه سيجعل من برامج التربية في الأسر وإعادة الببور المولودة في حديقة الحيوان إلى البرية في المستقبل أسهل. شكك أحد علماء الوراثة في هذه الدراسة وأكد إن النويعات التسعة المعترف بها حالياً يمكن تمييزها وراثياً.
في سنة 2017، قامت فرقة العمل المعنية بتصنيف السنوريات في الاتحاد الدولي لحفظ الطبيعة مجموعة اختصاصيي السنوريَّات بِمُراجعة تصنيفات السنوريات وأقرَّت بانتماء جُمهرات الببر قاطنة آسيا القارية إلى نويعة ببر البر الرئيسي الآسيوي، وتلك القاطنة في جزر سوندا إلى نويعة ببر جزر السوندا. رُفِضَتْ فكرة هذين النويعتين إلى حد كبير من قبل الباحثين. خلُصت نتائج السلسلة الجينومية الكاملة لسنة 2018 المكونة من 32 عينة إلى وُجُود ستة أفرع حيويَّة أُحاديَّة النمط الخلوي للببر متماثلة مع النويعات الحية وأنَّ آخر سلف مُشترك عاش مُنذُ حوالي 110،000 سنة.
تستند الجداول التالية إلى تصنيف نوع الببر المقدم في أنواع الثدييات في العالم. كما يعكس التصنيف الذي تستعمله مجموعة اختصاصيي السنوريات في سنة 2017:
| الجُمهرات | الوصف | نبذة عن الجمهرة | صورة |
| --- | --- | --- | ---- |
| الببر البنغالي أو الببر البنغالي الملكيّ                                                                                                 | إرتكز وصف لينيوس العلمي للببر على أوصاف علماء الطبيعة الأوائل مثل كونراد غيسنر وأوليسي ألدروفاندي. جلود الببر البنغالي في مجموعة متحف التاريخ الطبيعي في لندن تختلف من الأصفر الفاتح إلى الأصفر المحمر مع خطوط سوداء. | تتواجد في أجزاء من الهند وبنغلاديش والنيبال وبوتان. تعيش هذه النويعة في مساكن مختلفة مثل الأراضي العشبيّة، غابات الأمطار الاستوائيّة وشبه الاستوائيّة، الأحراج، الغابات النفضيّة الرطبة والجافّة، وغابات القرم. إن هذه النويعة تتعرّض لضغوط شديدة مع إنها أكثر النويعات شيوعاً وذلك بسبب تدمير المسكن والصيد غير الشرعيّ. في سنة 1973 أطلقت الهند مشروعًا ضخمًا للحفاظ على أعداد الببور يسمّى "مشروع الببر"، وقد نجح هذا المشروع في رفع أعداد الببور من 1,200 ببر في السبعينات إلى 3,000 في التسعينيات، وأصبح يعدّ من أنجح مشاريع الحفاظ على الحياة البريّة، إلا إن هذه الأعداد أخذت تظهر انخفاضًا مجددًا مؤخرًا بسبب الصيد الغير الشرعيّ حتى إن إحدى المحميّات، وهي محميّة "ساريسكا"، فقدت لفترة قصيرة جميع ببورها. تزن الذكور البنغاليّة بين 200 و295 كلغ والإناث ما بين 120 و180 كلغ، وفي البريّة تزن معظم الذكور عادةً 205 إلى 227 كلغ بينما تزن الإناث حوالي 140 كلغ، كما أن هناك بضع حالات وصل فيها وزن بعض الذكور المصطادة إلى أكثر من 300 كلغ مثل حالة أحد الذكور الذي قتل في النيبال في سنة 1942 والذي بلغ وزنه 318 كلغ، بينما بلغ وزن ذكر آخر قتل في الهند في سنة 1910 317 كلغ، أما أضخم ببر قتل يومًا كان ذكرًا يبلغ طوله 3.3 أمتار وبلغ وزنه قرابة 390 كلغ، وقد قتل في سنة 1967 |      |
| †ببر قزويني سابقاً كان اسمه العلمي Panthera tigris virgata (وضعه إيليجر في عام 1815)                                                     | لم يرتكز وصف إيليجير على عينة معينة، لكنه إفترض فقط إن الببور في منطقة بحر قزوين تختلف عن تلك الموجودة في أماكن أخرى. تم وصفه لاحقاً بإنه يحتوي على خطوط ضيقة وقريبة من الحدود. لم يختلف حجم جمجمتها كثيرًا عن حجم الببر البنغالي. وفقاً للتحاليل الجينية، فإنه يرتبط إرتباطاً وثيقاً بالببر السيبيري. تم تسجيله في البرية حتى أوائل سبعينيات القرن الماضي ويعتبر منقرضاً منذ أواخر القرن العشرين.                               | كانت هذه الببور تعتبر نويعة مستقلة حتى سنة 2009 عندما أظهرت الأبحاث الجينية أنها مجرّد جمهرة غربيّة للببر السيبيري |      |
| الببر السيبيريّ، الببر الشماليّ، الببر المنشوريّ، أو ببر شمال الصين سابقاً كان اسمه العلمي Panthera tigris altaica (وضعه تمينك في عام 1844) | إستند وصف تمينك إلى عدد غير محدد من جلود الببر ذات الشعر الطويل والمعاطف الكثيفة التي تم تداولها بين كوريا واليابان. إفترض إنها ولدت في جبال ألتاي. فيما بعد، وُصِفَ الببر السيبيري بإنه يمتلك معاطف شاحبة مع خطوط قليلة بنية داكنة. | تتواجد تقريبًا فقط في سيبيريا حيث تعتبر هناك محميّة الآن. تعتبر هذه النويعة أكبر النويعات إذ وصل وزن أكبر ببر سيبيريّ برّي تم قياسه إلى 384 كلغ، بينما بلغ وزن أحد الببور السيبيريّة الأسيرة 423 كلغ، وتنمو بعض الببور البنغاليّة لتبلغ نفس طول السيبيريّة لكنها تكون أقل امتلاءً. يبلغ وزن ذكر هذه السلالة حوالي 227 كلغ ولكنه قد يزن أيضًا من 205 إلى 364 كلغ، ويتميّز الببر السيبيريّ بفرائه الكثيف وبلونه الذهبيّ الباهت وبعدد خطوطه القليل، يعد الببر السيبيريّ أكبر السنّوريّات الحيّة جميعها فقد يبلغ حجم أحدها البالغ من العمر ستة أشهر حجم نمر. أظهرت الأبحاث الوراثيّة في سنة 2009 أن الببر السيبيري والببر القزويني هما في الواقع نويعة واحدة، بعد أن كان القزويني يعدّ نويعة مستقلة تحمل الاسم العلمي "Panthera Tigris Virgata"، وبعد أن ظهر أن الانفصال في موطن كل من الببرين لم يحصل إلا في القرن العشرين وبفضل تدخل الإنسان. لذا فإن القزويني لا يعدّ اليوم إلا مجرد جمهرة غربيّة للنويعة السيبيرية. |      |
| ببر جنوب الصين سابقاً كان اسمه العلمي Panthera tigris amoyensis (وضعه هيلزيمر في عام 1905)                                               | إعتمد وصف هيلزيمر على خمسة جماجم ببور تم شراؤها في هانكو، جنوبي الصين. إختلفت هذه الجماجم في حجم الأسنان وعظام الفك ببضعة سنتيمترات عن جماجم الببور من الهند. قيل إن جلود الببور من جنوبي الصين في تجارة الفراء كانت برتقالية متوهجة في اللون مع خطوط تشبه المعين. بسبب الإختلافات في شكل الجماجم، كان يُعتقد منذ فترة طويلة إنها تشكل الصنف الأكثر قدماً. وقد لوحظ إن لديهم نمط فرداني فريد من نوعه للحمض النووي للمتقدرات. | تعتبر هذه النويعة أكثر نويعات الببور المهددة بالانقراض حيث يعدّ من المؤكد تقريبًا انقراضها في المستقبل القريب، كما أنها تعتبر النويعة الأولى من الببور والتي تحدرت منها باقي النويعات، كما أنها من أصغر النويعات، يتراوح طول ببر جنوب الصين بين 2.2 و2.6 أمتار (للإناث والذكور)، بينما تزن الذكور بين 127 و177 كلغ والإناث بين 100 و118 كلغ، ويظهر أن آخر ببر بريّ من هذه النويعة قتل في سنة 1994 ولم تعد تشاهد هذه الببور في مؤلها الطبيعيّ منذ السنوات الاخيرة. أصدرت الحكومة الصينيّة في سنة 1977 قانونًا يمنع صيد الببور البريّة ولكن يبدو أن القانون صدر متأخرًا لإنقاذ النويعة، وهناك حاليًا بضعة ببور أسيرة من هذه النويعة فقط وجميعها في الصين ولكن يعرف بأنها تتحدّر من ستة حيوانات فقط، لهذا فإن التنوّع الجيني لديها والمطلوب للحفاظ على جمهرة سليمة منها لم يعد موجودًا مما يرجّح انقراضها القريب، وهناك حاليًا جهود لمحاولة إطلاق سراح هذه الببور في البريّة. |      |
| ببر الهند الصينية أو ببر كوربت سابقاً كان اسمه العلمي Panthera tigris corbetti وضعه مازاك في عام 1968                                    | إستند وصف مازاك إلى 25 عينة في مجموعات المتاحف التي كانت أصغر من الببور في الهند وكان بها جماجم أصغر. | تتواجد في لاوس، ميانمار، تايلاند وفيتنام. إن الجمهرة بأكملها لا تزال مهددة بشكلٍ كبير بسبب هشاشة مسكنها والتناسل الداخليّ، كما أنه في فيتنام يتم قتل هذه الببور لتأمين طلب الصيدليّات الصينيّة على الأدوية التقليديّة المشتقة من أعضائها، ويراها المحليّون الفقراء كوسيلة لتخفيف ضيق الفقر عنهم. ببور الهند الصينية أصغر حجمًا وأقتم لونًا من الببور البنغاليّة ويبلغ حجمها حجم الأسود الإفريقيّة تقريبًا، حيث تزن الذكور بين 150 و190 كلغ بينما تزن الإناث بين 110 و140 كلغ. |      |
| الببر الملاويّ سابقاً كان اسمه العلمي Panthera tigris jacksoni وضعه لوه وآخرون.، عام 2004                                                 | تم إقتراحه كنويع متميز على أساس الحمض النووي للمتقدرات وتسلسل الحمض النووي التي تختلف عن ببر الهند الصينية. في لون الفراء أو حجم الجمجمة، لا يختلف كثيرًا عن ببور الهند الصينية. لا يوجد حاجز جغرافي واضح بين جمهرات الببور في شمالي ماليزيا وجنوبي تايلاند. | تتواجد هذه النويعة بشكلٍ حصريّ في الجزء الماليزيّ الجنوبي من شبه الجزيرة الملاويّة ولم تكن تعتبر نويعة منفردة حتى عام 2004. يعدّ الببر الملاويّ رمزًا وطنيًا في ماليزيا حيث يظهر على شعار القوات المسلّحة وعلى بعض المؤسسات الماليزيّة. |      |

| الجمهرات                                                                                  | الوصف | نبذة عن الجمهرة | صورة |
| ----------------------------------------------------------------------------------------- | --- | --- | ---- |
| †ببر جاوي                                                                                 | إستند تمينك في وصفه على عدد غير محدد من جلود الببر ذات شعر قصير وناعم. كانت الببور من جاوة صغيرة مقارنة بالببور في البر الرئيسي الآسيوي. | كانت هذه النويعة محصورة في جزيرة جاوة الإندونيسيّة حيث يبدو أنها انقرضت في عقد الثمانينات من القرن العشرين بسبب الصيد وتدمير المسكن، ولكن يظهر بأن انقراضها وتدهورها كان متوقعًا منذ الخمسينات، عندما كان يُعتقد أن هناك أقل من 25 ببرًا في البريّة. تمّت مشاهدة آخر عينة بريّة في عام 1979. ووردت عدة تقارير تفيد ببعض المشاهدات العينية خلال التسعينات. |      |
| †ببر بالي سابقاً كان اسمه العلمي Panthera tigris balica (وضعه شفارتز، في عام 1912)         | إستند شفارتز في وصفه على جلد وجمجمة أنثى ببر بالغة من بالي. وقال إن لون فرائه أكثر إشراقاً وجمجمته أصغر من الببور من جاوة. السمة النموذجية من جماجم ببر بالي هي العظم القذالي، التي تشبه شكل جماجم الببور الجاوية. | كانت هذه النويعة محصورة دومًا في جزيرة بالي، وقد تم صيدها حتى الانقراض، يعتقد أن آخر فرد من هذه النويعة تم قتله في غرب بالي في 27 سبتمبر سنة 1937 وقد كانت أنثى بالغة، لم يتم الاحتفاظ بأي من هذه النويعة في الأسر. لا تزال هذه النويعة تلعب دورًا في الاحتفالات الهندوسية الباليّة. تراوح وزن الذكور من هذه النويعلة بين 90 و100 كيلوغرام، والإناث بين 65 و80 كيلوغراماً. |      |
| الببر السومطريّ سابقاً كان اسمه العلمي Panthera tigris sumatrae وضع الإسم بوكوك في عام 1929 | وصف بوكوك الجلد الداكن لببر من سومطرة على أنه عينة من النوع الذي يحتوي على العديد من الخطوط العريضة الكثيفة. كانت جمجمته أكبر قليلاً من جمجمة ببر بالي. إنها أصغر من جميع الببور الحية. أسباب صغر حجمها مقارنة بِبُبُور البر الرئيسي غير واضحة، ولكن ربما تكون نتيجة التقزم الجزري، وبصورة خاصة المنافسة على فرائس محدودة وصغيرة. ويُعتقد أن الجمهرة هي من أصل بر رئيسي آسيوي وقد عُزِلَتْ منذ حوالي 6000 إلى 12000 سنة بعد ارتفاع مستوى سطح البحر الذي تكون في سومطرة. | تتواجد هذه النويعة على جزيرة سومطرة الإندونيسيّة فقط وتقطن في المنتزهات القوميّة الخمسة في الجزيرة. أظهرت بعض الأدلة الجينيّة مؤخرًا أن هذه النويعة تمتلك خصائص فريدة بها فقط مما يعني أنها قد تتطوّر لتصبح نوعاً منفرداً إذا لم تتعرّض للانقراض مما جعل البعض يفترض أن على الببور السومطريّة أن تحظى بحمايةٍ أكبر من النويعات الأخرى. يعدّ تدمير المسكن الخطر الأساسي على هذه النويعة حيث أن التحطيب يتواصل دائمًا حتى بداخل المنتزهات الوطنيّة المحميّة، كما قُتل 66 ببرًا، أي 20% من المجموعة الأساسيّة بين سنتيّ 1998 و2000، وتعتبر النويعة السومطريّة أصغر النويعات الحيّة اليوم إذ يتراوح وزن الذكور البالغة بين 100 و130 كلغ والإناث بين 70 و90 كلغ، ويرجّح صغر حجمها إلى الغابات الكثيفة التي تقطنها في جزيرة سومطرة، بالإضافة إلى حجم الطرائد الصغير. |      |

#### النويعات المنقرضة
تعتبر الببور غير مألوفة في سجلات الأحافير، فأقدم الأحافير التي وجدت للببور تعود إلى العصر الحديث الأقرب «البليستوسين» في آسيا، كما تم اكتشاف أحافير أخرى تبلغ 100,000 سنة في ألاسكا ولعلّ هذا يفسّر بسبب ارتباط ألاسكا بروسيا بواسطة جسرٍ بري خلال العصور الجليديّة، ولعلّ هذا الببر الألاسكيّ هو من جمهرةٍ للببور السيبيريّة التي قطنت أمريكا الشمالية، بالإضافة إلى ذلك فقد اكتشف بعض العلماء بعض التشابه بين عظام الببور وعظام الأسد الأمريكيّ (Panthera leo atrox) مما جعلهم يفترضون أن الأسد الأمريكيّ كان صنفًا من الببور التي قطنت العالم الجديد.

### تهجين الببر مع أنواع أخرى من السنوريات الكبيرة

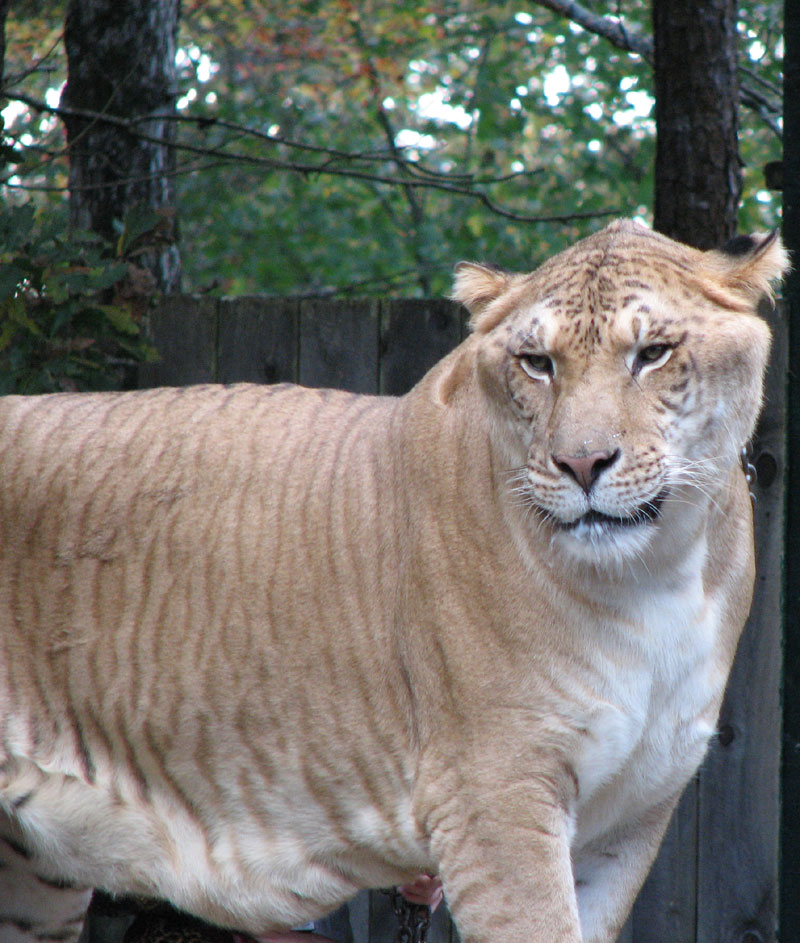
الأسدبر هو حيوان هجين ناتج من تزاوج الأسد مع الفزارة أنثى الببر

بدأ تهجين أنواع السنوريات الكبيرة فيما بينها (بما فيها الببر) خلال القرن التاسع عشر، عندما أخذت حدائق الحيوانات تقوم بتزويج الأنواع المختلفة مع بعضها رغبة منها بعرض أنواع غريبة لتزيد من نسبة أرباحها. يعرف عن الأسود بإنها تتزاوج والببور (من النويعتين البنغالية والسيبيرية غالباً) وتنتج ما يسمّى بالأَسَدْبَر والبَبْرَسَد، وهي تشترك في الصفات الجسدية والسلوكية لكلا النوعين الوالدين. وقد كانت هذه الحيوانات الهجينة تعرض غالباً في حدائق الحيوانات، إلا إن التهجين حالياً لا يُشجّع عليه بسبب تأثيره السلبي على برامج الإكثار وحفظ الأنواع والنويعات المختلفة، إلا إنه لا يزال يتم التهجين بين الأسود والببور في الممتلكات الخاصة وحدائق الحيوان في الصين.
الأَسَدْبَر هو نتاج أسد ذكر وفَزَارة (أنثى الببر) وهو ينمو ليصبح أكبر حجما من كلا الوالدين، وذلك عائد لأسباب بيولوجيّة حيث إن الأسد يطلق هرموناً يحثّ على النموّ في حين تطلق اللبوة هرموناً يكبح النمو فيؤدي ذلك إلى ولادة الشبل بحجم مماثل لحجم والديه، إلا إن هذا الهرمون لا تمتلكه الفَزَارة مما يؤدي إلى نموّ الشبل الهجين بشكل يفوق حجم والديه. يمتلك الأَسَدْبَر عدة صفات وخصائص مشتركة من كلا الوالدين حيث يكون رمليّ اللون كالأسد ومخطط كالببر، وذكور هذه الحيوانات عقيمة بينما تكون الإناث غالباً قادرة على الإنجاب. تمتلك الذكور حوالي نسبة 50% كي تنمو لها لبدة، إلا إنه حتى بحال نمت لها فإن حجمها يكون نصف حجم لبدة الأسد الحقيقي، ويبلغ طول هذه الحيوانات عادةً ما بين 10 و12 قدماً (3.0 و3.7 متر)، ويزن ما بين 800 و1000 رطل (360 و450 كيلوغرام) أو أكثر.

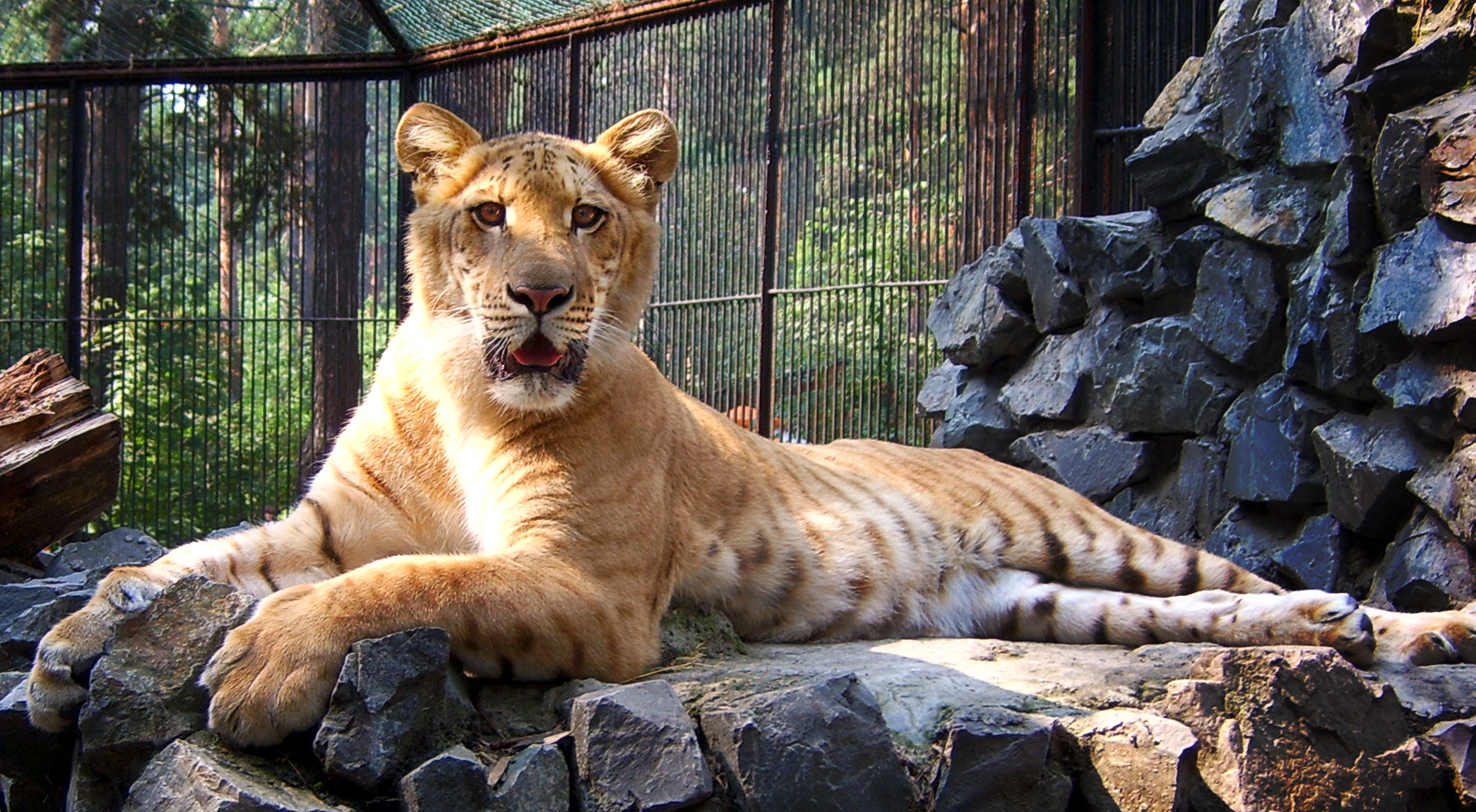
أنثى الأسدبر

أما البَبْرَسَد فأقل شهرة، وهو نتاج ببر ذكر ولبوة، وبما إن الببر الذكر لا يطلق هرموناً يحث على النمو بينما تطلق اللبوة هرموناً يكبحه، فإن هذه الحيوانات غالباً ما تكون صغيرة الحجم حيث يصل وزنها إلى 150 كيلوغراماً (350 رطلاً) فقط، أي إنها تكون أصغر من الأسود بحوالي 20%، وكما الأسدبر فإنها تمتلك صفات وخصائص مشتركة من كلا الوالدين، وتكون الذكور منها عقيمة. بينما بعض الإناث تكون خصبة وتُنجب في بعض الأحيان هجين يدعى أسد ببرسدي وذلك عندما تتزاوج مع أسد آسيوي ذكر.

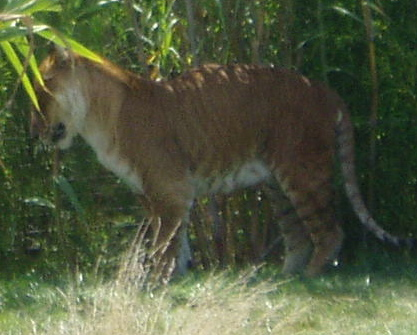
الببرسد سنور هجين ناتج من تزاوج الببر مع اللبؤة

هناك هجائن آخرى وهي: الببر الأسدبري الذي ينتج من تزاوج الببر مع أنثى الأسدبر. والببر الببرسدي الذي ينتج من تزاوج الببر مع أنثى الببرسد.

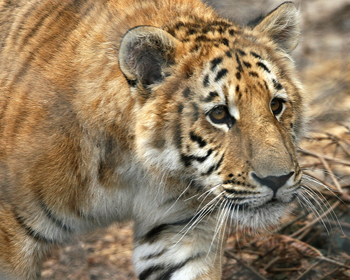
الببر الأسدبري هو هجين ناتج من تزاوج ذكر الببر مع أنثى الأسدبر

هناك تقارير عن هجائن ناتجة من تزاوج الببور مع جميع إناث أنواع جنس النمر (الأسد والنمر واليغور). الهجين الناتج من تزاوج الببر مع النمرة يسمى ببر نمري، والهجين الناتج من تزاوج الببر مع أنثى اليغور يسمى ببر يغوري.
وهناك تقارير أيضاً عن تزاوج ذكور جنس النمور مع الفزارة. الهجين الناتج من تزاوج النمر والفزارة يسمى نمر ببري، والهجين الناتج من تزاوج اليغور مع الفزارة يسمى يغور ببري.

## الانتشار والموائل

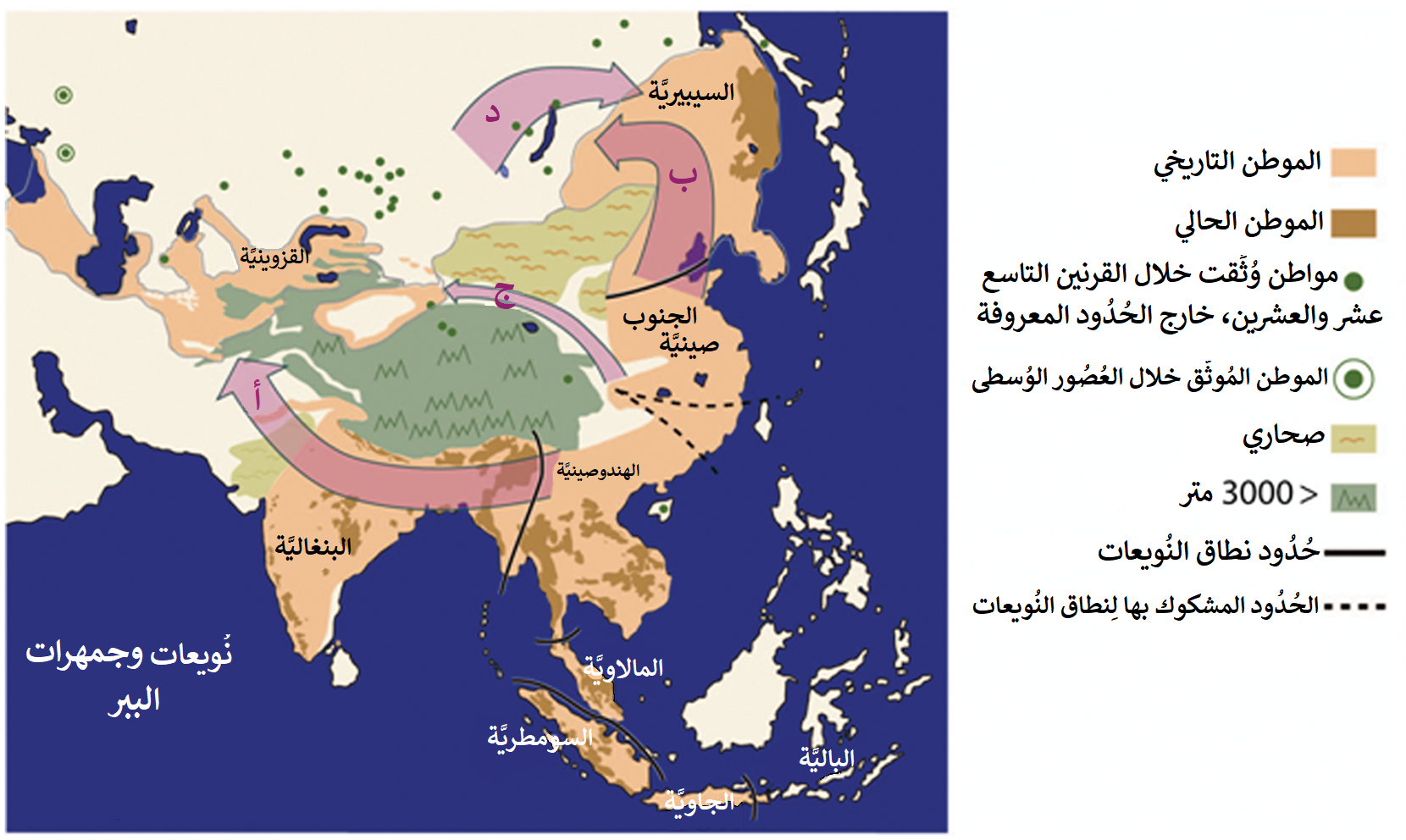
الانتشار التاريخي للببر

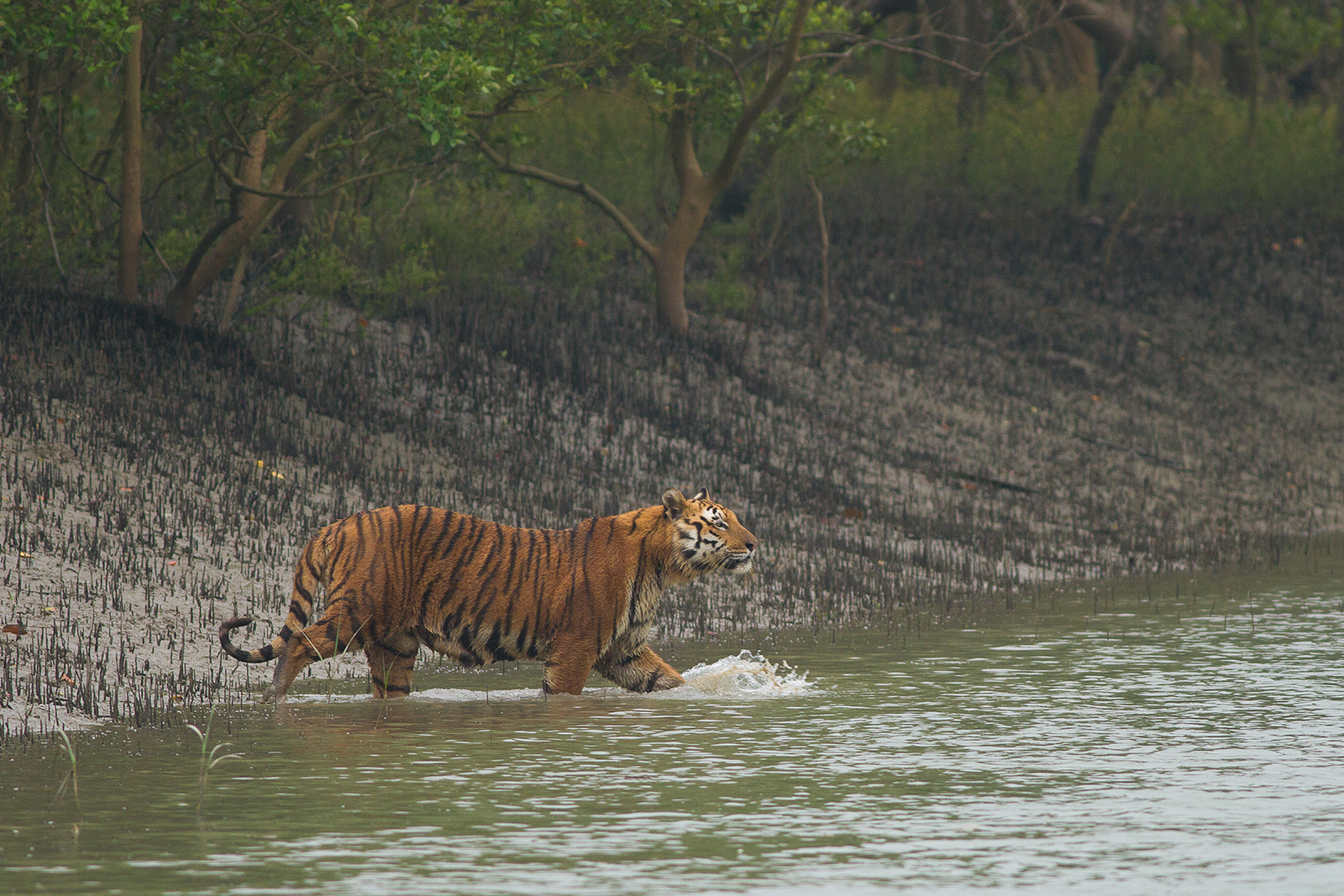
ببر يعبر نهراً في سونداربانس

تراوحت الببور تاريخياً من شرقي تركيا وجنوب القوقاز إلى ساحل بحر اليابان، ومن جنوب آسيا عبر جنوب شرق آسيا إلى جزر سومطرة وجاوة وبالي الإندونيسية. منذ نهاية العصر الجليدي الأخير، ربما كانت مقيدة بفترات من الثلج العميق تدوم لفترة أطول من ستة أشهر. حالياً، الببور توجد في أقل من 6% من نطاقها التاريخي، حيث تم إبادتها من جنوب غرب وآسيا الوسطى، وأجزاء كبيرة من جنوب شرق وشرق آسيا. وتوجد الآن بشكل رئيسي في شبه القارة الهندية وشبه جزيرة الهند الصينية وسومطرة والشرق الأقصى الروسي. في الصين وميانمار، يبدو إن تكاثر الجمهرات يعتمد على الهجرة من الدول المجاورة بينما وضعها في شبه الجزيرة الكورية غير معروف.

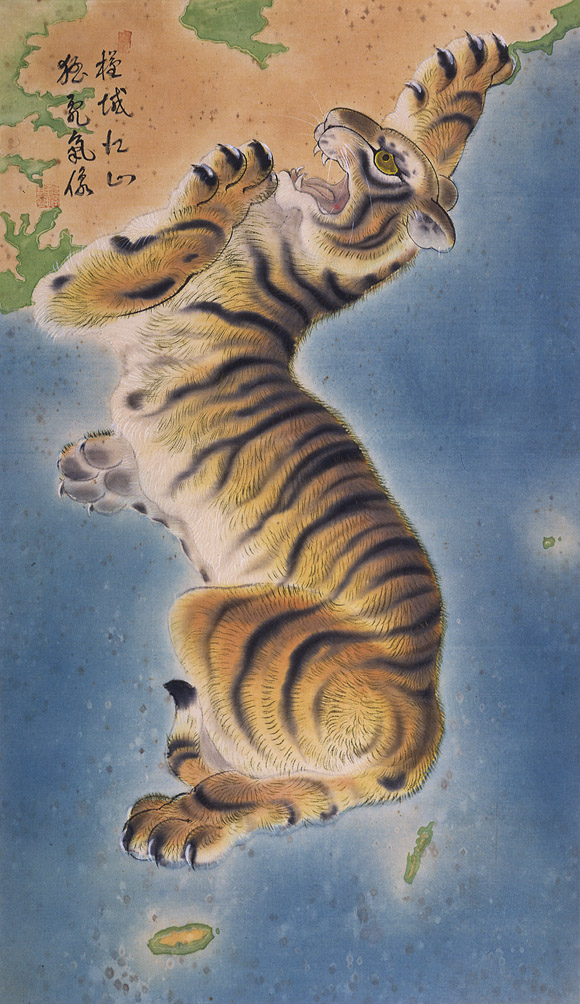
رسم خارطة شبه الجزيرة الكورية -وهي موطن سابق للببور- على شكل ببر؛ بناءً على رأي يقول إن شكل شبه الجزيرة الكورية يشبه الببر

يرتبط الببر بشكل أساسي بموائل الغابات. تزدهر جمهرات الببور أينما تكون جمهرات كل من الأيائل والبقريات والخنزيريات مستقرة.
تشير السجلات في آسيا الوسطى إلى إنها تواجدت في المقام الأول في غابات التوغاي النهرية على طول أنهار أترك وآمو داريا وسير داريا وهري وتشو وإيلي وروافدها. في القوقاز، قطنت غابات التلال والأراضي المنخفضة.
وعرفت على الوثائق التاريخية في إيران فقط من الساحل الجنوبي لبحر قزوين وجبال ألبرز المجاورة. في منطقة آمور-أوسوري، تعيش في الصنوبر الكوري والغابات المعتدلة عريضة الأوراق والمختلطة، حيث تزود الغابات الشطئية الطعام والماء، وتعمل كممرات لإنتشار كل من الببر والحافريات.
في شبه القارة الهندية، تقطن بشكل رئيسي غابات رطبة عريضة الأوراق إستوائية وشبه إستوائية، والغابات الرطبة دائمة الخضرة والغابات الاستوائية الجافة وغابات المستنقعات في سونداربانس. في الهيمالايا الشرقية، وثقت الببور في غابة معتدلة يصل ارتفاعها إلى 4200 متر (13800 قدم) في بوتان و3630 متراً (11910 قدماً) في تلال ميشمي. في ميانمار، انتشرت الببور في جميع أنحاء البلاد وبين كل المقاطعات. البلد موطن لجُمهرتين من الببور، الببر البنغالي وببر الهند الصينية. في سنة 1996، كان تكوين الجمهرتين 60% ببور بنغالية و40% ببور هند صينية. يُفترض أن الانقسام البيئي الطبيعي لهاتين الجُمهرتين هو نهر إيراوادي، لكن لا يوجد دليل علمي على هذه الفرضية. هناك حاجة لدراسات الحمض النووي لتأكيد ذلك. في الوَقْتِ الحاضِر، تَأَكَّدَ وجود الببور في وادي هوكاونغ ومحمية هتاماناثي للحياة البرية، وفي منطقتين صغيرتين في منطقة تانينثاري. تعد تلال تَناسِرِيْم موطناً مهماً، ولكن تُقطع أشجار الغابات هناك. في سنة 2015، سجلت الببور بواسطة الكاميرات الفخية أول مرة في غابات التلال بولاية كايين. في تايلاند، تعيش في الغابات النفضية ودائمة الخضرة. في لاوس، وثِقَ 14 ببراً في الغابات شبه دائمة الخضرة ودائمة الخضرة تتخللها الأراضي العُشبيّة في منطقة نام إت فو لوي المحمية الوطنية خلال عمليات مسح بين عامي 2013 إلى 2017. في سومطرة، تتراوح جمهرات الببور من غابات مستنقعات الخث الواطئة إلى الغابات الجبلية الوعرة.

## الحفاظ على النوع
| الدولة    | السنة | التقدير     |
| --------- | ----- | ----------- |
| الهند     | 2022  | 3،167-3،682 |
| روسيا     | 2022  | 573-600     |
| إندونيسيا | 2022  | 393         |
| النيبال   | 2022  | 316-355     |
| تايلاند   | 2022  | 148-189     |
| ماليزيا   | 2022  | <150        |
| بوتان     | 2022  | 131         |
| بنغلاديش  | 2022  | 118-122     |
| الصين     | 2022  | >60         |
| ميانمار   | 2022  | 28          |
| المجموع   | 2022  | 5،638-5،899 |

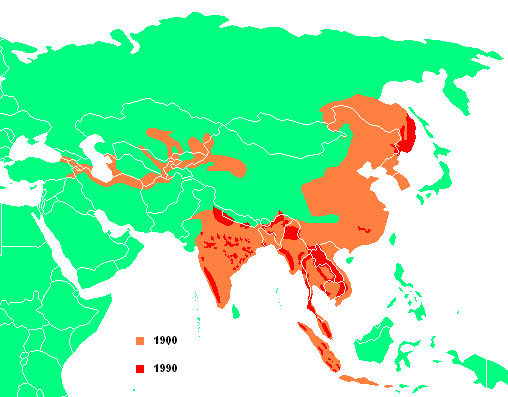
خريطة تظهر الموطن الحالي للببر (اللون الأحمر)، والمناطق التي اختفت منها (اللون البرتقالي).

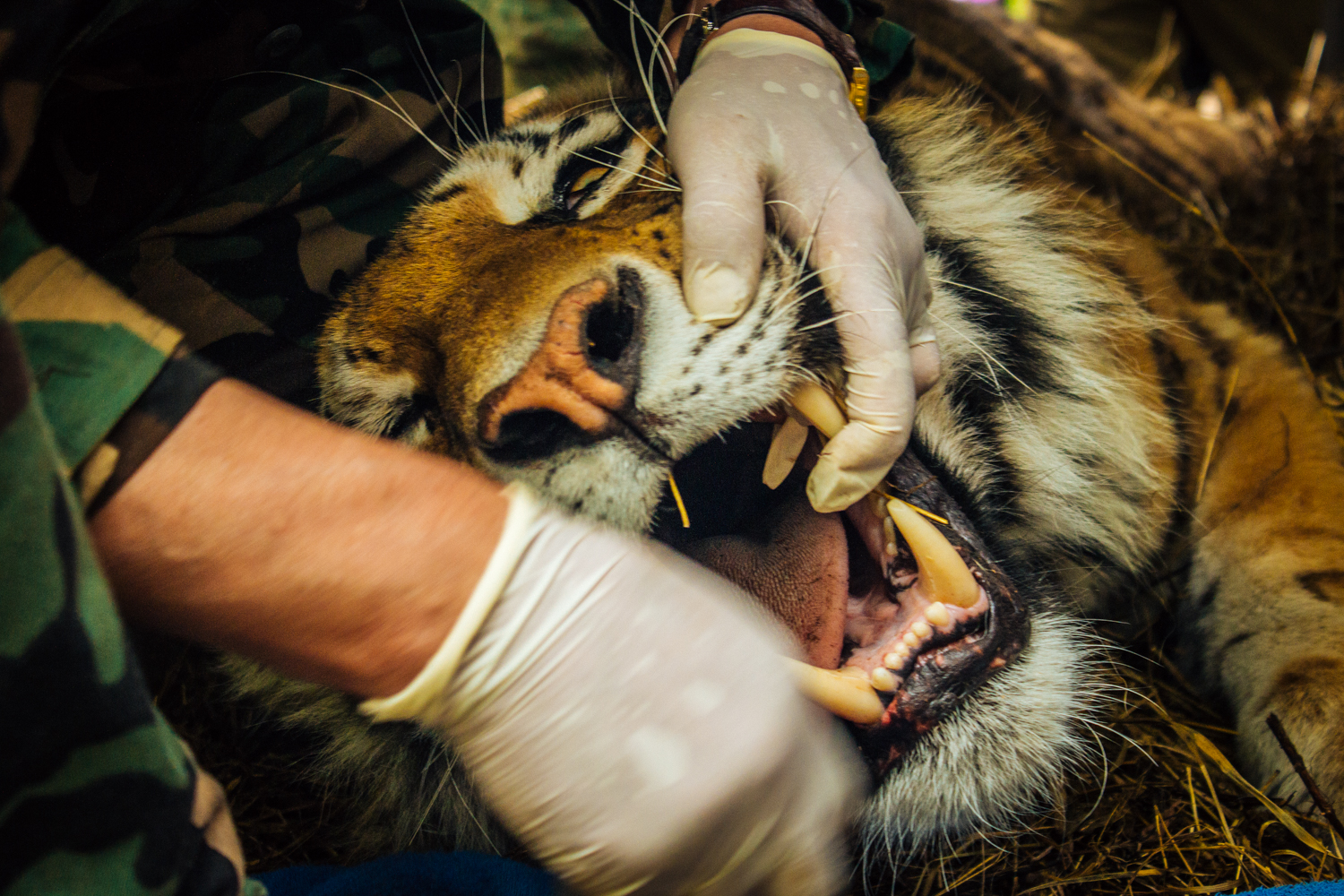
ببر تحت تأثير المخدر

في تسعينيات القرن العشرين، طُور نهج جديد لحفظ الببور: وحدات حفظ الببور (تي سي يو أس)، وهي مجموعة من الموائل التي لديها القدرة على إستضافة جُمهرات الببور في 15 نوعاً من الموائل داخل خمسة مناطق بيولوجية. حُددت 143 وحدة حفظ الببور بالإجمال وإعطائها الأولوية بناءً على حجم وسلامة الموائل وضغط الصيد غير القانوني وحالة الجمهرات. وتراوح في الحجم من 33 إلى 155829 كيلومتر مربع (13 إلى 60166 ميل مربع).
في عام 2016، تم تقديم تقدير لجمهرة الببور البرية العالمية بحوالي 3890 فرداً تقريباً خلال المؤتمر الوزاري الثالث لآسيا فيما يتعلق بحفظ الببور. أعلن الصندوق العالمي للطبيعة فيما بعد إن عدد الببور البرية في العالم قد إرتفع لأول مرة منذ قرن.
تشمل التهديدات الرئيسية للببور تدمير البيئة وتجزؤ الموطن والصيد غير القانوني لأجل الفراء وأجزاء الجسم، والتي أدت معاً إلى تراجع أعداد الببور كثيرًا في البرية. فمنذ قرن مضى كانت أعداد الببور تصل إلى ما يزيد عن 100,000 حيوان في العالم أما الآن فقد تناقصت لتصل إلى حوالي من 4593 إلى 5515 ببر بري، في الهند، بقي 11٪ فقط من موطن الببور التاريخي بسبب تجزؤ الموطن. كما تم التنويه بالطلب على أجزاء الببر لإستخدامها في الطب الصيني التقليدي كتهديد رئيسي لجمهرات الببور. ويقدّر البعض بأن الجمهرة الكليّة للببور أدنى من ذلك حيث لايزال هناك أقل من 2,500 زوج متناسل في البريّة، وأنه لا يزيد عدد الأزواج المتناسلة في كل نويعة عن 250 زوج بالغ قادر على التناسل. إن وجود قرابة 20,000 ببر في الأسر حاليّا يخفف من خطر الانقراض لدرجة معينة، على الرغم من أن بعض الجمهرات الأسيرة كتلك الموجودة في مزارع الببور التجارية في الصين والبالغ عددها ما بين 4000 و5000 ببر تعاني من نقص في التنوع الجيني.

### في الهند
تحوي الهند أكبر جمهرة للببور البرية في العالم إلى جانب إحدى أكبر التجمعات البشرية، قدر إحصاء عام 2014 الجمهرة بـ2226، بزيادة 30٪ منذ عام 2011. في اليوم العالمي للببور لعام 2019، نشر رئيس الوزراء ناريندرا مودي «تقرير تقدير الببر لعام 2018». ويقدر التقرير إن جمهرة الببور في الهند تبلغ 2967 ببراً بزيادة 25٪ منذ عام 2014. وصرح مودي: «الهند هي واحدة من أكثر موائل الببور أماناً حيث حققت هدف مضاعفة جمهرة الببور من 1411 في عام 2011 إلى 2967 في عام 2019».
اعتباراً من سنة 2022، الهند تُعتبر موطن 75 في المائة من جمهرة الببور العالمية.
يُطبّق في الهند إحدى أهم مشاريع الحفاظ على الحياة البرية المختصة بإنقاذ الببر والمسمّى «بمشروع الببر» الذي أطلق منذ عام 1973 وبدأته أنديرا غاندي. وقد حقق هذا المشروع إنجازات أساسيّة تجسدت في إنشاء ما يزيد على 25 محميّة مراقبة بشكل جيّد، في أراض زراعية تم شرائها من الفلاحين وأعيدت زراعتها بأشجار ونباتات بريّة، وأصبح النشاط الإنساني فيها محرّما بكافة أشكاله. يتميّز هذا المشروع بزيادته لأعداد الببور البنغالية البرية عمّا كانت عليه بثلاثة أضعاف، فعند إطلاقه عام 1973 كان عدد الببور لا يتجاوز 1,200 حيوان وبحلول التسعينات كانت الأعداد قد فاقت 3,500 ببر، إلا أنه يُشك بمصداقية هذه الإحصاءات التي قدمتها الحكومة الهندية. سمحت حكومة الهند مؤخراً للقبائل بالاستيطان مجدداً بداخل المناطق المخصصة لحماية الببور، ويعتقد البعض أن هذا القرار قد يكون له تأثيرات على النجاح المتواتر لهذا البرنامج.
تمّ إجراء تعداد للببور خلال عام 2007، ومن ثم نُشر التقرير في 12 فبراير 2008 الذي أفاد بأن جمهرة الببور البريّة في الهند قد تراجعت إلى ما يقارب 1,411 ببر، ويعزى ذلك مباشرة إلى القنص اللاشرعي. بعد التقرير، تعهدت الحكومة الهندية بتقديم 153 مليون دولار للمبادرة، وإتخاذ إجراءات لمكافحة الصيد غير القانوني، ووعدت بتقديم أموال لنقل ما يصل إلى 200000 قروي من أجل الحد من التفاعلات بين البشر والببور، وإنشاء ثمانية محميات جديدة للببور. أعادت الهند أيضاً توطين الببور إلى محمية ساريسكا للببور ومن المحميات الهندية المشهورة بحماية ببورها وبمقاومة الصيد غير الشرعي بنجاح، هي منتزه رنتامبور الوطني، المعروف في أنحاء مختلفة من العالم. وبحلول عام 2009 زُعِمَ إن الصيد غير القانوني قد تم التصدي له بشكل فعال في متنزه رانتامبور الوطني.

### في روسيا
كان الببر السيبيري يشارف على الانقراض في الأربعينيات من القرن العشرين حيث كان لم يتبق منه سوى 40 حيوانا فقط في البرية. وقد إزدادت أعداد هذه الحيوانات خلال فترة ازدهار الإتحاد السوفيتي إلى بضعة مئات بسبب قوانين الحماية من القنص الصارمة، والدوريات المسيّرة بشكل دائم لحماية المناطق التي تقطنها الببور، بالإضافة لشبكات المناطق المحميّة (الزابوفيدنيكات) التي أنشأتها الحكومة. إلا أن القنص اللاشرعي عاد ليصبح مشكلة من جديد خلال التسعينات عندما إنهار الإقتصاد الروسي، وأصبح للصيادين القدرة على دخول الأسواق الصينيّة المربحة التي كانت مغلقة عليهم سابقا، وازدياد نسبة التحطيب في المنطقة. وعلى الرغم من أن ارتفاع نسبة النمو الاقتصادي قد أدّت إلى استثمار المزيد من المواد الأولية في الحفاظ على هذا النوع، إلا أنه بالمقابل أدّت زيادة معدّل النشاط الاقتصادي إلى ارتفاع معدل استغلال المناطق البريّة والتحطيب. تعتبر مساحة الحوز الشاسعة التي يحتاجها كل ببر على حدى العقبة الأساسية في الحفاظ عليها في روسيا، إذ أن الأنثى الواحدة منها تحتاج إلى حوز تبلغ مساحته 450 كيلومتر (280 ميل) والذكر الواحد يحتاج لمساحة أكبر. تقوم العديد من المنظمات حالياً ببذل مجهود للحفاظ على الببور في روسيا، ومن هذه المنظمات: المنظمات الحكومية وغير الحكومية بالتعاون مع المنظمات العالمية مثل الصندوق العالمي للطبيعة وجمعية المحافظة على الحياة البرية. لجأ المحافظون على البيئة الروس إلى عادة الببر في قتل الذئاب لإقناع الصيادين في الشرق الأقصى بتحمل هذه السنوريات، إذ أنها تقتل الحافريات التي يرغب بها الصيادون، بوتيرة أخف من تلك التي تقوم بها الذئاب، وكذلك فإنها تتحكم بأعداد الأخيرة. في عام 2005، كان يُعتقد إن هناك حوالي 360 حيواناً في روسيا، على الرغم من إنها أظهرت القليل من التنوع الجيني. ومع ذلك، بعد عقد من الزمن، تم تقدير تعداد الببر السيبيري من 480 إلى 540 فرداً.

### في الصين
في الصين، أصبحت الببور هدفاً لحملات «مكافحة الآفات» واسعة النطاق في أوائل الخمسينيات من القرن الماضي، حيث تم تجزئة الموائل الملائمة بعد إزالة الغابات وإعادة توطين الناس إلى المناطق الريفية، والذين إصطادوا الببور وأنواع الفرائس. على الرغم من حظر صيد الببور في عام 1977، استمرت الجمهرة في الإنخفاض وأُعتقدَ إنه إنقرض في جنوبي الصين منذ سنة 2001. بعد أن رفضت في وقت سابق حركة دعاة حماية البيئة التي يقودها الغرب، غيرت الصين موقفها في الثمانينيات وأصبحت طرفاً في معاهدة سايتس. بحلول عام 1993 كانت قد حظرت تجارة أجزاء الببور، مما قلل من استخدام عظام الببر في الطب الصيني التقليدي.

#### في التبت
تُستخدم جلود النمور والببور في التبت في العديد من الاحتفالات التقليدية ولخياطة الملابس المختلفة. وشكلت تجارة شعب التبت هذه في جلود الببور أيضاً تهديداً للببور. حيث يتم استخدام الجلود في الملابس، وكانوا يرتدون جلد الببر التشوبا كموضة. في يناير 2006 أُقْنِعَ الدالاي لاما الرابع عشر بتولي هذه القضية وألقى موعظة دعا فيها إلى عدم استعمال وبيع أو شراء أي حيوان بريّ أو منتجاتها ومشتقاتها، ولا يزال يجب الانتظار لمعرفة ما إذا كانت هذه الموعظة ستؤدي إلى وقف الطلب على جلود الببور والنمور لفترة طويلة أم لا. ولكن منذ ذلك الحين، حدث تغير في الموقف، حيث قام بعض التبتيين بإحراق التشوبا الخاصة بهم علانية.

### في إندونيسيا

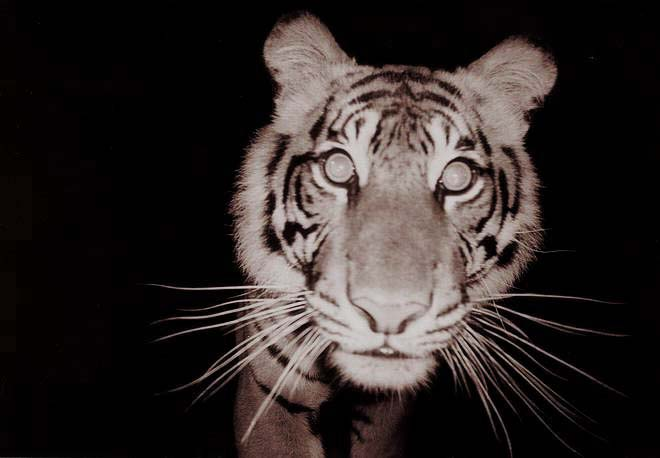
صورة كاميرا فخية لببر سومطري بري

في عام 1994، عالجت خطة حفظ الببر السومطري الإندونيسية الإستراتيجية الأزمة المحتملة التي واجهتها الببور في سومطرة. بدأ مشروع الببور السومطرية (أس تي بي) في حزيران عام 1995 في وَحولَ متنزه واي كامباس الوطني لضمان بقاء الببور السومطرية البرية على المدى الطويل وتجميع البيانات عن خصائص تاريخ حياة الببر الحيوية لإدارة الجمهرات البرية. بحلول أغسطس سنة 1999، قامت فرق مشروع الببر السومطري بتقييم 52 موقعاً لموائل الببور المحتملة في إقليم لامبونغ، منها 15 موقعاً فقط كانت سليمة بما يكفي لإحتواء الببور. في إطار مشروع الببر السومطري تم الشروع في برنامج حِفظ قائم على المجتمع المحلي لتوثيق البعد الببري الإ‌نساني في المتنزه لتمكين سلطات الحفظ من حل الصراعات الببرية البشرية بناءً على قاعدة بيانات شاملة بدلا‌ً من الحكايات والآ‌راء.

### في ميانمار
شكلت جمعية المحافظة على الحياة البرية ومؤسسة بانثيرا تعاوناً مع «الببور إلى الأبد»، مع مواقع ميدانية بما في ذلك أكبر محمية للببور في العالم، وادي هوكاونغ في ميانمار البالغ مساحته 21756 كيلومتراً مربعاً (8400 ميل مربع). كانت المحميات الأخرى في غاتس الغربية في الهند، وتايلاند، ولاوس، وكمبوديا، والشرق الأقصى الروسي تغطي في الإجمال حوالي 260,000 كيلومتر مربع (100,000 ميل مربع).

### دراسة الببور في البرية

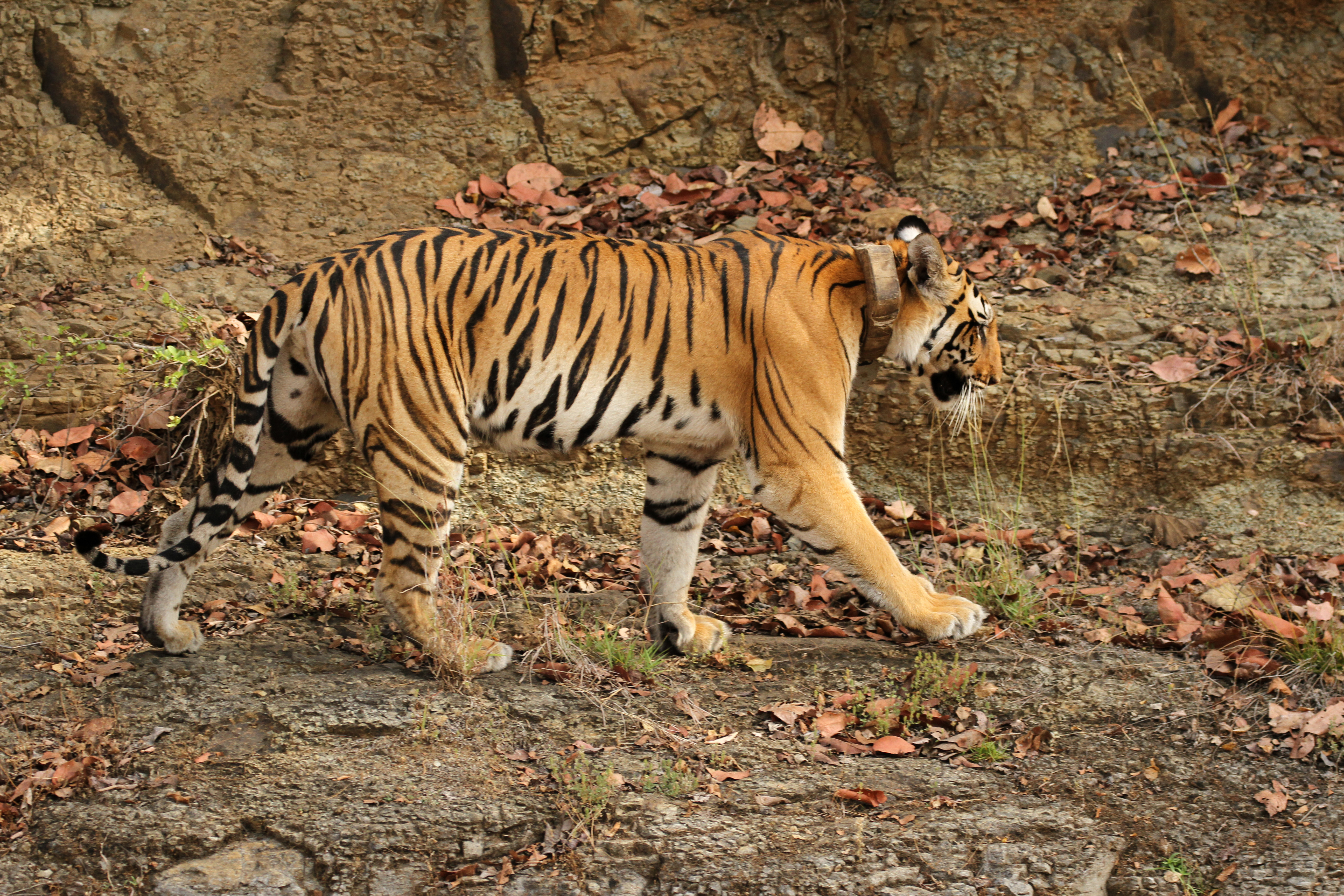
ببر يُتعقب بواسطة أطواق الراديو

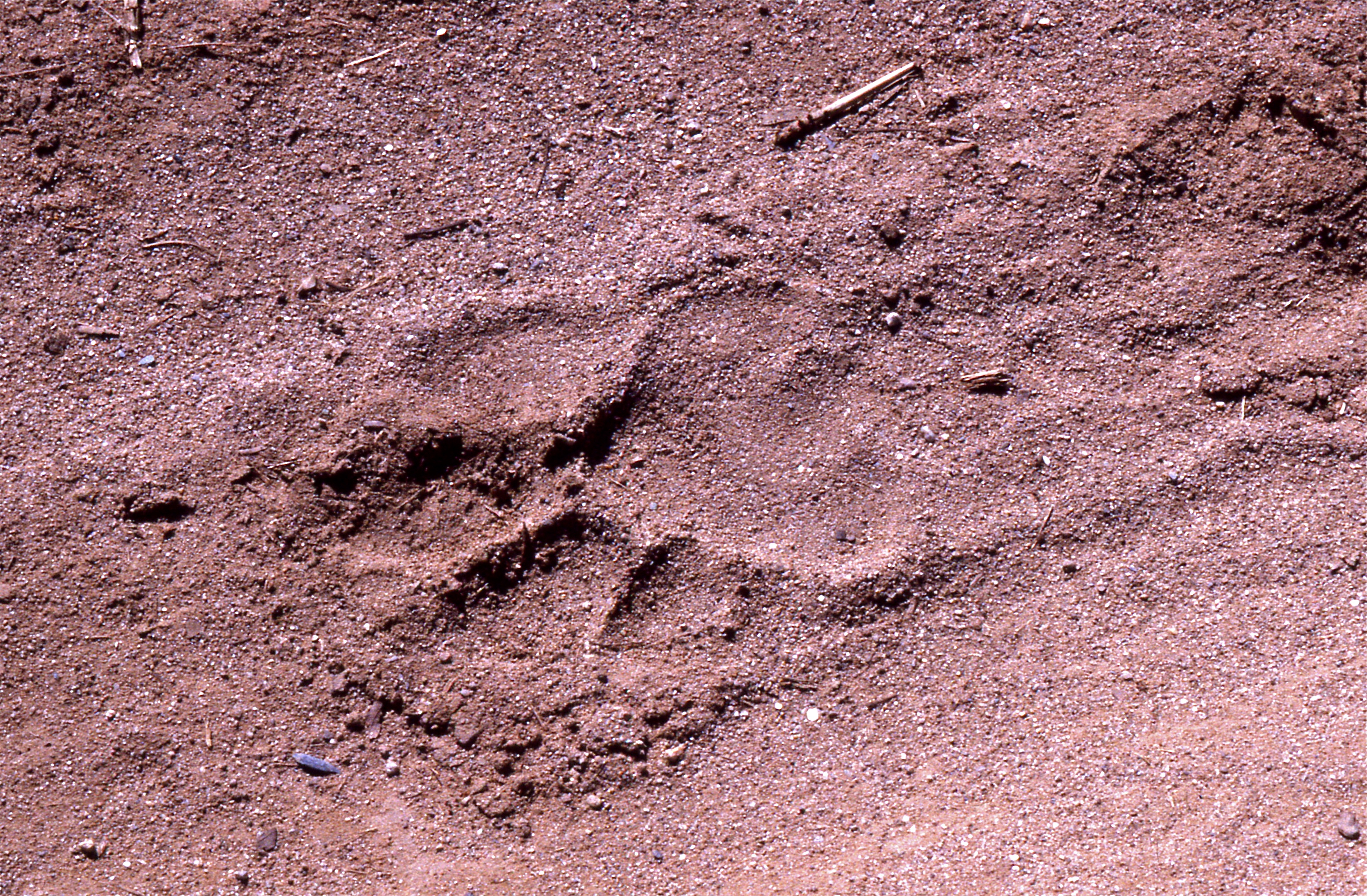
آثار أقدام ببر

دُرست الببور في البريّة باستخدام مجموعة متنوعة من التقنيات. قُدرت جُمهرة الببور باستخدام قوالب الجصّ لآثار أقدامها، على الرغم من إن هذه الطريقة أُنتقدت لكونها غير دقيقة. تشمل التقنيات الأكثر حداثة استخدام الكاميرات الفخيّة ودراسات الحمض النووي من براز الببر، بينما تُستخدم أطواق الراديو لتتبع الببور في البرية. وجِدَ إن رذاذ الببر يكون جيداً، أو أفضل، كمصدر للحمض النووي من البراز.

### إعادة الدمج في البرية
تمّت أولى محاولات إعادة دمج ببر مولود بالأسر في البريّة في الهند من قبل محافظ على الحياة البرية يدعى بيلي آرجان سن، حيث كان قد قام بتربية ببرة تدعى تارا مولودة في حديقة حيوانات، ومن ثم أطلق سراحها في براري منتزه دودهوا القومي عام 1978. وقد تلا ذلك العديد من الحالات التي تم فيها قتل بعض الناس والتهامهم من قبل ببرة، قتلت بعد ذلك بفترة؛ وقد زعم المسؤولون الحكوميون بأن هذه الببرة لم تكن سوى تارا، وقد أكد سن هذا الإدعاء كما فعل غيره من المحافظين على الحياة البرية. وبعد ذلك بفترة تعرّضت هذه المحاولة للمزيد من الانتقاد بعدما اكتشف أن المجموعة الجينيّة في المحمية قد تلوّثت بفعل إدخال تارا التي ظهر بأنها كانت نصف سيبيرية، ولم يكن الأخصائيون على علم بهذه المسألة عندما أقدموا على إطلاق سراحها بسبب التصنيف الغير ملائم الذي إتبعته حديقة حيوانات توايكروس التي عاشت فيها الببرة. شرع المحافظون الهنود بمشروع إعادة إدخال الببور إلى محمية ساريسكا، التي سبق وفقدت جميع ببورها بسبب القنص غير الشرعي، وقد تم إدخال أول ببرين بنجاح في شهر يوليو من عام 2008.

### إنقاذ ببور الصين

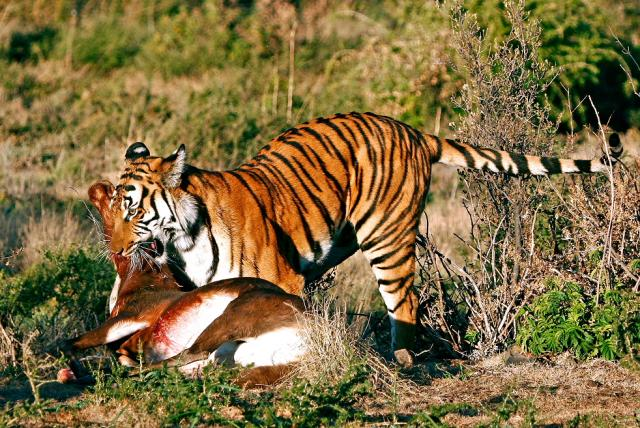
ببر في جنوب إفريقيا في المحمية المخصصة لإنقاذ ببور الصين.

قامت منظمة «أنقذوا ببور الصين» بالتعاون مع مركز أبحاث الحياة البرية لإدارة الحراجة في الصين، وصندوق الببور الصينية في جنوب أفريقيا بالتوقيع على اتفاق في بكين بتاريخ 26 نوفمبر 2002 والذي ينص على إعادة إدخال الببور الصينية إلى مؤلها الطبيعي في البريّة. ويدعو هذا الاتفاق إلى جعل مشروع الحفاظ على هذه الحيوانات نموذجا يقتدى به، وذلك عن طريق إنشاء محميّات رئيسيّة في الصين يُعاد توطين الحيوانات البلديّة فيها بما فيها ببور جنوب الصين؛ وسيتم اختيار عدد معين من الجراء من حدائق حيوانات مختلفة في الصين ومن ثم سيتم إرسالها إلى محميّة تبلغ مساحتها 300 كيلومتر مربّع تقع بالقرب من بلدة فيليبوليس في جنوب إفريقيا حيث ستُلقن أساليب الصيد. وفي مرحلة لاحقة سيتم إرسال جراء هذه الببور إلى المحميّات الرئيسيّة في الصين بينما ستبقى الحيوانات الأصلية في جنوب أفريقيا لتستمر بالتناسل. وبالإضافة لهذا المشروع فهناك مشروع آخر لإعادة تأهيل ببور جنوب الصين يتم العمل به في فوجيان بالصين.
تأخذ الصين على عاتقها مهمة تأمين الأراضي اللازمة لإنشاء هذه المحميات، وإعادة تأهيل المساكن وفصائل الطرائد فيها، وقد كان من المقرر إطلاق أول الببور الصينية إلى البرية خلال فترة ملازمة لفترة بداية الألعاب الأولمبية الصيفية لعام 2008 في بكين، لكن هذا الأمر لم يتحقق. يعدّ هذا المشروع ناجحا بدرجة كبرى، إذ أن 5 جراء ولدت في المحمية المخصصة في جنوب أفريقيا، وهي، على العكس من أهلها، ولدت برية تماما وتعلمت أصول الصيد والبقاء في البرية من أهلها التي تلقنت ذلك على أيدي البشر. يأمل المسؤولون أن تتم إعادة إدخال أول مجموعة من الببور الصينية إلى موطنها الأم خلال عام 2010، أي سنة الببر الصينية.

## علاقة النوع بالإنسان

### صيد الببور

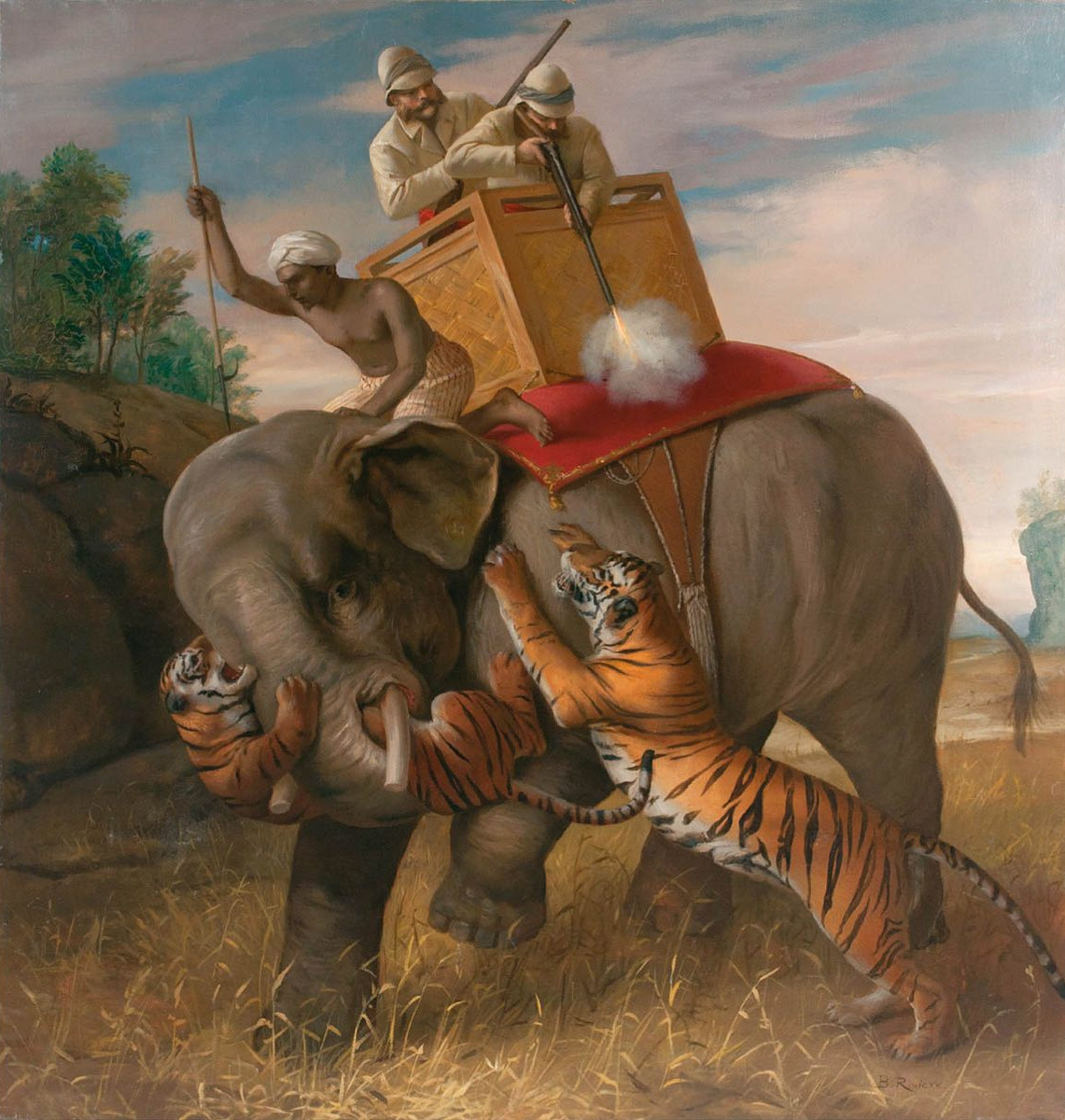
رسم لصيد الببور من على ظهر الفيل

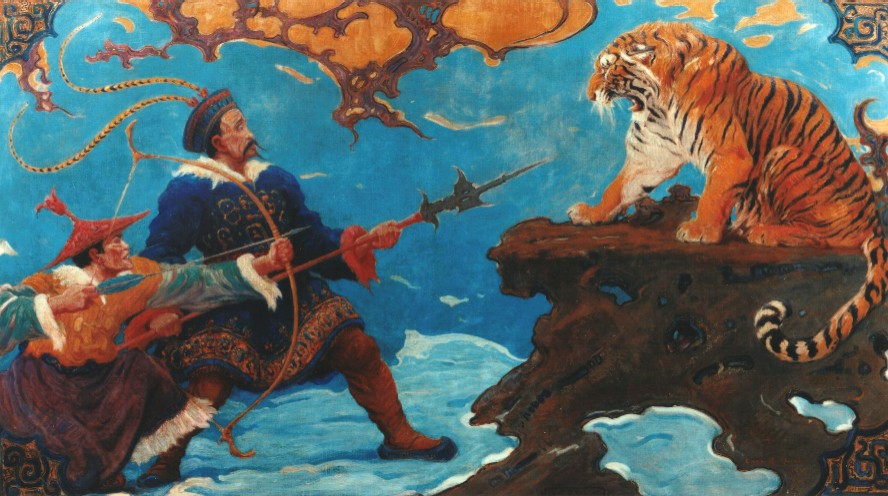
لوحة تُصور صيد الببر على يد الصيادين

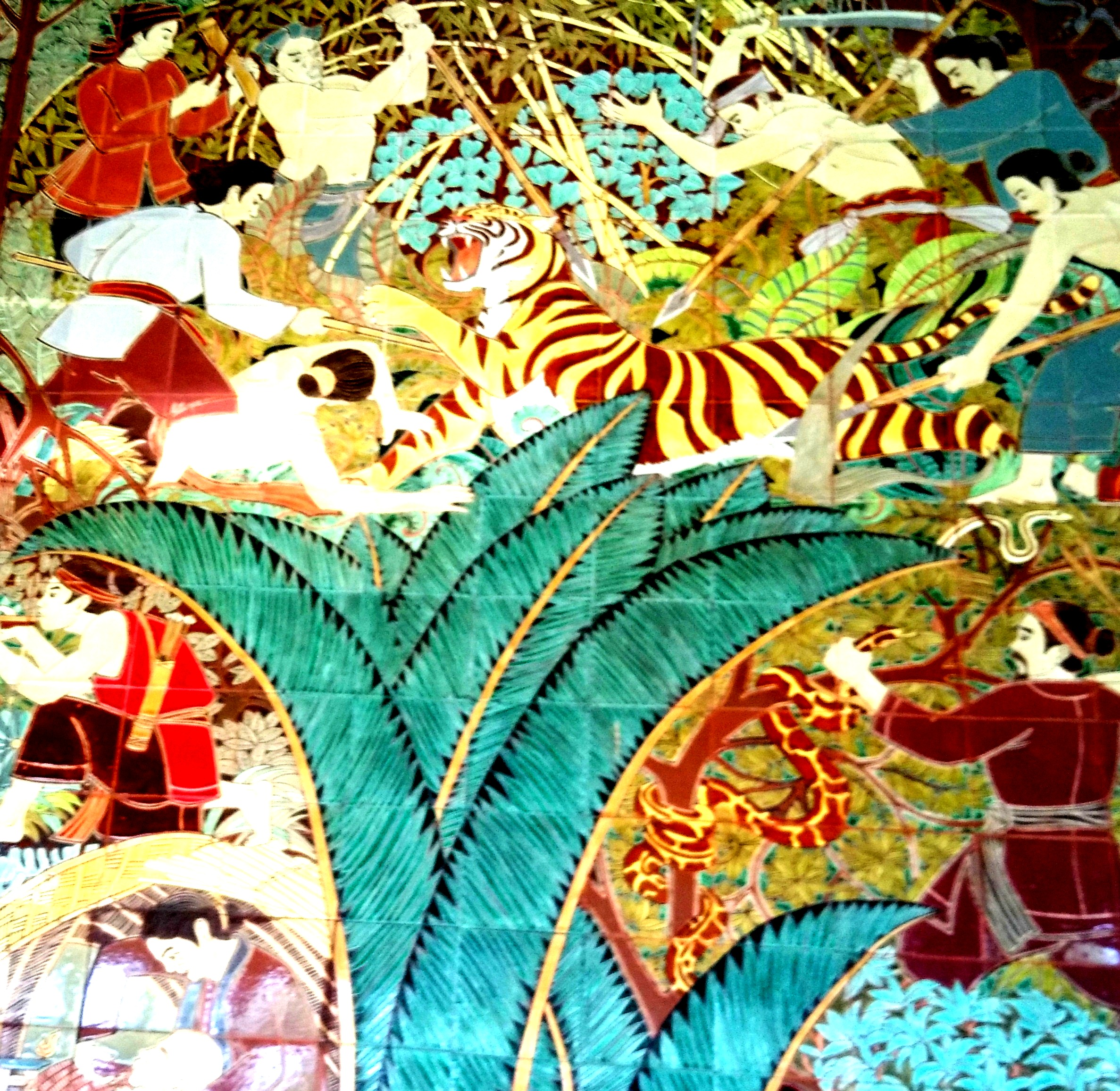
لوحة خزفية تصور صيد فيتناميون للحيوانات البرية ومن بينها الببر

كان الببر أحد أكثر حيوانات الطرائد المطلوبة في آسيا. وكان صيد الببور يتم على مقياس كبير في أوائل القرن التاسع عشر والعشرين، حيث كانت هذه الرياضة تعد مشهورة ورائجة بين البريطانيين خلال فترة إستعمار الهند، والمهراجات وأفراد الطبقة الأرستقراطية في الولايات الهنديّة قبل استقلال البلاد. كان يستطيع صياد مهراجا أو إنجليزي واحد أن يطالب بقتل أكثر من مائة ببر في مسيرته في الصيد. ذُبح أكثر من 80،000 ببر في 50 سنة فقط امتدت من سنة 1875 إلى سنة 1925 في الهند التي كانت تحت حُكم البريطانيين. كان بعض الأفراد يقومون بصيد الببور مشياً على الأقدام، بينما كان البعض الآخر يقيم عرزالاً ليربض فيه بعد أن يقوم بربط ماعز أو جاموس كطعم ليجذب بواسطته الببر، أما أخرون فكانوا يقومون بالصيد من على ظهور الفيلة، بل أنه في بعض الأحيان كان بعض القروين يقومون بضرب الطبول لدفع الببر نحو المنطقة التي يربض فيها الصيادون. وكان يتم تأمين تعليمات مكتوبة عن كيفيّة سلخ الببر، كما كان هناك أشخاص مختصين في سلخ وتنظيف ودباغة جلود الببور. قتل الملك جورج الخامس أثناء زيارته لمستعمرة الهند سنة 1911 39 ببراً في غضون 10 أيام أحد هذه الببور معروض في متحف ألبرت الملكي التذكاري.
تاريخياً، إصطيدت الببور على نطاق واسع حتى يستيطعوا جمع جلودها المخططة الشهيرة. بلغت التجارة في جلود الببور ذروتها في ستينيات القرن العشرين، بالضبط قبل سريان مفعول جهود الحفظ الدولية. في سنة 1977، اعتبر جلد الببر في السوق الإنجليزية بقيمة 4250 دولاراً أمريكياً.

### الببور آكلة الإنسان

كينيث أندرسون وقد إصطاد فَزَارة جولاغيري المسؤولة عن مقتل 15 شخصاً.

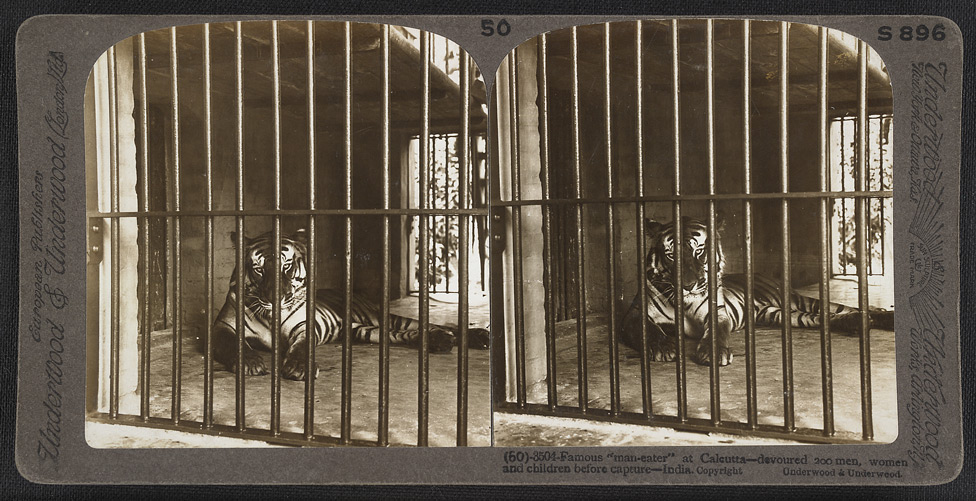
صورة مجسمة (في عام 1903)، عنوانها «آكل البشر المشهور» في كُلْكَتَّة -افترس 200 رجل وامرأة وطفل قبل القبض عليه -الهند

لا يعدّ الإنسان إحدى طرائد الببور الطبيعيّة، فهي دوما تتحاشاه، إلا أنه على الرغم من ذلك فقد قتلت الببور أعداد كبيرة من البشر تفوق العدد الذي قتلته أي من أنواع السنوريات الكبيرة الأخرى وخصوصا في المناطق التي تعاني من الاكتظاظ السكاني حيث كان للتحطيب والزراعة تأثير سلبي على مسكن الببور وطرائدها الطبيعية. تكون معظم أكلة البشر حيوانات طاعنة في السن وقد فقدت معظم أسنانها، وتكتسب هذه الببور حباً للحم الإنسان بسبب أنها لا تعود قادرة على إصطياد فرائسها الطبيعية الأكثر سرعة ورشاقة منها في العادة، فتلجأ إلى مخلوقات أبطأ منها وهي في هذه الحالة البشر. وفي العادة فإن جميع الببور التي تعتبر آكلة للإنسان يتم الإمساك بها، قتلها، أو تسميمها؛ وعلى العكس من النمور آكلة الإنسان فإن الببور، حتى تلك التي إعتادت صيد البشر بشكل متواصل، لا تدخل المستوطنات البشرية عادة بل تبقى تجول حول القرى أو في مشاعها، إلا أنه على الرغم من ذلك فإن بعض الببور تهاجم الناس بداخل القرى. إن آكلة الإنسان تعد مشكلة رئيسيّة في الهند وبنغلاديش، وبخاصة في مناطق كومون، غارهوال، ومستنقعات السوندرباندس في البنغال حيث قامت بعض الببور المعافاة بقتل البشر، ويقول العلماء أن السبب وراء ذلك هو التغير السريع في حالة المناخ، الذي أدى إلى فقدان أقسام كبيرة من مساكن الببور بما فيها من طرائد، الأمر الذي جعلها تتجه نحو مصدر غذائي أخر.
الببور البرية التي لم يكن لها اتصال سابق مع البشر تتجنب بفعالية التفاعل معهم. ومع ذلك، فإن الببور تسبب أكثر وفيات البشرية من خلال الهجوم المباشر بالمقارنة مع أي حيوان ثديي بري آخر. الهجمات في بعض الأحيان تكون مستفزة، حيث تهاجم الببور بعد إصابتها بينما هم أنفسهم مُطارَدون. يمكن أن تحدث الهجمات عن طريق الخطأ، مثلاً عندما يفاجئ الإنسان ببراً أو يقع عن غير قصد بين أم وجرائها، أو كما هو الحال في المناطق الريفية في الهند عندما أجفل ساعي البريد ببراً، إعتاد على رؤيته سيراً على الأقدام، بركوب الدراجة الهوائية. من حين لآخر، تأتي الببور لرؤية الناس على أنهم فرائس. مثل هذه الهجمات هي أكثر شيوعاً في المناطق التي أدى فيها النمو السكاني وقطع الأشجار والعمل بالزراعة إلى الضغط على موائل الببور والحد من فرائسها البرية. تكون معظم الببور الآكلة للبشر طاعة في السن، فاقدة أسنانها، وغير قادرة على القبض على فرائسها المفضلة. فمثلاً، ببر تشامباوات، فوجدت في النيبال ثم الهند، كان لديها نابان مكسوران. كانت مسؤولة عن ما يقدر بنحو 430 حالة وفاة بشرية، وهي أكبر الهجمات المعروفة بإرتكابها من قبل حيوان بري واحد، وبمرور الوقت أطلق عليها جيم كوربت النار عام 1907. وفقاً لكوربت، فإن هجمات الببر على البشر تكون عادة في النهار، عندما يعمل الناس في العراء ولا يراقبون. تميل الكتابات المبكرة إلى وصف الببور آكلة الإنسان بإنها جبانة بسبب تكتيكاتها في التربص.
كانت أكلة البشر مشكلة خاصة في العقود الأخيرة في الهند وبنغلاديش، وخاصة في كومون وغارهوال ومستنقعات أيكة سونداربانس الساحلية في البنغال، حيث إصطادت بعض الببور السليمة البشر. بسبب فقدان الموائل السريع المنسوب إلى تغير المناخ، زادت هجمات الببور في سونداربانس. شهدت منطقة سونداربانس 129 حالة وفاة بشرية من الببور من عام 1969 إلى عام 1971. في السنوات العشر السابقة لتلك الفترة، كان هناك حوالي 100 هجوم سنوياً في سونداربانس، مع ارتفاع بلغ حوالي 430 شخصاً في بعض سنوات الستينيات. بشكل غير عادي، في بعض السنوات في السونداربانس، قتل بشر على يد الببور أكثر من العكس. في عام 1972، إنخفض إنتاج الهند من العسل وشمع العسل بنسبة 50٪ عندما أُفتُرِسَ ما لا يقل عن 29 شخصاً ممن جمعوا هذه المواد. في عام 1986، في سونداربانس، نظراً لإن الببور تهاجم دائماً تقريباً من الخلف، إرتدوا أقنعة بوجوه بشرية على قفا الرأس، بناءً على النظرية القائلة بإن الببور لا تهاجم عادةً إذا شوهدت من قبل فريستها. هذا قلل من عدد الهجمات مؤقتاً فقط. جميع الوسائل الأخرى لمنع الهجمات، مثل تزويد المزيد من الفرائس أو استخدام دمى بشرية مكهربة، لم تنجح أيضاً.

### في السوق السوداء والطبّ التقليدي الصيني

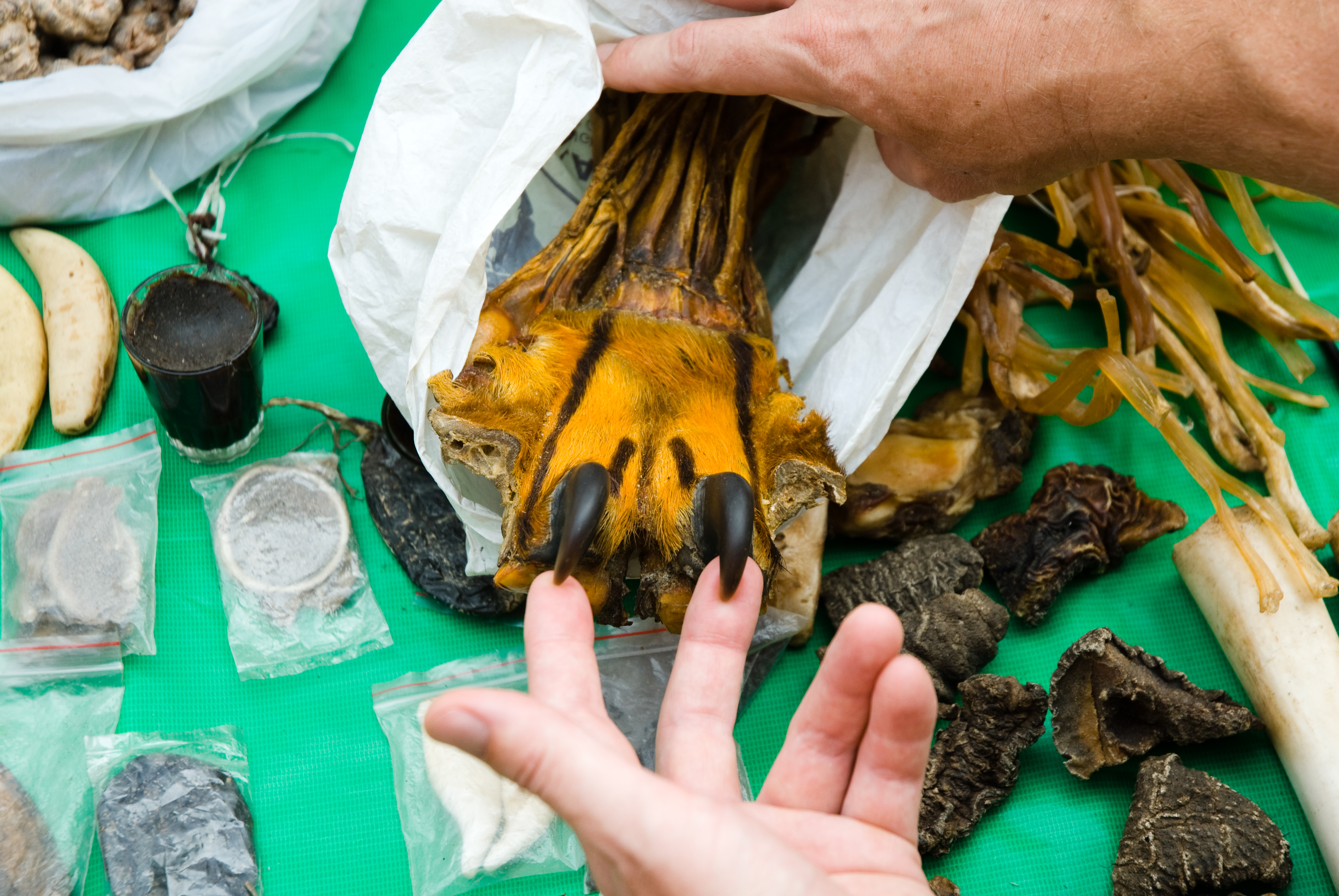
بيع مخالب وأنياب الببور في أسواق ميانمار

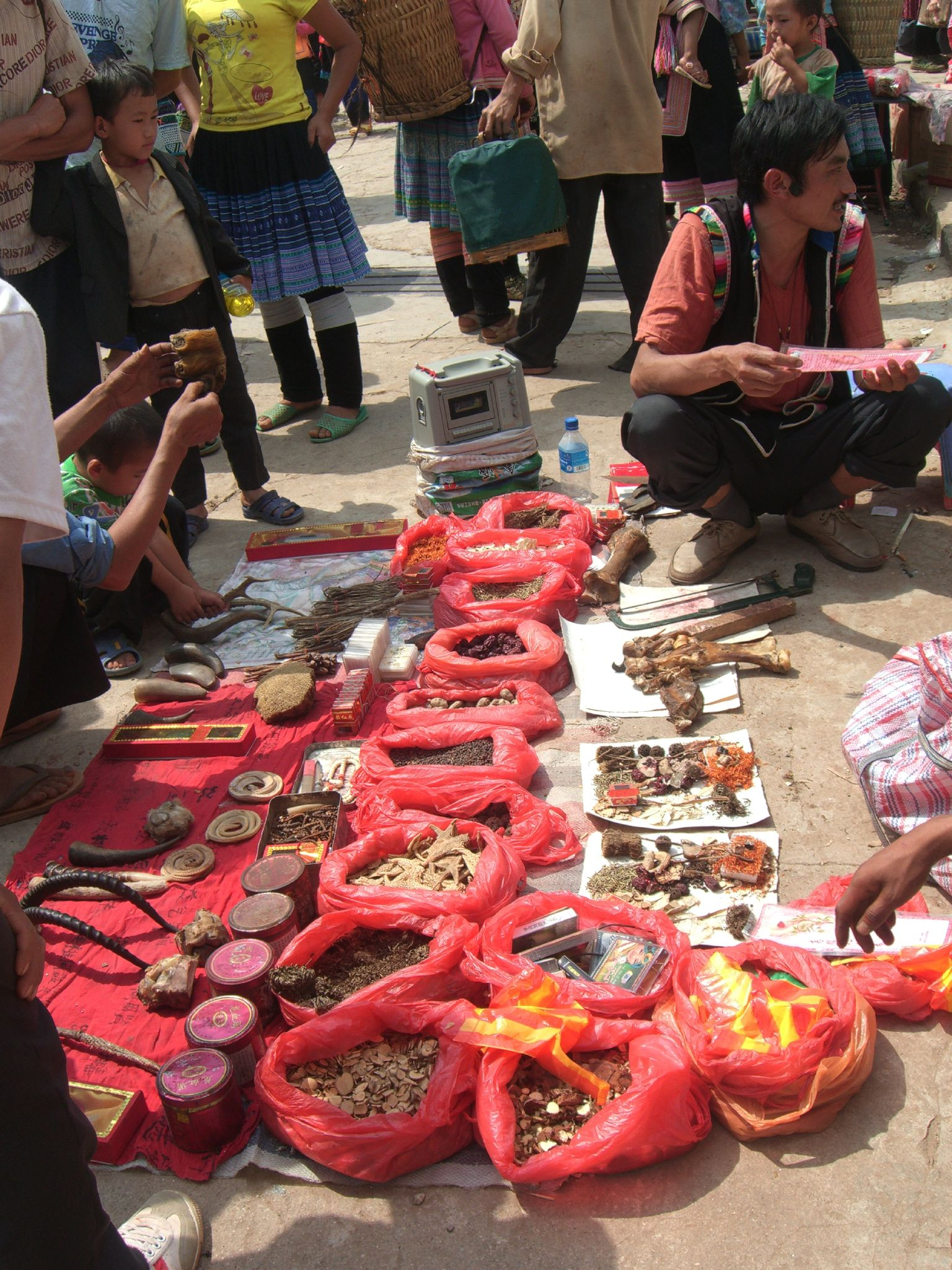
عرض منتجات غير شرعية للببور والثعابين وقرون الماعز في الصين

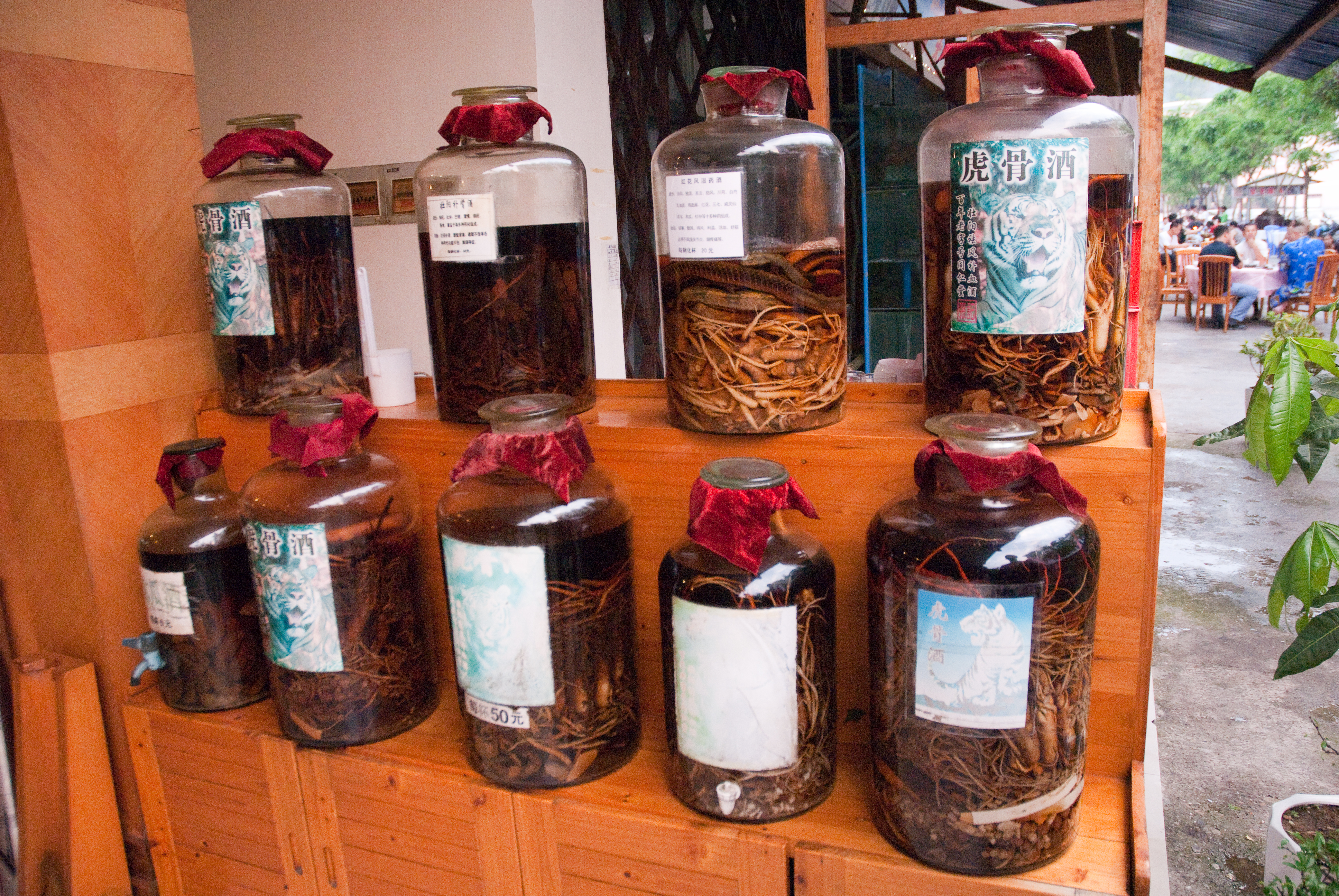
بيع نبيذ عظام الببر في ميانمار

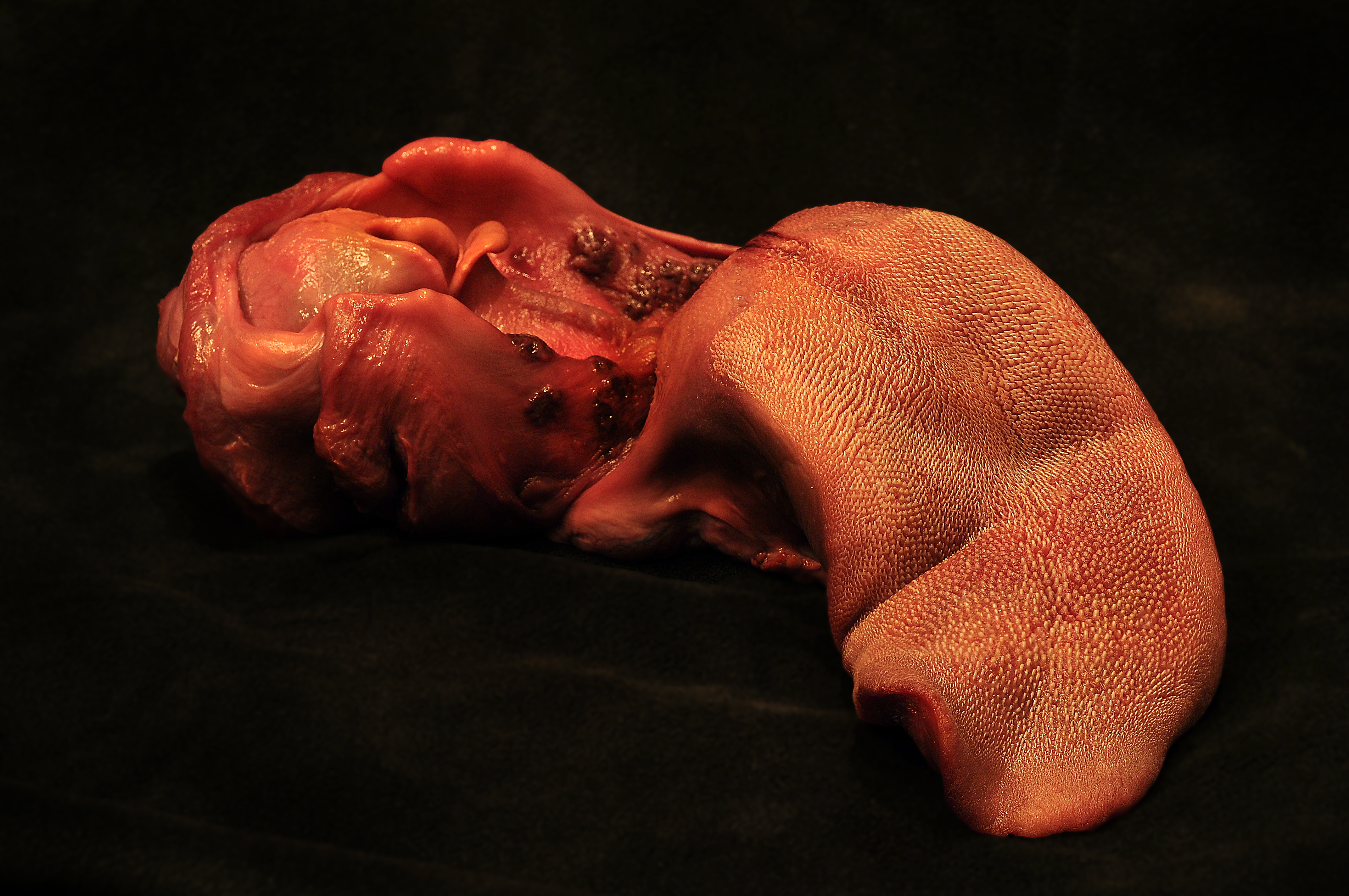
لسان ببر طازج

تُستخدم أعضاء الببر بشكل شائع كتمائم في جنوب وجنوب شرق آسيا. في الفلبين، عُثِر على حفريات في بالاوان إلى جانب أدوات حجرية. هذا، بالإضافة إلى أدلة على شقوقاً في العظام، واستخدام النار، يشير إلى إن البشر الأوائل قد جمعوا العظام، وحالة أحافير الببر المجزأة، التي يعود تاريخها إلى ما يقرب من 12000 إلى 9000 عام، تختلف عن الحفريات الأخرى في المجموعة، المؤرخة في العصر الحجري القديم الأعلى. أظهرت أحافير الببر المجزأة كسراً طولياً في العظم القشري بسبب التجوية، مما يشير إلى إنها تعرضت بعد الوفاة للضوء والهواء. عُثِر على أنياب ببر في مواقع أمبانغان التي يعود تاريخها إلى القرنين العاشر والثاني عشر في بوتوان، مينداناو.

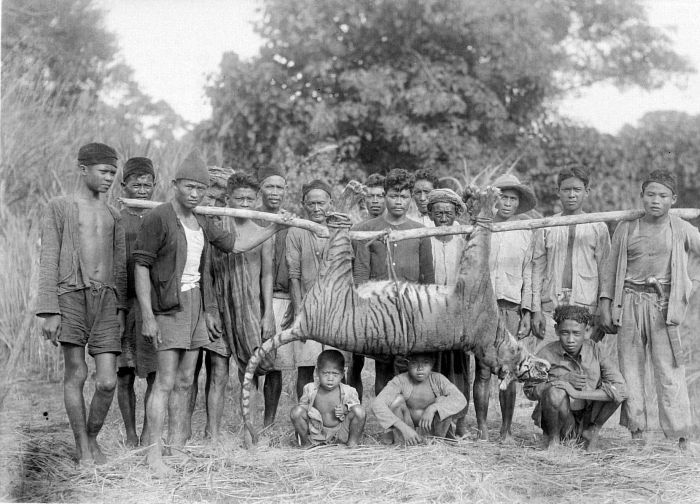
مجموعة صيادون يقفون مع ببر جاوي مقتول، في عام 1941

تستخدم أعضاء الببر المختلفة في الطبّ التقليدي الصينيّ حيث يعتقد العديد من سكان الصين وأجزاء أخرى من آسيا أن لها خصائص طبيّة متعددة بما فيها مسكنات للألام ومنشطات جنسية، في الطب الصيني التقليدي، يُزعم أن ذيول الببور تُعالج الأمراض الجلدية والروماتزم. إلا أنه ليس هناك من تأكيد علميّ على هذه الأمور التي تشمل:

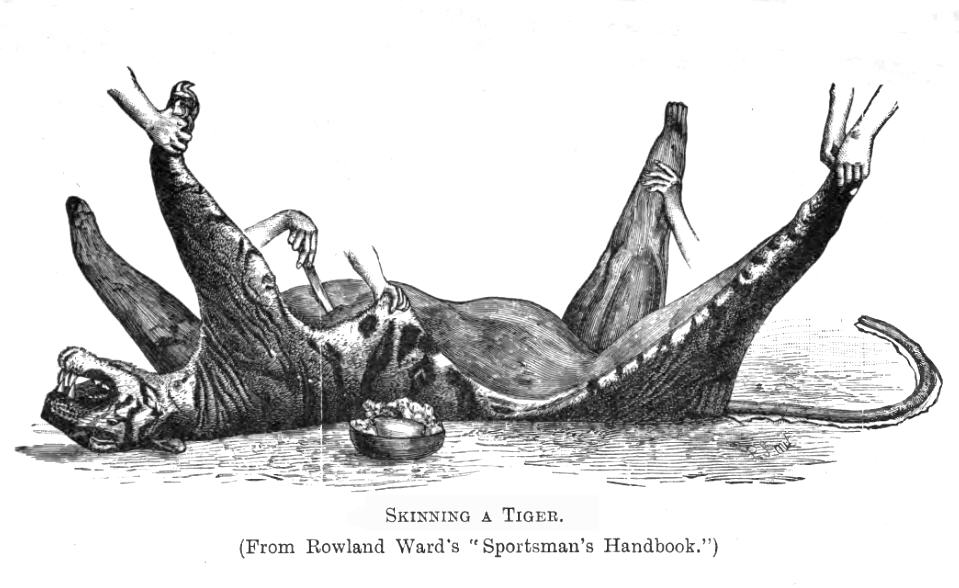
تعليمات عن كيفية سلخ الببر.

- طحن ذيل الببر ومزجه مع الصابون لإنتاج مرهم يشفي من سرطان الجلد.
- يقال بأن العظام على طرف ذيل الببر تساهم في طرد الأرواح الشريرة.
- عظام الببر المطحونة والممزوجة مع النبيذ تنتج مشروبًا تايوانيًا يمنع العطش.
- يقال بأن جلد الببر يشفي حمّى تسببها الأشباح إذا جلس عليه الشخص المصاب.
- إحراق شعر الببر يبعد الديدان المئويّة (أم أربع وأربعين).
- خلط دماغ الببر مع الزيت وفركهما على الجسد يؤدّي للتخلّص من الكسل والبثور.
- معالجة عيون الببر إلى حبوب يؤدّي إلى منع الخفقان.
- إن إبقاء الشوارب كتعويذة سحريّة تؤدي حسب الأسطورة إلى الحماية من الرصاص وإلى زيادة الشجاعة.
- يمتلك المرء شجاعة كبيرة ويحمى من قتالٍ فجائي إذا ارتدى مخلب ببر للزينة أو حمل واحدًا في جيبه.
- يمكن الحصول على القوّة والدّهاء والشجاعة عبر أكل قلب الببر.
- أضلاع الببر تعد طلسم للحظ السعيد.
- الأعضاء التناسلية تعدّ منشطة جنسيّة.[283]
- إن ربط العظام الصغيرة في قوائم الببر إلى معصم الأطفال تعتبر علاج حقيقيّ لمنع الخفقان.

وقد قامت الحكومة الصينيّة بمنع الإتجار بأعضاء الببر لغرض تصنيع الأدوية الصيدلانية، كما إرتكبت الحكومة بعض الجرائم فيما يتعلق بالصيد غير القانوني للببور حيث وضعت عقوبات على القنّاصين الغير شرعيين تصل إلى حد الإعدام،[أي منها؟] وبالإضافة لذلك فإن التجارة بأي عضو من أعضاء الببور يعد غير قانوني اليوم بفضل معاهدة التجارة العالمية لأصناف الحيوان والنبات البري المهدد بالانقراض، كما تم فرض حظر تجاري محلي في الصين منذ عام 1993.
ومع ذلك، فقد أصبحت تجارة أعضاء الببور في آسيا صناعة رئيسية في السوق السوداء، ولم تكن المساعي الحكومية ومساعي الحفظ لإيقافها فعالة حتى الآن. يقع مقر جميع المسوقين السود المتورطون في هذه التجارة تقريباً في الصين، وقد تم شحنهم وبيعهم داخل بلدهم أو إلى تايوان أو كوريا الجنوبية أو اليابان. هلكت النويعة الصينية بالكامل تقريباً عن طريق القتل من أجل التجارة بسبب تجارة الأعضاء والجلد في خمسينيات وحتى سبعينيات القرن العشرين. ومما يساهم في التجارة غير القانونية، إن هناك عدد من مزارع الببور في الصين، والتي تقوم بتزويج هذه الحيوانات وتختص بتربيتها في سبيل الحصول على أرباح، ويقدر عدد هذه الببور المولودة في الأسر والشبه مروضة اليوم بما بين 5,000 و10,000 ببر تعيش جميعها في مزارع من هذا النوع. ومع ذلك، فإن العديد من الببور المستخدمة في السوق السوداء للطب التقليدي هي أفراد برية أطلق عليها الصيادون غير القانونيين النار أو وقعت في شراكهم وقد يتم القبض عليها في أي مكان في النطاق المتبقي للببور (من سيبيريا إلى الهند إلى شبه جزيرة الملايو إلى سومطرة). في السوق السوداء الآسيوية، يمكن أن تعادل قيمة قضيب الببر حوالي 300 دولار أمريكي. في السنوات من 1990 حتى 1992، عُثِر على 27  مليون منتج بمشتقات الببر. في تموز عام 2014، في مؤتمر دولي بشأن الأنواع المهددة بالانقراض في جنيف، سويسرا، إعترف ممثل صيني لأول مرة إن حكومته تدرك أن تجارة جلد الببر كانت تحدث في الصين.

### الببر في الأَسر وكحيوان أليف

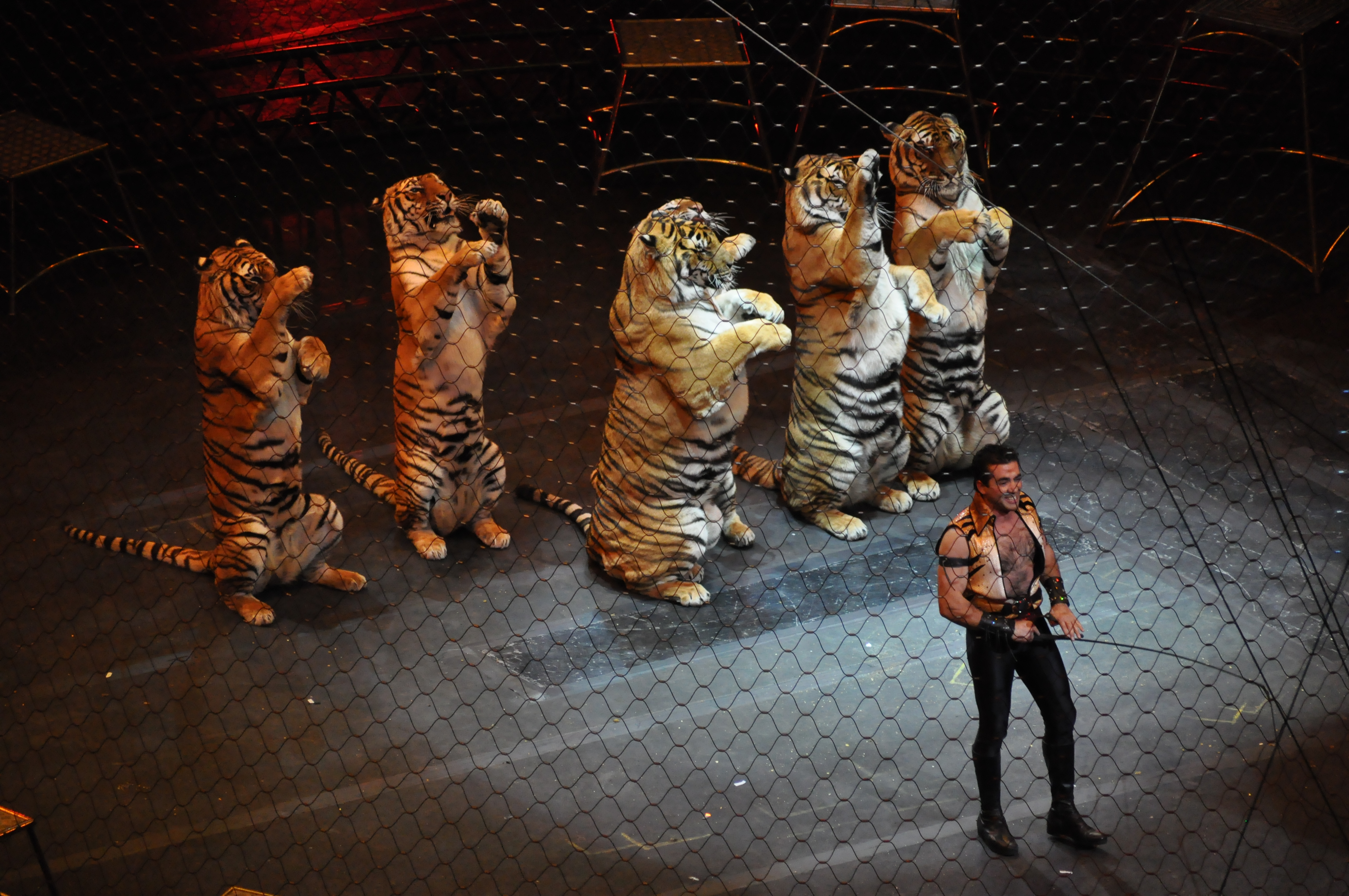
خمسة ببور مع مدربها في سيرك رينغلينغ براذرز وبارنوم وبيلي.

في العصور الرومانية القديمة، كانت الببور تُحفظ في معارض الوحوش والمدرجات لعرضها وتربيتها والتباهي، وغالباً ما يثار غضبها لمقاتلة الغلاديَيْتِر والوحوش المَجْلُوبة الأخرى. منذ القرن السابع عشر، طُلبت الببور، كونها نادرة وشرسة، بعد أن تحتفظ في القلاع الأوروبية كرموز لقوة أصحابها. أصبحت الببور معروضة وسط حدائق الحيوان والسيرك في القرن الثامن عشر: كان من الممكن أن يصل سعر الببر إلى 4000 فرنك في فرنسا (بالمقارنة، حصل أستاذ فنون جميلة في ليون على 3000 فرنك فقط في السنة)، أو ما يصل إلى 3500 دولار في الولايات المتحدة، بينما لم يكلف الأسد أكثر من 1000 دولار.
في عام 2007، كان يعيش أكثر من 4000 ببر أسير في الصين، منها 3000 ببر يحتفظ بها في 20 قسم أكبر، والباقي يحتفظ بها في حوالي 200 أقسام أصغر. في عام 2011، إحتفظ 468 قسماً في الولايات المتحدة بـ2884 ببراً. أظهر الأصل الجيني لـ105 ببور أسيرة من أربعة عشر دولة ومنطقة أن 49 حيواناً ينتمي بوضوح إلى خمسة نويعات. واثنان وخمسون حيواناً له أصول نويعات مختلطة. إن الكثير من الببور السيبيرية الموجودة في حدائق الحيوان اليوم هي في الحقيقة نشأت عن التهجين مع الببور البنغالية
تقدر جمعية حدائق الحيوان والمعارض المائية أن ما يزيد على 12,000 ببر يحتفظ بها بعض الأشخاص كحيوانات أليفة في الولايات المتحدة، وهذا العدد أكبر من الجمهرة البرية كلها حالياً، ويعتقد بأن 4000 ببر يحتفظ بها في ولاية تكساس وحدها.
وقد ظهرت مسألة شيوع الببور كحيوانات أليفة في الولايات المتحدة في بعض الأفلام مثل فيلم «الوجه ذو الندبة» للمخرج براين دي بالما، من بطولة آل باتشينو، حيث تطمح شخصية الأخير في الفيلم (المسمّى طوني مونتانا) إلى إمتلاك جميع مظاهر القوّة والرموز التي يمتلكها الأميركيون ذوو المكانة الاجتماعية العالية، والتي تضمنت بحسب رأيه الإحتفاظ بِبَبْر مستأنس في حديقته.

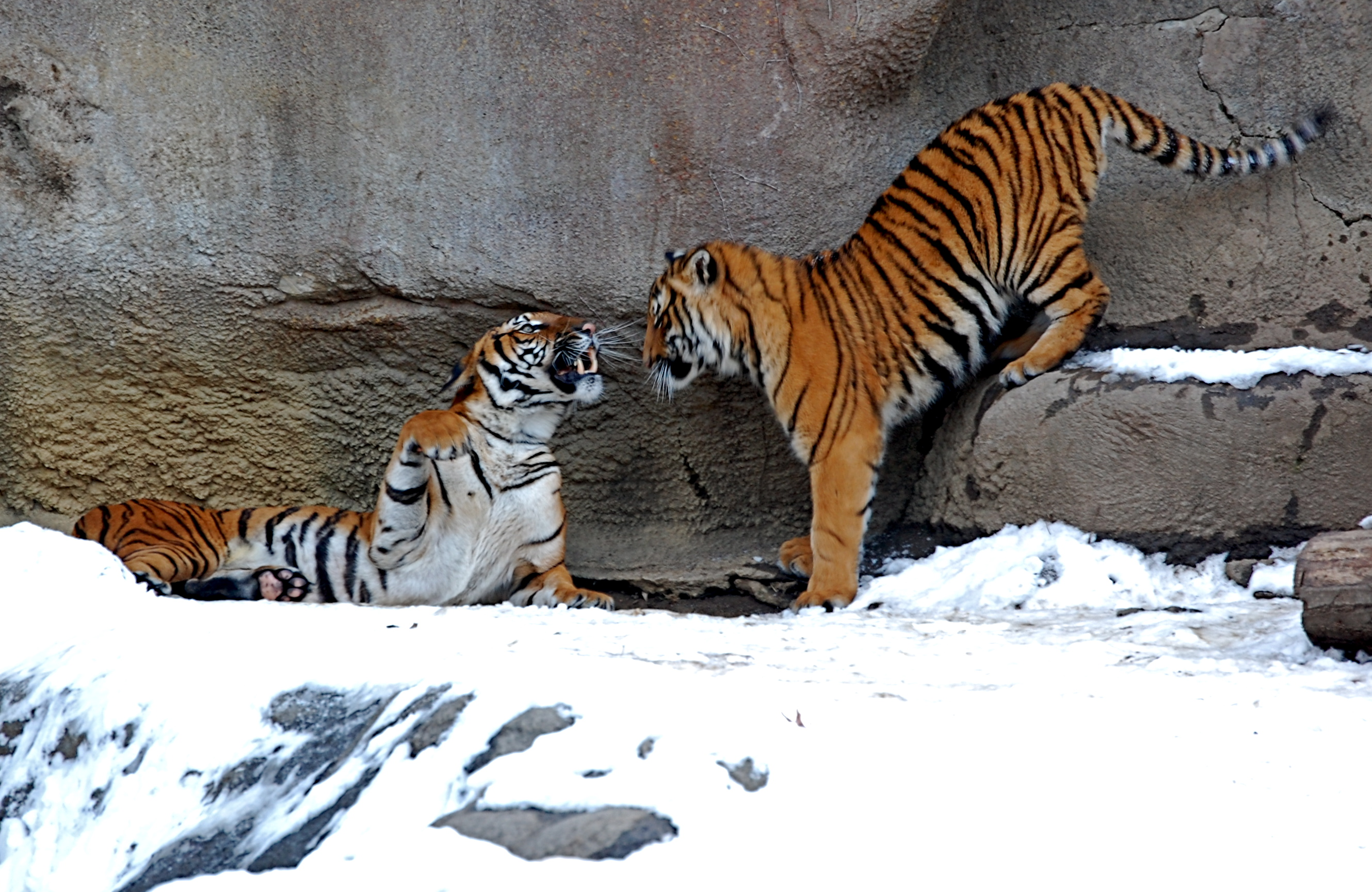
ببران في الأسر

إن إحدى الأسباب وراء ارتفاع عدد الببور المستأنسة في الولايات المتحدة يعود إلى مسائل تشريعيّة، فقد قامت تسعة عشر ولاية فقط بحظر امتلاك الببور من قبل العامّة، بينما تتطلّب خمسة عشر ولاية أخرى مجرّد رخصة كي يتمكن الفرد من تربية ببر، أما الستة عشر ولاية الباقية فلم تُسنّ أيّة قوانين بخصوص هذه المسألة.
وقد أدى نجاح برامج الإكثار في حدائق الحيوانات والسيركات إلى وجود فائض في إعداد الجراء خلال الثمانينات والتسعينات مما أدّى إلى خفض أثمانها. وتقدّر جمعية منع الإساءة إلى الحيوانات (SPCA) أن هناك قرابة 500 أسد، ببر، وغيرها من أنواع السنوريات الكبيرة اليوم والمملوكة ملكيّة خاصة في المنطق المحيطة بمدينة هيوستن وحدها.

## التمثيل الثقافي للنوع في الحضارة الإنسانية

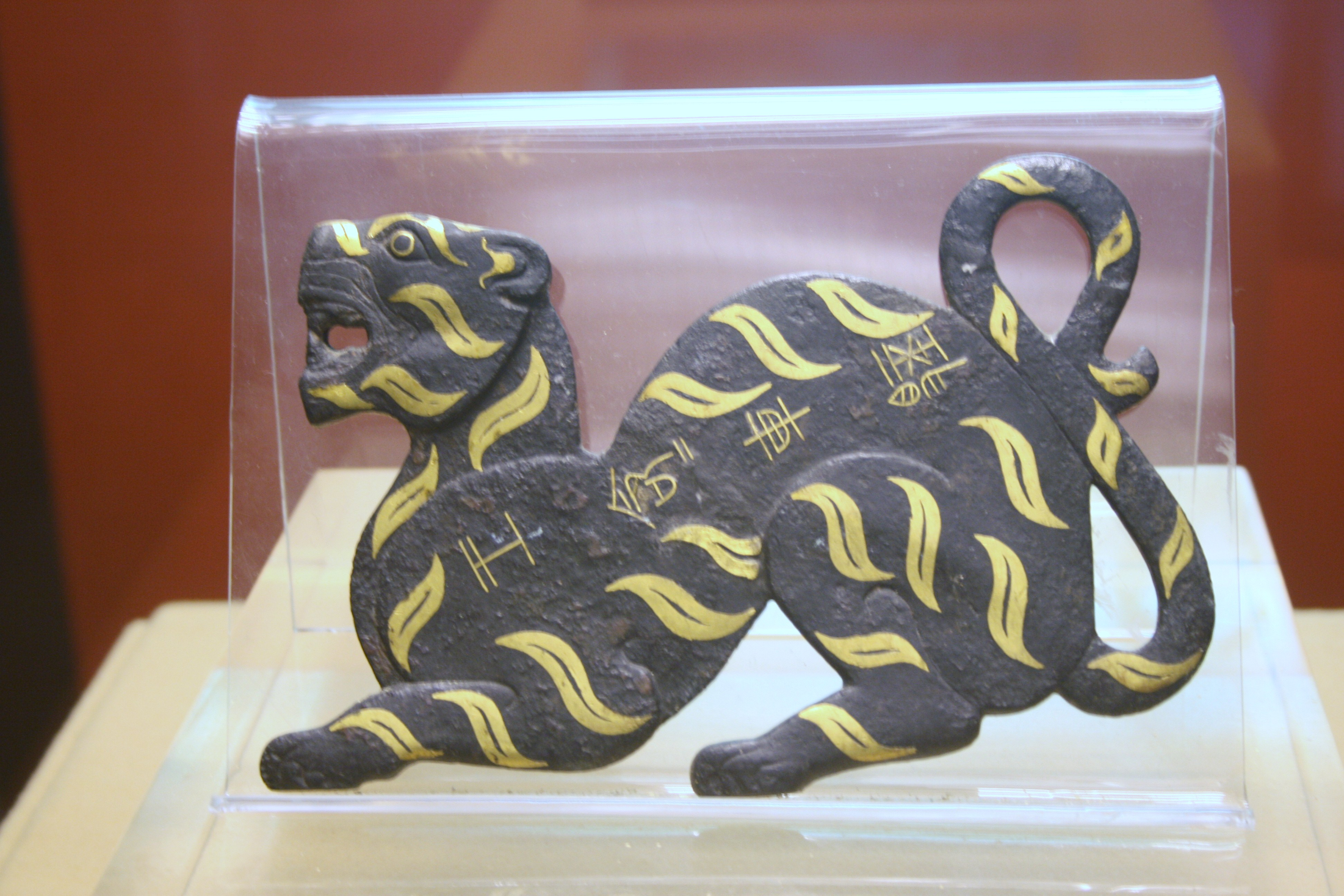
جيا (شارة سلطة) على شكل ببر مع ترصيع بالذهب، من قبر تشاو مو (175-124 قبل الميلاد)

لطالما كانت الببور وخصائصها الفائقة مصدر إفتتان للبشرية منذ العصور القديمة، وهي تظهر بشكل روتيني على إنها عناصر ثقافية وإعلامية مهمة. كما إنها تعتبر واحدة من الحيوانات الضخمة الجذابة، وتستخدم كمظهر لحملات الحفظ في جميع أنحاء العالم.

### الميثولوجيا والأساطير

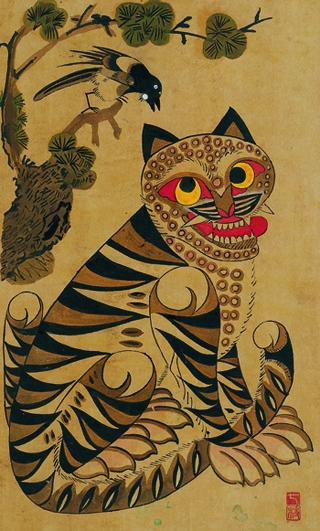
الببر والعقعق، لوحة مِيْنْوا (فن شعبي) كورية في أواخر القرن التاسع عشر.

يعدّ الببر ملك الوحوش بدلاً من الأسد في حضارات آسيا الشرقية، حيث يرمز إلى الملكيّة، الشجاعة، والقوة، ويستند سكان تلك الدول إلى هذا الادعاء لكون الببر يمتلك علامة على جبهته تشابه الكلمة أو الصفة الصينية التي تعني «ملك» (بالصينية: 王 تلفظ Wáng)، وبالتالي فإن العديد من الرسوم المتحركة في الصين وكوريا التي تمثل ببوراً، ترسم بعلامة 王 على جبهتها.

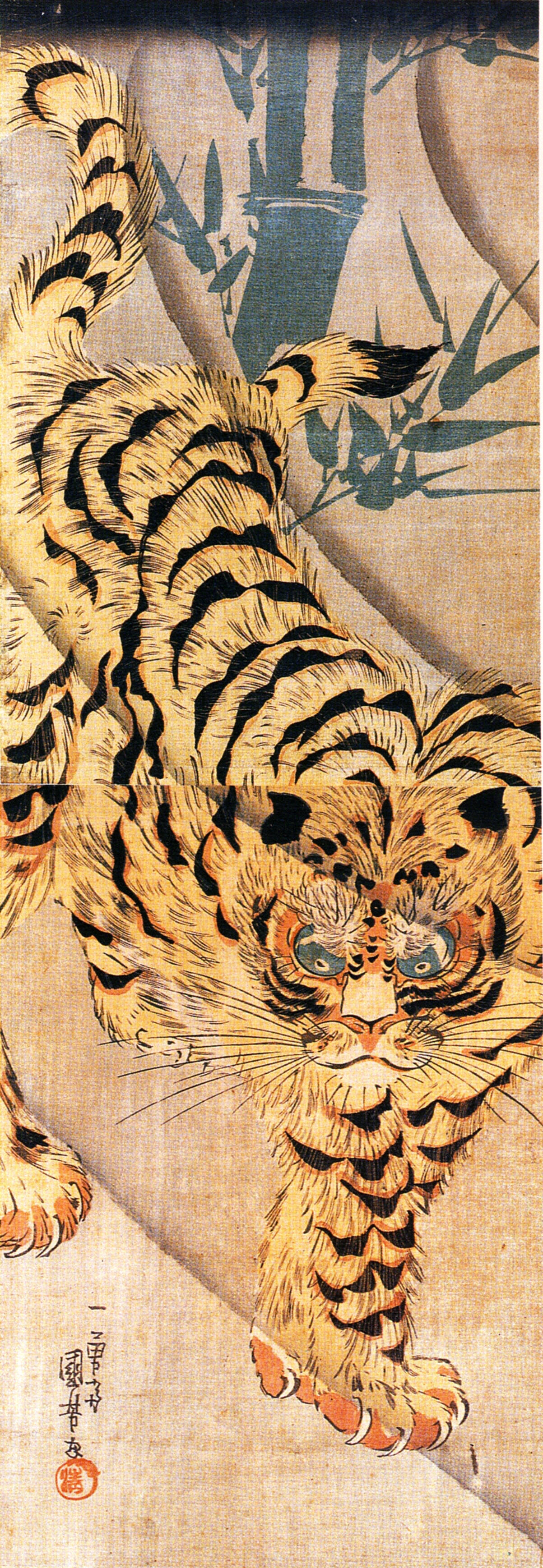
رسم صيني لببر من القرن التاسع عشر.

للببر أهميّة كبرى في الميثولوجيا والحضارة الصينية، ويعد واحداً من 12 حيواناً تمثل الأبراج الصينيّة، كما ويظهر الببر في العديد من الفنون الصينية وفنون القتال ويُجسد على أنه رمزٌ للأرض ومنافس متساوٍ للتنين الصيني، حيث يمثل الأول المادّة بينما يمثل الثاني الروح. ويستند فن القتال المعروف بالهونغ جا من جنوب الصين إلى حركات الببر وطائر الكركي، وفي الإمبراطورية الصينية كان الببر يعدّ تجسيداً للحرب وغالباً ما كان يمثّل رمز الببر أعلى قائد للجيش أي أعلى الجنرالات مَرتبة (ما يعرف اليوم بوزير الدفاع)، بينما كان الإمبراطور والإمبراطورة يمثلهما التنين وطائر العنقاء على التوالي. يعدّ الببر الأبيض (بالصينية: 白虎؛ بينيين: Bái Hǔ) أحد الرموز الأربعة للكوكبات الصينية، وهو يدعى في بعض الأحيان «ببر الغرب الأبيض» (بالصينية: 西方白虎 يلفظ Xīfāng bái hǔ) حيث يمثّل الغرب وفصل الخريف.
في كوريا القرن التاسع عشر، كانت وحدة عسكرية تخدم تحت قيادة هنغسون دايوونغن تستخدم ببراعة الرماح التي ربطوا حولها ذيول الببور. تتضمن الأمثال الكورية: «إذا دُستَ على ذيل ببر، فستعرف ذلك» و«من الصعب ترك ذيل الببر.» فكرة الدوس على ذيل الببر هي شائعة في شرق آسيا، وغالباً ما تستخدم للإشارة إلى حالة خطرة. يظهر ذيل الببر في قصص من دول تشمل الصين وكوريا، ومن غير المستحسن عموماً الإمساك بالببر من ذيله. في الأساطير والثقافة الكورية، يُنظر إلى الببر على إنه الوصي الذي يبعد الأرواح الشريرة ومخلوقاً مقدساً يجلب الحظ السعيد- رمز الشجاعة والقوة المطلقة. بالنسبة للأشخاص الذين يعيشون في غابات كوريا وحولها، يعتبر الببر رمزاً لروح الجبل أو ملك حيوانات الجبال. لذلك، أطلق الكوريون أيضاً على الببور اسم «سان غون» (بالكورية: 산군) وتعني سيد الجبل.
وفي البوذية يعدّ الببر أحد المخلوقات الثلاثة العديمة الإحساس، حيث يمثل الغضب، بالإضافة إلى السعدان الذي يمثل الجشع، والأيل الذي يمثل الهوى الجامح. كانت الشعوب التنغستيّة من روسيا تعتبر الببر السيبيري شبه مؤلّه، وكانت تدعوه «بالجد» أو «الرجل العجوز»، كما قامت شعوب الأودج والناناي بتسميته «أمّبا»، بالإضافة لشعب المانشو الذي يسمّيه «هو لين» أي الملك. وفي الهندوسية، يرتدي الإله شيفا ويجلس على جلد ببر. وتظهر الإلهة المعروفة دورجا وهي محاربة ذات عشرة أذرع وهي تمتطي فزارة (أو لبوة) مروضة عندما تتجه إلى المعركة، وفي جنوب الهند يُربط الإله آيَّابَّا بِبَبْر على الدوام. دينغو أنيني هو إله في شمال شرق الهند يُرْبَطْ أيضاً بالببر. يحلّ الببريّون مكان المستذئبون في الفلكلور الآسيوي المرتبط بقصص انقلاب الإنسان إلى وحش، وفي الهند كان هؤلاء الأشخاص يعدّون على أنهم سحرة أشرار بينما كانو يعدّون في إندونيسيا وماليزيا على أنهم يتمتعون بصفات حميدة نوعا ما. في التراث اليوناني الروماني، يُصَوَر الببر وهو يمتطى من قبل الإله ديونيسوس.
وفي اللغة العربية يقال بأن للشخص قبضة أو يد ببرية، أي قويّة، وقد كانت هذه الصفة إحدى الأسباب التي جعلت العرب يطلقون على هذا الحيوان اسم ببر بما أنهم رؤا بأنه يتمتع بقبضة قاتلة.

### الأدب والإعلام

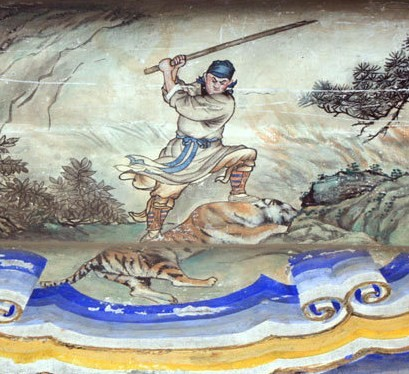
رسم صيني لوو سونغ يقتل ببراً

في الملحمة الهندوسية مهابهاراتا، الببر هو أعنف وأقسى من الأسد. ويظهر الببر في العديد من الروايات الأدبية والأشعار، ويُظهر كل من روديارد كبلينغ في كتاب الأدغال سنة 1894، ووليم بليك في قصيدة له في سنة 1794 بعنوان الببر في أغاني الخبرة، الببر على أنه حيوان خطر ومخيف؛ ففي كتاب الأدغال مثلاً: يظهر الببر شيريخان بصورة العدو اللدود الشرير لبطل القصة الفتى البشري ماوكلي. وبالمقابل فإن البعض الآخر يظهر الببر بصفات حميدة: كالكاتب آلان ألكسندر ميلن في قصص ويني-ذا-بوه (بالإنجليزية: Winnie-the-Pooh) التي ترجمت في العربية إلى «ويني الدبدوب»، حيث يظهر فيها الببر «تيغرّ» (بالإنكليزية: Tigger) الذي ترجم في العربية إلى نمّور بمظهر اللطيف والجدير بالمعانقة. وفي رواية أخرى للكاتب يان مارتل حازت على جائزة مان بوكر سنة 2001 والمسمّاة: حياة باي، يقوم شخصية بطل الرواية المدعو «بي باتال» الناجي الوحيد من تحطم سفينة في المحيط الهادئ عبر بقاءه لأشهر على متن قارب صغير بمصادقة ناجي آخر وهو ببر بنغالي ضخم وقد تفادى البطل أن يؤكل من قبل الببر. اِقْتُبِسَت القصة في فيلم طويل يحمل نفس الاسم للمخرج أنغ لي سنة 2012.
ويظهر الببر كذلك الأمر في إحدى القصص المصورة الخاصة بالأطفال المعروفة باسم كالفن وهوبز التي تبرز كالفين وببره الدمية المدعو هوبز. الببران الودودان هوبز وتيغير كلاهما يمثلان شخصيات حيوانات محشوة تنبض بالحياة. توني الببر هو جالب الحظ المشهور جداً والذي يظهر على علب حبوب ذرة فروستد فلايكس (بالإنجليزية: Frosted Flakes) لشركة كلوقز، والمعروفة بشعارها «They're Gr-r-reat!».

### شعارات النبالة والشعارات

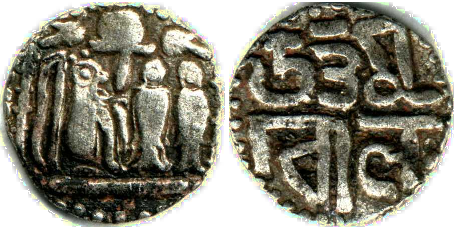
عملة فضية مبكرة لأوتاما سولا وجِدَت في سريلانكا تُظهر ببر لسلالة سولا الحاكمة جالساً بين شعاري بانديا والتشرافيون.

الببر هو أحد الحيوانات المعروضة في ختم باشوباتي من حضارة وادي السند. كان الببر شعاراً لسلالة تشولا الحاكمة وقد صُوِرَ على العملات المعدنية والأختام واللافتات. تظهر أختام العديد من عملات تشولا النحاسية الببر، والسمك شعار بانديا، والقوس شعار تشيرا، مما يشير إن التشولائيين حققوا تفوقاً سياسياً على السلالتين الحاكمتين السابقتين. العملات الذهبية الموجودة في كافيلايادافالي في مقاطعة نيرول في أندرا برديش لها زخارف ببر، قوس وبعض العلامات غير الواضحة. تم إعتماد رمز الببر لإمبراطورية تشولا لاحقاً من قبل ببور تحرير إيلام التاميلية وأصبح الببر رمزاً لدولة إيلام التاميلية غير المعترف بها وحركة استقلال التاميل. الببر هو الحيوان القومي لبنغلاديش والهند (النويعة البنغالية، الببر البنغالي)، ماليزيا (النويعة الملاوية، الببر الملاوي)، كوريا الجنوبية (النويعة السيبيرية، الببر السيبيري). يظهر الببر على شعار فريق دلهي كابيتالس من الدوري الهندي الممتاز.
في علم شعارات النبالة الأوروبية، يُعتبر تايغر، وهو رسم للببر كما تخيله الفنانون الأوروبيون، من بين المخلوقات المستخدمة في الحمولات والمؤيدين. يحتوي هذا المخلوق على العديد من الإختلافات الملحوظة عن الببور الحقيقية، حيث يفتقر إلى الخطوط، وله ذيل معنقد مثل ذيل الأسد ورأسه ينتهي بفكين كبيرين مدببين. دخل ببر أكثر واقعية إلى علم شعارات نبالة مستودع الأسلحة من خلال توسع الإمبراطورية البريطانية في آسيا، ويشار إليه باسم الببر البنغالي لتمييزه عن نظيره الأقدم. الببر البنغالي ليس مخلوقاً شائعاً في شعارات النبالة، ولكنه يُستخدم داعماً لأذرع مدينة بومباي ومزين بدرع لجامعة مدراس.

علم إيلام التاميلية
ببر في شعار نبالة
شعار نادي هال سيتي الإنجليزي، يعرف النادي بلقب «الببور»
رأس ببراً في شعار تامبيره تايغرز[يج]، فريق كرة القاعدة المحترف في تامبيره[يد]
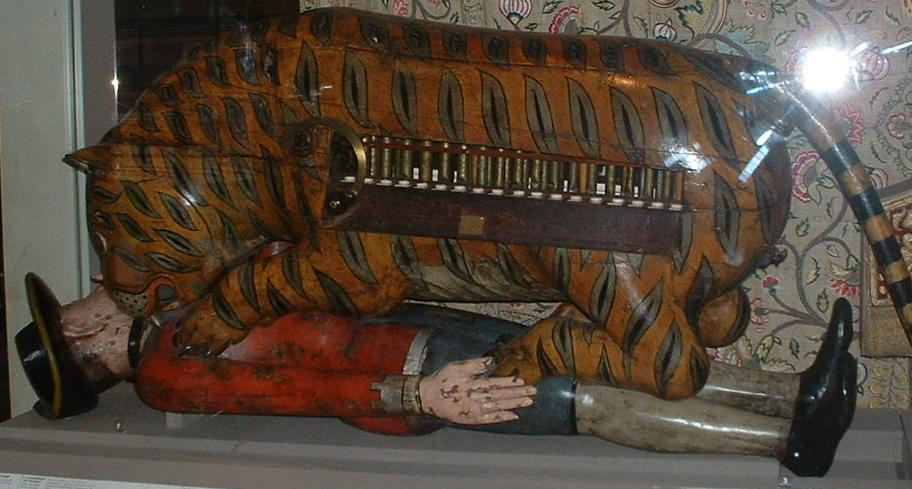
دمية تظهر ببراً يفترس جندياً بريطانياً، وقد كانت هذه القطعة الأثرية ملك السلطان فاتح تيبو الملقب بِبَبْر منسوري.

### الحيوان المفضّل في العالم
في تصويت عبر الإنترنت أجرته قناة أنيمال بلانت التلفزوينة عام 2004 لتحديد أكثر حيوان يحظى بشعبية في العالم، حصل الببر على أعلى نسبة تصويت من قبل المشاهدين، وتفوّق على الكلب بفارق بسيط جداً؛ وقد صوّت أكثر من 50,000 مشاهد ينتمون إلى 73 دولة في هذا التصويت، وحصل الببر على 21% من الأصوات، والكلب 20%، الدلفين 13%، الحصان 10%، الأسد 9%، الأفعى 8%، ثم تلاهم كل من الفيل، الشمبانزي، السِعلاة (الأورانغوتان)، والحوت على التوالي.

وتقول العالمة بتصرفات الحيوانات ساندي ساد، والتي عملت مع القناة في إعداد وتحليل لائحة الحيوانات: 

كما ويقول كلّوم رانكين، الضابط المسؤول في المؤسسة الخيريّة الفدراليّة للحفاظ على الحياة البرية العالميّة، بأن نتيجة التصويت هذه قد منحته الأمل: 
كما ورد على لسانه.

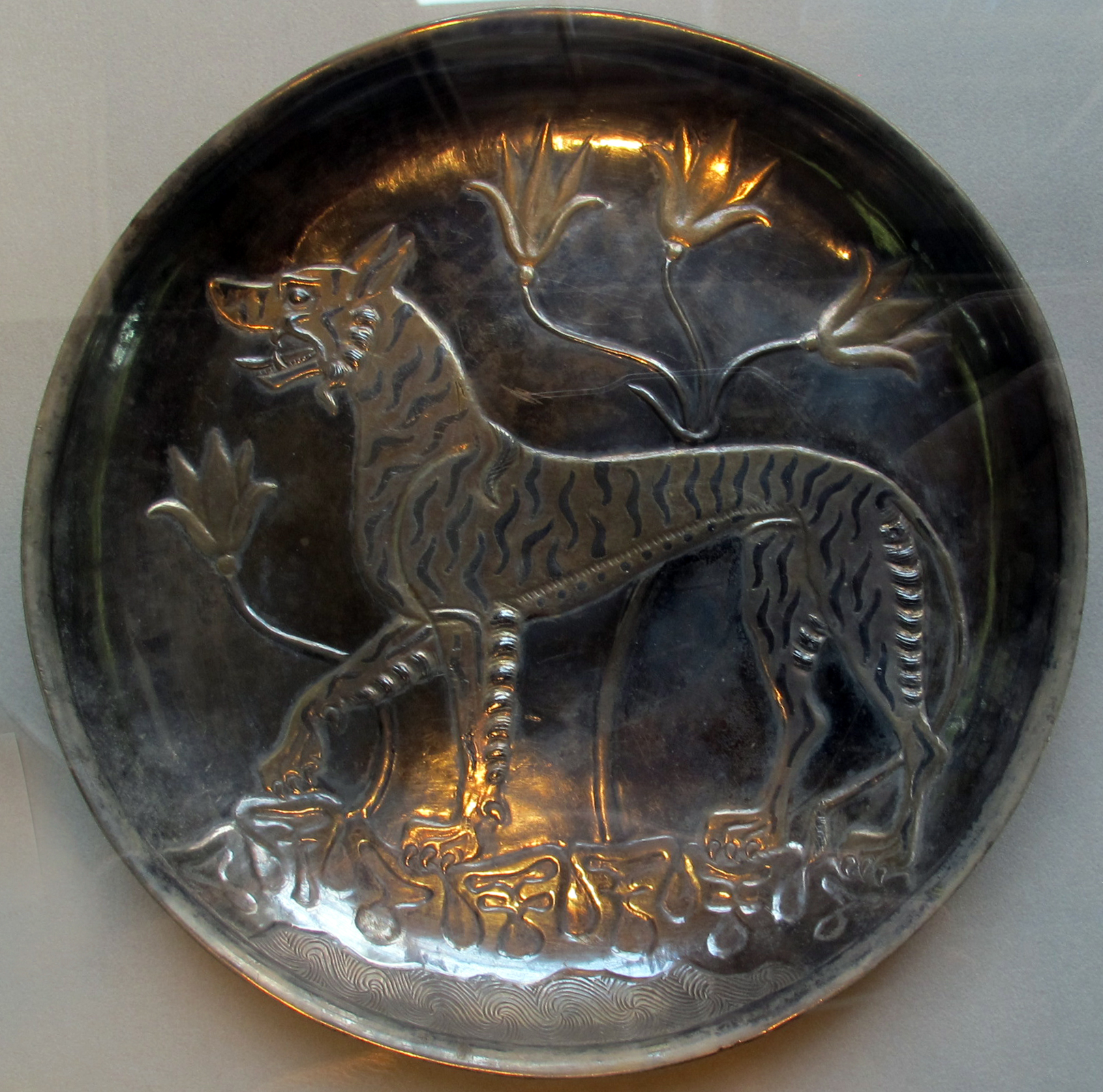
عمل معدني لبلاد الصغد بنقش ببر بارز
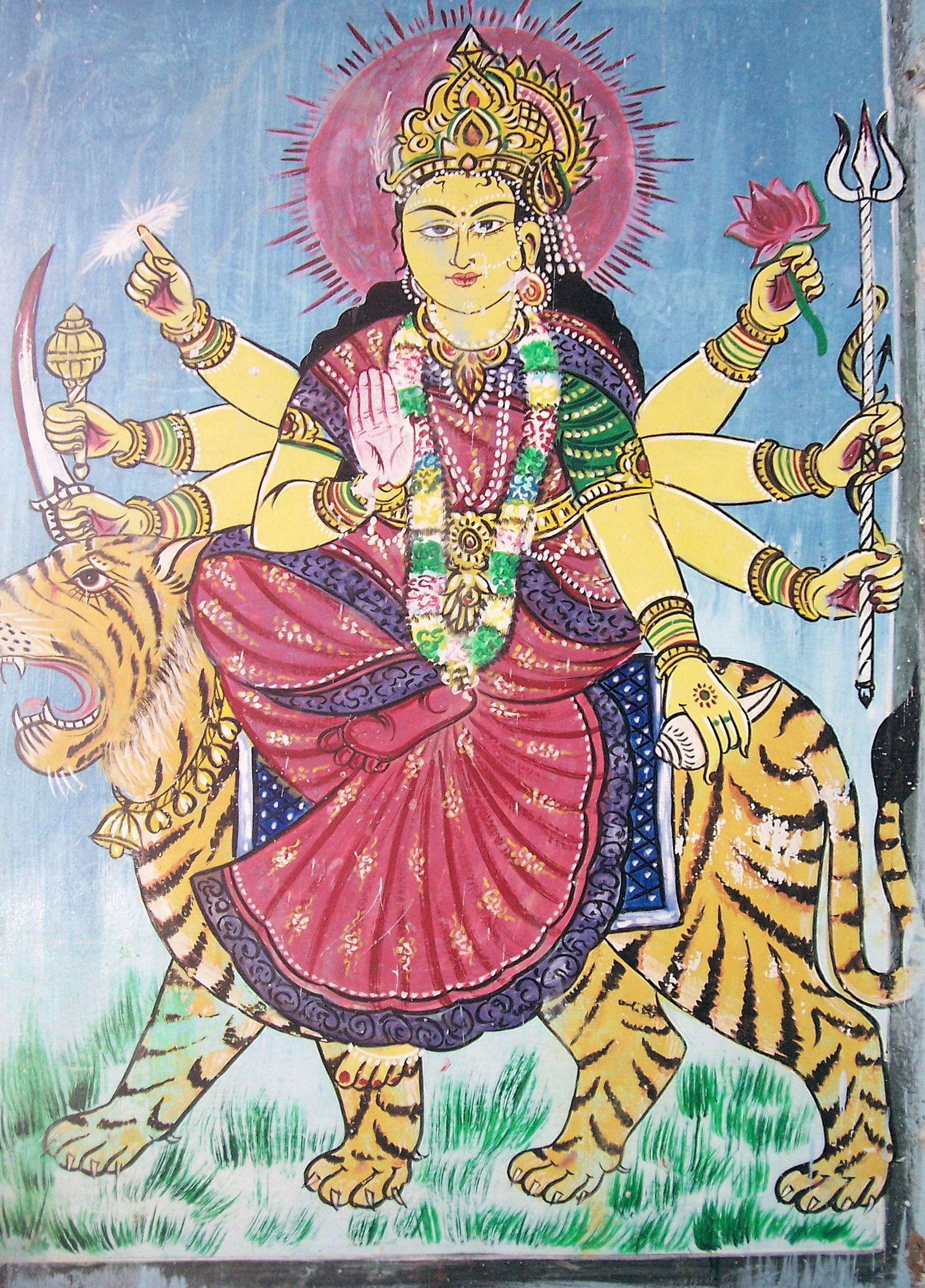
رسمة للإلهة دورغا ممتطية ببر
غلاف كتاب كنت رجل الببر البورمي يظهر الكائن المتحول إلى الببر
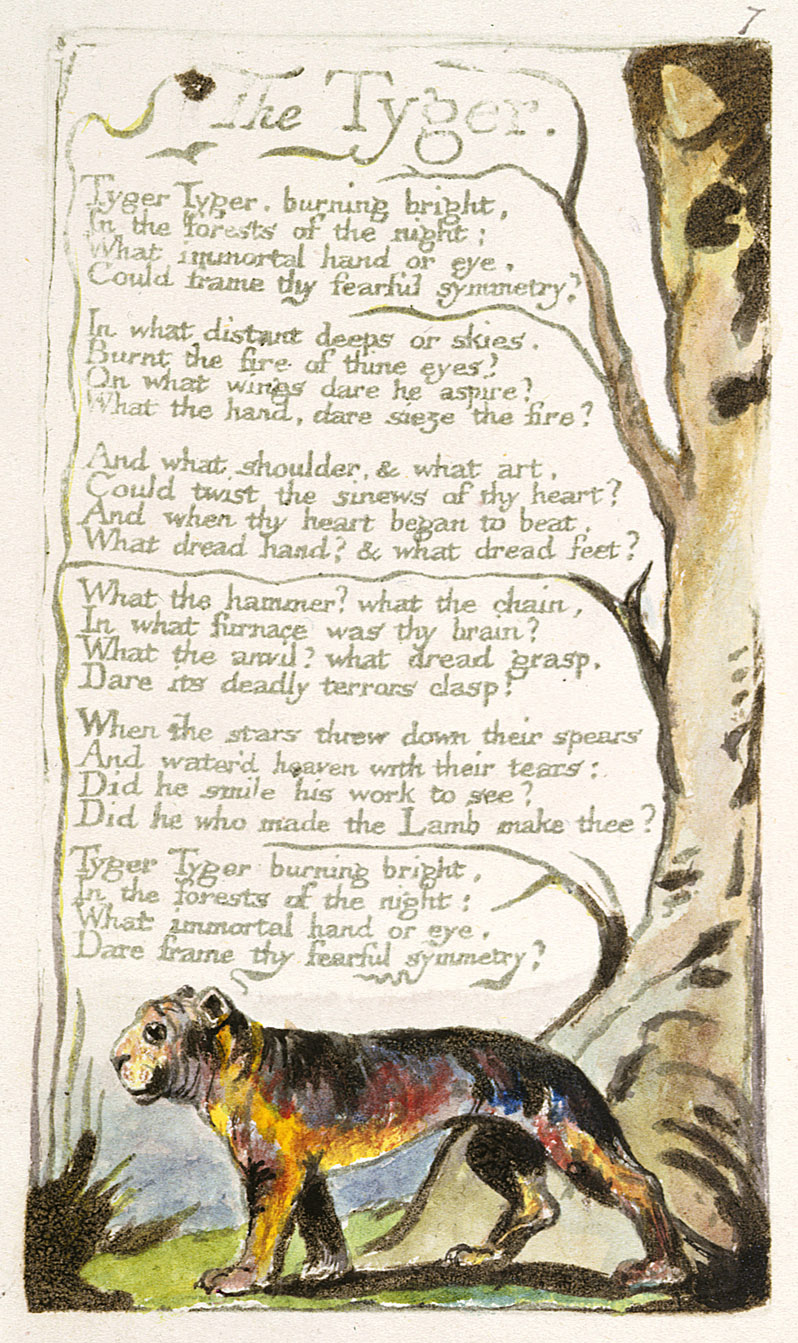
الطبعة الأولى لقصيدة وِليَم بلَيك الببر في سنة 1794.
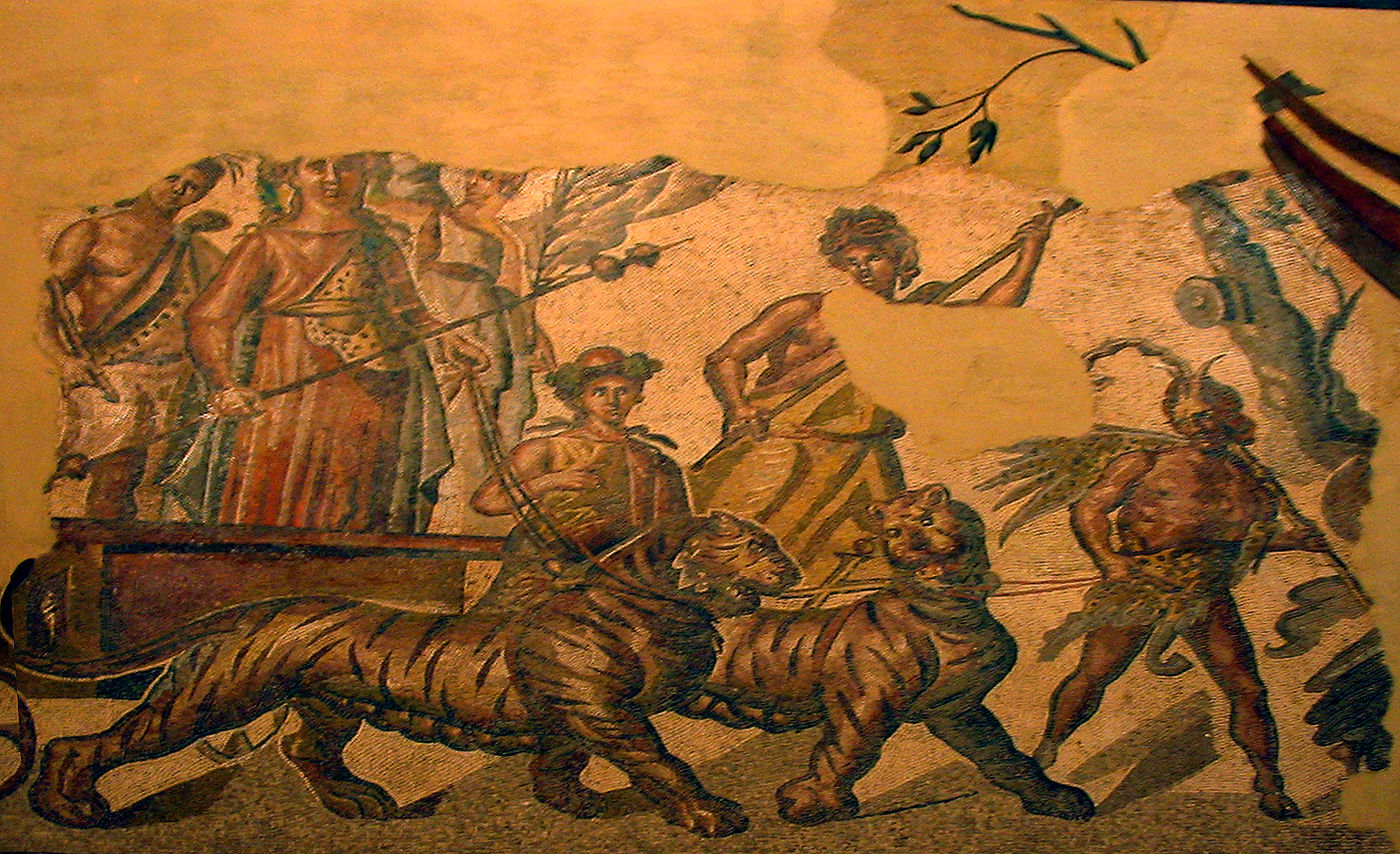
زوج من الببور يدفعان عجلة ديونيسوس الحربية-فسيفساء، هسبانيا (إسبانيا الرومانية).

## معرض الصور

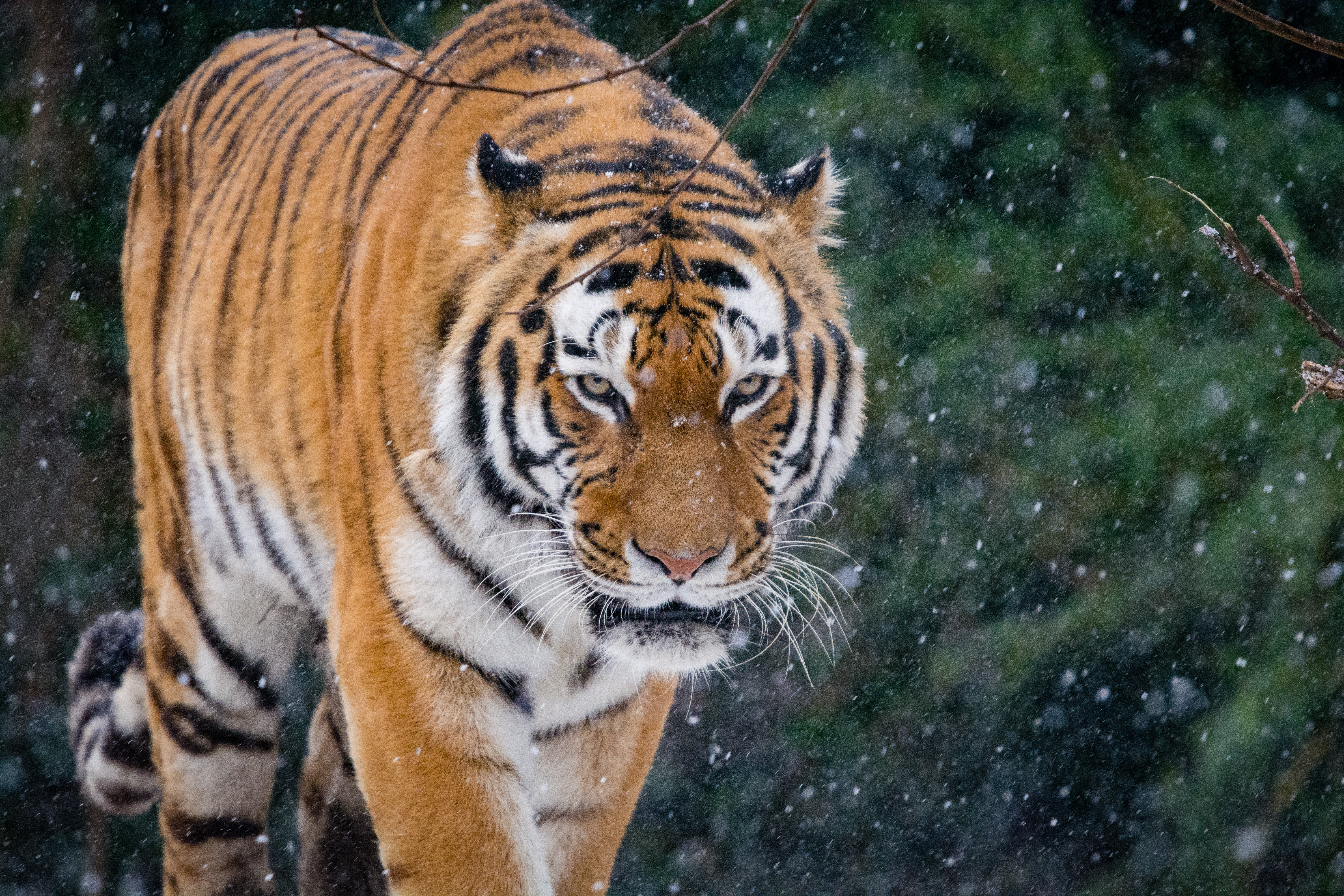
صورة للببر السيبيري
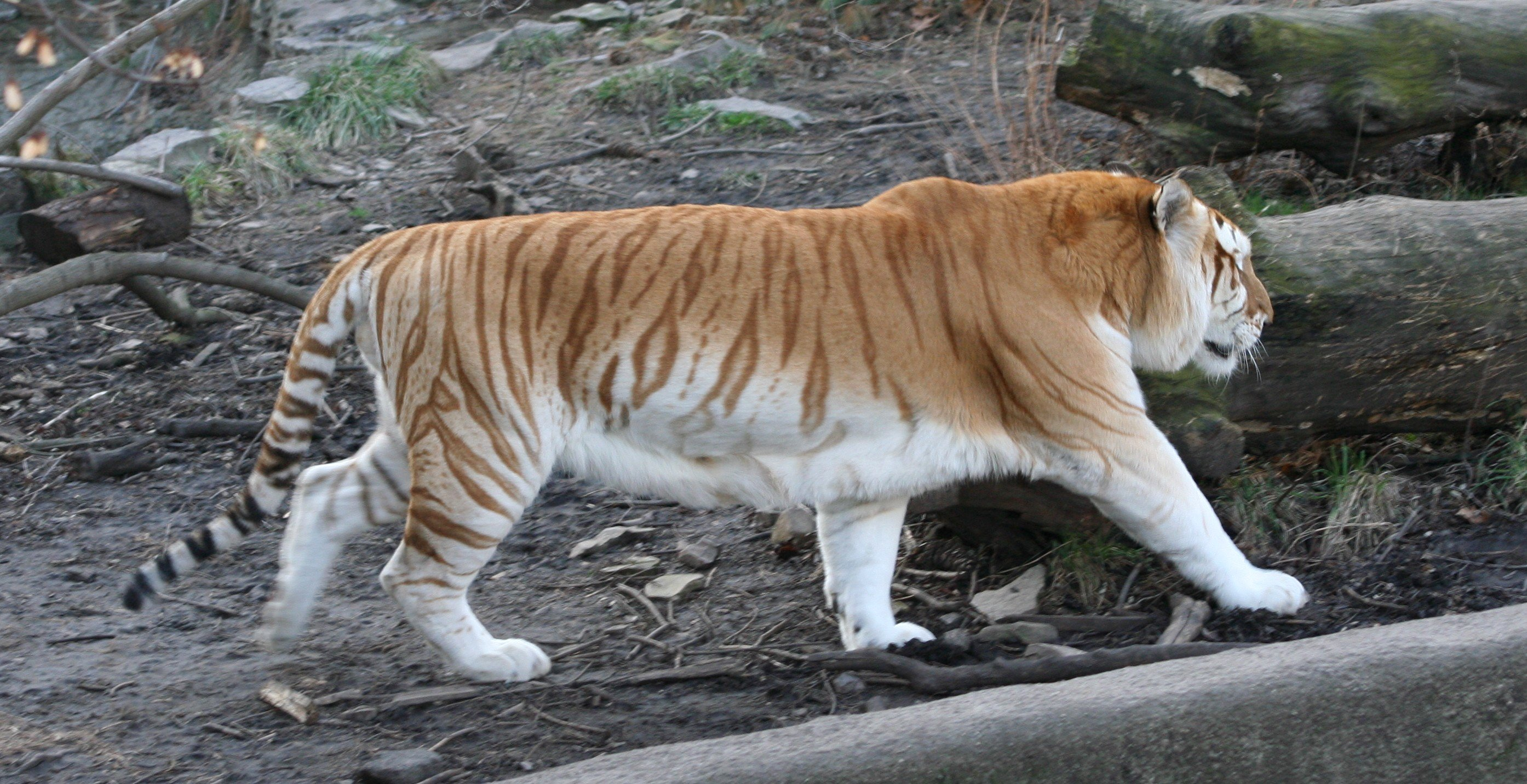
ببر عتابي ذهبي في حديقة حيوانات بوفالو في نيويورك
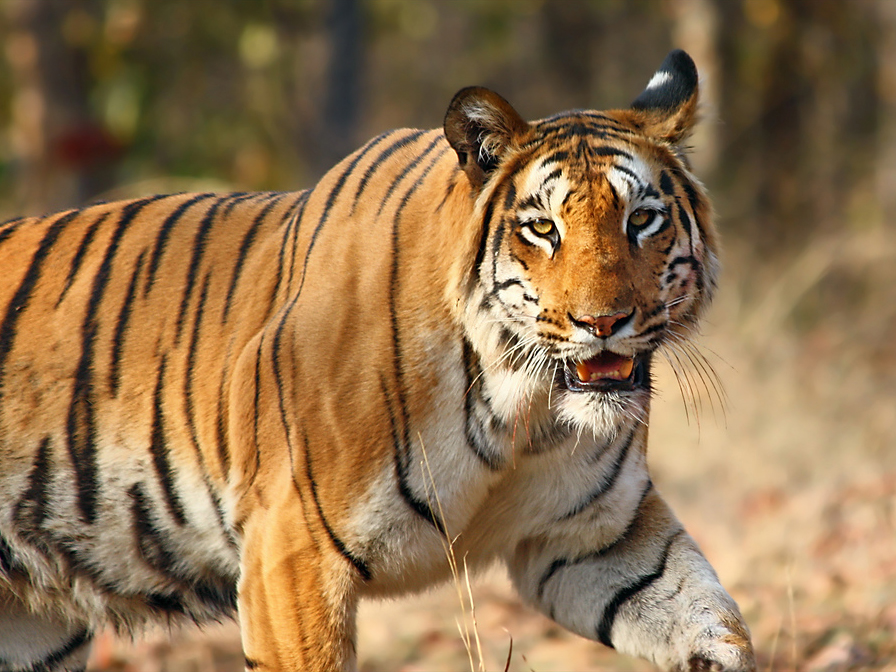
البَبْر
ببر في الهند
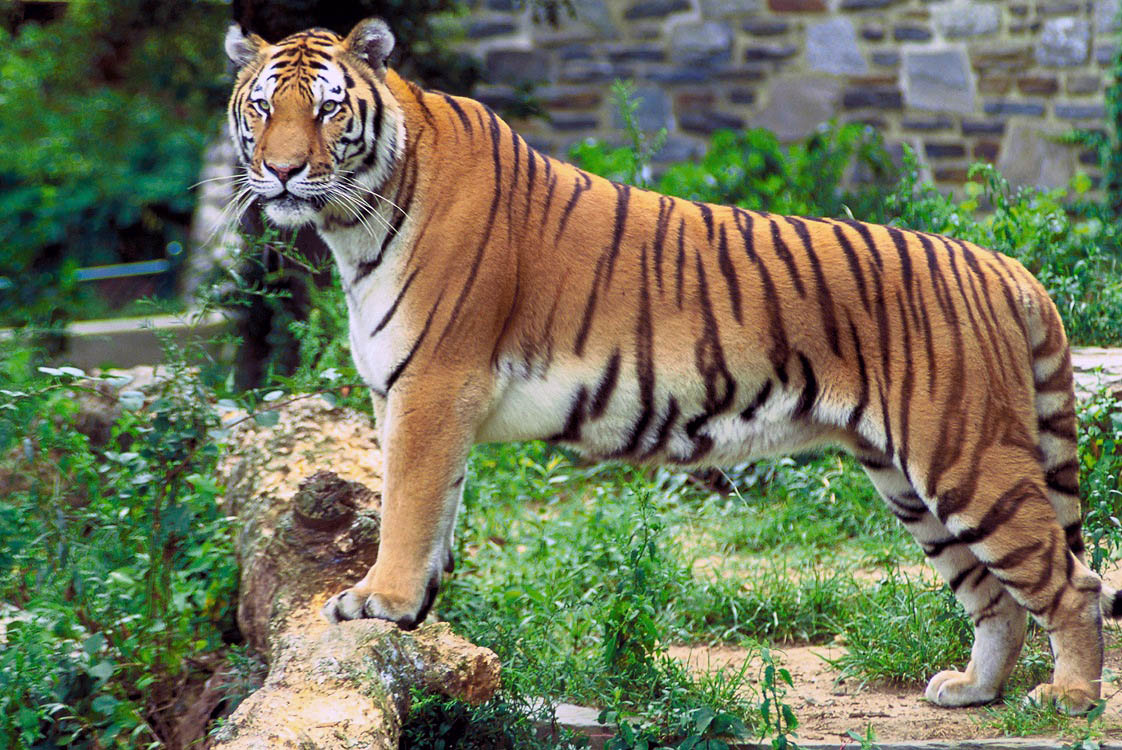
الببر البنغاليّ
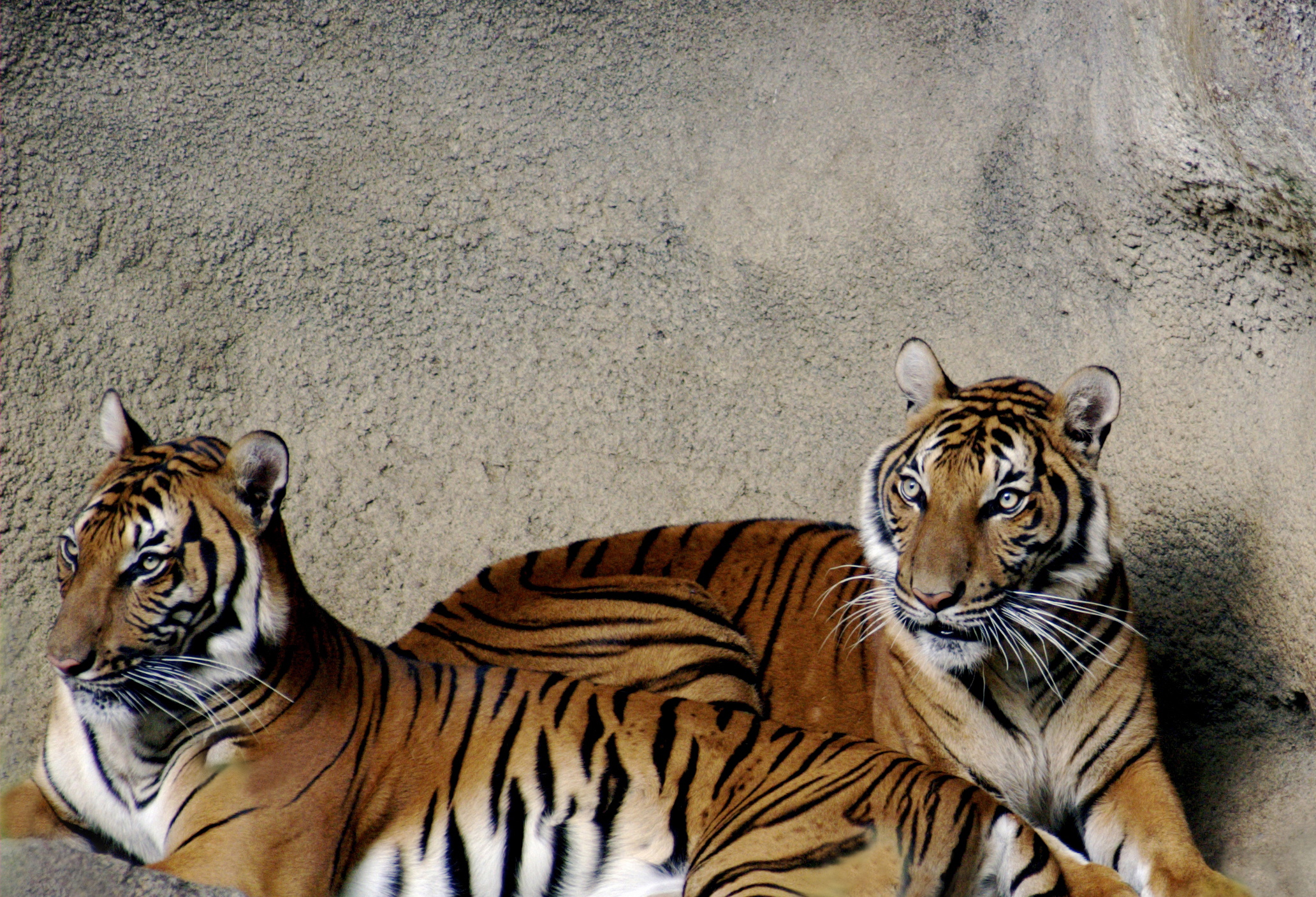
ببر الهند الصينية
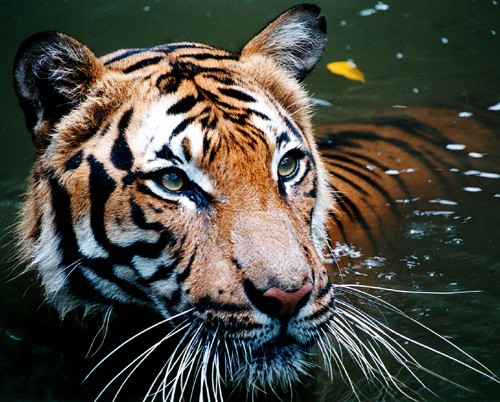
الببر الملاوي
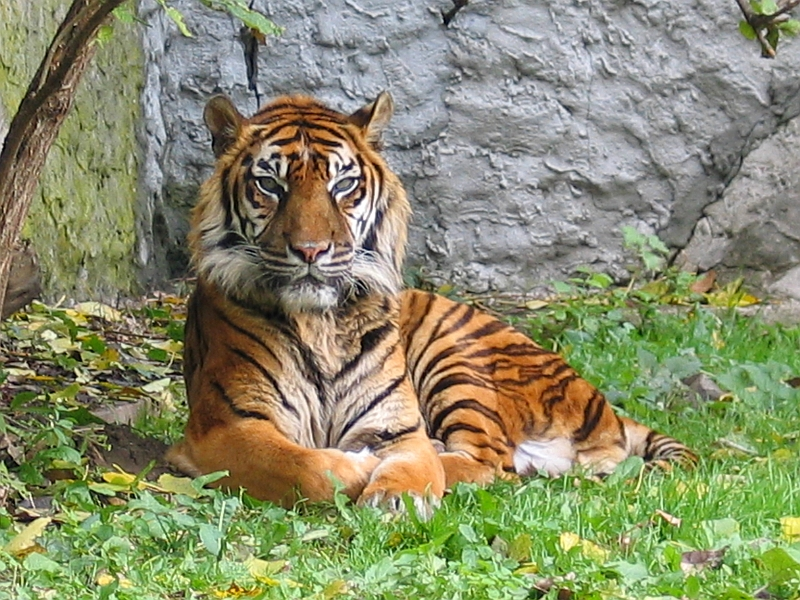
الببر السومطري
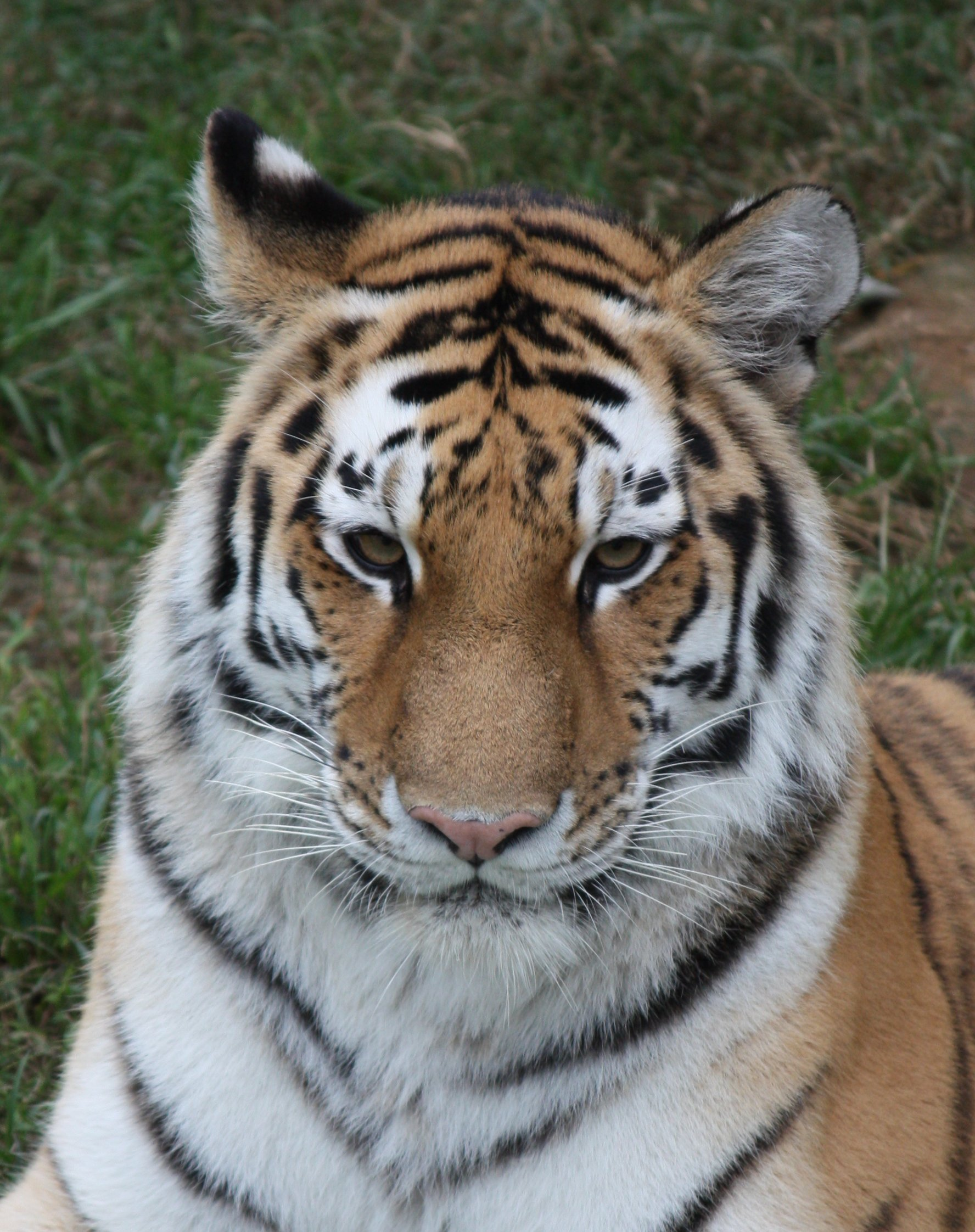
الببر السيبيري
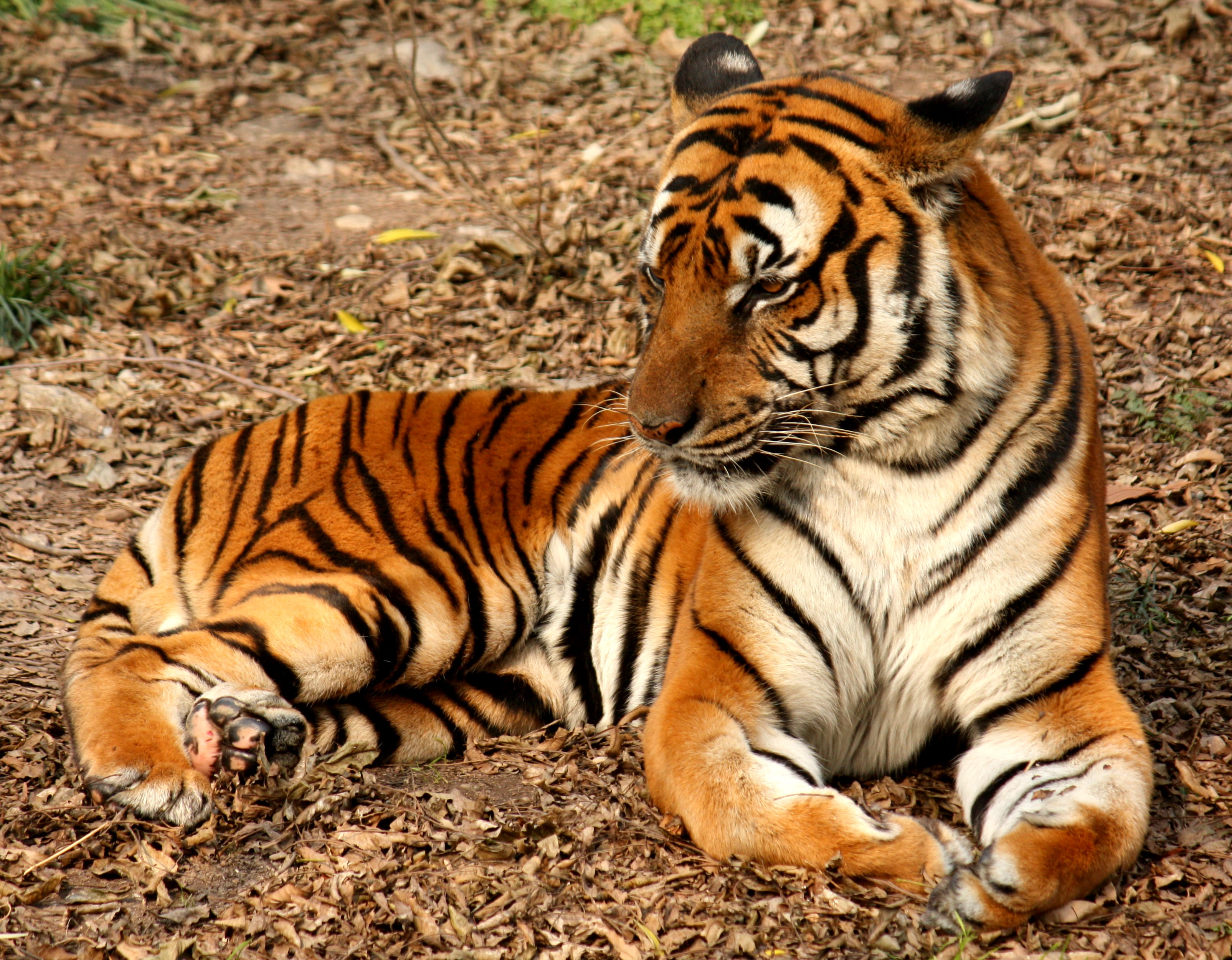
ببر جنوب الصين
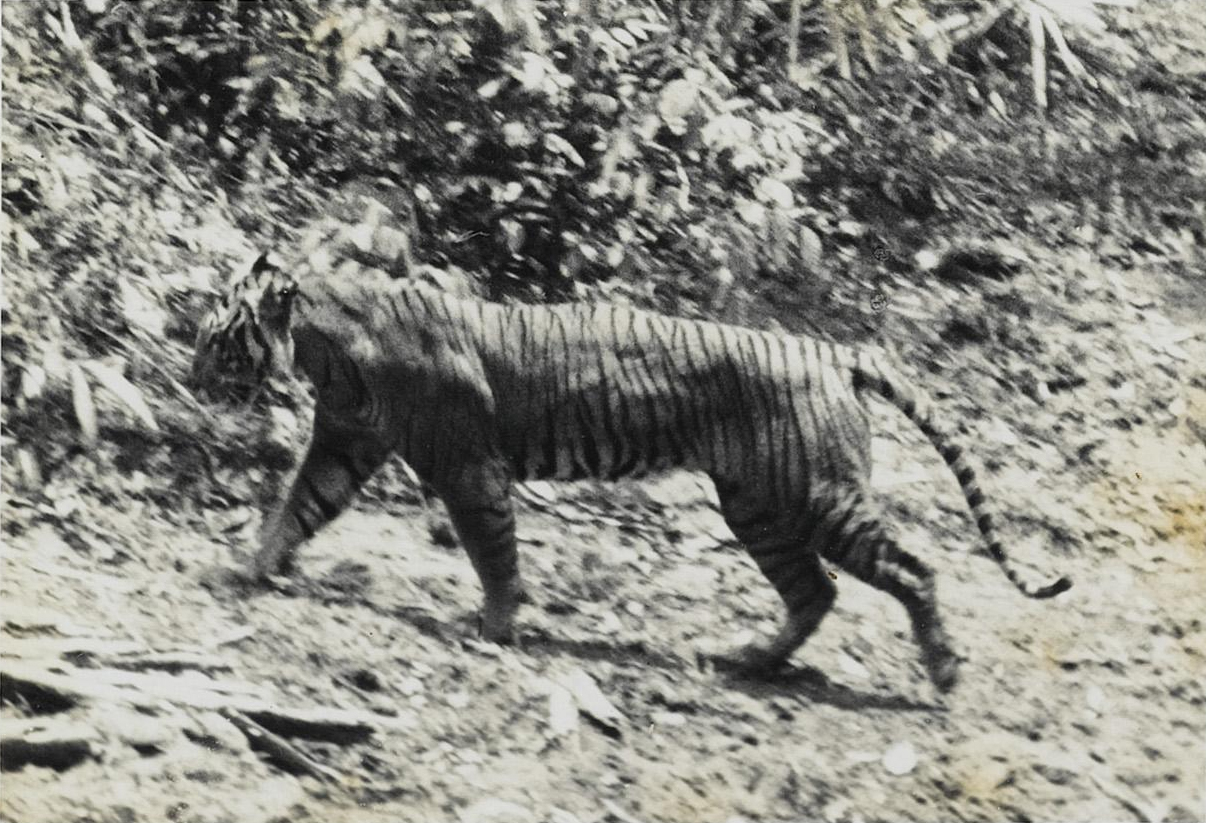
الببر جاوي
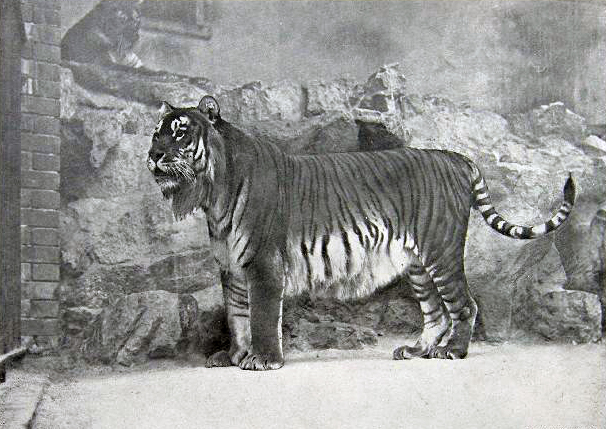
ببر قزوينيّ في حديقة حيوان برلين عام 1899
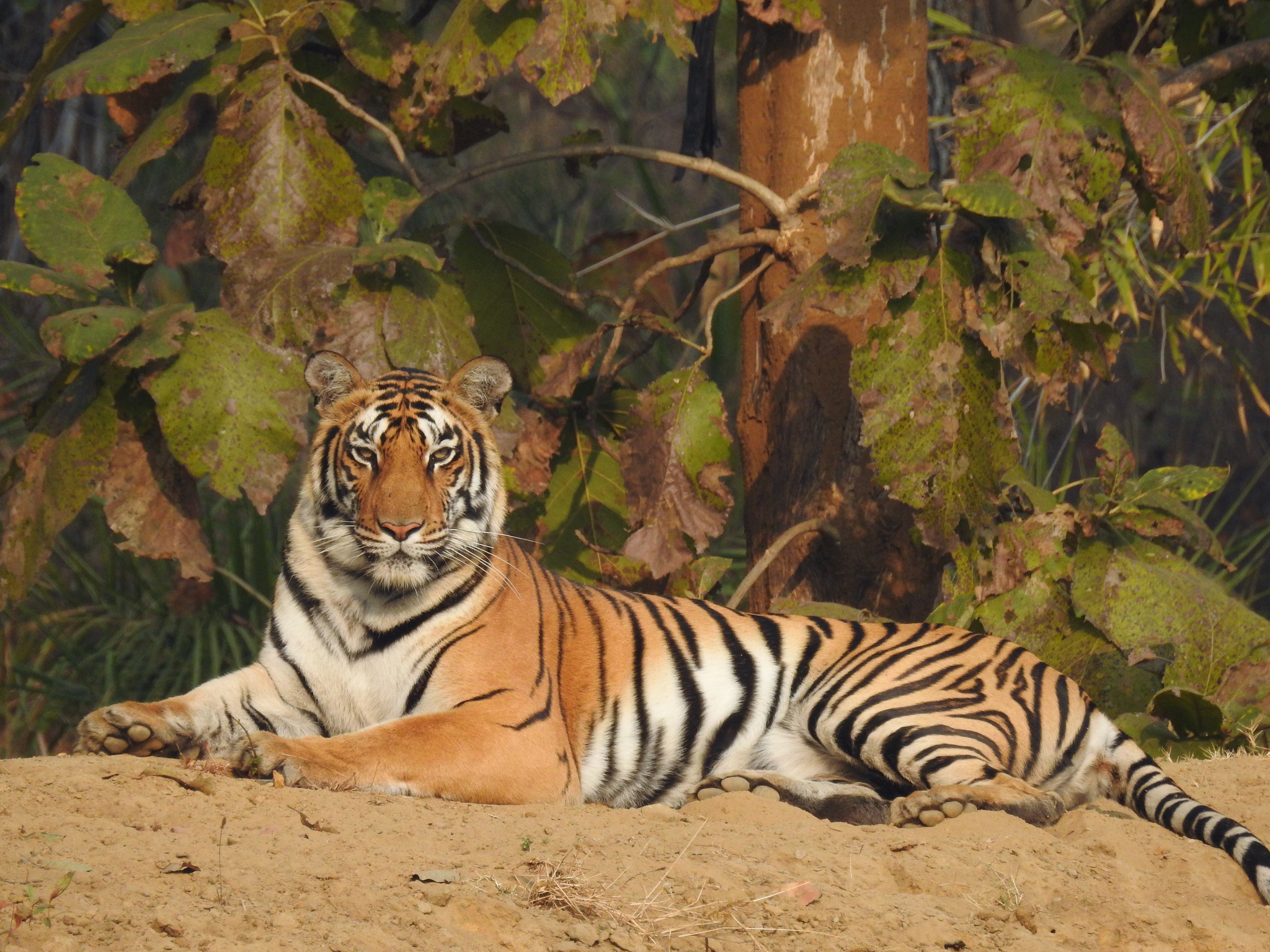
ببر بنغالي في ولاية ماديا براديش في الهند
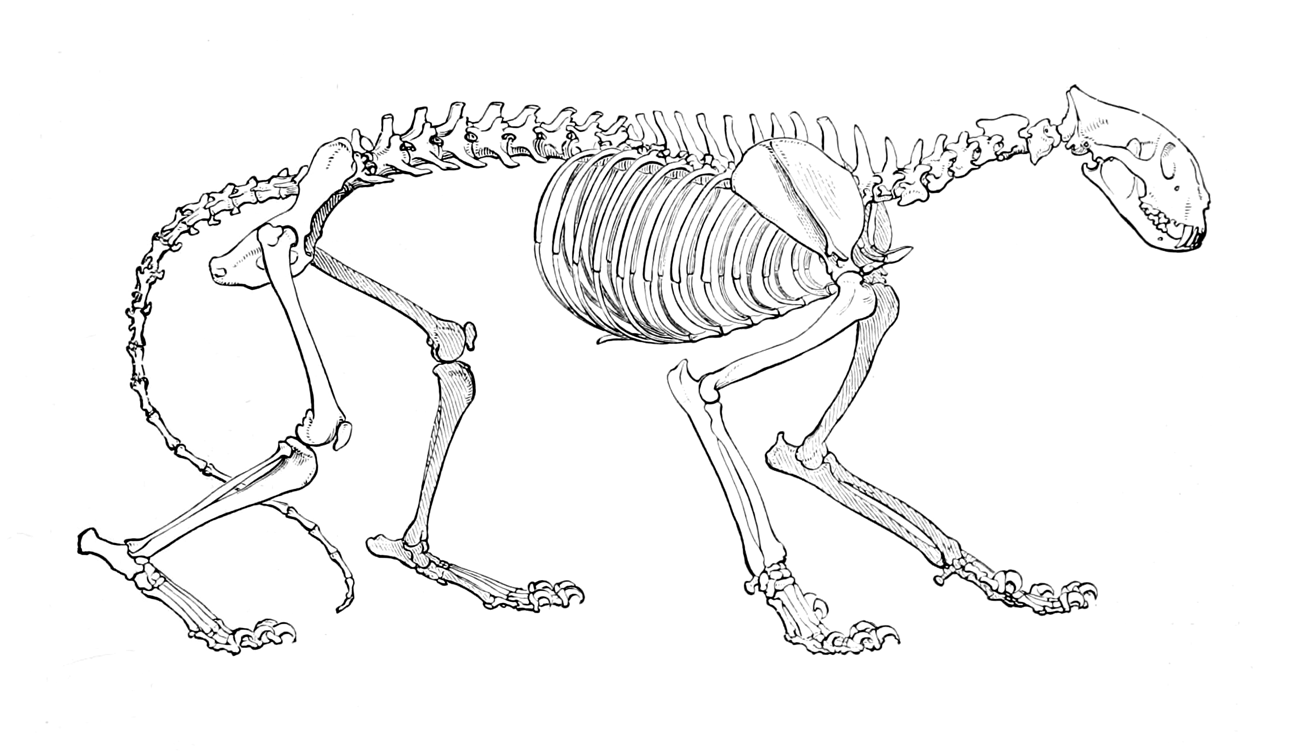
الهيكل العظمي للببر
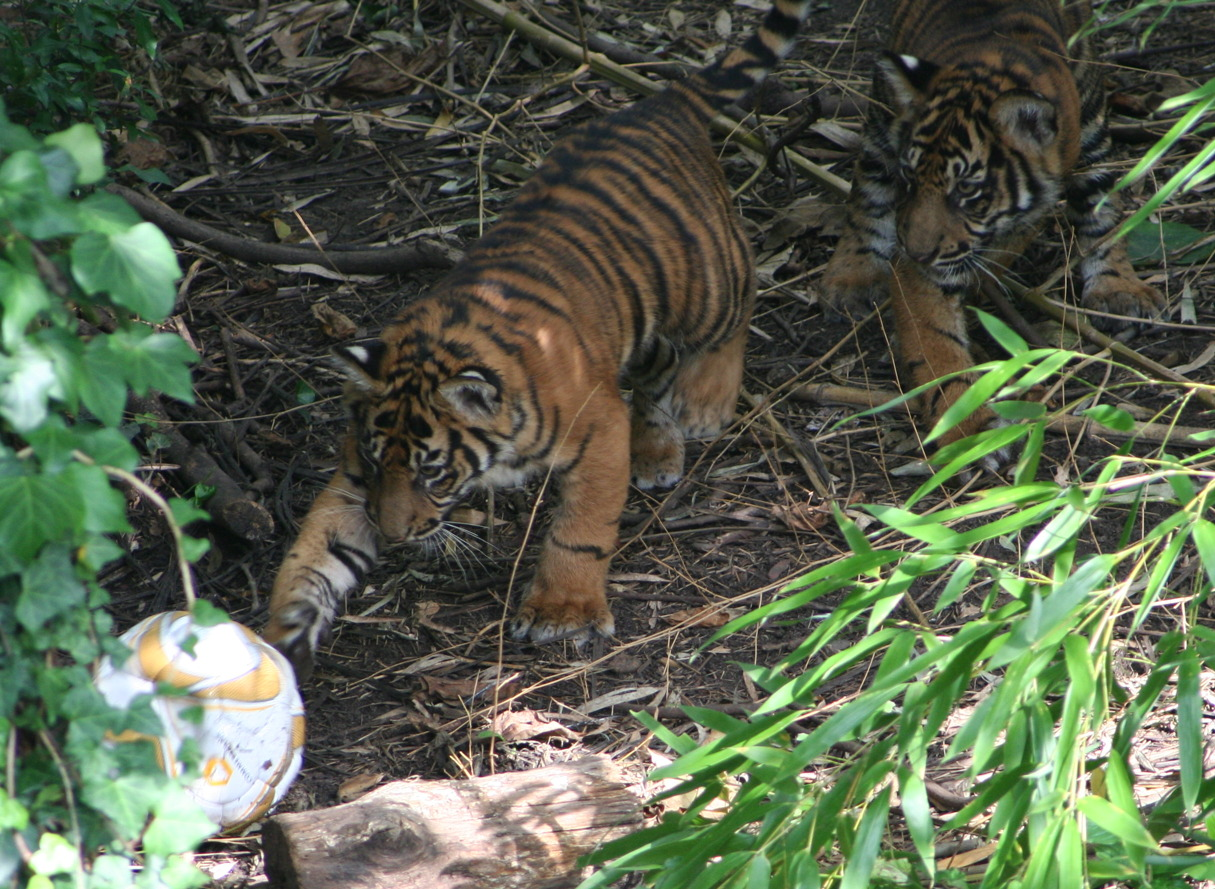
فِزْرَان يلعبان بكرة القدم في حديقة حيوان فرانكفورت
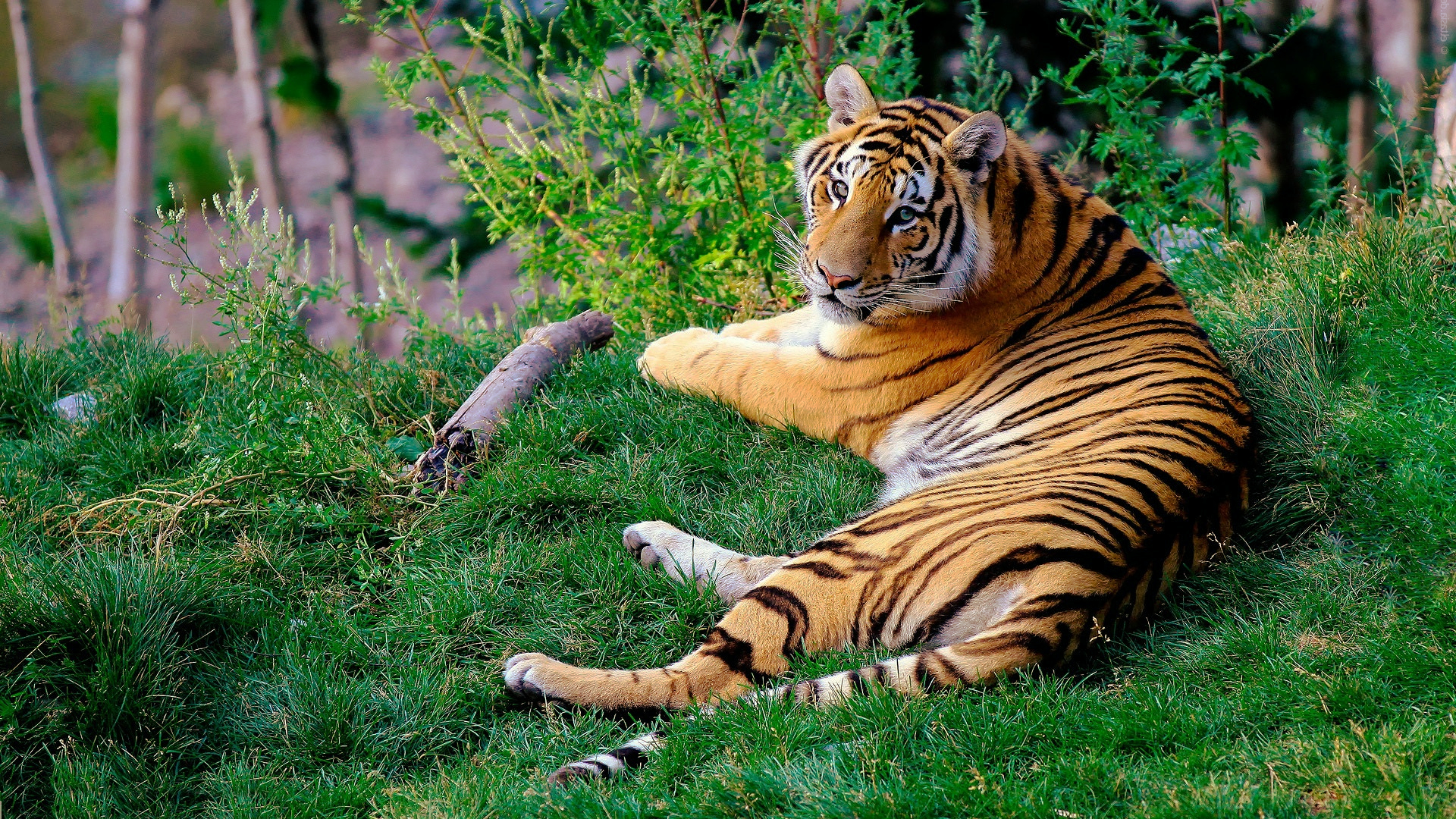
ببر يستريح على العشب
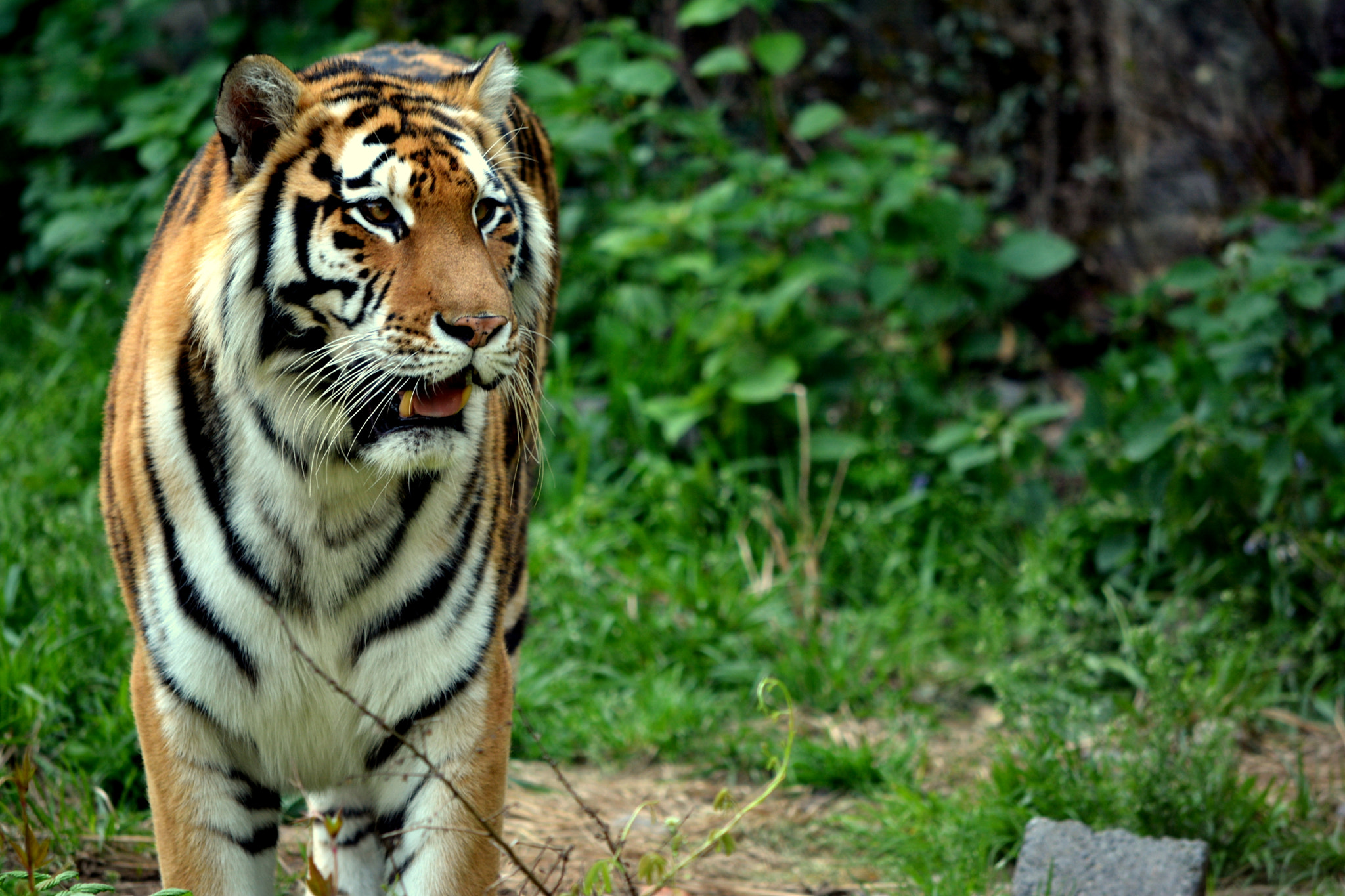
ببر يستعد للصيد
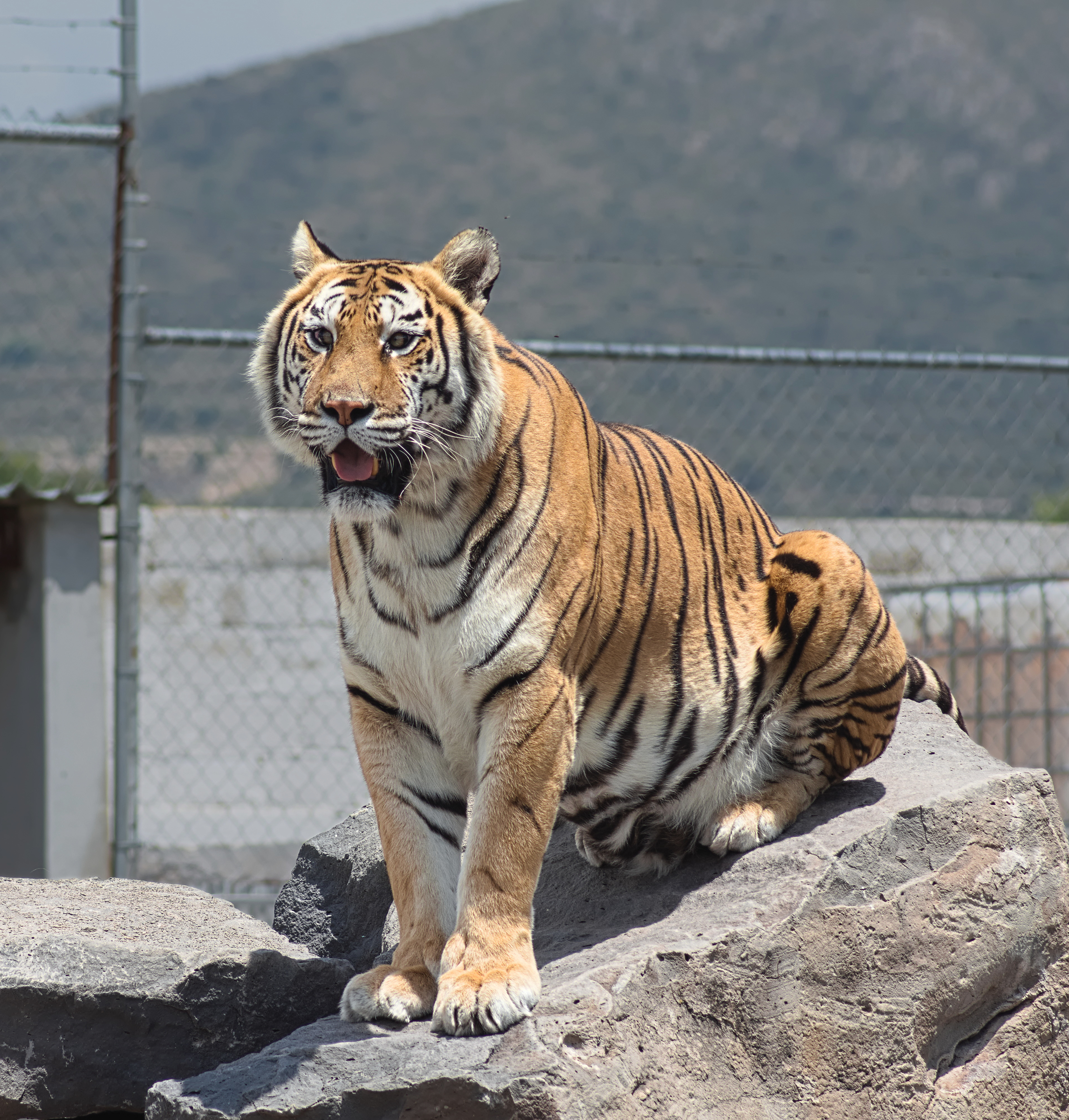
ببر في حديقة حيوان مكسيكية
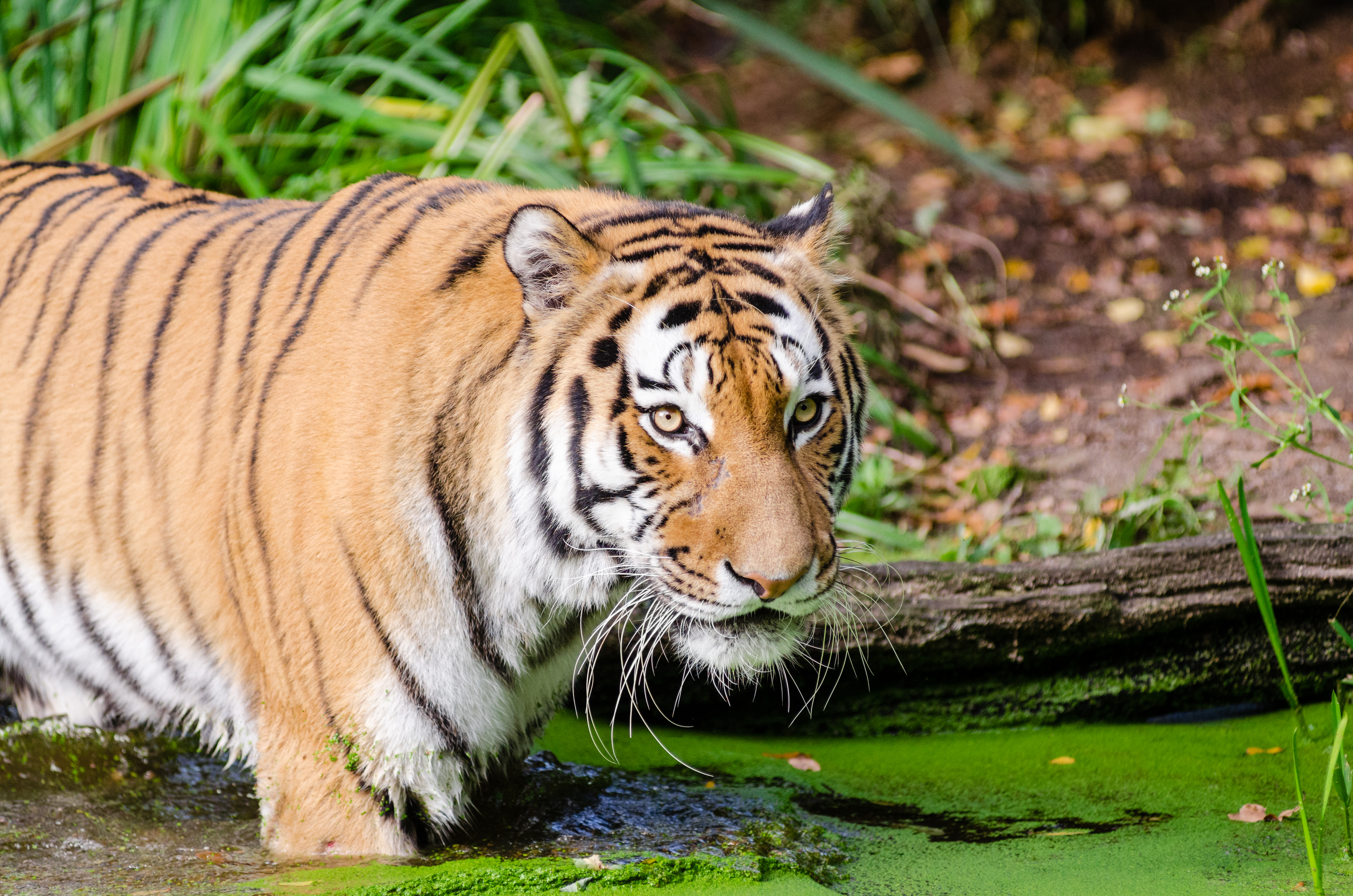
ببر يستعد للدخول في الماء
ببر يهاجم قنطور في لوحة «معركة القناطر والوحوش البرية» صُنعت لغرفة الطعام في فيلا هادريان ويقدر أنها صنعت بين 120-130 بعد الميلاد. توجد الفسيفساء الآن في متحف الولاية في برلين في ألمانيا.
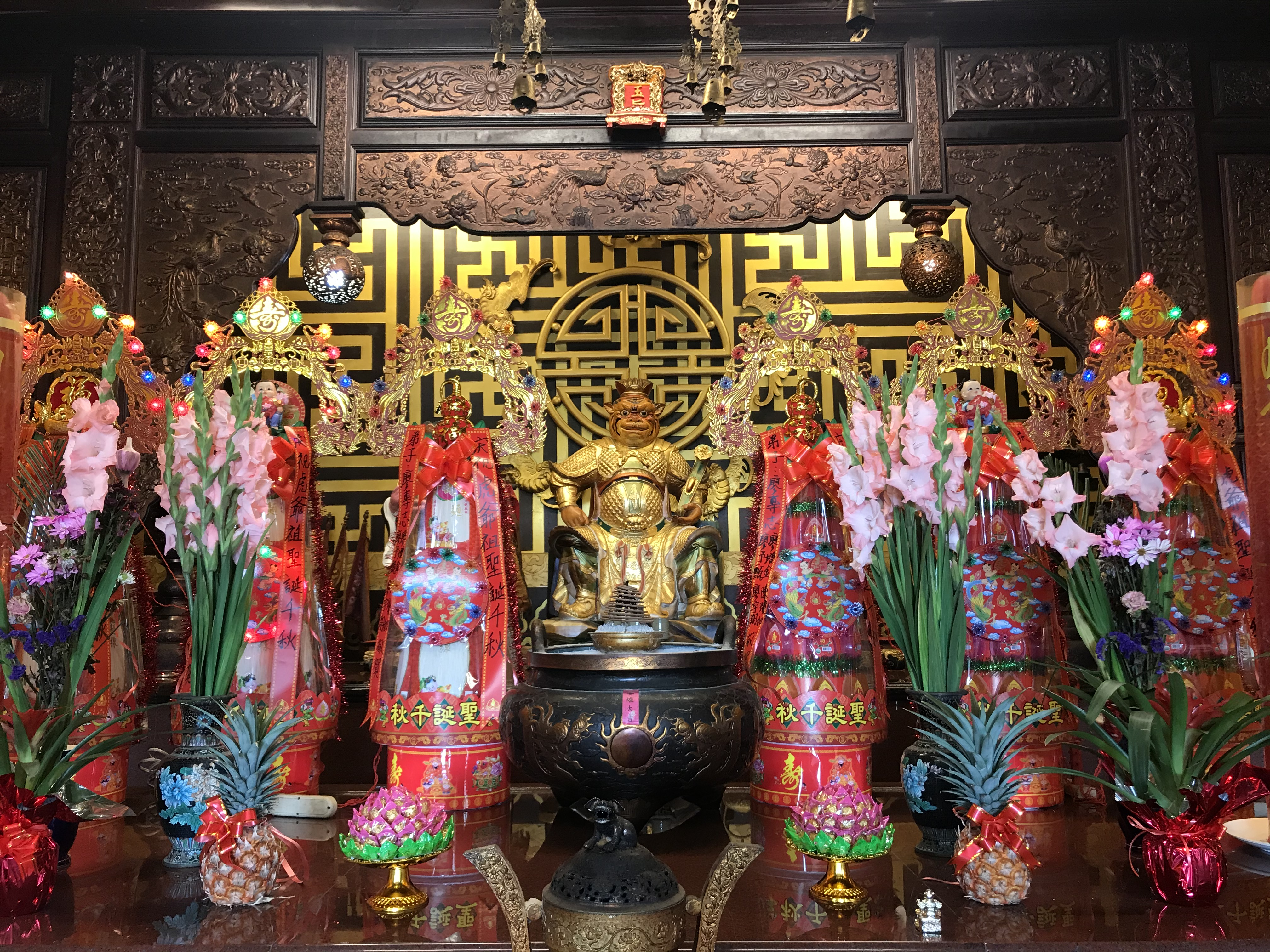
تمثال ببر في تايوان
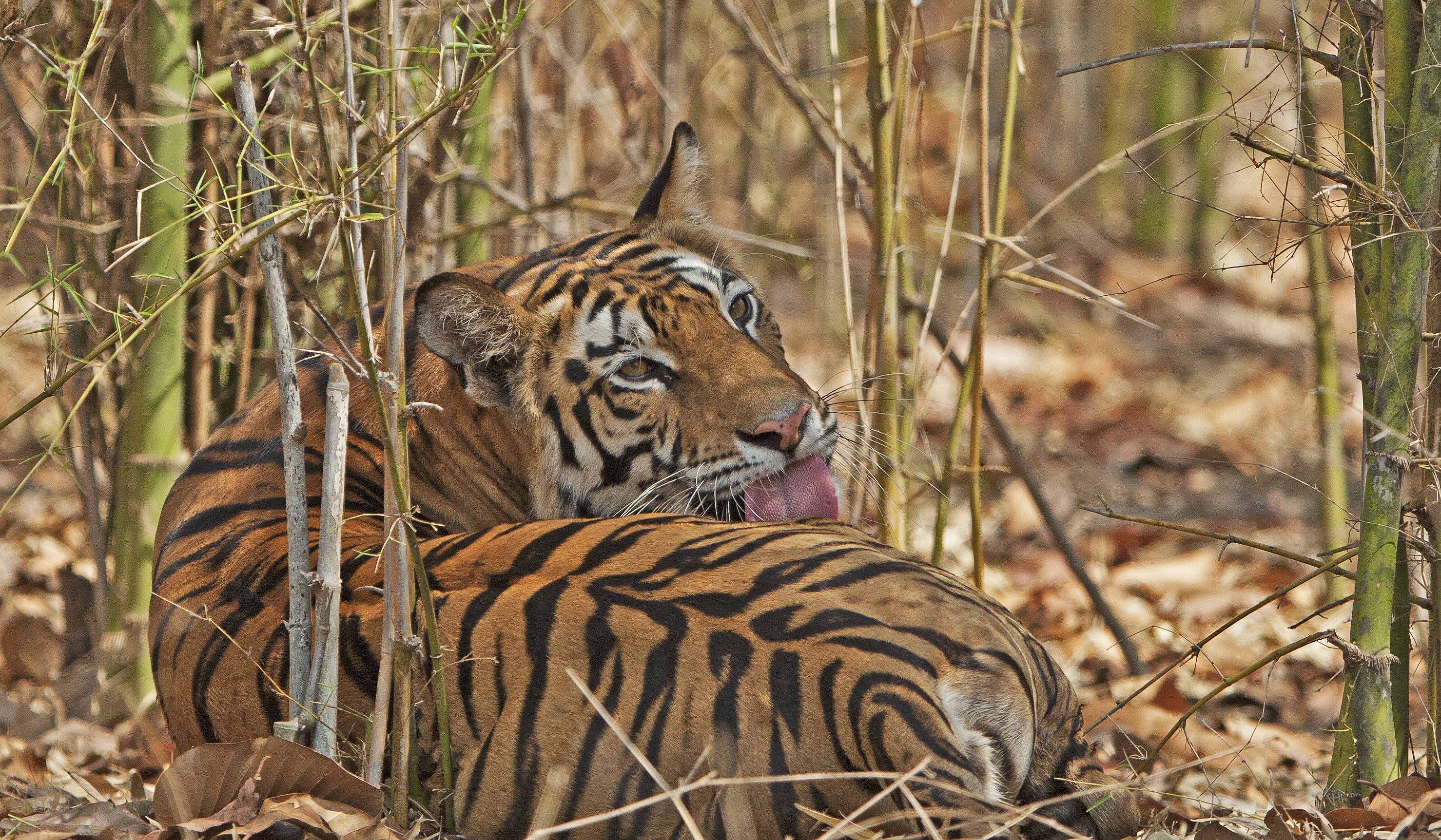
أنثى تنظف نفسها
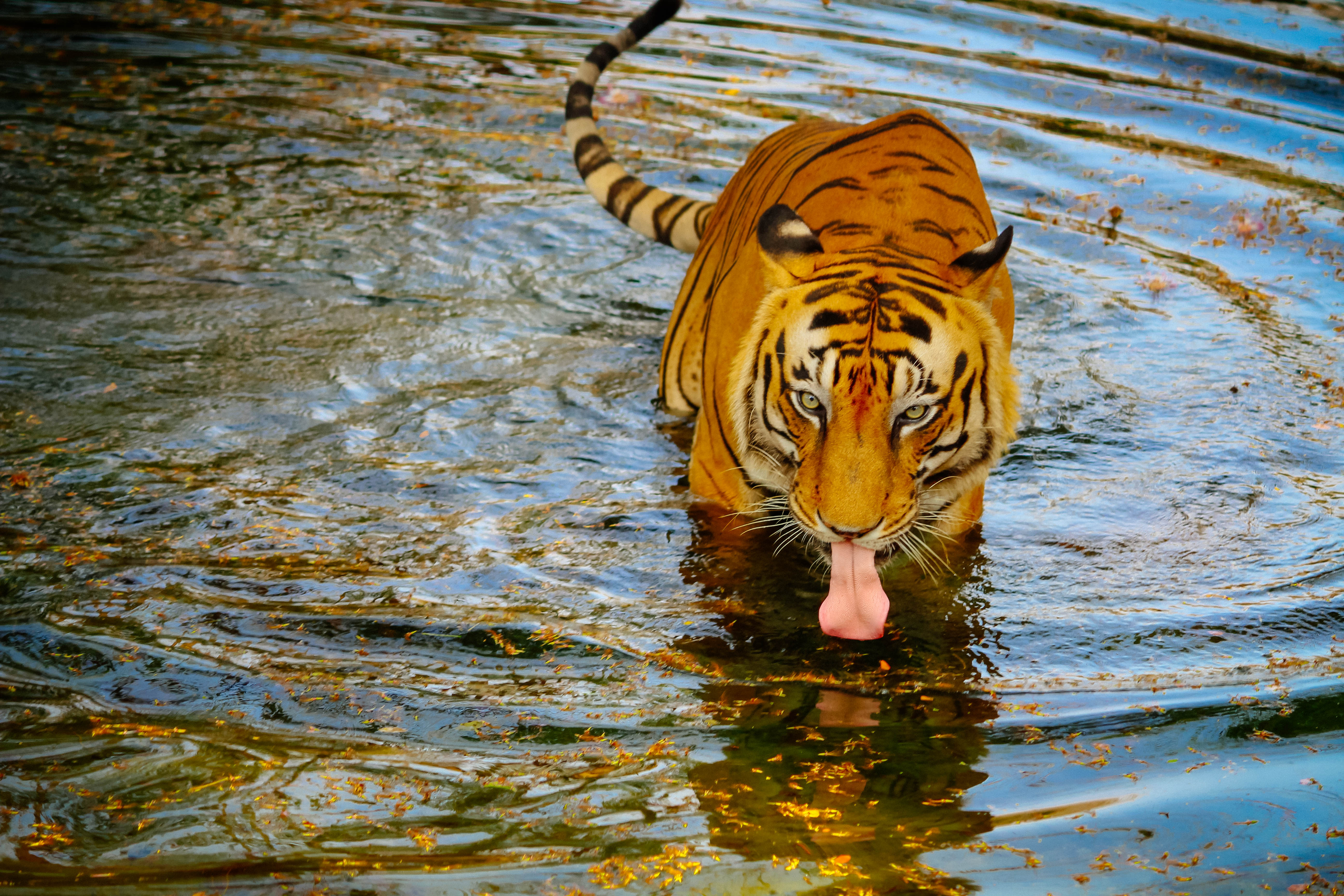
ببر يشرب الماء
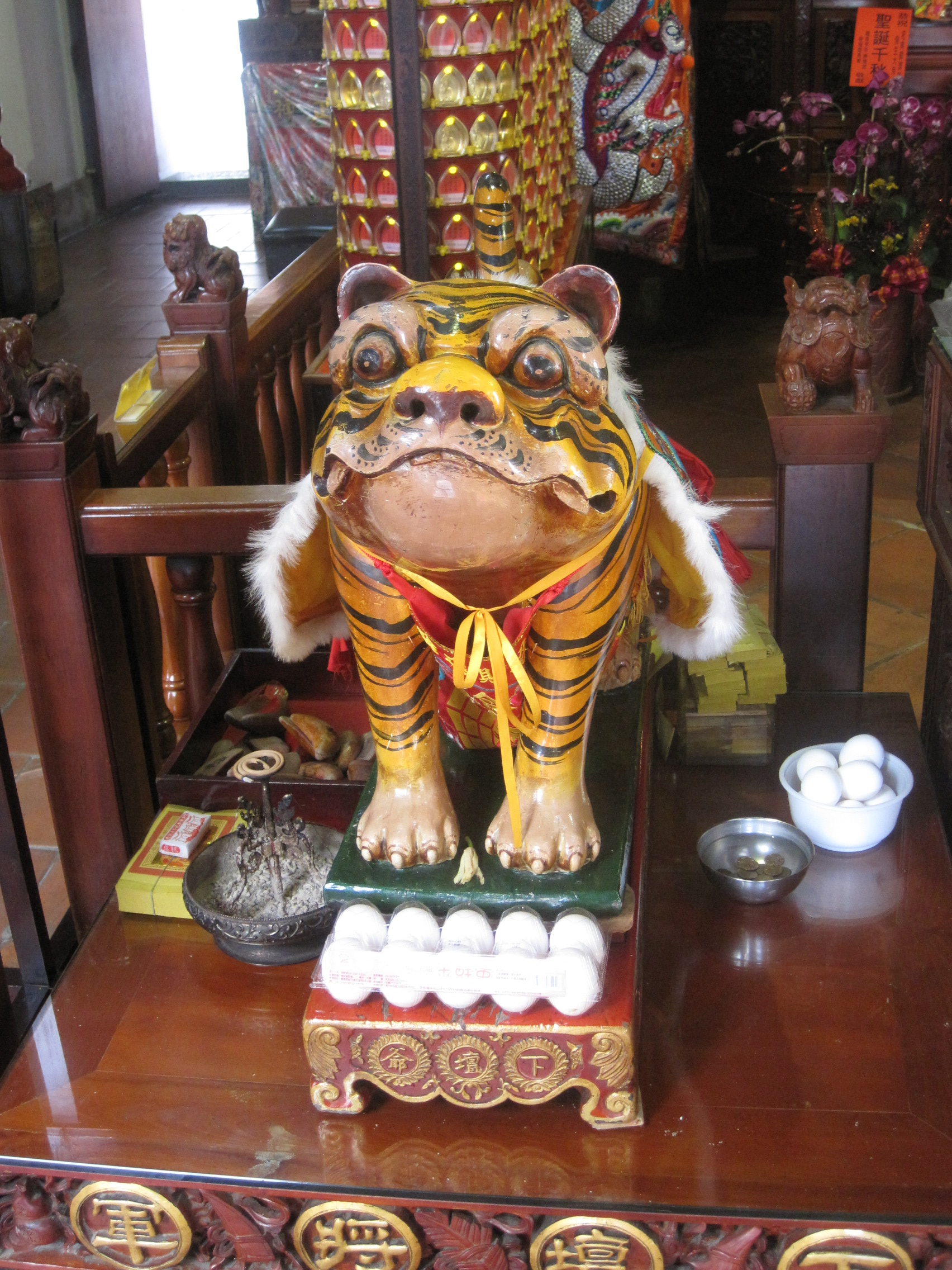
تمثال ببر
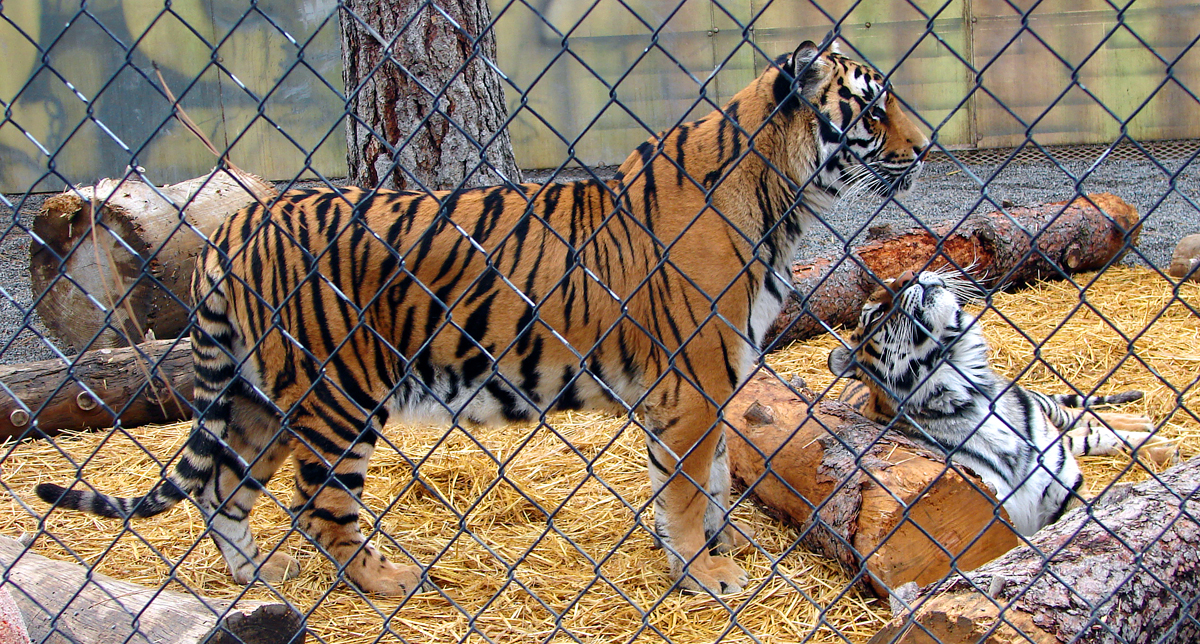
زوج
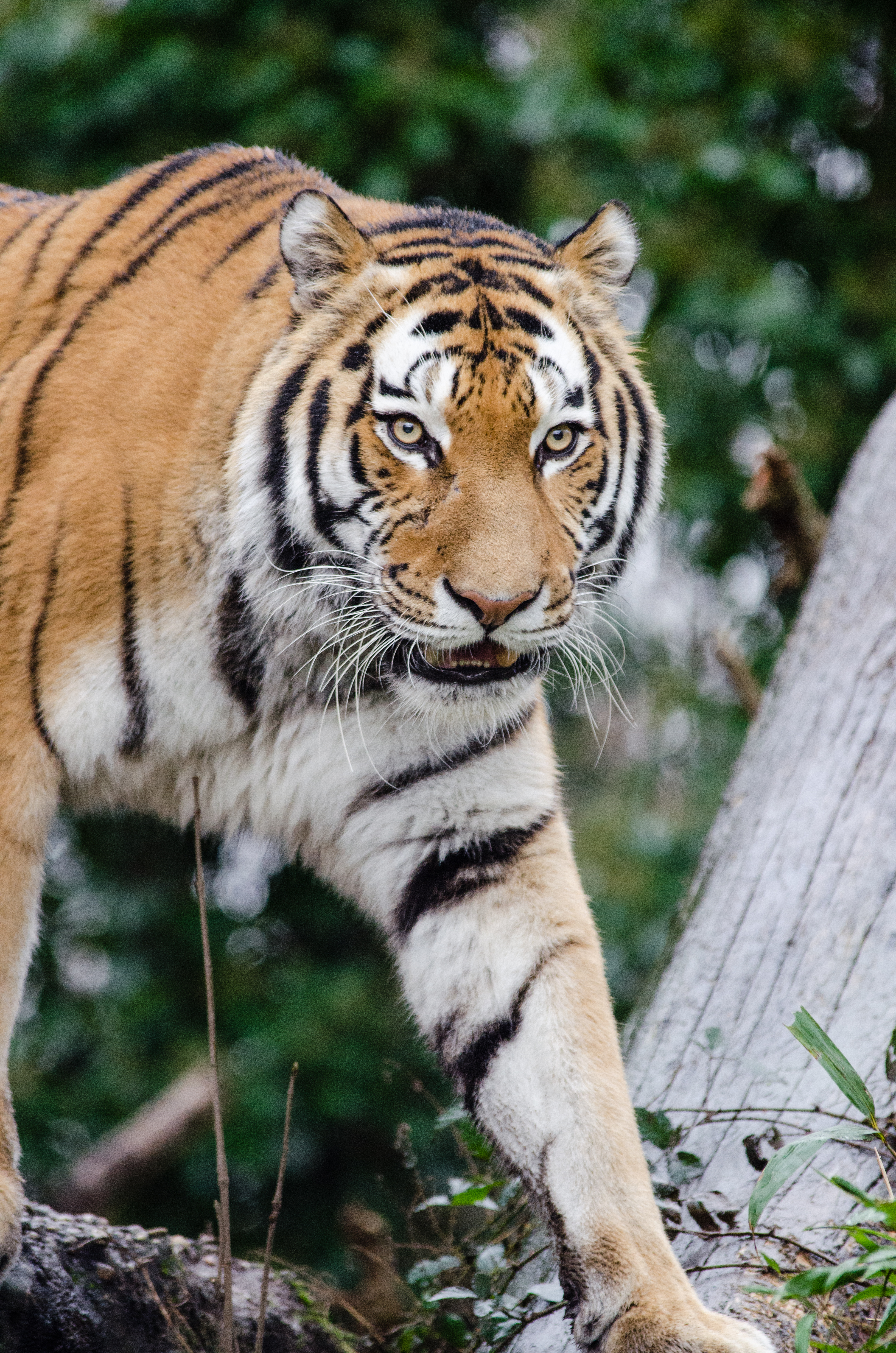
صورة لببراً يحدق
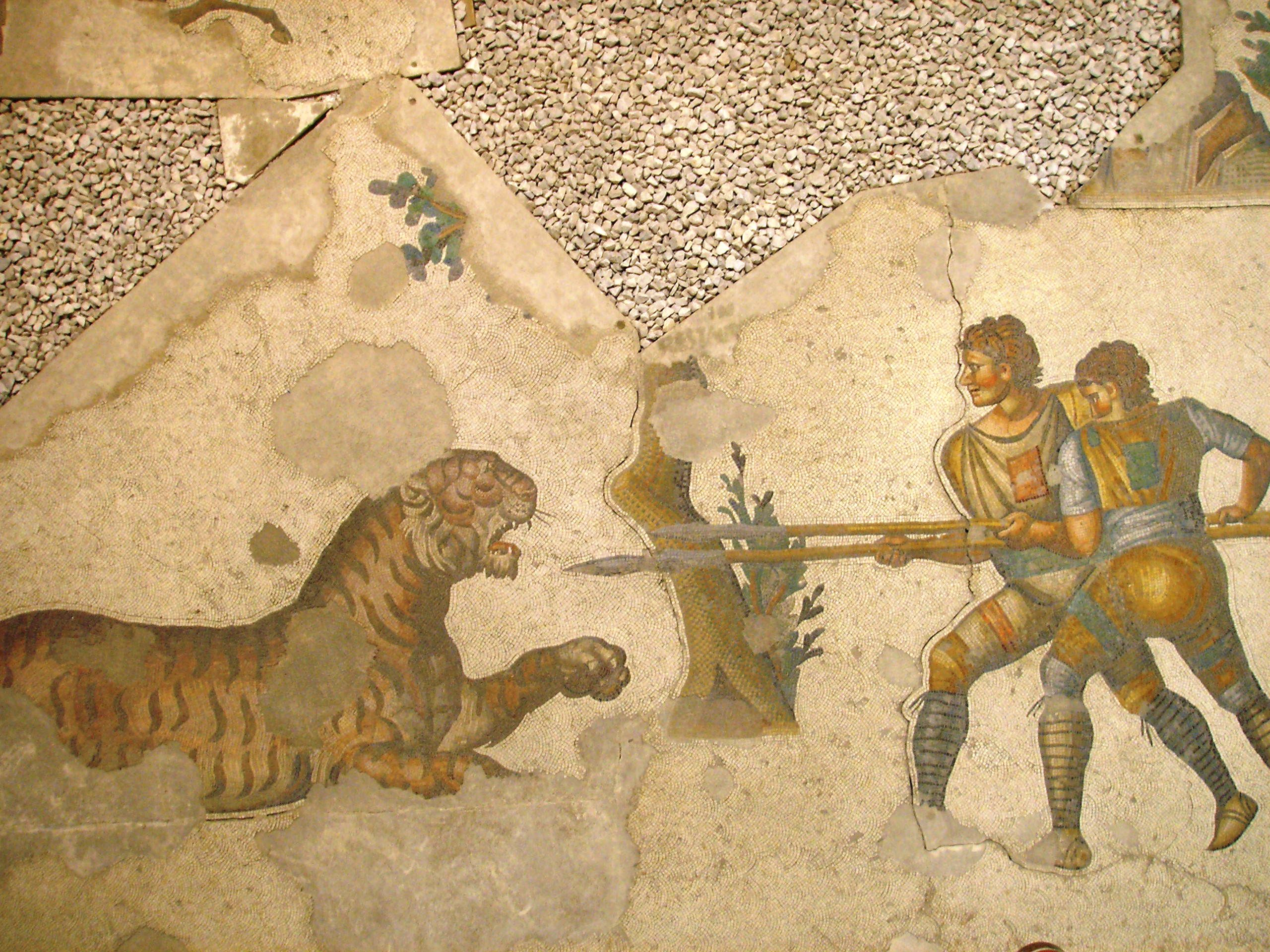
فسيفساء بيزنطي من القرن الخامس
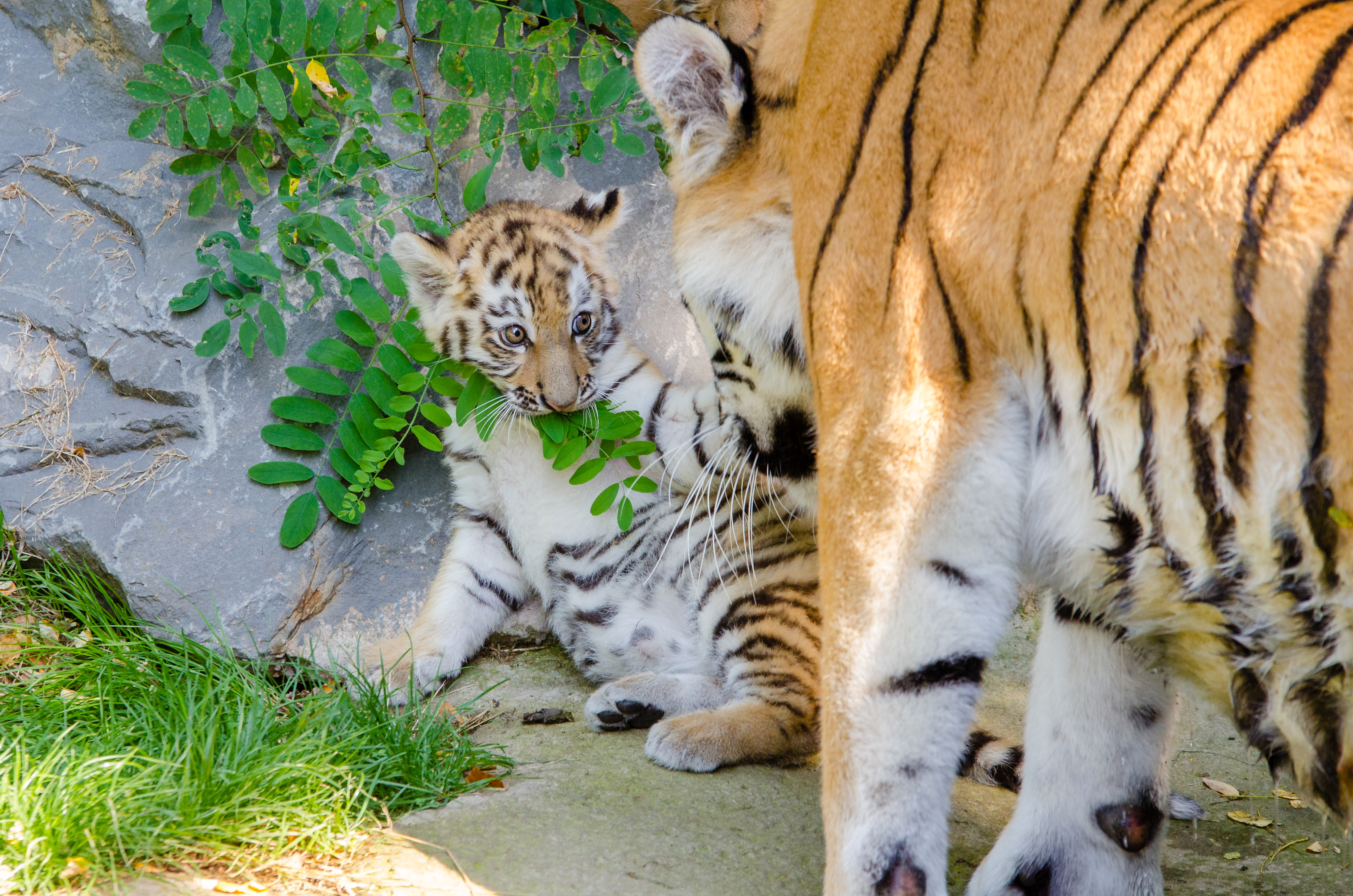
فِزْر مع فَزَارة (أمه)
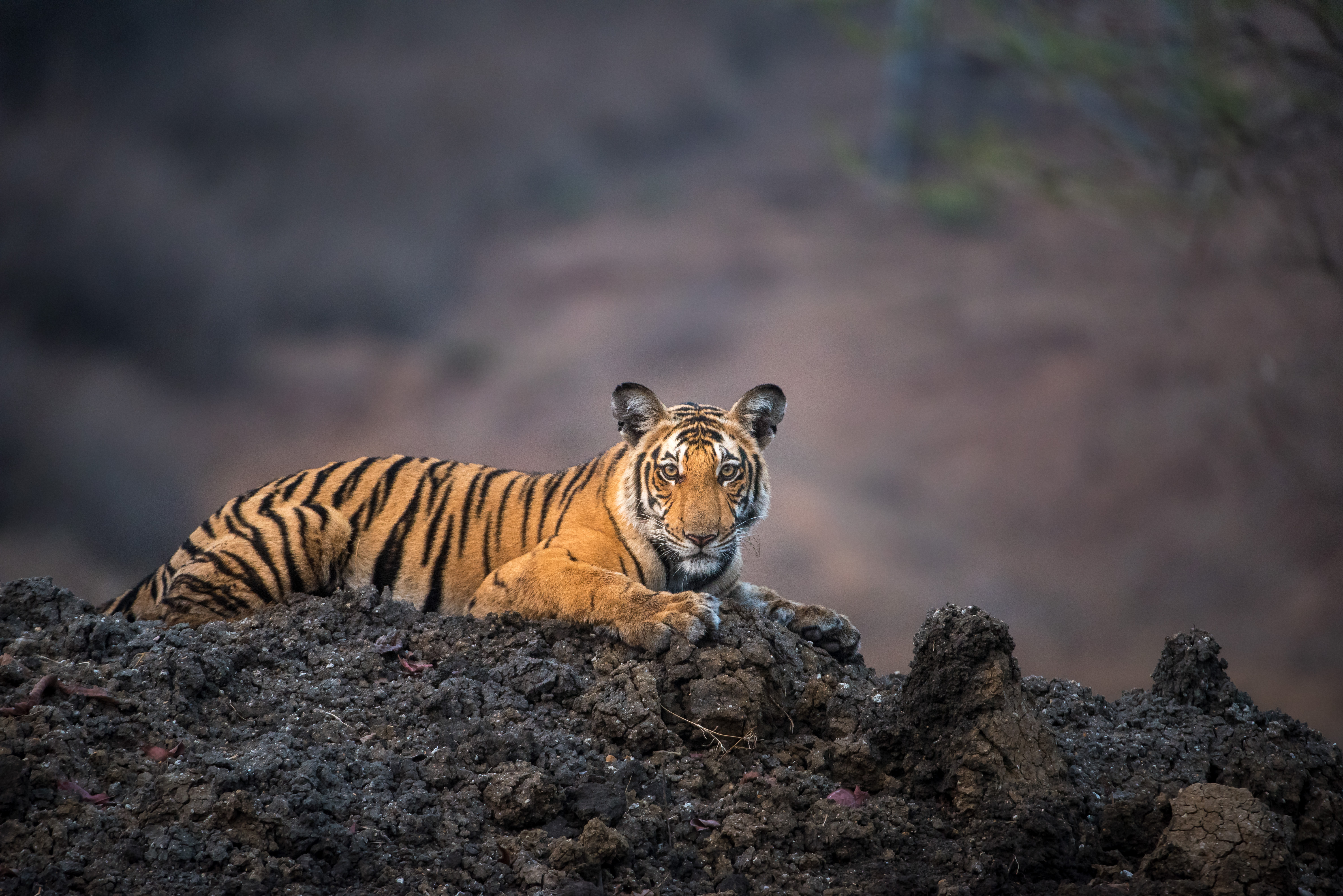
صورة لببر سنة 2017
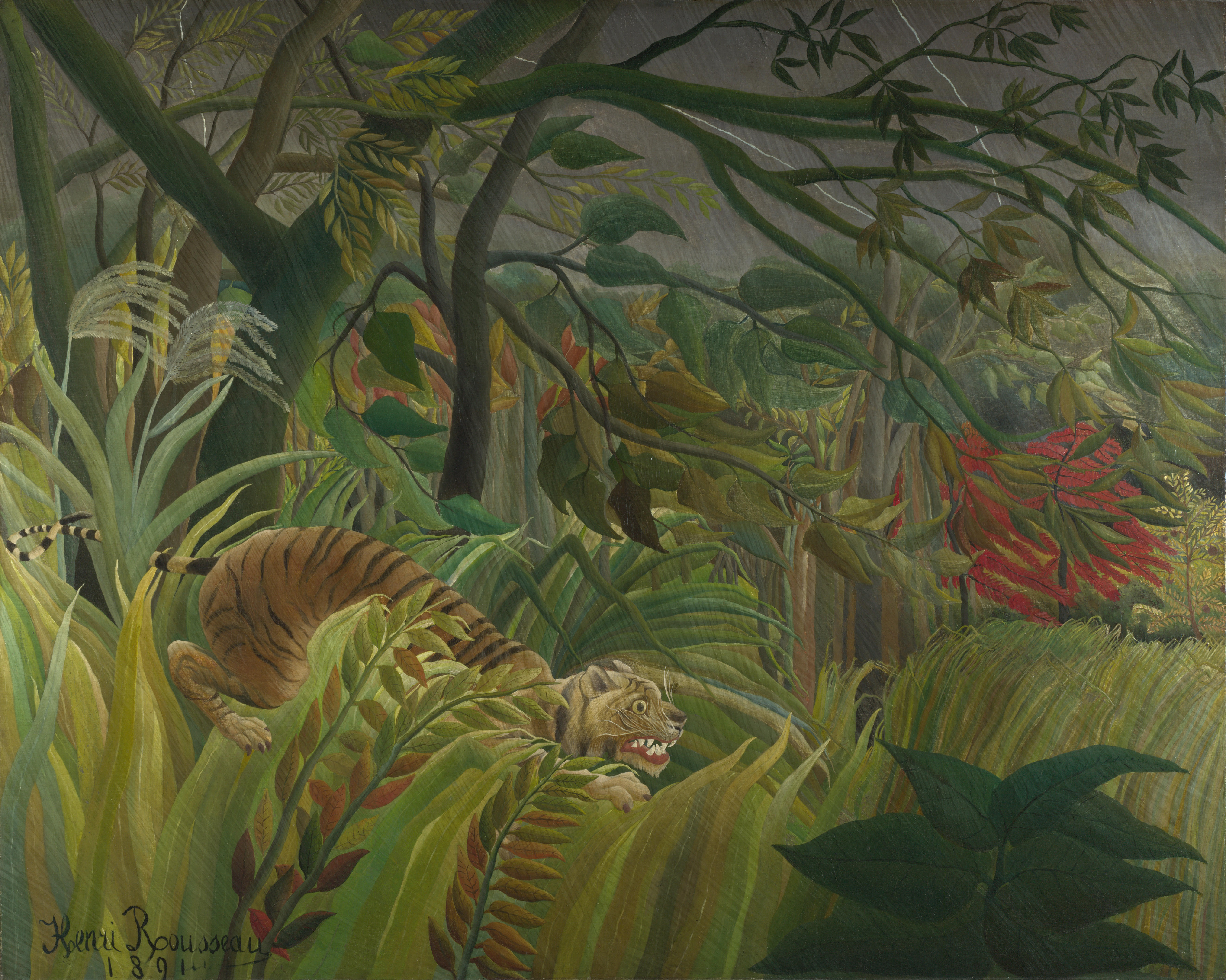
الببر في عاصفة استوانية لهِنْرِيْ رُوْسو في سنة 1891
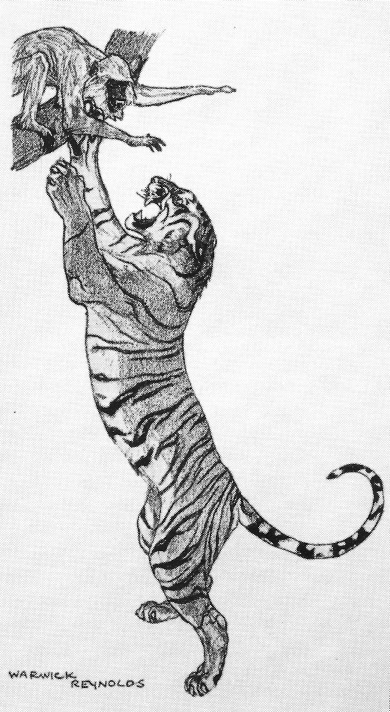
رسم من القرن التاسع عشر -للرسام البريطاني وُورِك رَينُلْدْز- يظهر ببراً وهو يقفز ليمسك بسعدان اللانغور
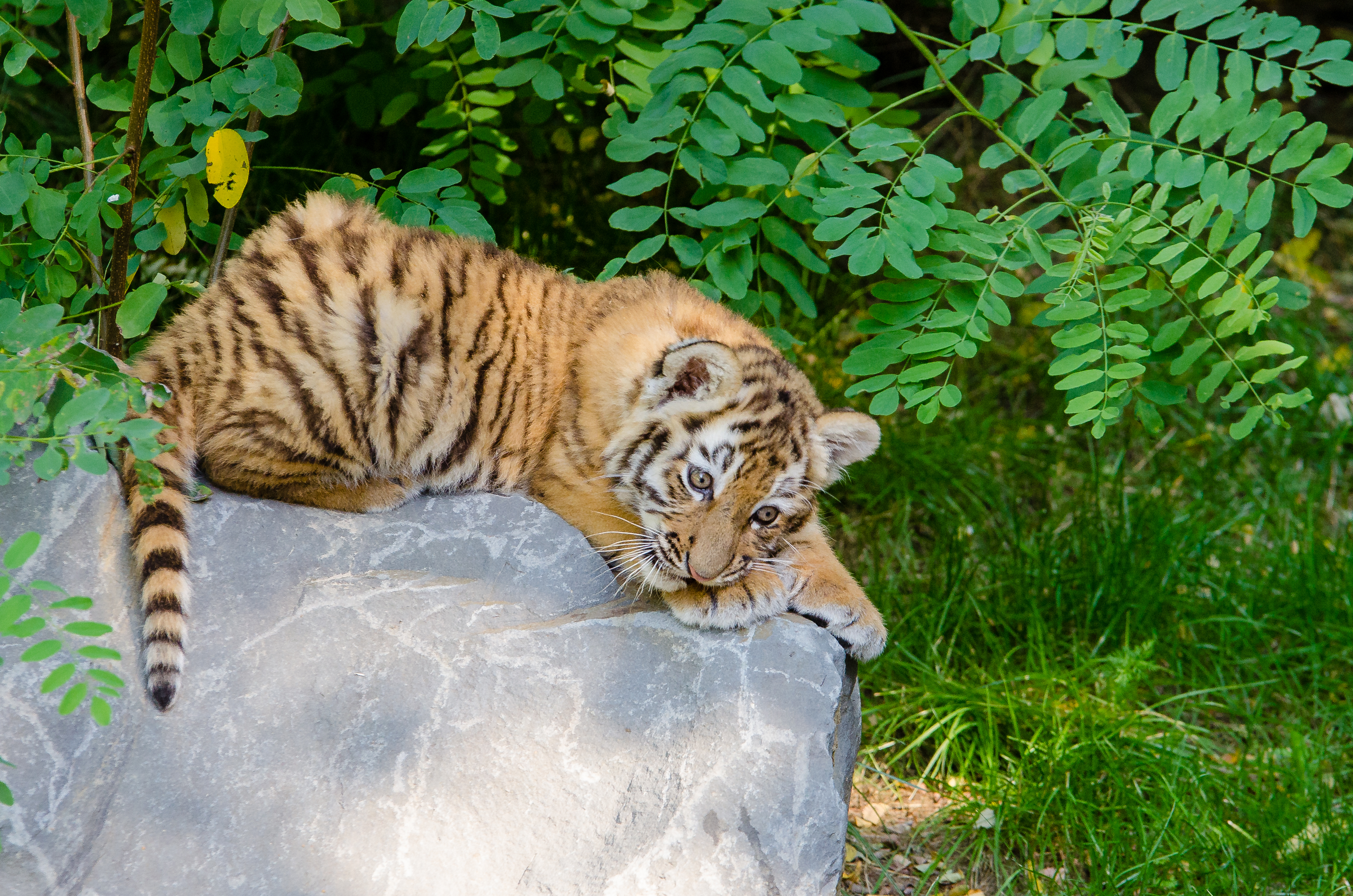
فِزْر (صغير الببر)
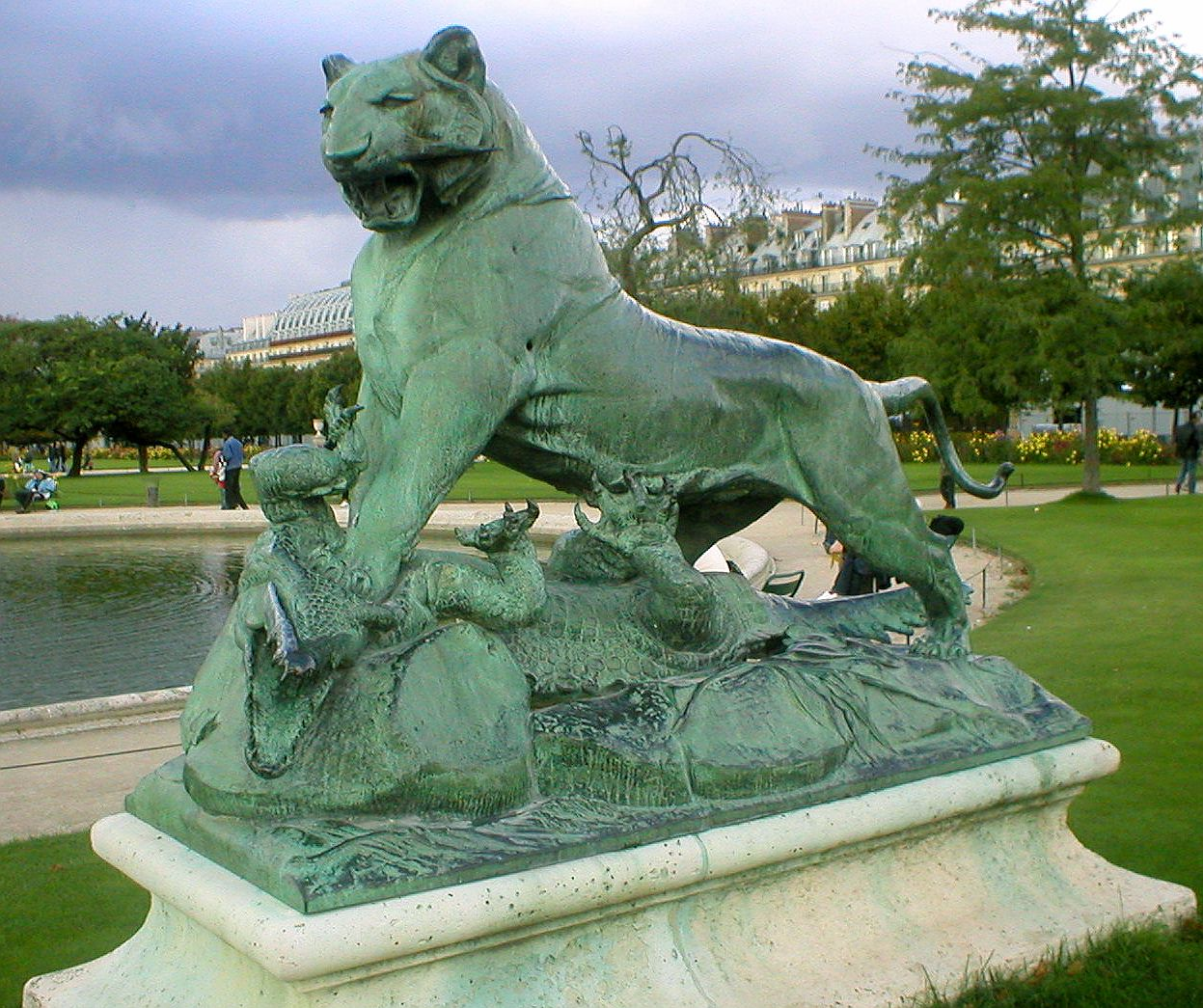
تمثال لببر يضرب تمساح
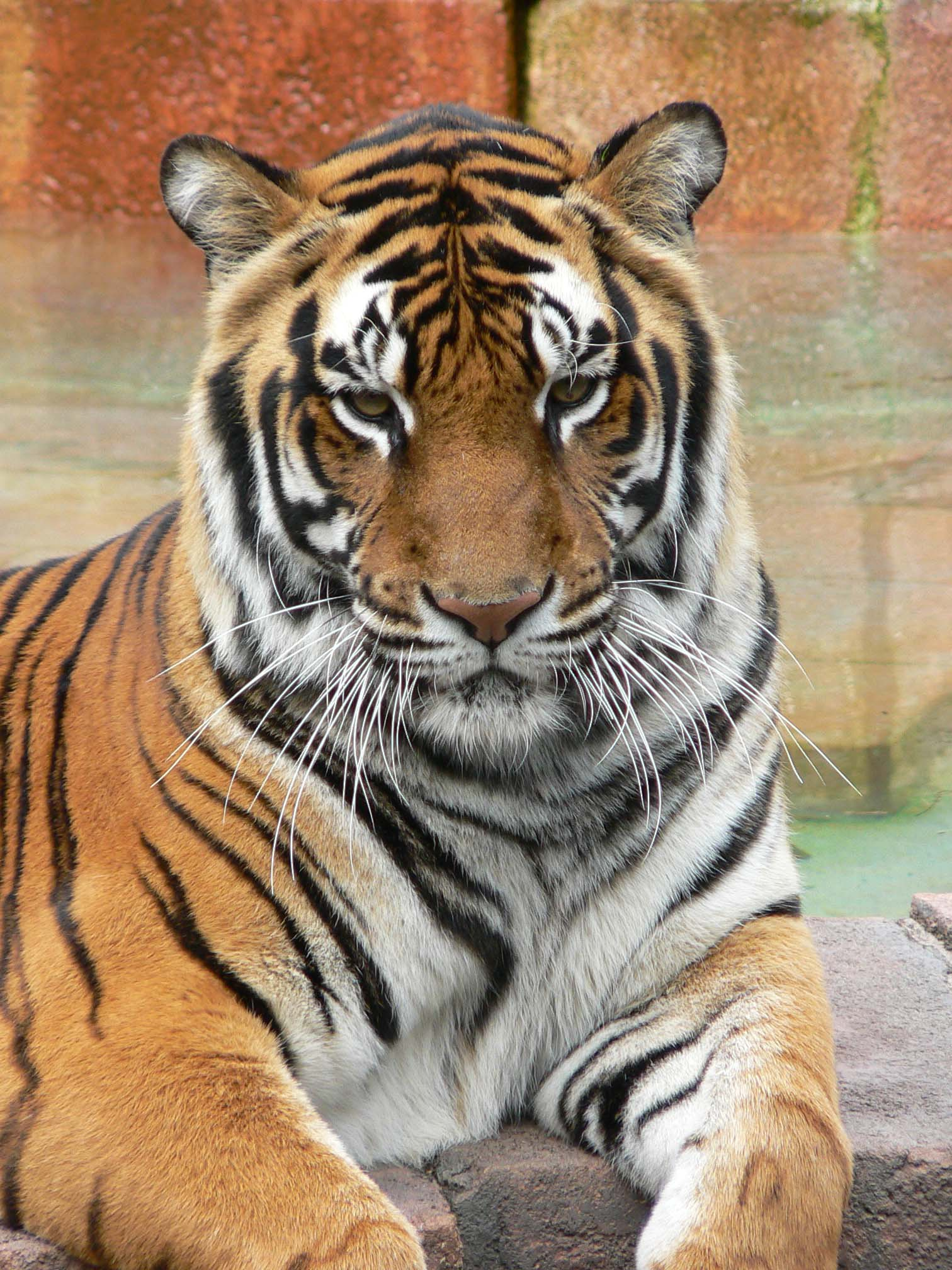
صورة لببر في سنة 2006
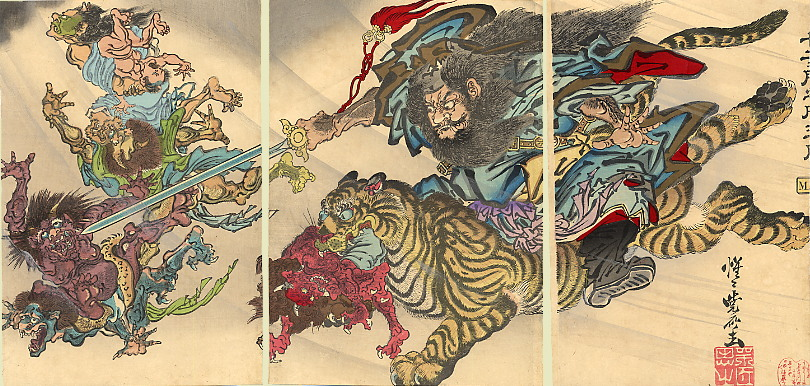
رسم لببر يصطاد الشياطين
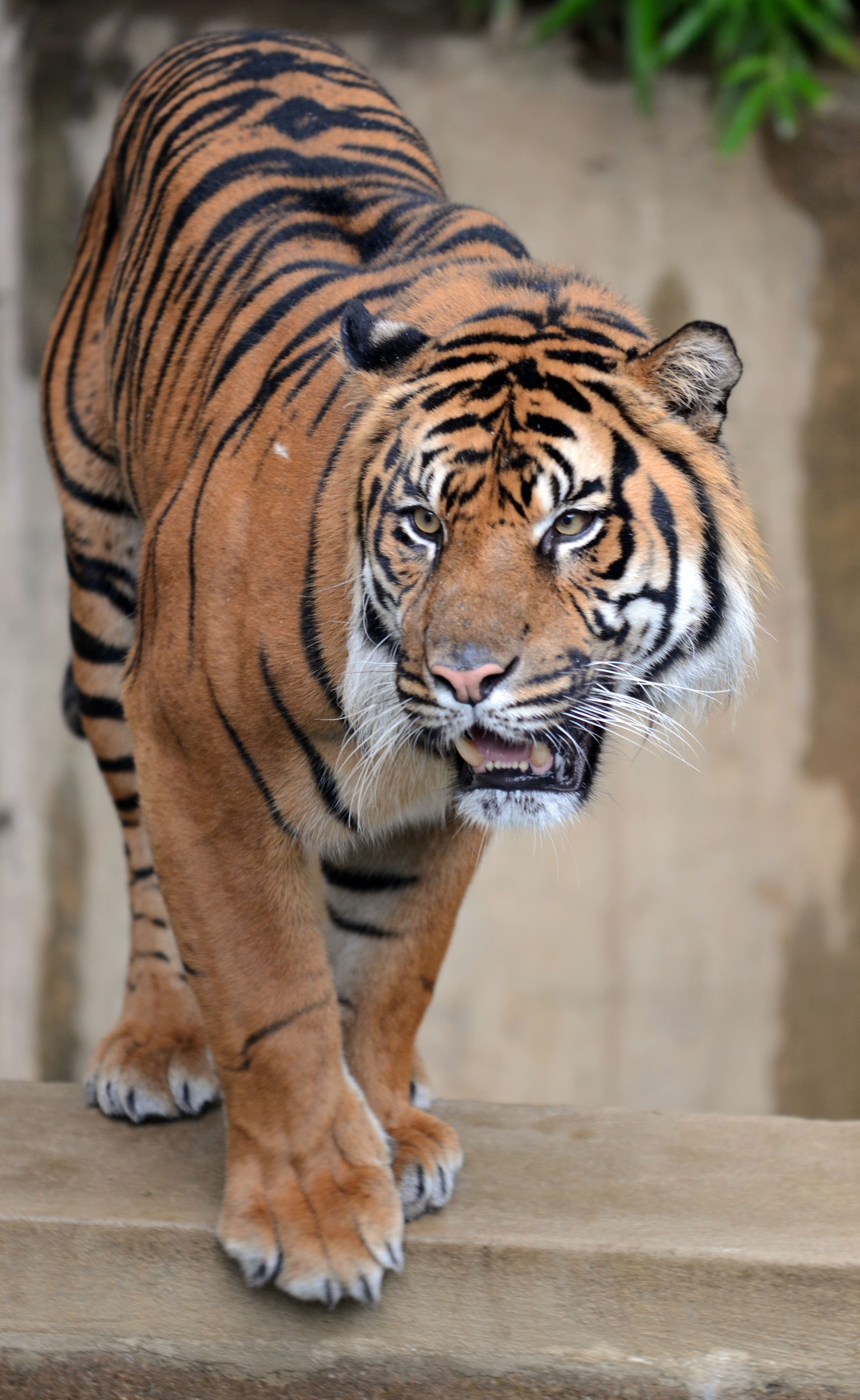
ببر واقف
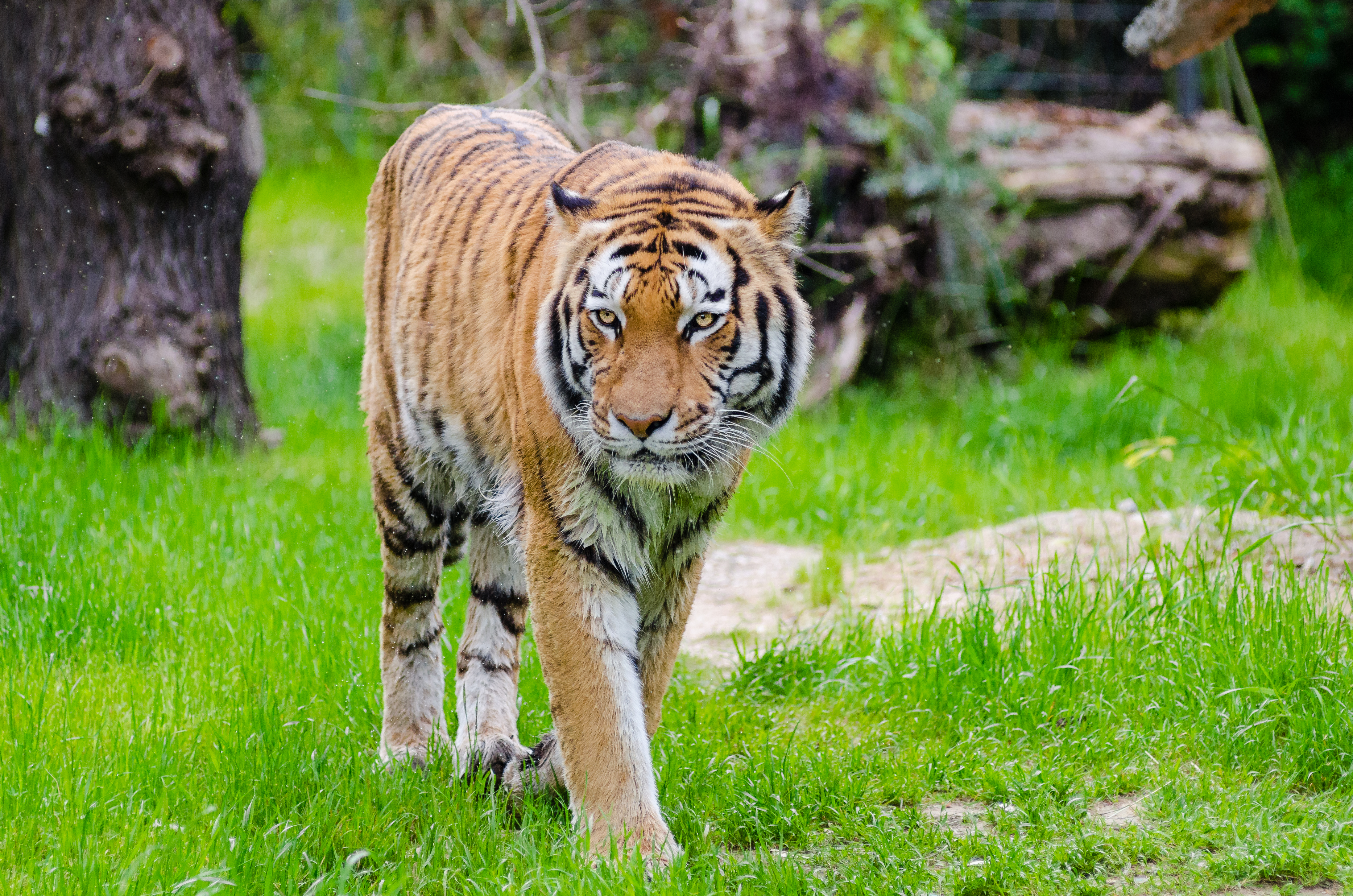
صورة للببر
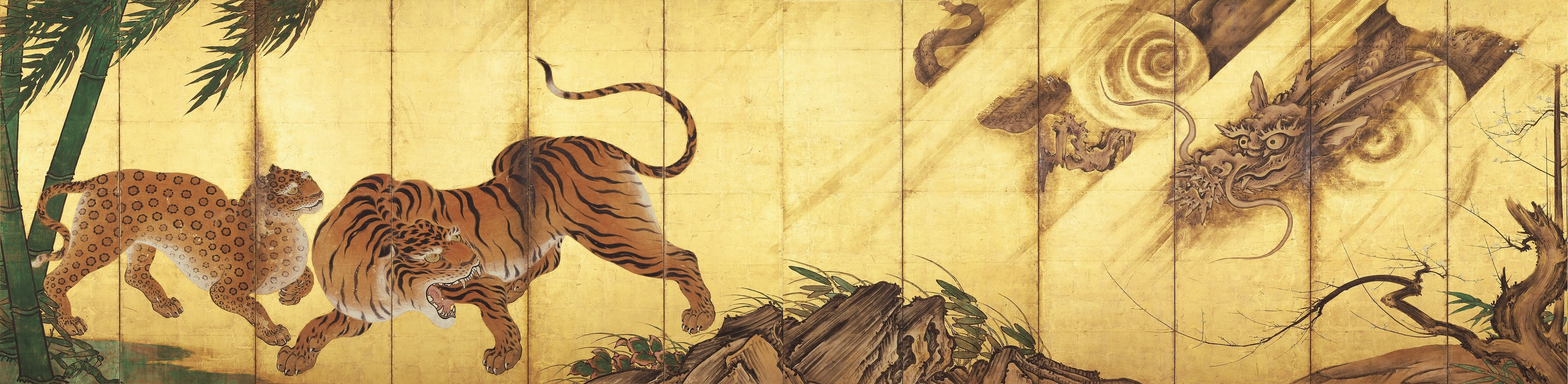
لوحة يابانية لببر مع نمر وتنين
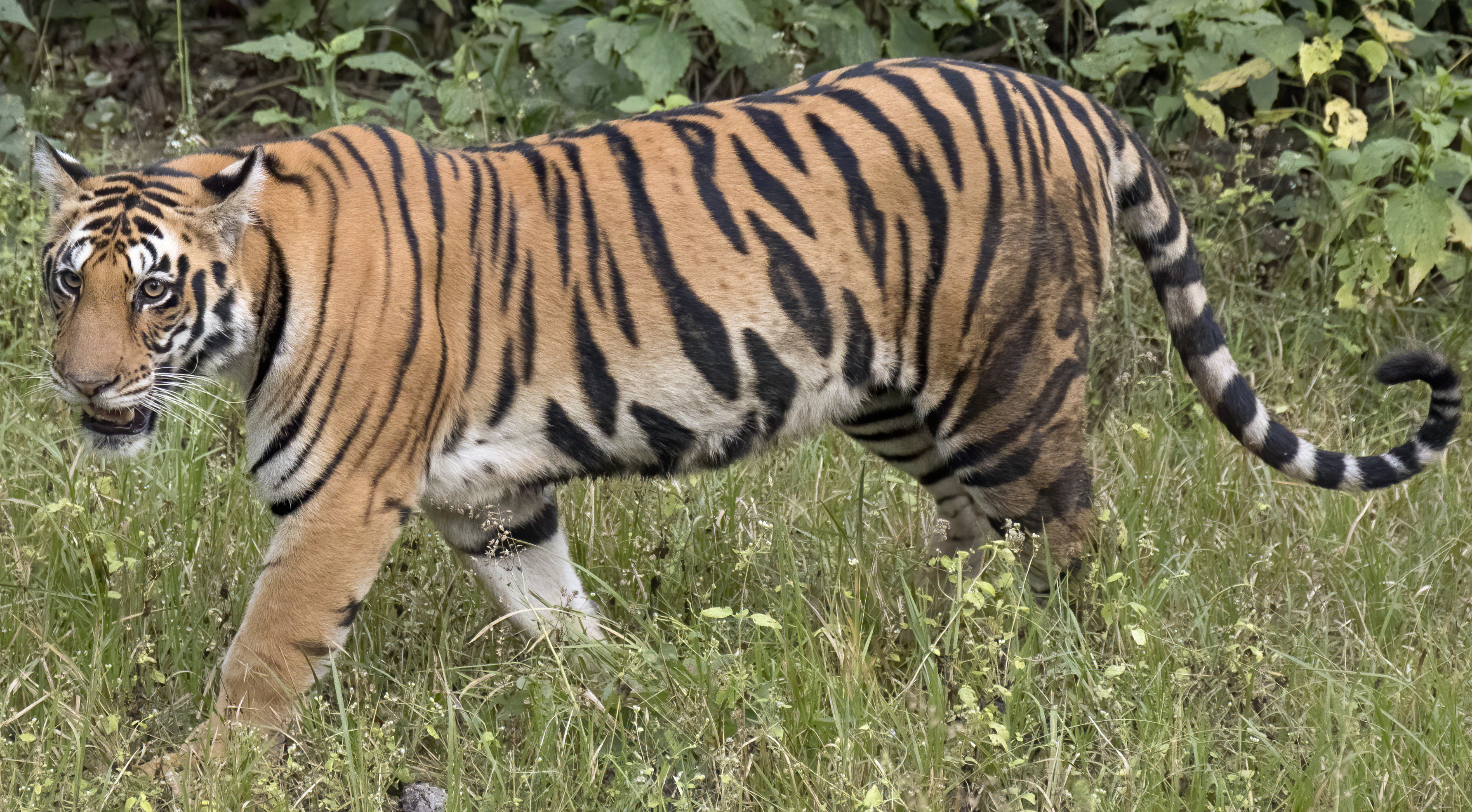
فزارة بنغالية في متنزه رانتامبور الوطني
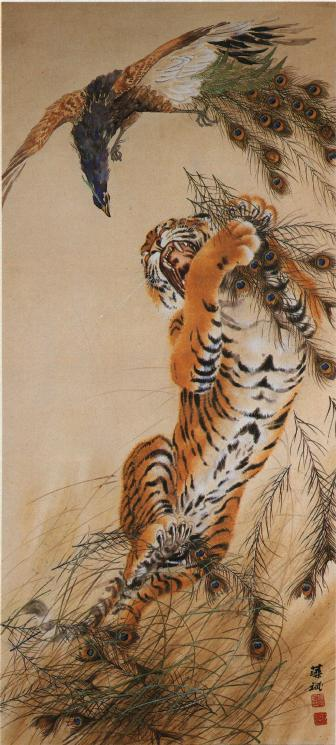
رسم صيني لببر وطاووس
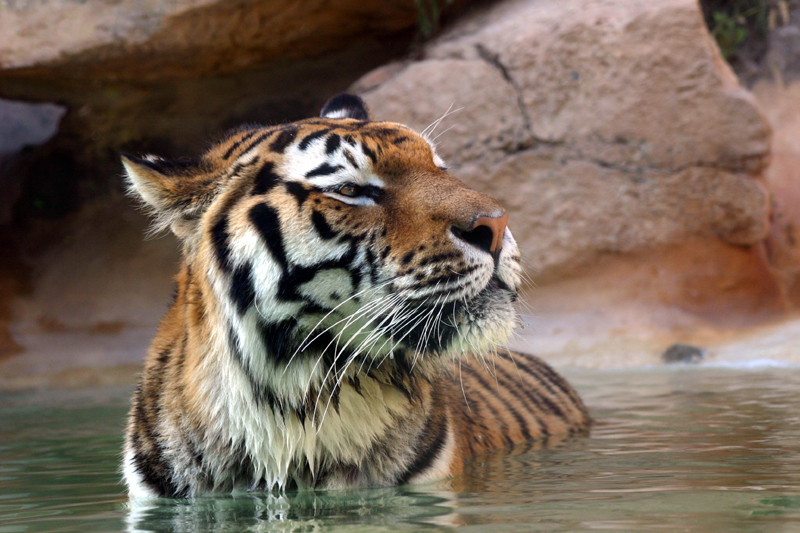
ببر في الماء
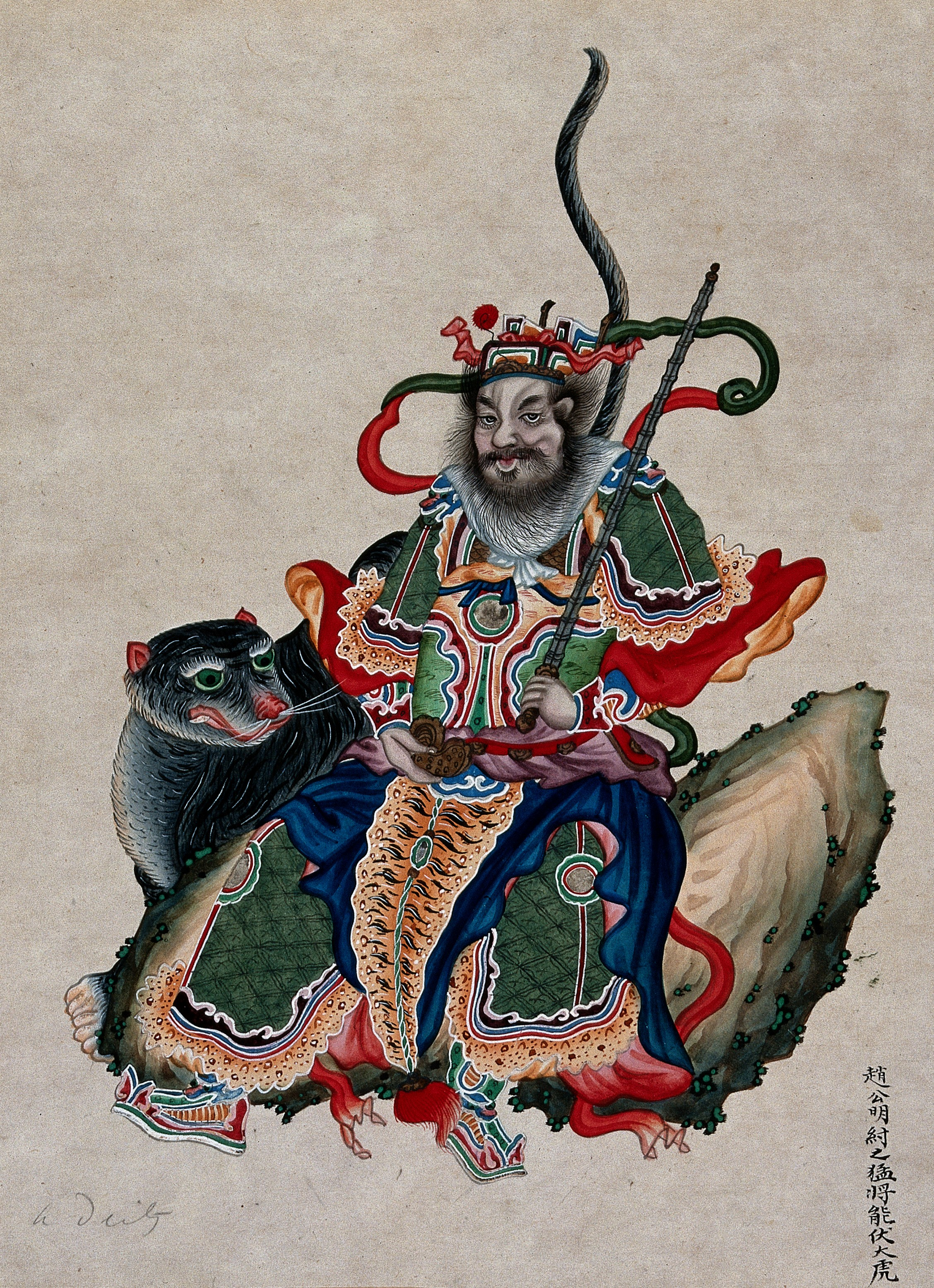
إله صيني يرافق ببر أسود
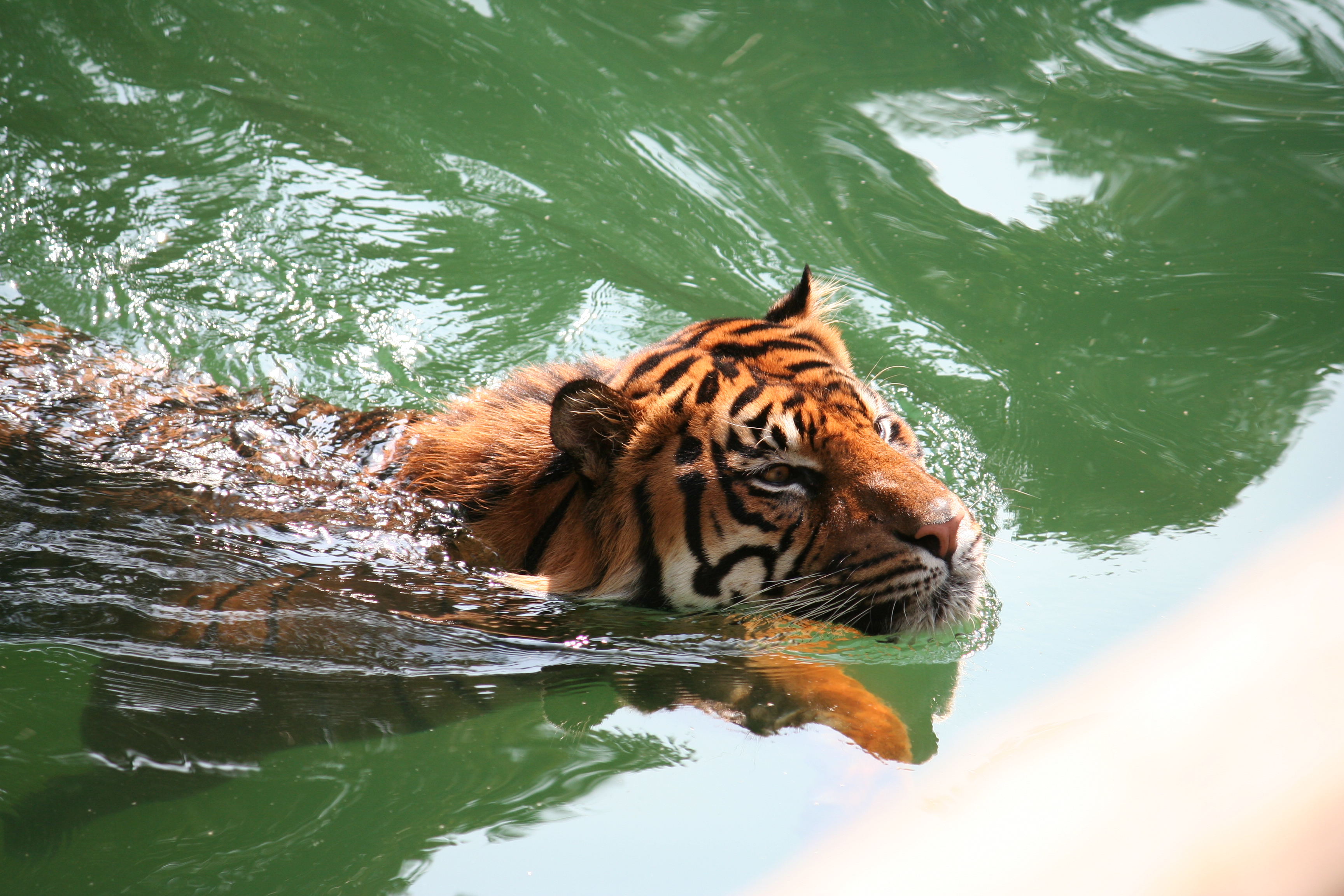
ببر يسبح
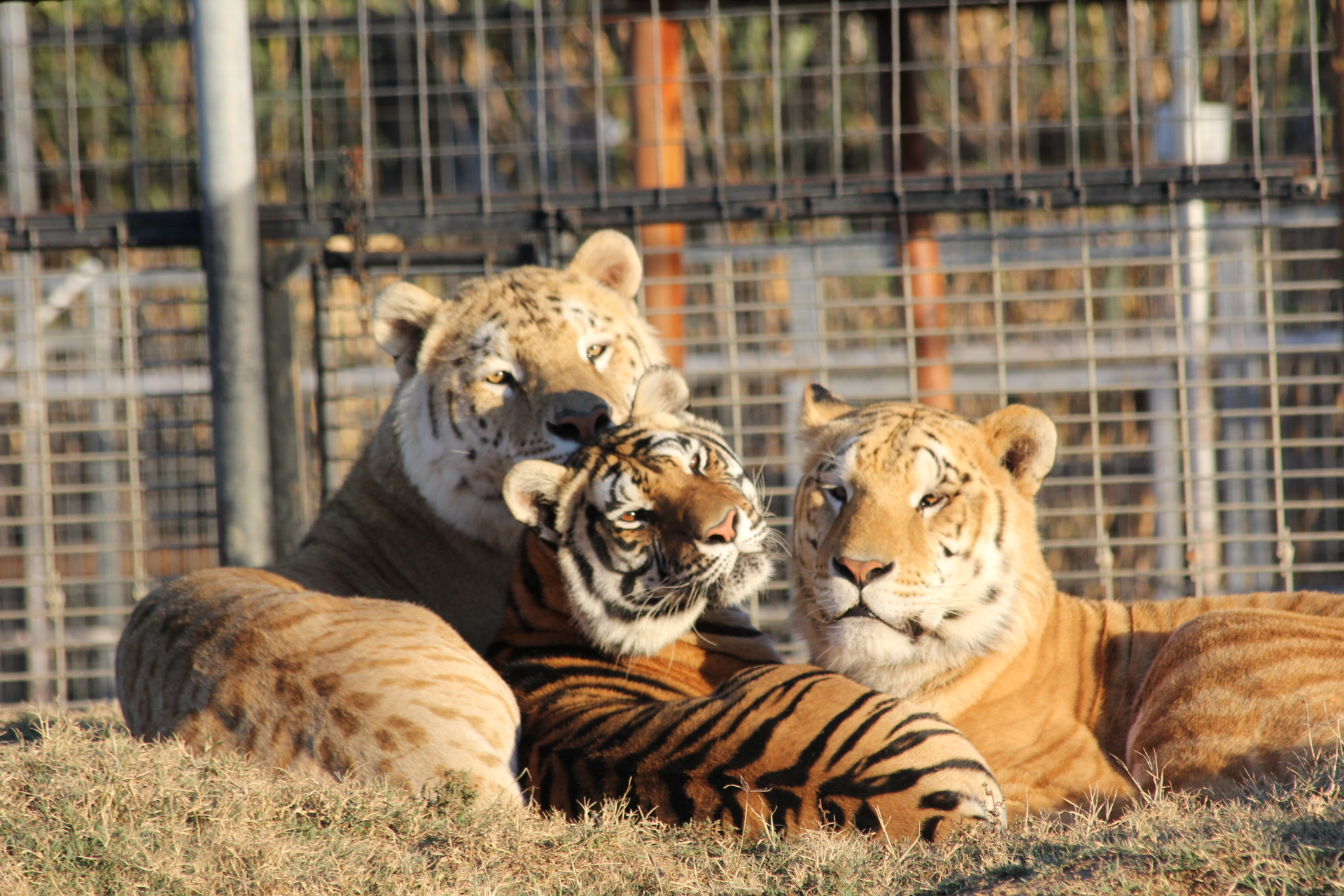
اثنين من التايلايغر مع ببر
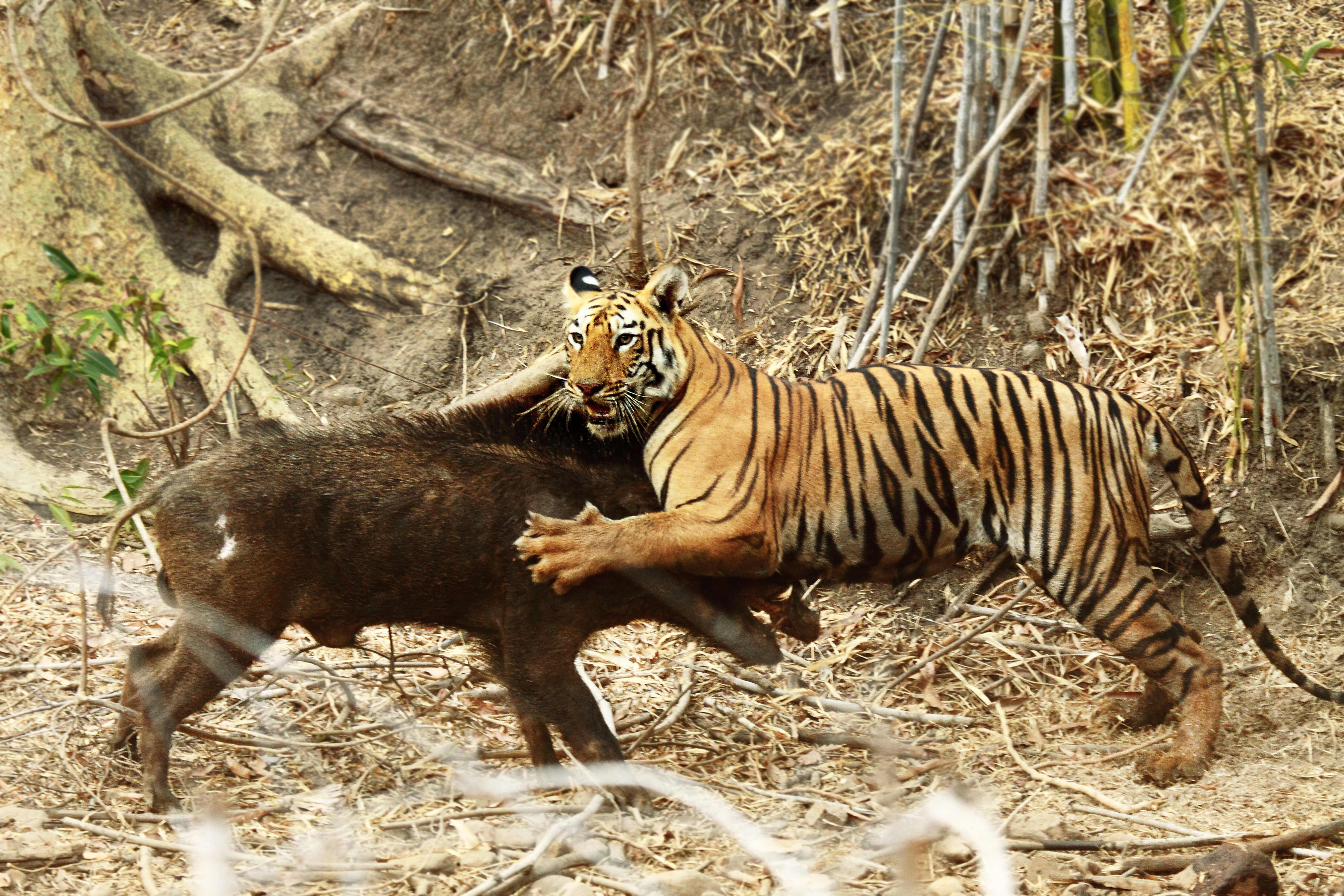
ببر بنغالي يُخضِع خنزير هندي في متنزه تادُبا الوطني
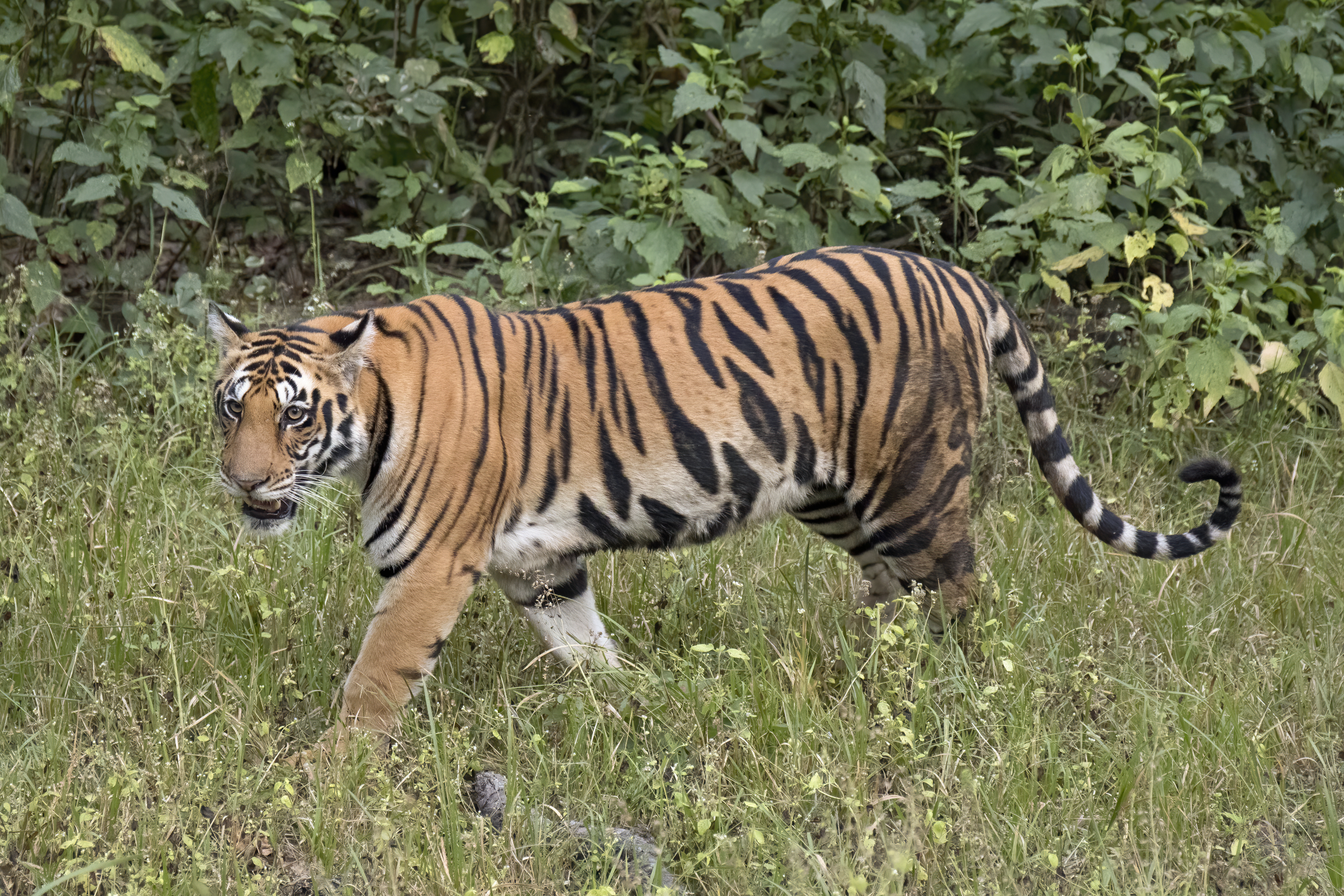
ببرة بنغالية في محمية كانها للببور بالهند

## انظر ايضًا
- قائمة أكبر القطط
- اليوم العالمي للببور
- معبد الببر
- الأسد ضد الببر
- دورة حياة الببر

## الملاحظات
1. ↑  تلفظ استجابة فْلِيْمِنْ
2. ↑  بالإنجليزية: Litigon، تُلفظ لَايْتايْگون.
3. ↑  بالإنجليزية: Tiliger، تُلفظ تَايْلايْگَرْ.
4. ↑  بالإنجليزية: Titigon، تُلفظ تَايْتَايْگوْنْ
5. ↑  بالإنجليزية: Tigard، تُلفظ تَايْگَارْدْ
6. ↑  بالإنجليزية: Tiguar، تُلفظ تَايْگْوار
7. ↑  بالإنجليزية: Leoger، تُلفظ لِيوگَر.
8. ↑  بالإنجليزية: Jager، تُلفظ جَاْگَّرْ
9. ↑  تُلفظ الگلادْيَيْتِر
10. ↑  لفظ اسمها هو دُوْرْگَا
11. ↑  تلفظ پاندِيا
12. ↑  تلفظ چِراڤِيون
13. ↑  تُلفظ تَاْمْپِيْرَه تايْگَرْز
14. ↑  تُلفظ تَاْمْپِيْرَه

## وصلات خارجية
- الببور في أكبر غابات القرم (المنغروف) في العالم.
- الببور من شبكة بي بي سي.
- تأمين مستقبلاً للببور في البرية.
- مركز العناية بالسنوريات الكبيرة وإجراء البحوث المتعلقة بالحيوانات.
- صندوق أنقذوا الببور.
- أنقذوا ببور الصين، معلومات تتعلق بمشروع إعادة تأهيل ببور جنوب الصين في جنوب أفريقيا.
- الببور في مأزق، معلومات حول الببور المختفية من على وجه الأرض.
- هل يمكن لببور الهند أن تتفادى الانقراض؟، بقلم فالميك ثابار حول مسألة أزمة الببور.
- موقع ملجأ تايغر هيفن (جنة الببور).
- الصفحة الرئيسية لموقع تايغر كانيون (وادي الببور)، معلومات تتعلق بمشروع إعادة تأهيل الببور المهجنة لإطلاقها بالبرية.
- الموقع الرسمي لمنتزه كانا القومي.
- ببور القرن الواحد والعشرين، تجميع تبرعات لصالح مشاريع الحفاظ على الببور والحياة البرية.
- فيديو يظهر ببراً بنغالياً يقفز عمودياً بعلوّ رأس فيل. على يوتيوب
- "الببر Panthera tigris". الاتحاد الدولي لحفظ الطبيعة المجموعة المتخصصة بالسنوريات. مؤرشف من الأصل في 2020-08-03.